# マルクス主義批判

カール・マルクス

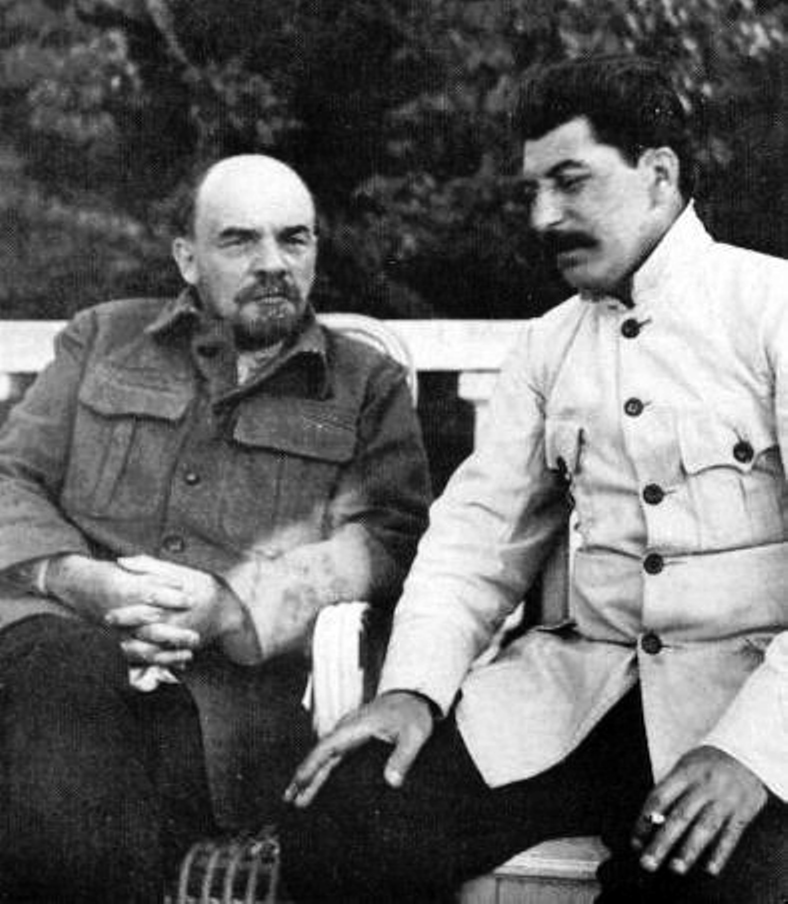
レーニンとスターリン

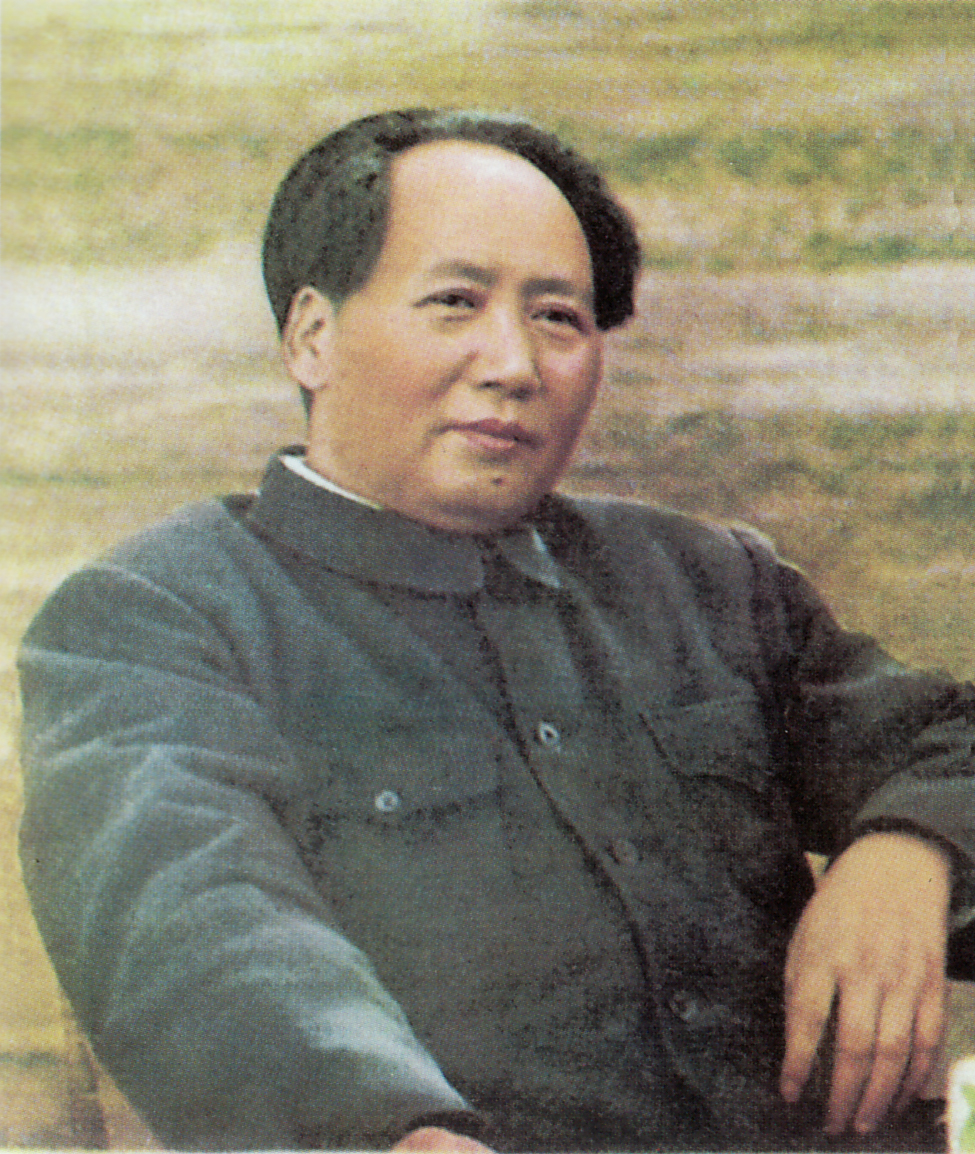
毛沢東

マルクス主義批判（マルクスしゅぎひはん、英: Criticism of Marxism）または反マルクス主義 (英: Anti-Marxism)は、社会思想家カール・マルクスの思想およびそれを継承発展させたマルクス主義に対する批判である。マルクス主義は、歴史、経済、政治、哲学の分野に及ぶ思想体系であり、さまざまな政治的イデオロギーや学問的見地からの批判がある。マルクス主義における教条主義、内的整合性の欠如のほか、決定論とそれに伴う個人の権利・人権・自由の抑圧の是非、マルクス経済学における価値理論の歪み、インセンティブの低下の問題、その他、哲学的・認識論的な問題などが議論されている。また、レーニン・トロツキー・スターリンが作ったソビエト連邦の共産主義体制（レーニン主義、マルクス・レーニン主義、トロツキズム、スターリニズム）、毛沢東やポル・ポトへの批判も含む。
なお、マルクス自身はフランス労働党に対して「私はマルクス主義者ではない」とのべたことがある。

## 社会主義の潮流における批判

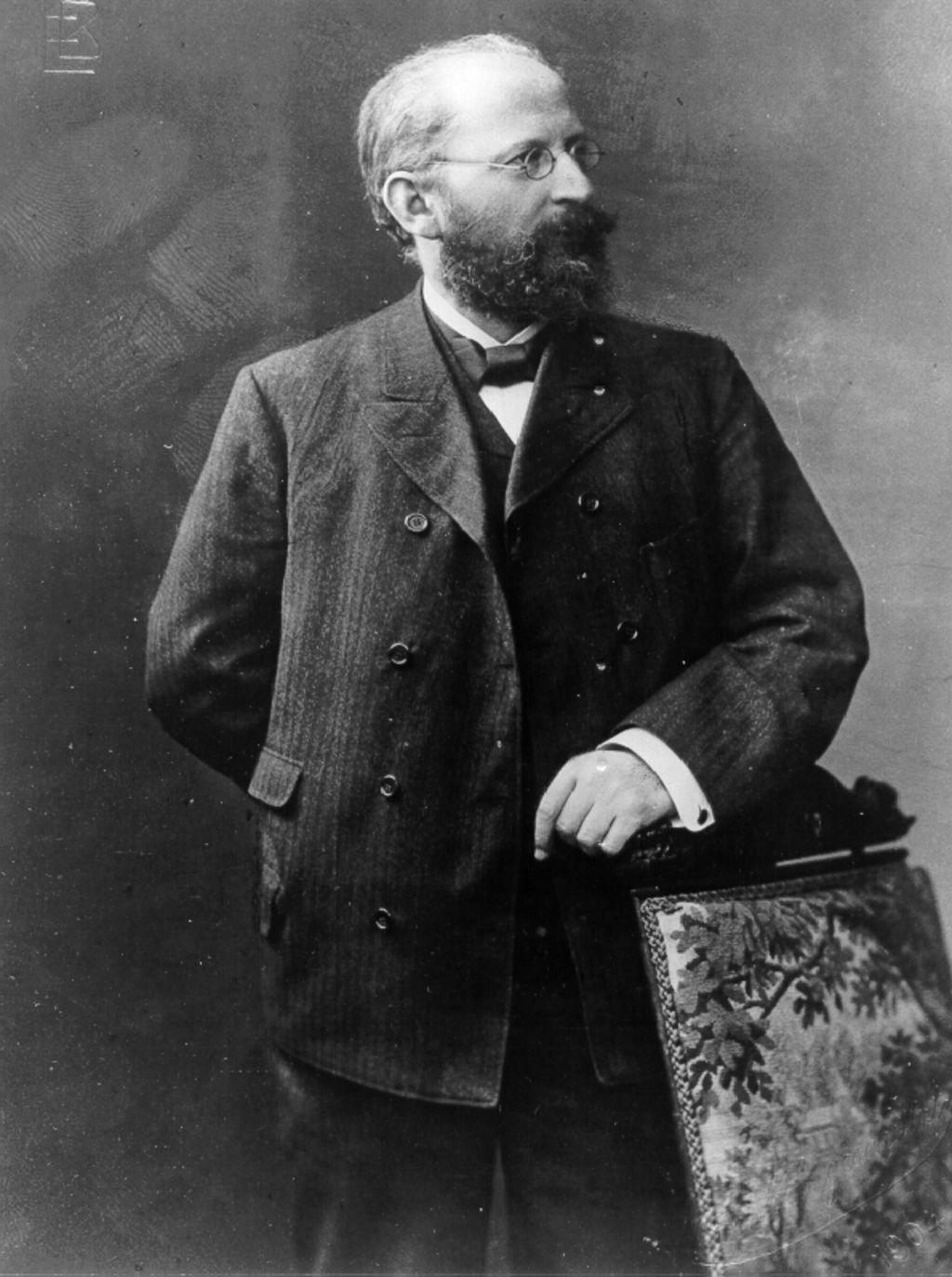
エドゥアルト・ベルンシュタイン（1895年）

社会主義には、マルクス主義を含めて様々な潮流があるが、政策方針や政治的態度、資本主義の分析などをめぐって相互に議論と批判がなされてきた。社会民主主義者や民主社会主義者は、階級闘争とプロレタリア革命を通してのみ社会主義が実現するとするマルクス主義を批判する。民主社会主義は共産主義の権威主義にも反対する。唯物史観や労働価値説といったマルクス主義理論の基礎を拒絶したうえで、社会主義を目指す社会主義者もいる。
エンゲルスとも親交のあったドイツの社会民主主義者エドゥアルト・ベルンシュタインは、独占資本の形成が資本と労働の敵対関係を変化させたとして、剰余価値論、資本蓄積論、貧困化論などを批判し、またプロレタリア独裁の観点を排撃し、民主主義的改良による社会主義を唱えた。ベルンシュタインは『社会主義の諸前提と社会民主主義の諸課題』『進化論的社会主義』(1899)などで、農民は没落していないし、中産階級も消滅していない、貧困と隷属は増加してはいないとし、てマルクスの予言は数十年のヨーロッパ社会の発展によって誤っていたことが証明されたと論じた。ベルンシュタインによれば、イギリスの労働者はますますブルジョワ的になってきているし、一方のブルジョワジーは社会改革に真剣に取り組んでいる。社会もかつて以上に二極化してもおらず、賃金が上昇した理由をマルクス経済学者は説明できていないとして、マルクス主義の予言の多くが誤りだったと指摘した。個人の自律のような自由主義的な価値の実現を目指したベルンシュタインは、民主主義は手段にして目的であり、社会主義を目指して戦うための武器であり、民主主義において選挙権は人々を相互に潜在的なパートナーにするのであり、そのような潜在的な協力関係はやがて真のものとなるだろうと論じた。そして、マルクス主義のプロレタリア階級独裁理論を「政治的先祖返り」だとして退けた。また、社会主義は議会活動を最大限に利用すべきだと主張した。カール・カウツキーらは、ベルンシュタインを修正主義として批判して排斥し、論争になった。ローザ・ルクセンブルクは、革命の放棄は、社会主義の放棄だと批判し、別の社会主義者は、ブルジョワ政治に参加する社会主義者は敵に降伏していると批判した。
アナキズムはプロレタリア独裁に反対した。アナキストは、中央集権的な共産主義は必然的に強制と国家による支配の強化につながると主張している。ロシアの無政府主義者バクーニンは、マルクス主義政権が実現すれば、共産党員がやがて新たな貴族となり、貴族制による専制政治をもたらすだろうと批判し、この新しい貴族制は、プロレタリア階級の中から生まれたとしても、新たに創設された権力は社会の見方を変容させ、「普通の労働者大衆」を見下すようになるだろうと批判した。また、バクーニンは「マルクスには自由の衝動が欠落していた。マルクスは頭のてっぺんからつま先まで権威主義者である」として、共産主義の権威主義的精神や中央集権主義・国家是認論を批判した。これに対してマルクスらは、バクーニンは「無政府」というアイデアを社会主義理論から盗み、すぐに国家を廃止しようと主張するが、階級の廃止が到達されたら、国家権力は廃止されるのでなく、消滅するのであり、バクーニンの国家の廃止とは新しい国家の樹立にすぎないと反論した。しかし、法哲学者ハンス・ケルゼンによれば、このバクーニン批判は公正ではない。なぜなら、マルクスにおいても、プロレタリアの政権掌握後の独裁は、無政府・共産の社会ではなく、国家であるからだ。なお、ケルゼンは、バクーニンは経済理論においてマルクス主義者であり、マルクスは政治理論において無政府主義者であって、両者の相違は性格の相違であったと述べ、共産主義を無政府主義の一種とする。
また、イタリアの共和主義者で革命家のジュゼッペ・マッツィーニは、第一インターナショナルに参加したが、資本家と労働者の友愛的連合を理想とし、マルクスの社会主義を神と財産を否定するものとして批判した。
マルクスは、資本主義による発展は収奪をもたらし、必然的に労働者が窮乏していくという窮乏化理論を歴史の法則として主張した。しかし、マルクスの予想に反して、19世紀末にブルジョア国家は、重要な政治的社会的経済的改革に着手し、資本主義は崩壊するどころか、強化された。マルクス主義は、グローバル化と急速な社会的変化に苦しむ人々の精神的状況に歩調を合わせることができず、代わって登場したのは、自由資本主義によって引き起こされた混乱と腐敗した非道徳的なブルジョア世界に終止符を打ち、目的意識と団結の感覚を回復することを約束するナショナリスト運動だった。このような状況のなか、マルクス主義は以下の三つに分岐していったと政治学者シェリ・バーマンはいう。
1. 正統派マルクス主義は、資本主義の崩壊が差し迫っているという予言についてはマルクスが間違っていたかもしれないが、資本主義は無期限に存続できないと主張したことは基本的に正しいと主張した[18]。
2. レーニンらの修正主義者[注 1]は、マルクス主義の経済的決定論と受動性を拒否し、より良い世界を革命によって創造しなければならないと主張し、実際にロシア革命を起こし、ソビエト連邦を建設していくなかで、残忍な手段を正当化し、恐怖政治への道を開いていった[18]。
3. 社会民主主義は、民主主義国家の政治力を利用することで、資本主義の欠点を最小限に抑えながら利点を最大化することが可能であると主張した[18]。

法哲学者ケルゼンも、社会民主主義が民主主義を支持し続けたのに対して、共産主義は民主主義と絶縁したことで、共産主義と社会民主主義は分離したという。
戦間期の大恐慌という世界的な危機的な状況に対してマルクス主義は、経済は政治よりも強力であり、経済への干渉は事態を根本的に変えることはなく、逆効果でさえあるとし、資本主義の危機に対応してできることはほとんどないと信じていたため、なんの対策も提案しなかった。たとえば、ドイツ社会民主党のヒルファディングは、歴史の原動力は「資本主義の論理」であるため、大恐慌を政治が自力で解決できないとして、経済政策は役に立たないと主張するだけだった。
これに対して、ベルギー労働党のヘンドリック・デ・マンは、大恐慌に対する政府の積極的な対応と資本主義の変革を提案し、スウェーデン社会民主党は、資本主義を内部から再構築するための野心的な試みを開始した。こうした一部の現実主義的な社会民主主義は、ファシズムとナショナリズムの支持層の不満に対応しない危険性を認識し、階級闘争戦略ではなく、人々の共通の利益を重視し、階級を超えた戦略を主張し、経済の社会化に取り組んだ。
世界大戦が終了すると、西側諸国は、大恐慌から世界大戦に至った歴史的経緯を反省し、国家と市場の新しい関係の必要性を認識した。モーゲンソー米国財務長官は、ブレトンウッズ会議で、大恐慌による苦難は、ファシズムと戦争をもたらしたが、各国は資本主義の悪影響、市場の混乱から人々を守るために市場を規制していく必要があると主張した。アメリカ主導のブレトン・ウッズ体制のもと、西側は急速な経済成長を遂げ、かつ恩恵も広く分配された。この「社会民主主義的」な資本主義は、19世紀から20世紀初頭にかけてのゼロサムゲーム的な資本主義にとって代わり、極左と極右への支持を弱め、民主主義への支持を高めた。
しかし、1970年代には、戦後経済秩序は勢いを失い、さらに共産主義が自壊していくと、市場は放っておいたときに最もよく機能するとして市場への政府の干渉を少なくしようとする市場主義を促進する新自由主義が台頭した。20世紀の終わりまでに、新自由主義は、戦後秩序が市場に課した制限を少しずつ取り除き、ゆっくりとした不公平な成長をもたらした。21世紀にかけて、各国は、市場、テクノクラートに対して徐々に力を失い、民主主義的な不満が高まり、システムの解体を約束する大衆主義の右翼運動への支持が高まると同時に、マルクス主義も再び流行しているが、その一部は再び経済の優位性に基づく議論に戻ることによって、資本主義を取り返しのつかないものと非難して、現在の危機に反応している。経済社会学者ヴォルフガング・シュトレークは、現在の危機の本質は、資本主義市場と民主主義政治との対立であり、2つが和解できると仮定するのはユートピア的なファンタジーだと主張する。
このような議論に対して、政治学者シェリ・バーマンは、20世紀の世界大戦後に、資本主義と民主主義が、社会民主主義的和解によって友好的に共存できることが証明されたのは、政治の優位性への信念を通してのみであったとし、マルクス主義は最終的に政治を無視したことが致命的な欠陥であったと批判する。バーマンによれば、社会民主主義は、マルクス主義の経済決定論と自由放任主義に反対して、資本主義のマイナス面を最小限に抑えながら、プラス面を最大化するために政治権力を利用することを主張し、その結果、今日ヨーロッパの基本的な社会民主主義秩序を形作った。バーマンは、資本主義による経済成長がなければ、欧米の生活水準の劇的な改善は不可能だったし、国家による市場の制限と社会的保護がなければ、資本主義の利益は広く分配されず、社会的安定を達成することは不可能だっただろうと述べ、この社会民主主義的妥協の成功が日常になったことで、それがどれほど変革的であったかは忘れられていることは危険であるという。

## 唯物史観への批判
唯物史観（史的唯物論）はマルクス主義の基礎をなしており、人間の歴史の発展、労働、生産の役割、経済社会構造、階級、国家、イデオロギー、革命論など多岐にわたって論じられる。個々の問題については、後続する各節で扱い、この節では、後続する各節では扱われないもの、および基本概念について扱う。

### 土台と上部構造

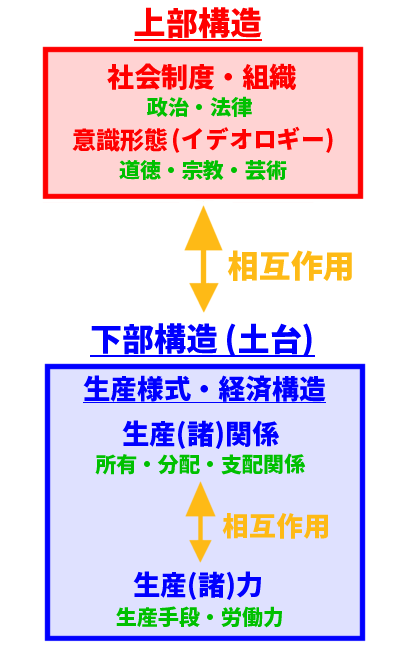
下部構造（土台）と上部構造

唯物史観では、生産様式の進歩は、必然的に生産関係（生産の社会的関係）の変化につながり、社会の経済的「土台」は、文化、宗教、政治、および人々の社会意識といったイデオロギーの上部構造を下支えし、またそこへ反映され、影響を与える、と主張される。
唯物史観は、人類の歴史における発展と変化の原因、経済的・技術的・物質的な要因、ならびに部族、社会階級、および国家間の利益の衝突を探求し、そこでは、法、政治、芸術、文学、道徳、宗教といった全ての文化事象は、社会の経済基盤の反映として上部構造を構成するとされる。多くの批判者は、これは社会の性質を過度に単純化したものであると主張し、マルクスが上部構造と呼んだ文化事象は、経済的基盤と同じくらい重要であると批判する。こうした批判に対して、エンゲルスは「唯物史観によると、歴史の最終的な決定要素は、実生活の生産と再生産である。 これ以上のことを、マルクスも私も断言していない。マルクス主義は経済的要素を唯一の決定的な要素であると主張しているという言い方は、歪曲であり、無意味で抽象的な命題に言い換えているだけだ。」と、社会の経済的基盤が唯一の決定要素であるとは主張していないと手紙で述べているが、マルクスは土台と上部構造との関係を因果関係ではなく決定関係であると主張している。
しかし、こうした批判はマルクス主義にとっても別の問題を引き起こす。上部構造が土台に影響を与えるのならば、歴史は階級闘争の1つであるというマルクスの主張は必要なくなってしまう。またこれは、土台と上部構造はいずれが先になるかという、鶏が先か、卵が先かという古典的な因果性のジレンマの議論になる。哲学者ピーター・シンガーは、この問題を解決する方法は、マルクスが経済基盤を最終的現実と見なしたことを理解することにあるという。マルクスにとって重要なのは生産手段であり、したがって人間が抑圧から解放される唯一の方法は、その生産手段を支配することであると信じていた。マルクスによれば、これが歴史の目的であり、上部構造は解放の道具とみなされる。
マルクスは上部構造は下部構造に規定されるという下部構造決定論を説いたが、現実には政治体制と経済体制にはズレが生じる場合がある。吉本隆明は上部構造は下部構造から幽霊のように疎外された共同幻想であり、宗教・法・国家はその本質の内部において、社会の生産様式の発展史とは関係がないと主張している。また、アルチュセールは、政治体制は下部構造だけでなく、もっと重層的な要素で決定されるという重層的決定を説いている。
哲学者ベネデット・クローチェは『カール・マルクスの史的唯物論と経済学』(1900)において、マルクス主義はヘーゲル主義者がイデーを神格化したように、物質を神格化しており、また、マルクスは自分が科学的解明をしていると考えているが、科学的解明とは一般に適用しうる普遍的な定式に到達することを意味するのであり、マルクスの場合は、その中核となる理論が革命家の情熱と結ばれていたために、歴史的知識をはるか遠くに拡大させ、いかなる既知の社会とも関係のない理想的で図式的な定義に行き着いてしまったと批判した。クローチェによれば、科学的法則では現実を知覚できず、具体的な経験データと確実な関係を持ち得ないとし、マルクス主義は、実証主義によるペシミズムの空虚を埋め、歴史研究に生気を吹き込んだが、それ以上の意義を持たないものであった。

### ラッセルによる批判
哲学者のバートランド・ラッセルは、哲学的唯物論は、経済的原因が政治において基本的であるということを証明していないという。たとえば、ヘンリー・バックルは風土を決定的要因とし、フロイトは性に還元するが、これらは唯物論と矛盾しないし、マルクス主義的な方式でなくとも、哲学的な意味での唯物論的な歴史観は無数にある。哲学的唯物論が真理であっても、唯物論的な歴史観は虚偽であるかもしれないし、哲学的唯物論が虚偽であっても、すべての政治的事件の根底に経済的原因があるかもしれない。経済的原因は人々の所有欲を通じて作用するが、もしこの欲望が最高であるならば、たとえ欲望が哲学的な観点から唯物論によって説明できなくても、経済的原因が最高ということになる。要するに、哲学的唯物論と唯物史観との間には、どちらの側からも論理必然的な関係はない。このことが重要なのは、マルクス主義においては、政治理論についての賛否が無関連な理由で論じられ、人間性の具体的事実にかかわる問題を決定するのに理論哲学の議論が用いられるなどし、こうした混同は、哲学と政治学の双方にとって有害なのである。
ある国の政治を決定するうえで、経済的事実が重要であるにせよ、非経済的な要因を無視すれば、致命的な過ちを犯しかねない。たとえば、ナショナリズム、ネーションの形成を決定するのは、一般的に経済的動機ではない戦時中、賃金労働者はナショナリズムの感情に身を委せ、「万国の労働者よ、団結せよ!」という共産主義の伝統的な国際的な呼びかけを無視した。マルクス主義は、彼らは資本家に騙され、資本家は戦場での殺戮で利潤をあげたと説明するが、それは神話であり、多くの資本家も戦争で滅び、若者は労働者と同じ比率で戦死した。資本家もプロレタリアも同じく民族的本能にとらえられており、どちらの階級も、一部は戦時利得を得たが、全国民の戦争への意志は、利得からではなく、別の本能の体系であり、マルクス主義はその認識に失敗しているとラッセルはいう。
ラッセルは、マルクス主義は、「群れ」としての階級について、同じ階級利益を持つ人々と団結すると想定しているが、これはきわめて部分的にしか真実ではない。たとえば宗教は、人々の行動の決定要因であり、カトリックの労働者は、無神論の社会党員よりもカトリックの資本家に投票するだろう。また、唯物史観では、政治意識のある人は、自分の財貨を増大させたいという唯一つの願望に支配されており、願望を実現させる方法は、個人的な持分だけでなく、自分の階級の持分を増やすことであると前提するが、これは真実とはいえず、人々は、権力を欲し、誇りや自尊心の充足を求め、対立する相手に勝つことを欲し、勝利のためには対立関係をでっちあげることもある、これらすべてが経済的動機と交差しており、この交差の仕方が重要である。マルクス主義は、本能的生活を硬直化して捉えており、唯物史観はこの硬直性の一例であるとラッセルは批判した。
ラッセルは『西洋哲学史』(1946年）で、マルクスは二つの点で間違いであったとする。
1. 考慮されるべき社会的状況は、経済的であるとともに政治的な面を持つ。それは力に関連しているが、そのうち富は一つの形態にすぎない。(この点は、ラッセル『権力』(1938)でも論じられた)。
2. 問題が詳細な点に触れ専門的になるや、社会的因果関係が多くの場合に適用されなくなる。

2について、哲学史における普遍論争の例でいえば、様々な哲学者によって普遍は論じられてきたが、哲学者たちの意見には偏見も影響していた。プラトンはパルメニデスとオルペウス教に影響されて永遠の世界を欲し、一時的な流動が究極の実在とは考えなかった。アリストテレスは経験的で、日常世界を嫌いはしなかった。現代の経験論者はプラトンと反対の意見を持っており、超感覚的世界の存在を信じなくてすむように努力している。しかしこのような相対立する偏見は永久に存在するもので、社会組織とは疎遠な関係しかない。永遠なるものへの愛好が他人の労働に依存してくらす有閑階級の特徴であるようにいわれるが、エピクテトスやスピノザは有閑紳士ではななかった。むしろ、何もしないでおれる場所としての天国を考えるのは休息を望む疲労した重労働者のもつ考えなのだと力説することも可能だ。このような議論の仕方は果てしがなく、なんら得るところもない。これに対して、普遍論争の詳細に注意すれば、いずれの側も他方の側が妥当であると承認するような議論をつくることができる。アンセルムスの本体論的証明は、長く哲学者たちの間で議論されてきたが、現代論理学の「存在」概念の分析によってアンセルムスの証明が妥当でないことが証明されたが、これは気質や社会組織といった問題でなく、純粋に専門技術的な事柄なのである。マルクスの唯物論の真偽について論争が続けられたのは、マルクスが定義を回避していたためで、ある定義によれば唯物論は論証的に誤りであり、他の定義に従えば真でありえ、支持する根拠があるといったことになる。しかし、これらもすべて専門的な考察次第であって、社会組織とはなんら関係を持たない。この種の事柄の真相は、単純である。哲学には一方で、一般的に意見が一致する方法で処理しうる科学的または論理的な問題がある。他方で、多数の人々にとって情熱的な関心の的でありながら、確実な証拠が存在しないような諸問題があり、そこには超然としておれないような実際的問題（戦争や官製宗教など）が属している。普通の意味における「哲学」とは、合理性の外からくるその種の決断の有機的な総体を指すが、マルクスの主張が「真」であるのはその意味での「哲学」に関してである。しかしこのような「哲学」においてさえ、経済的原因ばかりでなく、他の社会的諸原因によっても決定されている。
マルクスは自分の議論が階級的利害の一致する人々にのみ訴えればよいと考え、そうでない人々への説得にのぞみをかけず、すべてを階級闘争から期待したが、これはすなわち、実践においては権力政治を支持したということになる。社会進化の結果として階級対立が消失し、政治経済的な完全な調和がもたらされるまでは、闘争、独裁、イデオロギー的正統への固執が存在し続ける。他方、ナチスやファシスト党は反合理的で反科学的であり、権力への意志が特定の民族や個人に集中すると信じ、それゆえに支配する権利をもつと信じた。ラッセルは、マルクス主義にせよ、ファシストにせよ、このような支配権の要求は、紛争を醸成するだけであると批判した。

### デュルケーム学派による批判
マルクス主義を研究したフランスの社会学者エミール・デュルケームは、社会主義の暴力的性格、階級的性格、政治的性格を批判した。デュルケームは、革命や議会制の改革を、表面的で、費用が掛かり、芝居がかったものとして、国際主義や暴力革命に反対し、また階級あるいは国民のあらゆる争いに反対した。デュルケームは、社会の一部の階級のためではなく、社会全体のためだけの変化を望んだ。デュルケームによれば、社会主義は、未来を志向するひとつの理想であって、現実に存在する対象に目を向けておらず、したがって、科学的な性格を持たない。社会主義は反省を呼び起こし、科学的活動を刺激するが、諸科学から借りてくるデータは少なく、そこから引き出される実践的結論との間にはたいへんな不均衡がある。マルクスの『資本論』における事実の観察は議論の的となるもので、研究は理論建設のために企てられたが、その理論は研究の結果として出てきたものではなく、その体系を貫くのは、完全な正義への渇望であり、社会主義は科学というよりも苦痛の叫びであるとみなした。デュルケームは、抽象的思弁ではなく、留保と慎重熟慮の態度が唯一の誠実な社会科学の態度であるとし、経験的なデータに基づく社会学を構築していった。
ジャン・ジョレスの影響を受けた社会主義者であり、デュルケーム学派社会学者だったマルセル・モースは、史的唯物論は、社会的事象の一定の系列にのみ特権的な重要性を置くが、これは詭弁であり、政治的な事象、倫理的な事象、経済的な事象のどれかが支配的である社会など、これまでに存在したことはなく、政治も道徳も経済も、社会的技法の要素であり、みなが共生する技法の要素であると批判した。また、モースは、マルクス主義における暴力革命や、国際主義と階級闘争理論の偏狭な適用を批判した。モースは、マルクス主義の狭い教義では、多様な問題に対応ができないと批判し、協同組合による組織化によって労働環境は改善されると主張した。また、ドレフュス事件において、マルクス主義のジュール・ゲードらは、ドレフュス派を図式的にブルジョワ派と同一視していたが、モースはジョレスと共に、ゲードらを教条主義であると批判し、社会主義的組織の形成には教条主義の一掃が必要であると考えた。
ドイツ出身でイタリアで活躍した社会学者ロベルト・ミヒェルスはドイツ社会民主党に入党していた社会主義者であったが幻滅し、組織運営において決定権が一部の人間に委譲され、メンバーがそれに服従し、執行業務の複雑化による専門化によって指導部が固定化され、組織は中央集権化し、民主主義は風化するという寡頭制の鉄則を『現代民主主義における政党の社会学－集団活動の寡頭制的傾向についての研究』（1911年）で提唱した。モスカ、パレート、ミヒェルスによるエリート理論に対してブハーリンは、レーニンによる民主集中制などの前衛党理論をもって回答した。

### マックス・ヴェーバーによる批判

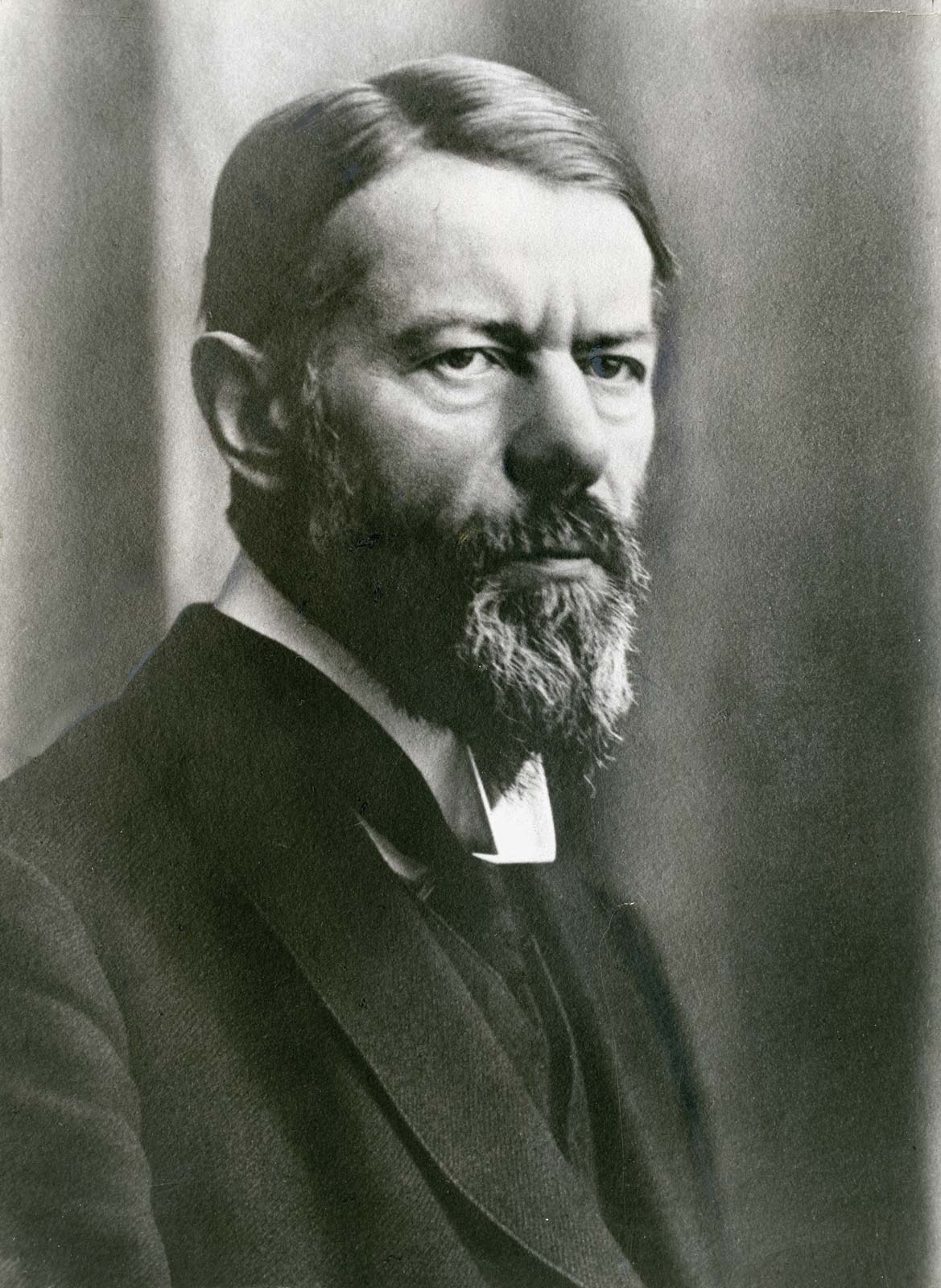
マックス・ヴェーバー

ドイツの社会学者のマックス・ヴェーバーは、共産党宣言を「第一級の科学的業績」であると評価しながら、ヴェーバーは歴史を仮説的な性格をもつものであって、永遠の真理とはみなさなかったため、マルクスらの唯物論哲学を原理上ことごとく拒否し、歴史の客観的な法則を発見したと称するのは詐欺であると痛烈に批判した。『社会科学と社会政策にかかわる認識の「客観性」』(1904)では、「世界観としての唯物史観」とは「手を切るべきである」と主張した。1906年にはロベルト・ミヒェルスへの手紙で「人間に対する人間の支配が除去できるとはユートピアにすぎない」と社会主義を批判。他方でヴェーバーは最大限の政治的自由を勝ち取ろうとするあらゆる政治運動に共感を示した。
1917年にヴェーバーは、社会主義体制への移行論に対して、国営化された経営管理も官僚制的なものになるとして反対した。ヴェーバーは、マルクスの資本家と労働者への分極化テーゼに対して、新しい産業官僚、職員層が増大しており、また中間層でも労働者層でも分化過程が進行していると反論し、また、生産手段の労働者からの分離は、私的所有制度にもとづく社会秩序に固有のことではなく、あらゆる近代的社会秩序一般にあることだとし、人間の疎外の原因は、私的所有制度や財産の不公平な分配ではなくて、「全能」の官僚制的支配構造がその根本原因であるとヴェーバーはみなした。ヴェーバーにとって官僚制は、「死んだ機械と手を結んで」「未来の隷従の容器をつくり出す働き」を持つものであった。社会主義でもまた、全労働者の収奪は克服されることはなく、体制内部の利害状況が移動するにすぎず、生産手段の国有化は、むしろ疎外を悪化させるとみなし、人間に対する人間の支配が除去されることはないと論じた。さらに、社会主義による生産手段の社会化によって変わるのは、経済の中枢を握る階級の組み立てにとどまり、階級闘争を終わらせるものではない。現在の資本主義では、国家官僚とカルテル・銀行・大企業の経済官僚が別々の団体として並列しているため、政治権力によって経済権力を抑えることができるが、社会主義のもとでは、この二つの官僚層が、ひとつの団体を形成するため、統制は不可能になるだろうとヴェーバーはみた。
ヴェーバーは、禁欲や勤勉を推奨するプロテスタンティズムの倫理が資本主義を成立させた要因のひとつではないかと代表作『プロテスタンティズムの倫理と資本主義の精神』で考察したが、1918年のウィーン大学講義では「マルクス主義的歴史把握のポジティブな批判」と題されていた。
ヴェーバーは経済的にも社会的にも自由競争を最大限可能にするような体制を主張し、高度の社会的移動を伴う拡張的資本主義体制を理想とし、経済成長と社会的移動が、労働者の地位向上を極大化するとみた。ヴェーバーにとって国家は、社会が官僚制化し硬直化していくことを矯正する手段であるべきで、国家は支配階級に奉仕する道具以上のものであった。ヴェーバーにとって社会主義体制は、中央集権化された国家経済的制度としてのみ存続するもので、形式的合理性（能率）が著しく低下するなど、その欠陥は明白であり、経済における最高の形式的合理性は交換経済において発揮するもので、資本主義を経済上の操作を形式的に合理化する体制とみた。ただし、これは資本主義の単なる称賛ではないとされる。ヴォルフガング・モムゼンは「ヴェーバーは、理論の平面でカール・マルクスの最大の敵役を演じた」と評した。
また、ヴェーバーは目の当たりにしたミュンヘン革命を批判し、バイエルン人民国を建国した革命家クルト・アイスナーをデマゴーグとして批判した。ヴェーバーは、ハイデルベルクでレーテ(評議会)に参加しており、労働者や兵士の良識や規律に好感を持っていたが、カリスマの危険な変種であったアイスナーが社会主義の夢で学生をたぶらかすよりも、政治的現実主義の苦渋にみちた教訓を学生に示したいと考えた。
ヴェーバーが社会主義とそれに基づく革命政府を拒否したのは、悪夢のような「官僚による独裁」がもたらされると考えたからであるが、実際、レーニンは官僚制化を強化し、監視体制も強化した。ヴェーバーは、革命が成功するには旧政府の行政府に支配されないために独自の官僚が必要だと考えたが、レーニンらは兵士評議会を解散し、「軍事専門家」として旧将校を復活させている。1918年にヴェーバーはシュンペーターとの会話でロシアでの社会主義の実験は人間の死体が山積みになる犯罪として失敗に終わるだろうと語り、良い実験だったというシュンペーターと口論になっている。
ヴェーバーは、宗教や形而上学が懐疑にさらされる脱魔術化した近代世界のなかで、責任ある政治行動に基づく安定した自由主義体制と民主主義の確立を模索した。ヴェーバーは、君主制が最良の国制であると考えていたが、ドイツ帝国では責任をとらない官僚が政策を決定し、ヴィルヘルム2世は政治的判断力を欠いていたことから、官僚支配の危険に対抗する議会が力を持つことが重要であるとし、資産や学歴に関わらない選挙権の拡張を推進した。ヴェーバーは、急進的平和主義者やユートピア社会主義者は、自分の意図の純粋さに最大の関心があり、善から善が生まれ、悪から悪が生まれるという信念に固執するが、彼らは意図せぬ結果の不合理さに耐えることができず、悪い結果の責任は世界や他者の愚かさや神にあるとみなしてきたと批判する。ヴェーバーは、直接民主主義は小さな共同体でしか成立しないし、そこでも政府は疑似貴族によって運営されるのであり、「人民の意思」はフィクションとしたうえで、民主主義は委任制(代理制)を採らざるをえず、投票による市民の政治参加、そして得票を求めた闘争によって、政治的リーダーシップの質が高まると考えた。

### H.B.アクトンの批判
イギリスの政治哲学者ハリー・バローズ・アクトンは1955年に発表した『The Illusion of the Epoch （新時代という幻想：信条としてのマルクス・レーニン主義)』において総合的な批判を行った。アクトンによれば、唯物史観では、生産力、生産関係、政治的・法的・イデオロギー的上部構造などの社会的要素の相互関係について言及し、生産力が主動因であると主張し、事実の裏付けがあるとも主張するが、これらの要素は、理論的にも事実の裏付けにおいても区別されてもいないし、分離されていないので、統計的な評価もできず、理論の真偽を決定する手段がない。
唯物史観では、「物質的」という表現を頻繁に用いて、生産関係における物理的変化が社会的変化を引き起こすと考えるが、マルクス自身、唯物論の教義に支配される以前の1846年には、道具や機械が社会的に継承されることを強調し、社会は「人間の相互活動の産物」であると言っていたし、良い法律、良い道徳、良い政府は生産を助けることができ、社会の「物質的または経済的基礎」は、人間の法的、道徳的、政治的関係と別のものとして観察できない。そうである以上、唯物史観は、根拠の足りない仮説であるのだが、にもかかわらず、唯物史観が支持されたのは、この理論が定式化した言葉の中に隠されているトートロジー (同語反復)のためであり、この同語反復によって、理論が事実に基づいているように錯覚されてきたとアクトンはいう。
マルクス主義は、これまでの道徳も法律も政治制度も、宗教も哲学も、現実を歪んだ形で表現する思想体系とみなし、キリスト教道徳、法律、トーリズム (Toryism)、リベラリズム、主権論や政治的多元主義、観念論などは、ブルジョアジーがプロレタリアートを搾取しやすくするための世界観であり、階級の優位の継続を主張しているにすぎず、こうした思想体系を受け入れる人々は、自分が本当は何をしているのか分かっていない、騙されているのだと主張した。マルクス主義によれば、共産党のために働いている者だけが、イデオロギーを科学的に見抜ことができ、唯物史観は他のすべての見解を修正する見解であり、科学的であるため偏見に影響されないとされる。
エンゲルスは『反デューリング論』で、これまでの社会主義は資本主義を批判したが、それらを説明できず、したがってそれらを支配することはできず、単に悪として拒否することしかできなかったとして、唯物史観と剰余価値論の発見によって、社会主義は科学になったと主張した。エンゲルスは「支配 (mastery)」というが、マルクス主義によれば、自然科学は自然に対する権力であり、社会科学は社会に対する権力であり、科学は、自然や社会を支配する力として善であるとされる。しかし、自然や社会に対する支配は、それを利用することによって、善にも悪にもなりうる。化学は病気を治すことができるが、敵を毒殺することもできるし、社会機構についての知識は、賢明な専制君主によって人々を奴隷化することもできる。すべての社会的プロセスに対して自己意識的に支配を達成するという考えは、およそ現実的ではないとアクトンは批判する。
医学は、死を先延ばし、痛みを和らげ、気象学はハリケーンを予測して対策でき、人間は、科学によって予知し、快適に過ごすことができる。マルクスのアナロジーでは、資本主義の崩壊とプロレタリア革命は、死のようなもので、経済体制の死を予知することで武装して、その間の惨めさを少なくできるという。しかし、気象学者はハリケーンを止めることも遅らせることもできないし、医学も死を最終的に避けられない。アクトンは、「マルクス主義は、これまでの社会システムはすべて最終的に崩壊しており、資本主義も例外ではないと主張する。しかし、これは、前世代の人間はすべて死んだので、私たちも死ぬといったような明確な議論ではない。(略）人間は、死については明確な概念を持っているが、社会システムの崩壊について明確な概念は持たない。ある歴史的時代と別の時代との区別は、地層間の区別とは異なり、人間と動物間の区別とも似ていない。歴史的新時代（エポック）のような曖昧な概念では、明確に区別できる個体が多数存在する場合に可能な予測を行うことができない。人の死亡判定基準については医学的に同意されているが、資本主義の崩壊をどのように判定するのだろうか。人類、遺伝子、気体、星についてと同様に、社会、文明、革命、階級、社会秩序について予測できると仮定することは、空虚な言葉で自分自身を欺くことになるだろう。」と批判し、マルクス主義は哲学的な寄せ集め(farrago)であるという。

### ベイトソンの批判
人類学者グレゴリー・ベイトソンは『精神の生態学へ』(1972)や『精神と自然』 (1979)で、マルクス主義を批判している。マルクス主義者は経済的現象こそが一次的重要性を持つと主張するが、「経済的」というカテゴリーは、文化そのものに実在するのではなく、研究者が文化を記述するために考案された抽象観念あるいはラベルであり、また、個人の行動には、文化のほとんど全体が関わってくるのであり、「経済的」とか「宗教的」とかいった項目に割り振って済ますことはできないとして、これはホワイトヘッドがいう「具体性を置き違える誤謬」(抽象的なものを具体的なものと取り違える誤り)に陥っているとベイトソンはいう。また、ベイトソンは、マルクス主義によるヨーロッパ社会における相補的な分裂生成の描写には、観察する研究者が誇張に駆り立てられる傾向がみられると指摘している。
また、ベイトソンは、マルクス主義の歴史観を批判している。マルクスは、社会の大変革とその変革の口火を切った人物との間には、ある意味で関連はなく、鎖を引っ張れば一番弱いつなぎ目から切れるように、一定の社会的な力が働けば、口火を切る人間が現れるが、それが誰かは重要ではない、たとえば、ダーウィンが進化論を提出しなくても誰か他の人間が似た理論を提出していたといったようなことを主張する。しかし、ベイトソンは、誰が口火を切ったかはやはり重要で、もしダーウィンではなくウォレスが先に提出していたら、その後の進化理論はだいぶ違ったものになったはずだ。変革の核となる個人が重要ではないというマルクスの主張はナンセンスで、誰が変革の核となるか分からないというそのことが、歴史の未来を予想できないものにしていると批判する。ベイトソンによれば、マルクス理論には、個と類を混同するという論理レベルの単純な操作ミスがあり、マルクス主義の歴史観は、社会全体の変転過程が収束的であるという見解を、個々の人間が関わる出来事へ適用しようとした不幸な努力であり、論理階型を混同することによる誤りだったと批判する。また、マルクス主義の学生は、カトリックの学生同様に、異端の考えを持つことを破門とみなすほど、自分たちの信じる前提が正しいと考えるが、自分の拠ってたつところが誤っているという可能性に意識が及ばない者は、手続き的知識 (ノウハウ)を学ぶことしかできないとベイトソンは指摘する。

### ギデンズによる批判
イギリスの社会学者アンソニー・ギデンズは『唯物史観の現代的批判：権力、所有、国家』(1981)で、社会構造が社会システムを構成する実践の媒体と結果の両方であり（構造の二重性）、人間の行動は、意図のほか、社会についての実践的な知識を含むもので、無自覚な条件と行為の意図しない結果の中間に位置づけられると論じて、マルクス主義における機能主義、還元主義、社会進化論を批判する。ギデンズによれば、マルクス主義における土台と上部構造のメタファーは、機能的説明の一種である。アルチュセールによって導入された再生産や構造的因果性なども機能主義的説明であり、イデオロギー装置も、生産関係を再生産する条件によって説明される。しかし、ギデンズは、社会的全体は機能主義ではなく、偶発的に再生産される社会システムとして分析されるべきであり、マルクス主義は生産様式に基づいて社会的全体を経済あるいは階級へ還元するが、社会の形態は時間-空間の多次元概念に基づいて認識されるべきであると批判する。
さらにギデンズは『社会の構成』(1984)において、機能主義を批判し、構造化理論を打ち立てるなかで、マルクス主義を例証として検討する。マルクスは資本主義を分析するうえで、「私的所有：貨幣：資本：労働契約：利潤」の構造群を論じ、資本主義においては、商品形式が普遍化し、貨幣によって、商品を購入し、販売することで利潤を得ていくとした。マルクスは、貨幣をM (Money)、商品をC (commodity)、　購入をM-C、販売をC-Mとし、商品流通のもっとも単純な形式を、C-M-C （商品 - 貨幣 - 商品)と表し、さらに、貨幣の商品への転化、商品の貨幣への再転化、売るために買うという変換関係をM-C-M (貨幣 - 商品 - 貨幣)で表した。ギデンズは、この流通における貨幣は、資本に転化するが、これは剰余をあげる拡大的過程なので、M-C-M関係は、M-C-M1関係と表すべきであるとする。このM-C-M1関係は、商業資本だけでなく、産業資本も表すものであり、資本の一般的定式である。
しかし、ギデンズによれば、この資本の一般的定式には、労働力が商品であることが与えられていない。ギデンズの構造化理論では、社会システムの構造特性は、行為者の活動の媒体であり、かつ結果である。行為の反省的モニタリングは社会統合を投錨する特徴でもあるが、状況づけられた相互行為の条件や結果は、状況をはるかに超えていくのであり、社会システム再生産の条件を理解することも、システム再生産の条件の一部となる。このような理論からすれば、マルクスのC-M-C関係、つまり、商品の所有者が貨幣の所有者と接触し、貨幣が商品の一時的な等価形態となり、そしてもう一つの商品の購入の起源となる、という構造群の分析は、マルクス自身も述べるように、不十分である。構造関係はそれを人格化する対応する個人の活動と同型的ではない。マルクスにおいては、構造特性どうしの関係が、持続的な再生産の条件としてではなく、孤立した独自の内的力学をもつ機能的必要性として扱われる。従って、歴史的に条件づけられた個人の活動は冗長なものとなり、システム再生産の条件は、その条件が依拠する構造関係によって保証されることもない。マルクスのような仮想的な時間空間における構造関係の分析は、なぜそうした構造関係が生起するのかを説明することにはならないとギデンズは批判する。
また、マルクス主義は、労働運動の目的に歴史性を取り込ませてきたが、労働運動は「歴史」への解決策を与えることはないとギデンズはいう。労働運動は、敵対する資本主義者が資本蓄積を達成しようとする生産力を、平等主義的なやりかたで向上させることを課題としており、労働運動における諸観念は、資本主義を支える観念とほぼ同一となった。歴史性もかつての卓越性を喪失しており、マルクスにとっての労働運動は、社会の全面改革を背負うものであったが、もはやこうした見方の限界は明らかである。企業は、近代組織の典型であるとともに、環境革新の源泉でもあり、そこでは、再生産の条件が反省的にモニタリングされている。マルクスは、企業内の反省的な自己規制は、経済体制全体に対する反省とはならないとみたが、ウェーバーが複式簿記の研究で証明したように、この企業内の反省的自己規制はますます重大な意味を持つようになった。しかし、こうした組織の近代化によって、搾取的な支配様式から解放されるかどうかは課題のままである。
ギデンズは、唯物史観には進化論的な思想が含まれており、単系的圧縮、相同的圧縮、規範的幻想、時間的歪曲の4つの問題があると指摘する。
1. 単系的圧縮とは、一般的進化を特定の進化へと圧縮する傾向であるが、マルクスは、封建主義から資本主義へと必然的に発展するとした。しかし、先行する封建主義が、資本主義の進化における一般的な段階になることはない[68]。
2. 相同的圧縮では、社会進化と個人のパーソナリティの発達とのあいだに相同性を考える[68]。フロイトは、「文明」を動物の生活と区別して、人間を自然から保護し、その相互関係を調整する規則の総体として定義し、これをマルクス主義哲学者マルクーゼは援用して、「未開」においては人は満足し、受動的で、抑圧もないが、資本主義的な文明においては、満足は遅延され、快楽は制限され、生産性が重視され、安全が保証されていくと対比した[注 5]。しかし、ギデンズは、「原始社会」の「原始性」は文化人類学によって取り除かれ、文明が口承文化よりも複雑だという想定にも慎重であるべきであり、こうした見解は間違っていると批判する[注 6]。
3. 規範的幻想とは、権力の優位性を倫理的な優位性と重ね合わせる傾向のこと[68]。
4. 時間的歪曲とは、歴史が社会変動としてのみ記述可能であるとする傾向で、時間の傾向が変動と同一視される[68]。

ギデンズは、マルクス主義の「人間が歴史をつくる」という見解は支持できるが、マルクス主義による社会発展の図式には、上の4つの問題点をすべて含んでおり、有害な二次的含意をともなうと批判する。たとえばマルクスは西洋よりもアジアが停滞しているのは、アジア社会が生産力の発展に適応できず、あるいは許容しないためと説明した（アジア的生産様式）。マルクスの進化論は、「世界成長の物語」であり、単系的圧縮と時間的歪曲という欠陥を抱えているが、しかし、こうした欠陥を修正することはもはや不可能であるとギデンズはいう。なぜなら、社会変動を説明する上で、単一の至上のメカニズムを特定することはできないし、人間の社会発展の神秘を解明し、それを一元的な定式に還元する鍵は存在しないからである。

#### その他の批判
議会制を否定した社会思想家ジョルジュ・ソレルもマルクス主義批判を行った。
日本では哲学者川合貞一の「マルクシズムの哲学的批判」(1932年)、佐野学の「唯物史観批判」(1948年)、哲学者岩崎武雄の「弁証法」(1954年)などが唯物史観を批判した。
社会学者・思想家のジャン・ボードリヤールは『象徴交換と死』（1976）などでマルクス主義の終焉を主張した。
フランシス・フクヤマも『歴史の終わり』(1992)で、購買力平価ベースの一人当たりGDPが8,000-10,000ドルあたりまで経済発展すれば民主化するという共通点を経験的に指摘できるが、経済体制と政治体制の相関関係は十分解明されていないと述べている。
経済学者市村真一によると、マルクス主義はイデオロギーとして巧妙に無謬性を守るようにできている。それは、マルクス経済学・唯物史観・唯物弁証法の三面からなり、経済の議論で破綻をきたすと、歴史の流れを無視していると反論し、歴史の実証で弱みを暴露すると、哲学を知らぬと反駁し、哲学論争で敗れれば、経済の現実を知らぬと反駁する。いつも論破されたと思わず、次の聖域に逃げ込める構造になっている。これをオックスフォード大学のシートン教授は「重層防御構造」と表現した。
政治社会学者のG.W.ドムホフは2005年の論考で、史的唯物論は、時間と空間にまたがる権力構造の複雑さと多様性を理解するには、視野が狭すぎると批判する。権力が生産手段の所有に根ざし、階級闘争が歴史の原動力となっているという思想は、たとえば、ほとんどの財産が国家によって所有されていた紀元前3000-2300年の初期文明には適合しないし、2500年にわたる軍事帝国も存在しないし、ローマ帝国以降900年間続き、資本主義と国民国家を準備したキリスト教世界 (Christendom)にも適合しない。マルクス主義は、生産様式の優位性を主張するが、経済力が主要ではない歴史もあるし、また、階級闘争よりも、支配階級の活動が歴史の発展を理解する上ではるかに重要であった時代もあると批判する。

## マルクス経済学への批判
マルクスの『資本論』から発展していったマルクス経済学に対しては、経済学、政治学など様々の視点からの批判が19世紀末から21世紀現在にいたるまである。学説としては、マルクスの労働価値説や剰余価値説、搾取理論、窮乏化法則、利潤率の傾向的低下の法則、転形問題への批判など多岐にわたる。このほか、ソビエト連邦・東欧諸国・中華人民共和国など実際にマルクス主義に基づいた運営された国々における経済政策への批判、計画経済への批判、国家が生産手段を集約し、統制を行う集産主義体制への批判などがある。

## 恐怖政治と暴力 - ファシズム・全体主義としての批判

### マルクスとエンゲルス
マルクスとエンゲルスは暴力革命とプロレタリア独裁を主張し、社会主義国家は自由のためでなく、敵を抑圧するための暴力装置であると言っている。

#### ヴァイトリング一派とグリューンの排斥
まだ20代だったマルクスとエンゲルスの初期の活動にも、大粛清の萌芽のような恐怖政治と暴力への傾斜があった。1845年に正義者同盟と連絡するためにエンゲルスらが設立した共産主義通信委員会の目的は民主主義の推進だった。この時点では、マルクスとエンゲルスにとって、プロレタリアが一夜にして独裁制を敷くことはありえないことであり、エンゲルスは民主主義は最終的にプロレタリアによる政治支配と共産主義につながるとし、参政権の確立が革命的な出来事だとしていたものの、共産主義通信委員会は「党内では、進歩に向けたあらゆるものを支持しなければならず、つまらない道徳的なためらいなどもってはいけない」とスターリン主義のような口調で宣言した。
正義者同盟のヴィルヘルム・ヴァイトリングは千年王国論のポピュリズム、バブーフ派の共産主義を説き、4万人の前科者の軍隊によって武力行使による強制的な共産主義の導入を訴えていた。ヴァイトリングの福音主義と原始共産主義は、熱心な信奉者を惹きつけ、マルクスとエンゲルスを憤慨させた。共産主義通信委員会を訪れたヴァイトリングに対してマルクスが活動を正当化する根拠を質問すると、抽象的表現や聖書的な比喩を好んで用いてきたヴァイトリングが科学的厳密さを示していないと考えたマルクスは「これまで無知が人を助けためしはない！」とテーブルと叩いて怒鳴り付けた。さらに、ニューヨークでヴァイトリング思想を広めようとしていたヘルマン・クリーゲについてエンゲルスは、正義者同盟の名を騙って「夢想的な愛による感情むきだしの共産主義を伝導した」とし、これは政治的略奪行為であるとし、「子供じみた自惚れ」「空想的な感情過多」をもつクリーゲは許し難いほど共産主義の路線から逸脱したと「クリーゲに反対する回状」で糾弾して、除名した。20世紀に左翼政党で繰り返された除名、糾弾、粛清は、この「クリーゲに反対する回状」のなかで不気味に予兆されていたと歴史学者トリストラム・ハントはいう。エンゲルスは長年にわたって、党の規律を強化し、異端者を追跡し、敵対路線を炙り出し、真の共産主義を守る大審問官 を演じ、つまり、マルクス主義理論の司法官的で異端審問官的な役割を果たし、マルクスを支えて「委員会」におけるイデオロギー的路線を守ることに力を注いだ。
また、マルクスらはプルードンに魅了されつつ、プルードン派を脅威に感じていた。プルードンと親しかった社会主義者カール・グリューンは「詐欺師」「イカサマ師」であるから気をつけるように手紙でプルードンに告げた。しかし、プルードンは、マルクスとエンゲルスのやり方は政治的な絶対主義ではないかと答え、推測にもとづく独断を捨て、われわれが新たな不寛容な新しい宗教の唱導者とならないように協力しあうよう忠告した。プルードンの忠告にマルクスは怒って、『哲学の貧困』(1847)でプルードンをプチブル哲学者だとして、ユートピア的計画やプロレタリアの歴史的役割を評価できていないと批判した。
エンゲルスは、グリューンとヴァイトリング一派を排除するために活動し、パリのサンタントワーヌ地区のドイツ人職人の集会では、脅迫、糾弾、イデオロギー的ないじめを残虐なまでに毎週繰り返した。エンゲルスは、イデオロギーを初歩的にしか理解できないドイツ人職人を「おそろしく無知」だとして、その原因を職人が比較的裕福であるため、階級意識の発達が阻害されているとした。エンゲルスは、職人たちが熱心な共産主義者なのかそれとも空想的な討論仲間にすぎないのかを即座に決めるために、投票することにした。エンゲルスは、マルクスの教義を、
1. プロレタリアの利益を最優先とすること
2. 私的所有の廃止
3. 武力による民主革命以外認めないこと

の三点に要約し、これに賛同できるか投票した。この投票に当初は、ほぼ全員が批判的だったが、投票に反対するグリューン派を反プロレタリア的でプチブル的であるときつく非難し、投票の正当性を力で示すと、最終的に13対2で、この共産主義の定義が決議された。このドイツ人職人集会での投票においても、武力を用いた暴力革命の方針が提示されている。
さらに、エンゲルスを社会運動に導いたモーゼス・ヘスがグリューンに共感しているのをみて、エンゲルスはヘスを決断力のない人間としてみくびるようになった。1846年7月、エンゲルスは、ヘス夫人シビルのフランスへの密入国を手助けした際に、シビルは男探しをしていることをグゼル夫人に知らせるようにマルクスに頼むとともに、シビルと性交渉した。ヘスは、エンゲルスがシビルを誘惑したことを知り、怒って決裂し、シビルはエンゲルスが合意なくレイプしたと告発した。しかし、エンゲルスは、シビルは嘘つきで、「バラームのメスロバ」は正式に愛の告白をしたし、ヘスとは決闘してもよいと回答した。

#### テロリズム
マルクスとエンゲルスは、1850年3月に、テロリスト的な空文句について語る民主主義者はテロルの実行を強制されるべきであり、人民の度を超えた復讐についてはむしろこれを率先して指導しなければならないと述べており、テロが革命に不可欠であると明確に自覚していた。
政治学者マイケル・イグナティエフは、19世紀のマルクス主義は、事態が改善されないようにするために事態を悪化させることを目標としたテロリズム戦略の最初の理論家だったと指摘している。マルクス主義は、革命への人民の支持が欠如している国では、立憲体制を挑発することで「ブルジョワ的合法性の仮面」をかなぐり捨てさせ、体制が組織化された暴力システムであることを暴露することを目論んで実行される無差別暴力活動によって変革への歩みが加速化されるとみなしていた。このテロリズム戦略は、ロシア皇帝アレクサンドル2世を暗殺したニヒリストや、レーニンらによるロシア革命、1960年代以降のテロリズム、そしてアメリカ同時多発テロ事件を起こしたアルカイダにも広く影響を及ぼしたとイグナティエフは指摘している。

#### バクーニンの追放とインターナショナルの崩壊
ロシア人アナキストミハイル・バクーニンは、マルクス主義の中央集権的理論では、国家の利益のために社会のあらゆる勢力と財産を集中させることになり、既存ブルジョワと同じくらい息がつまるような独裁的な国家権威主義になると批判し、むしろ、人々を奴隷にし、迫害し、搾取し、腐敗させてきた国家を撤廃するべきだと主張した。マルクスらは、バクーニンは物質的社会経済的な前提条件が整わないうちに変化を求めるクーデタ的な間違いだと反論した。
バクーニンの社会民主同盟がインターナショナルとの合併を提案すると、 エンゲルスはこれは詐欺だとし、マルクスに「ロシア人を相手にするときは、短気を起こしてはいけない」と警告した。エンゲルスは、バクーニンは、インターナショナルをただの事務所にし、共産主義の理念を堕落させるとみなした。バクーニンの思想は、マルクスの権威への侮辱であり、代替の権力中枢になりうるもので抹消されるべきものだった。
エンゲルスは「権力について」で、バクーニン主義者に対抗して、階級闘争は困難かつ無慈悲なものだと主張し、革命は「間違いなく最も権威主義的なものだ。これは一部の国民が別の国民に対してライフルや銃剣、大砲などの手段で、その意志を押し付ける行為なのだ」と反論した。
1872年のハーグ大会でマルクスとエンゲルスは、バクーニンはロシアのギャングを使うテロリスト工作員であり、プロレタリア運動を阻止するために立ち上がった政治的陰謀のメンバーだとして告発し、投票の結果27対7票でバクーニンを追放した。しかし、バクーニンの無政府主義は、国際労働者協会 (インターナショナル)に浸透しており、内紛の結果、4年後に崩壊した。

#### ロシア革命の予見
19世紀末にはロシアも産業化がすすみ、エンゲルスはロシアも西欧と同じような経済の悲惨な発展をたどると確信するようになり、1880年代にはロシアでも革命が起こるのは必至であるとみなすようになった。マルクスも1882年の共産主義者宣言ロシア語版序文で、ロシア革命が西洋の革命の前兆となりうると書いている。
エンゲルスは、ロシアにおいて「50万人ほどの土地所有者と8000万の小作農が新たなブルジョワ土地所有者階級に駆逐されるプロセスは、恐怖の苦しみと動乱のもとでしか実施できないとして、「歴史はあらゆる女神のうちで最も残虐なものとも言え、戦争のときだけでなく、平和な経済発展においても、その凱旋車を率いて屍の山を超える」と1893年に語った。

### レーニン
レーニンは「国家と革命」のなかで、ブルジョワ民主主義とは一切共通点を持たない新体制においては、常備軍と警察は撤廃され、全員が政府に参画し、近代の国家が消えるとして、マルクスのプロレタリアート独裁と、パリ・コミューンを模範としながら、「独裁という科学的概念は、なにものにも制限されない。どんな法律によっても、絶対にどんな規則によっても束縛されない。直接暴力に依拠する権力以外のなにものも意味しない。」と、敵に対して容赦ない行動をとる独裁政治の必要性を主張した。レーニンは、この法を超えた「直接暴力に依拠する権力」を掌握することでプロレタリアート独裁のソヴェト国家をつくると宣言したが、スターリンもまたこの路線を忠実に進んだ。そして、実際にレーニンは政権掌握後、議会の選挙を行ったが、その結果、ボリシェヴィキ（共産党）が少数派となると、議会を解散させて、共産党による一党独裁を確立した。
マルクスの理論に基づいて、レーニンやスターリンが作ったソビエト連邦の共産主義体制（レーニン主義、スターリニズム）は、共産主義を科学だと自称し、他のイデオロギーを非科学的、反革命的だと弾圧した。レーニンは、階級敵に対する容赦なき弾圧や殺害(クロンシュタットの反乱の兵士やニコライ二世の子供たちを含むロマノフ家の殺害など）を実行したほか、秘密警察チェーカー（反革命運動、怠業、および投機取締非常委員会)を作り、反革命と認定された者を逮捕処刑し、集中収容所 (グラーグ)に収容するなど、弾圧を行い、こうした恐怖政治をスターリンは引き継いだ。したがって、レーニンがスターリンよりはるかに人間的で寛容だったとはいえないと鈴木はいう。レーニンは、「人民の敵、社会主義の敵、勤労者の敵には、なんの容赦もいらない。金持とその寄食者であるブルジョア・ インテリゲンチャに必死の闘いを宣言せよ」と主張し、「金持ちとぺてん師」は、「資本主義にそだてあげられた寄生虫」であり、社会主義の主要な敵であって、「全人民の特別の監視のもとにおかれなければならず、社会主義社会の規則にすこしでも違反したならば、容赦なく制裁しなければならない」存在であるとし、レーニンも反革命的な党外の反対者に対して極めて非寛容であった。

### トロツキー
トロツキーはプロレタリアート独裁は「国家の最も無慈悲な形式であり、あらゆる方向で権威主義的に市民生活を包摂する」ものであり、革命が内戦を生き延びるために必要だと正当化し、大規模な組織的テロがレーニンによって認可され実行されていった。カウツキーがボリシェヴィズムのテロリズムを批判すると、トロツキーは「われわれは＜人間の生命の尊さ＞などという「カント的、聖職者的で、菜食主義的、クエーカー的な無駄話には全く関心がない。われわれは在野の革命家だったし、暴力を掌握しても革命家であり続ける。個人を神聖なものにするためには、個人を磔にしている社会秩序を破壊しなければならない。そしてこの問題は、血と鉄によってのみ解決可能なのだ」と反論した。
ボリシェヴィキは、革命後は党と政府が柔軟に融合し、やがて党も完全に廃止されると述べていた。しかし、実際の革命では、「専門家」を備えて拡張されていく官僚制と、職業革命家からなる党の「破滅的な二重体制」が構築され、共産党はすべての国家の制度に「共産党の精神」を注入する急進的な宗派（セクト）のように活動した。またボリシェヴィキは、政治への大衆の直接参加をスローガンとしたが、実際には「労働し搾取されている人民」にだけ政治参加の権利が認められ、「旧体制」「ブルジョワ」とされた人々の権利は、選挙権をはじめ剥奪された。共産党内の批判も厳しく制限され、「分派」の活動は禁止され、出版の自由も認められなかった。ボリシェヴィキ党内にも1917-18年に短期間存在した評議会民主主義（選挙と労働者による生産管理）への回帰を要求する声もあったが容赦無く弾圧され、1921年のクロンシュタットの反乱で労働者と水兵が「ボリシェヴィキなきソヴィエト」を要求するとボリシェヴィキは武力で鎮圧した。

さらに、マルクスは階級廃絶を主張していたが、ソヴィエトでは党官僚という偽善的な新階級「ノーメンクラトゥーラ」「赤い貴族」を生み出してしまい、富は公平どころか特権階級に集中したとも批判された。

### 革命下における社会と犯罪
ロシア社会革命党員としてロシア革命で活躍した社会学者ピティリム・ソローキンは、レーニンに反対したため弾圧され、1922年にアメリカに亡命したが、その体験から暴力革命やソ連の共産主義には否定的であり、ナチズムと同一水準に論じて批判した。ソローキンは、思想家としてのレーニンは、マルクスらの思想を単調に繰り返しているにすぎず、オリジナルなものがない、知的乞食であると批判する。また、目的を実現させて国家を建設したかレーニンは偉大だという評価もあるが、国家建設のための犠牲者は、ボリシェヴィキの公式記録からしても、内戦で200万人、1500万人が革命によって引き起こされた飢餓と病気で、合計1700万人が死亡した。ロシアの産業も革命前の20-25%の規模に激減し、農業も40-45%に減少し、労働者の平均賃金も半減した。さらに犯罪率も革命前より高くなり、教育財政も大幅に縮小し、多くの教員が粛清され、弾圧され、収監され、解雇され、代わりに教育の経験のない共産党員が教員となった。革命によって、共産主義を称賛する新聞と集会以外は禁止され、出版の自由も、集会の自由もなくなり、民主主義の原則である選挙もブルジョワ的偏見であるとして否定され、人々は政府の許可なしに就職もできず、衣食住の獲得も、旅行も、自由な読書もできなくなった。このように、ロシアの共産主義体制における労働者と農民の搾取は、資本主義やツァーリ時代の搾取よりも厳しいものとなり、自由の代わりに、限度のない独裁政治、(少数の特権的な「貴族」が支配する) 貴族制、専制政治が登場した、とソローキンは証言した。
ロシア革命によって、帝政時代の司法制度や警察制度が崩壊し、犯罪が多発し、社会の混乱が極度に進んだ。
二月革命が勃発すると、大量の武器が、蜂起した民衆や解放された囚人にわたり、また警察が破壊され、代わって民警が登場したが、民警や軍事委員を偽装して財産を押収する犯罪が頻発し、ほぼ無政府状態となった。3月に死刑が廃止され、囚人には大赦が与えられたが、犯罪者が一夜にして模範的な市民に転ずることはなかった。民警も摘発をおこなったものの、武装抵抗や暴動・蜂起などで反撃された。また、私刑（サモスード）が横行し、「人民裁判が最も公正で、最も迅速」であるとして、その場で満場一致で死刑判決を下し、殺害する事件も多発した。6月には元内務大臣ドゥルノヴォ邸が「搾取者を搾取する」と称して襲われるなど、貴族の邸宅も襲撃され、殺害される伯爵もいた。
七月事件以降は、工場で爆発や放火事件が発生し、また会社や博物館への強盗事件が多発し、10月には二日間で800件、一週間で1360件発生した。七月事件以降は、政治的意見の違いで殺人にまで発展した事件が頻発し、政治的意見の違いを意見交換や相互の譲歩ではなく、暴力で解決しようとするような社会の暴力化が進行した。
革命の過程において公共の秩序と市民の安全を保障すべき公的な暴力機関は崩壊し、暴力が野放しになった。究極的制裁手段 (ultima　ratio) を欠く政治体制には、法統治は不可能であり、紛争解決の唯一の手段が暴力となった。このような社会の暴力化は、市民を残忍にしていった。旧世界の価値観が排除され、善悪の観念が混乱し、合法性と犯罪性の違いもあいまいになった。 マルクス主義の政治的イデオロギーは、抑圧からの解放という面にとどまらず、抑圧者つまり階級敵に対する憎悪と復讐という側面も強く、階級憎悪と復讐心を煽り立て、社会の犯罪化に拍車をかけていった。ボリシェヴィキは、階級憎悪の制度化を推進し、国家による市民社会の破壊を遂行し、その目的を達成するために暴力も正当化していった。
マルクスは、プロレタリアートを、「あらゆる階級の解消である階級」、つまり、「人間性の完全な喪失であり、人間性の完全な救済を通じてでなければ自己を救済することのできないような」社会の解消を行う特殊な階級であるとした。歴史学者長谷川毅は、ロシア革命は、あまりにも見事にマルクスの予見を実現したがゆえに、マルクス主義の危険な限界をしめしたと評する。

### 初期の論説

#### ラッセル
社会主義者で哲学者のバートランド・ラッセルは、1920年にイギリス労働党代表団とともにソビエトロシアに滞在し、帰国後に著した『ロシア共産主義』(1920年9月）において、ロシア革命は歴史的な英雄的事件であるが、失敗であったと述べる。
ラッセルは、ボルシェヴィキのように、投票で表明された多数尊重の原則を放棄し、暴力的な権力奪取を認めてしまうことは、法の放棄であり、文明が抑制している原始的欲情と利己主義を野放しにすることになるとして、暴力革命に反対する。法の遵守という考えが可能になるために何世紀もの努力を要したが、殺人、強姦、暴力による強盗が普通であるような無法の暴力状態においては、我々が生活するうえで予期している様々な良いことの多くが消滅する。文明はもともと不安定で、解体させることもできるが、文明国は、内戦に代わるものとして、争いを暴力に頼らずに解決する方法として、民主的政府を承認した。だが、ボルシェヴィストは、暴力を避けるどころか、暴力それ自体を喜ばしいものとみなしており、恩恵を与えることより敵を傷つけることに熱心な人からは、善は期待できないとラッセルはいう。
ボルシェヴィキは、新しい革命で放り出されるまでは、何かと口実を設けて権力の地位に居座り続けるだろうし、暴力と少数派による力の支配で作り出された体制は、必然的に専制と搾取をもたらすとラッセルはいう。ソビエトロシアは、労働者の階級利益を体現しているかのように装うが、むしろ、資本家的な心理を取り込み、支配階級が旧体制よりも一層強化されている。ボルシェヴィキには、自由への愛着がなく、国家に対立する個人の重要さの自覚もなく、個人のなかの最も価値あるものを犠牲にするような対立を自制することもできないし、国民は権力の材料として利用され、国民の解放は無限に先に延ばされることになるだろう。権力が平等化されないまま、富の平等化を行っても、不安定な成果となるし、政治的悪のなかで最悪なものである権力の不平等は、階級闘争と一党独裁によっては治癒できない。ボルシェヴィキを信じる共産主義者は、すべての財貨が共有になれば完全な自由が実現すると信じるが、現実のロシアでは、行政権力を持つ官僚がおり、軍を支配する少数派は、専制的権力を行使している。
ソ連は、農民が生きるうえで最低限必要なもの以上は、政府が生産物のすべてを強制的に徴発したため、農民の生産意欲は打ち壊された。工業の崩壊と、食糧難は同時に進行し、都市の労働者は田舎に戻り農民になろうとすれば、投獄され、流刑労働を罰せられた。都市では人が飢え、農村では食糧を政府が徴発していくので、都市と農村双方で、共産党員の評判は悪いため、ボルシェヴィキは、軍事力と非常委員会に頼り、労働者の徴用、ストライキの禁止や怠業者にたいする禁固刑によって労働者を束縛し、政治的不満のあらゆる気配を密告させ、スパイの大群が人民を常時監視する状態をつくりだした。人々は決まった方法で考えることだけを教えこまれ、自由な知性はタブーとなり、あらゆる自由が、ブルジョワ的であるとして禁じられた。これが、ラッセルが目撃した、プロレタリアートの名で統治していると公言しているロシア共産主義体制の現実であった。
ラッセルによれば、ボルシェヴィキは憎悪によってかき起てられ、新しい善を築こうという願望より古い悪を倒したいという破壊願望の方が大きく、ボルシェヴィキの人生観とは、憎悪の独断論であり、人間の本性を力によって完全に変えられると信じていると批判した。
ラッセルは「自由と組織」 （1934年）で、マルクスにおいても愛よりも憎しみが重視されたと指摘する。マルクスは、階級対立は人類愛よりも強力であり、「このままであってはならない。これは変えなくてはならない」という鉄のごとき要請こそが、社会主義への道をひらくと主張し、戦争や闘争で勝つためには、愛よりも憎しみこそが正当な心理となるというマルクスの気質を、マルクス主義者たちは模倣した。ラッセルによれば、マルクスの本には、羨望と悪意が満ち満ちており、甘やかされた憎しみは、習癖となり、永久に新しい犠牲者を生み出していくことになる。マルクスの階級闘争論では、階級の分岐点が必要以上に低いところにおかれ、また、生産と分配を組織する科学的な方法ではなく、資本階級への復讐の教説を説いたために、熟練労働者を社会主義の味方につけることができないどころか、敵に回してしまった。
19世紀なかばまでのイギリスの雇用環境は、どんな人も義憤を感じざるをえないもので、マルクスの憎しみも当然であったが、その憎しみは、経済の科学的研究や、資本主義に代わる制度建設理論の基盤としては、優れたものではなかったし、マルクス主義は、プロレタリアの憎しみに訴えかけることで、中産階級をおそれさせ反動化させ、多くの味方を失い、むしろ19世紀の自由主義を殺したのであるとラッセルはいう。

#### オーストロ・マルクス主義
オーストロ・マルクス主義は、怒れるプロレタリアだけではなく、あらゆる合理的精神に訴えかける普遍的価値の実現が目指されるべきだとし、暴力革命は最良の方法ではないと批判した。彼らに対して、トロツキーは日和見主義だと反論し、レーニンはプチブル的民主主義者として片づけた。

#### ケルゼン (暴力革命批判)

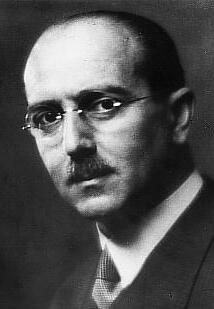
ハンス・ケルゼン

法哲学者ハンス・ケルゼンは、オーストリア・マルクス主義のオットー・バウアーやマックス・アドラーとも交流し、社会民主主義に共感していたが、ロシア革命の実態が徐々に明らかになるにつれて、民主主義を否定するボルシェヴィズムおよびマルクス主義を『社会主義と国家』(1920)や『民主主義の本質と価値』 (1920/1929年）において批判した。
ケルゼンは、マルクス主義の暴力革命論を批判する。共産党宣言では、民主主義政党との協調に努めるとしながらも、共産主義者の目的は、「既存のあらゆる社会秩序を暴力的に転覆することによってのみ達成できる」と暴力革命論を宣言した。また、マルクスは『資本論』で「暴力は、旧社会が新たな社会をはらんだ時の助産婦である。暴力それ自体が一つの経済的な力である」と述べ、エンゲルスは「反デューリング論」でこれを援用して、実力こそ革命的方法の革命的方法たる所以であるといい、レーニンも引用している。『ルイ・ボナパルトのブリュメール18日』においてマルクスは、革命は、議会権力を打倒したあとは、行政権力に向けて革命の破壊力をそこに向けて集中するとし、官僚制的軍事的機構の破砕こそが現実的な人民革命の条件であると述べた。レーニンは、これらの言葉から、プロレタリアの任務とは、国家の完成ではなく、国家の破壊であり、革命後の行動指針についてのマルクス主義の中心的教説であるとという。マルクスらは、万人が自己の意思にのみ服するという完全な自由を有するならば、国家秩序は存在しえず、また規範さえも棄て去られ、階級対立のなくなった完全に一体化した集団では対立する意思を統一するという問題も存在せず、多数決原理も国家も不要になり、無政府な社会となると主張する。
しかし、マルクスは資本主義的階級国家に代わるのは、プロレタリア階級の国家だと説いており、したがって、革命とは支配党派の変動にすぎないのだが、マルクス主義者はこの点を排撃した。ケルゼンによれば、マルクスは国家の廃止を唱えるが、それは再び階級国家を樹立するためのものである。
マルクスにとってのパリ・コミューンの本質は、君主政体に代わって、直接民主制的要素を加えた民主的共和制的国制がとられたこと、および、国家秩序の執行者、国家権力の行使者の更迭が行われたことだった。マルクスはコンミューンは、常備軍を廃止して、武装人民をもってこれに代えたというが、これは軍事力の廃止でなく、軍事力の一つの形態を廃したにすぎないとケルゼンはいう。
マルクスは警察はその「政治的性格」を剥奪されるというが、警察の「政治的」性格とは、それが国家権力の道具、すなわち強制手段たるところにある。それに、マルクスはコミューンを「政治的」形態、つまり一政体とよんでいるが、これは権力であり、したがって、コンミューンの警察が「政治的性格」を持たないというのは自己欺瞞であるとケルゼンは批判する。
エンゲルスは階級がなくなれば弾圧の対象もなくなると述べた。しかし、ケルゼンは、共産主義社会秩序に反対する集団は、資本主義下でプロレタリアが受けているのと同様の抑圧を受けることは避けられないと指摘する。マルクス主義者は、資本主義社会は協同性のない社会とよび、強制秩序たる国家を抑圧装置だとよぶが、ケルゼンによれば、共産主義社会もまた同様に協同性のない強制秩序、つまり国家たらざるをえないのである。
プロレタリア独裁について、ソビエト連邦共産党のニコライ・ブハーリンは、共産主義が実現するまでは、革命後においてもなお外部の敵と内部の敵に対して強力な闘争を継続せざるをえないとして、「独裁ーそれは敵を容赦しない鉄の如き力である。労働者階級の独裁ーそれはブルジョワジーや地主を圧殺する労働者階級の国家権力である」とプロレタリア独裁の必要性を説いた。ブハーリンは、労働義務の導入を主張して、各人は専門や能力に応じて労働者として登録され、労働者は義務を自覚した巨大な労働軍団を形成するとし、他方で、労働における粗漏や虚偽申告は「労働者階級自身に対する犯罪」とし、ノルマを達成しないものは「怠業者」「社会主義秩序の破壊者」「共産主義への道の妨害者」であると述べた。レーニンも習熟をもたらす手段は自由でなく、強制であるとし、労働義務の違反者に対しては迅速かつ厳正な処罰を行うべきだとする。その後、実際にソ連は強制労働収容所を設置し、「体制の敵」とみなされた人々を拘束し、強制労働に従事させた。
ケルゼンは、搾取と階級対立が廃絶されれば、人間性が根本的に変化し、万人が自発的に労働するようになるか疑問であり、また、不可避の例外や、生産関係以外の動機から生じる違反に対しては強制をもって社会秩序を守る必要が生じるし、搾取と階級対立の消滅が、宗教的情熱、嫉妬、名誉欲、性欲などの社会的均衡を撹乱する非経済的諸要因を消滅させることにはならないという。マルクスらは一切の国家的強制からの解放を主張するが、むしろ人間の自然な不平等が発現することにもなるだろうとケルゼンは述べる。
一方でマルクスとエンゲルスは、一定の条件下でなら資本主義民主制の発展によってプロレタリア国家に到ることも可能とも考えていた。カウツキーはプロレタリアが権力を掌握した後は、あらゆる団体に普通選挙権を付与し、完全な出版の自由、結社の自由を保障しなければならないとしたが、ケルゼンはこれこそが本来のマルクス主義の精神に適うものであるとした。
ところがレーニンはカウツキーを修正主義だと批判して、「ブルジョワ国家を廃してプロレタリア国家に到ることは暴力革命なしには不可能である」と主張し、さらに「隷従状態に置かれた人々の前衛の組織」すなわちプロレタリア独裁のみが「資本主義的搾取者の抵抗を撃滅しうる」と主張する。プロレタリア独裁においては、「搾取者・抑圧者・資本家」は例外で、「人類を賃金奴隷制から解放するために彼らを抑圧せねばならず、その抵抗は実力をもって破砕せなばならぬ。抑圧の存在するところ、実力支配の行われるところに自由がなく、民主制がないことは明らかである。」とされる。
しかし、ケルゼンは、生産手段の私有の廃止と生産の国営が人民議会で議決したならば、もはや資本家は存在しないし、集団の成員が万人と同等の地位に置かれているのならば、「例外」を設定する必要はないと批判する。レーニンは「資本家が消滅し、いかなる階級も存在しなくなった時初めて国家が存在しなくなり、自由を語りうるようになる」「ここで初めて民主制が可能となり、いかなる例外もない真に完全な民主制が可能と貫徹される」というが、他方で「国家が死滅するや否や民主制も消滅する」ともいっており、レーニンは混乱した不明確で矛盾に満ちた主張をしているとケルゼンはいう。
ボリシェヴィキは、普遍的自由の要求はブルジョワ国家の支配下においては、労働者が自己に有害な新聞を廃刊しえないから正当だが、プロレタリア独裁下においては普遍的自由を要求すべき理由がないため、メンシェヴィキや社会革命党などの反革命分子には、自由を要求することはできないとと規定された。しかし、カウツキーは、これは「階級支配」であり、また「党の独裁」であると批判した。
レーニンは「革命運動の歴史において、個人の独裁は屢々、革命的階級の独裁の代弁者・担い手・先導者であった」とし、専制制の原理を援用している。レーニンによれば、プロレタリア独裁の意義とは、ブルジョワに対する永久戦争であるところにあり、共産主義者の暴力行為について騒ぎ立てている連中は、すべて本来の独裁を忘れており、革命的権力はその階級的内容によって正当化されると主張した。
このようにボルシェヴィズムにおいては民主制は否定されており、ソヴェト制とは貴族政体であり、政治的絶対主義であるとケルゼンはいう。ロシアのボリシェヴィキだけでなく、マックス・アドラーなどのヨーロッパのマルクス主義者も、プロレタリアは特定の階級ではなく、全社会の代表者であると説いたが、ケルゼンは、プロレタリアが唯一の政治的権利の享有者であり、共産党員のみが選挙権を享有するという主張は、特定の社会観の政治的理念を独断的に絶対化したもので、貴族制的・専制制的支配の用いる典型的な擬制であり、神権制のイデオロギーであると批判する。「人民代表機関が真の共同体意志を表明する」という主張は、社会主義の諸党派が互いに激烈に対立することからも、甚だ疑わしいとケルゼンはいう。
ケルゼンによれば、プロレタリア独裁は、民主制に対立する専制制の一形態であり、正義について絶対的価値を前提とする立場であり、相対的な価値を認める批判的・相対主義的世界観と対立する。民主制とは、国家意思すなわち法秩序が、その支配を受ける者によって、多数決原理によって形成される政体である。民主制における不可避の強制秩序は、その強制秩序の適用を受ける者の過半数の同意がなければ正当化しえないし、この秩序においては、少数者も絶対的不正ではないゆえに、無権利状態に置かれることなく、いずれは多数者にさえなりうる。民主制は、その時々の多数者の意思に支配権を委ねるが、その多数意見が絶対的な善・絶対的正義であるという保障を与えないし、民主制における多数者の支配においては、少数者の存在を前提するのみならず、政治的に承認し、それに保護さえも加え、あらゆる政治的信念の価値は相対的である。民主制では、政治的信念や政治理念の絶対的妥当性は不可能であり、他を排除して特権を独占するような政治的絶対主義は否定される。民主制とは、政治的絶対主義に対立する政治的相対主義の政体であるとケルゼンはいう。

#### ミーゼス
オーストリア学派経済学者ルートヴィヒ・フォン・ミーゼスは、『社会主義における経済計算』(1920)『社会主義研究』(1922)『介入主義の批判』(1929)など1920年代から自由主義に基づいて、ソ連など社会主義国家による介入主義を批判した。ミーゼスによれば、生産手段を公有財産として、社会経済を統御することが可能だという幻想は、新古典派経済学の価値理論に起源があるが、国家による介入主義が実行される社会主義体制は、自由な人間の行為に反する暴力的強制に基づいており、そこでは行為者の内心から社会を協調させるために必要な情報が生まれることが阻害される。多様な選択肢を取りうる行為者は、生じる結果の価値を判断する経済計算を行うが、そのためには行為者が情報にアクセスできる必要がある。これに対して、社会主義のような強制や妨害に基づくシステムでは、自発的交換や通貨の自由な使用が不可能になり、市場の自由、自由な市場価格と通貨、情報の自由な交換が存在しなければ、合理的な経済計算は不可能になる。政府は必要なすべての情報を得ることはできないため、強制的な命令によって社会を組織化するこはできないが、それができると想定することこそが社会主義の知的誤謬であるとミーゼスはいう。
経済計算論争で重要な役割を担ったミーゼスの社会主義批判について経済学者ライオネル・ロビンズや、ロバート・H・ハイルブローナー、ポーランドの経済学者ブルースとラスキらは正当であったと評価している。

#### マルセル・モース
社会主義者・社会学者のマルセル・モースは、1924年の論文「ボリシェヴィズムの社会学的評価」において、ロシア革命を考察した。モースによれば、ロシア革命は、戦争による荒廃と体制の瓦解という最悪の条件から意図せずに発生したものであり、奪還に秩序はなく、革命が奪還したものは、破綻した社会であった。しかし、社会主義体制が確立されるためには、その体制が国民によって望まれていなくてはならず、奪還も自覚的であるべきで、大衆によって明晰な形で組織化されていなくてはならない。少数者によって押しつけられた体制は、もともと望まれていた体制のような価値をもたないし、労働者や兵士が作った専制体制の方が、貴族やブルジョワの専制体制と比べて、より社会的ということはない。また、革命政府による対外債務の履行拒否と、外国人の資産の没収の結果、経済封鎖と国際的排斥運動が起こったが、国際公法や国際私法は遵守されるべきだし、完全な財産収用は、世界同時革命の場合にしか考えられないので、財産収用を国境線を超えたところでおこなってはならないとモースは批判する。
ボリシェヴィズムによる農村革命も、国家管理主義的で、軍隊的な性格をもった厳しい徴発と徴収が実態であり、その結果、農産物減収と備蓄の散逸によってロシア飢饉が起こった。価格の自由な需要と供給、誰もが望むものを購入し、望まないものの購入を強制されない市場の自由は、経済生活にとって絶対に必要な条件であり、市場の組織化こそ、社会主義の進むべき道であるが、ソヴィエトは、市場を破壊した。工業と商業の自由化も、近代経済に不可欠であるが、ソビエトでの国家統制主義、官僚主義、工業の専制的管理、生産の法制化などの「軍事型経済」は、現代に逆行するものだった。経済は純粋な合理性の領域ではないし、共産主義エリートが呪術と強制をもって大衆に押し付ける知性によって、世界が突然秩序づけられることが必然なわけでもない。
モースによれば、職業集団や協同組合などの中間集団を尊重し、発達させることが社会主義では重要だが、ソヴィエトは、経済的かつ倫理的価値を持つ職業集団、自由な協同や自発的な制度を攻撃し、暴力的に破壊していった。結局、共産主義ロシアでは、所有形態を別の所有形態に上乗せしており、私的所有を基底においているが、このようなことであれば、あのような革命を起こす必要はなかった。あらゆる所有形態の廃止を称しながら、ただ一つの所有形態が取って代わるようなことは、あってはならないことだし、ほかの所有形態にも権利を付与し、職業集団や地域集団や国民の権利も保障されなくてはならない。
共産主義者たちは、暴力を信条とした。ボリシェヴィキにとっての暴力の行使は、プロレタリアートと革命が無謬であることの表徴となっており、彼らは、暴力とテロルがあるものにしか共産主義を認定しない。ボリシェヴィキのセクト主義は、本来自分達の協力者であった者たちを、迫害し、虐殺した。ロシアのテロルは、社会のなかで個人と個人を結びつける紐帯をもたらすこともなく、人々は息をひそめ、自分だけの殻に閉じこもり、互いに避けあうようになった。ボリシェヴィキは、労働規律をプロレタリアや農民に押し付けたが、絶対服従すべき命令と、それを実行させるための暴力によって、人々は恐怖し、逃げ出した。ボリシェヴィキの暴力は、ロシア社会の腐敗物を払い落としもしたが、国民と国の生産力と創造力を萎縮させ、社会機構の主要な部分を滅し去り、ソヴィエトを破滅に導いたとモースは評価した。

#### オルテガ
スペインの哲学者ホセ・オルテガ・イ・ガセットは『大衆の反逆』(1930)で、ボルシェヴィズムはファシズムと同様の思想現象であると批判した。
オルテガによれば、ボルシェヴィズムとファシズムは、19世紀末にはじまった野蛮への退行の二つの実例であり、それは自分の過去を忘れた幼稚さであり、その理性を扱う際の反歴史的、時代錯誤的な手法によって本質的退行となっている。凡庸で、過去を忘れた、「歴史意識」を持たない大衆は、現在に起こっていながら過去の領域に属しているかのようにふるまうが、ロシア革命もまた、過去の革命（フランス革命など）の欠点や誤りをなにひとつ修正しないもので、単調な、二番煎じの革命だったとオルテガはいう。革命は自分の子供を貪り喰らうように、節度ある政党にはじまり、まもなく過激派の手にわたり、ほどなく復古に向けての退却がはじまる。ボルシェヴィズムは、ファシズムと同様、過去を超克するのに必要な条件をそなえていない。つまり、過去のすべてを縮図のように内部に備えていないのであり、したがって、過去と真剣に向き合っておらず、未来が過去を超克することもなく、未来は負ける。ボルシェヴィズムもファシズムも、過去を吸収消化するのではなく、過去の部分と殴り合うという単細胞的な行動をとっている点で原始性なのであり、両者とも、明日の朝でなく、使い古された古い朝しかもたらさない、似非の夜明けであるとオルテガは批判した。

### スターリン時代 (1920-50年代)
ソビエト連邦共産党書記長ヨシフ・スターリンはレーニンの死後、五カ年計画で社会主義的工業化と農業集団化をすすめるとともに、共産党内部の粛清をすすめた。スターリンと対立したトロツキーとジノヴィエフは1927年に共産党を除名された。1930年頃には共産党内部での「分派活動」や反対派の組織が禁止された。ジノヴィエフとカーメネフは1934年のキーロフ暗殺事件の背後にいるとされて逮捕され、さらにブハーリンとルイコフや、スターリンに忠実だった共産党員も「見世物裁判」だったモスクワ裁判で処刑された。スターリンは、秘密裏の処刑でなく、周到に準備した裁判を開き、被告人も準備させられ、検事は計算された感情の爆発さえ演じた。スターリンは「見解の完全な一致は墓地でのみ達成できる」「死はすべての問題を解決できる。人間がいなければ問題も存在しない」「ひとりの死はひとつの悲劇だが、100万人の死は統計にすぎない」と語り、虐殺を正当化した。スターリンによる弾圧には個人的な権力政治の側面もあり、スターリンは自分が革命で大した役割を演じていないことを知っているボリシェビキの同志を根こそぎ撲滅したのであり、その意味で粛清とは目撃者の体系的な絶滅であった。スターリン時代では、テロルが政党と社会を大混乱に陥れ、恐怖を爆発させ、人民をお互いに攻撃させた。「他の誰かを裏切り者と暴露することで自分が裏切り者ではないと証明するまで、すべての人が裏切り者だった」と歴史学者ミュラーは指摘している。こうして、ボリシェヴィキ体制では、一党支配のために競争相手がすべて根絶やしになり、政策論議は、逸脱だとして弾劾されることに怯える少数の党内エリートに限られた。この大粛清 (大テロル)で逮捕者250万人，処刑された者68万人、あるいは1000万が犠牲になったと推定されている。にスターリンは「国家の死滅は、国家権力の弱体化ではなく、その最大限の強化を通して生じる」と述べ国家テロを正当化した
ソ連共産党による消費財生産への介入は、穀物供出不足を生み、1927年冬には商品が不足し、農民は穀物を備蓄した。豊作だったが、見込みより30%減になったとの報告をうけて激怒したスターリンは、穀物を無理やり搾り取り、地方で農民の抵抗が起きると、穀物を出し渋る農民に対して「富農撲滅による階級戦争」を宣言し、「クラーク（富農）」の即決射殺を命じた。農業集団化キャンペーンでは、急速な工業化計画の立案をおこなう権限をゴスプラン（国家計画委員会）に与え、集団農場への加入を拒む農民に対しては、階級としての根絶を目指し、100万人余の農民が逮捕されたり処刑され、「富農」とされた家族は、都市の特別作業隊によって拉致され、シベリアに強制移住させられたり、行方不明になった。もともとボリシェヴィキでは広く自営農への反感ががあり、レーニンは「小規模な生産者は、資本主義とブルジョワジーを、継続的に、毎日、毎時、自然に、大規模に生み出す」と述べた。また、マルクスも田舎暮らしは愚かしいと馬鹿にし、農民を「ジャガイモ」と侮蔑した。
クラーク絶滅は、全国規模のポグロムのようになり、国家官吏は農家の酒や服など物品を手当たり次第に盗み、農民は抵抗して家畜を殺し、農具を破壊した。その結果、終わりのない暴力が連鎖し、飢饉で何百万人が死んだ。ウクライナでは、1932-33年の飢饉時に、官僚的無関心と民族的敵意のためにホロドモールという系統的な殺戮(ジェノサイド)が行われ、240万から750万人の命が奪われた。農業集団化によって、農業生産高は上昇したが、個人所有がなくなったために農民と土地との心情的な絆が切れ、再来した農奴制のような状況となり、何千万の被害がもたらされた。ソ連は隠蔽工作を行い、赤十字からの援助も断わり、1936年に訪問した作家アンドレ・ジッドらを豪華な晩餐会で欺き、西側の政治家に対しては強制収容所で秘密警察が囚人のふりをして栄養が足りていることを偽装した。しかし、集産化の失敗は完全に隠すことはできず、スケープゴートや陰謀論を必要としていったソ連政府は、1930年代から見せ物裁判をはじめた。
同時にすすめられていた五カ年計画では、1928年から1933年までの5年間で工業285%の拡大、運輸197%, 建設353%、石綿生産5倍といった向こう見ずな目標がたてられ、青年組織コムソモールから何十万人もの労働者を動員し、労働者に1日あたり12時間、一週間に6日間の労働を「鉄の規律」で強制し、勤務終了後や週末も働かせ、さらに刑務所の受刑者やグラーグ (強制労働収容所)の被収容者にも強制労働を課して、鉄道や運河建設に従事させた。強制収容所の被収容者数は、大粛清期には行政流刑を含めずとも100万人から800万人超まで膨れ上がった。歴史学者コンラート・H・ヤーラオシュによれば、五か年計画は、ロシアに急速な工業化をもたらしたが、同時に、ソビエト市民の多くが自己搾取に苦しみ、変革につきまとうパラノイア（偏執狂的妄想）が何百万人を犠牲にした。急速な工業化の強制は、消費の否定や、労働の搾取をともなうものだったが、ボリシェヴィキは、よりよい未来がもたらされると正当化した。ソ連の同時代人の目に、スターリンの理論が奇妙なものにうつらなかったのは、ファシズムが興隆していたからであり、ヒトラーの登場は、歴史が最後の弁証法的衝突に向かっているという考え方に信憑性を与えた
政治学者カール・フリードリッヒは、全体主義は、古くからの専制政治とも、西欧型民主制とも異なる以下の6つの特徴を持つという。
1. 全体主義イデオロギー
2. 独裁者が率いる唯一の政党
3. 最大限に発達した秘密警察
4. マスコミの独占的管理
5. 軍用兵器の独占的管理
6. 経済組織などすべての組織の独占的管理

この定義が最もあてはまるのは、スターリン時代のソ連であり、スターリン以降のソ連も基本制度は全体主義のままであったとギデンズはいう。スターリン時代のソ連は、ファシスト党のイタリアや、ナチ党のドイツに類似して、恐怖政治（テロ）を特徴とし、支配力を強化するためにイデオロギー的基礎を作り上げ、それに付随して反対意見を弾圧するために強制力を広範囲に用いた。大粛清では、約100万人が殺害され、さらに強制労働収容所で約200万人がなくなり、スターリン時代だけで約2000万人が政治的弾圧で殺害された。フリードリッヒの定義する全体主義は、ポル・ポトの民主カンプチアにもあてはまる。

#### ジッド
フランスの作家アンドレ・ジッドは、共産党員ではなかったが、ソ連と共産主義への支持を公言しており、1936年6月から8月にかけて招待されソ連を訪れた。その後、『ソヴィエト旅行記』で次のようにソ連の実態を明らかにした。当初ジッドは、ソ連での壮大な実験は人類の再生になると期待していた。ピオネールのキャンプの子供たちは美しく、一日五食も食べて栄養が行き届いており、はつらつとしていた。「文化公園」の労働者は活発で、はじけるような幸福の表情が見えた。人々は真面目で礼儀ただしく、どこでも司会者が場を仕切り、完璧な秩序が保たれており、ゲーム、ダンス、音楽、スポーツ、チェスが楽しまれていた。しかし、店には商品が少なく、人々は開店前から800〜1500人の列をなし、商品は粗悪だった。当時、ソビエト政府は、無気力な労働者に勤労意欲を植え付けるために、ノルマの14倍をこなした労働者を讃えた生産性向上運動(スタハノフ運動)や突撃労働者（ウダルニク）制度を導入していたが、モスクワの民衆のやる気のなさにジッドは驚いている。集団農場コルホーズの共同住居は没個性的で、どの家にも同じみすぼらしい家具があり、スターリンの肖像画が飾られているだけで、個人的な思い出の品などはなかった。
ジッドの体験によれば、ソ連では、すべてについて一つ以上の意見があってはならず、意見はあらかじめ決定されていた。人々に何を知るべきか、考えるべきか、信じるべきかを教えてくれるソビエト連邦共産党の新聞「プラウダ」が毎朝、各家庭に届けられており、体制順応主義（コンフォルミズム）は自然で無意識のものになっている。みなが明確に一つのスローガンに従っているわけではないが、全てに違いが生じないように按配されていて、ジッドは一人のロシア人と話すと、ロシア人全体と話しているような気がすると述べている。
ソ連の教育では、現在の状態が唯一の希望であり、それを祝福すべきであると教えられる。文化も、公正や客観性とは無縁で、批判精神はほぼ完全に欠如している。ソ連での「自己批判」とは、密告や叱責がとびかうなか、しかるべきラインに収まっているかどうかを問いただすことを意味し、ラインそのものが議論されることはないとジッドは指摘する。ソ連の市民は外国について驚くほど無知で、外国は、まだ革命が起きていないので暗闇のなかでもがいていて、ソ連よりもひどい状態にあると思い込まされている。保養地ソチやスフミのホテルは贅沢だが、ソ連では規準に適った線のなかにいる功績者だけが優遇され特権を享受する。
ソ連にも労働者の所得格差があり、条件の違いを救済する措置をとらなければ、新たなブルジョワ労働者階級が再生産されてしまうとジッドは危惧した。しかし、すでにソ連には能力や価値でなく、「よき思想」に順応している上位集団による貴族制 (アリストクラシー)ができつつあるとジッドは指摘する。ジッドは、ソ連に来たのは貧民を見なくていいことを確認しにきたのだったが、ソ連の「恵まれた」人たちが、使用人、人足、日雇い労働者などの貧しい「恵まれないひとたち」を軽蔑し、または無関心で、慈善の精神が存在しないことにジッドはショックを受けている。
ソ連政府は、体制をおとなしく受け入れる順応主義を人々に求めており、ソ連のすべてを心から称賛することを求め、どんな小さな抗議や批判も封じ込められており、もはや革命の精神は用済みで「反革命的」とすらみなされており、批判的精神は不要とされている。こうジッドは指摘したうえで、「ほかのどんな国でも、ヒトラーのドイツでさえ、このソ連以上に精神が自由でなく、ねじ曲げられ、恐怖に怯え、隷属させられている国はないのではないか」と述べた。
グルジアでは、どんなに質素で汚い部屋でも、スターリンの肖像画が、かつてキリストの聖画像がかけられていた場所に飾られていた。ジッドがもてなされたお礼の電報をスターリンに送ろうとすると、通訳からスターリンを「あなた」と呼ぶのは尊敬が足りないので、「全労働者の指導者」「人民の指導者」といった形容を用いるべきだと指示され、従わざるをえなかった。似たような修正や調整が挨拶や談話でも行われ続け、スターリンと民衆との間に埋めることのできない距離が生まれていることがジッドにはわかった。こうしてジッドは、約束された 「プロレタリア独裁」とは、プロレタリアたちの独裁でもなければ、ソヴィエト（評議会）の独裁でもなく、一人の男の独裁であり、「騙されてはならない。そしてはっきりと認めなければならない。これは自分たちが望んでいたものではまったくないと。」と述べるにいたった。
ジッドは、国家のなかで反対派を抹殺することは、テロリズムへの道を開くとし、反対派の意見に耳を傾けることは、大いなる叡智だという。
ソ連のある画家はジッドに、ソ連では芸術家は規準（ライン）の中に収まらなければ、「形式主義（フォルマリズム）」とみなされるのであり、芸術家は偉大な人民にふさわしい大衆的な芸術を作るべきだと語った。ジッドは、それでは芸術家は順応主義に押し込められ、同意しない芸術家は沈黙を強いられるし、そんな文化はあなた方を貶めることになると反論すると、画家はそれはブルジョワ的な理屈で、マルクス主義は偉大な芸術を生み出すことができると回答した。その後、その画家はホテルのジッドの部屋に来て、さきほどは周囲に聞かれていたのであのように述べたと弁解した。ソ連では内容よりも形式に多くの関心を注いでいると責められた芸術家は形式主義の烙印をおされたが、ジッドは、このばかげた二分法は、政治的に有用なのかもしれないが、批評が自由に行われないところはもはや文化というべきでないという。
ソ連当局から内容がよくないとして許可されなかった講演の草稿でジッドは、教義（ドクトリン）に合致した芸術作品が深い永続的な価値を持つわけではなく、純粋にマルクス主義的な作品が次の世代の鼻には臨床病院（クリニック）のような臭みを感じさせる懸念があり、勇敢で値打ちのある作品とはそうした懸念から解放されたものだと論じた。ジッドは、革命が勝利し定着したあとに築かれた正統教義（オーソドクシー）に従う芸術は、もうおしまいで、順応主義に沈む。しかし、革命が芸術家に与えるべきなのは自由であり、自由なくしては芸術の意義も価値も失うとジッドは論じた。
『ソヴィエト旅行記』が出版されると、作家のロマン・ロランや、ポール・ニザンらは罵詈雑言を浴びせた。なお、ニザンは1939年の独ソ不可侵条約締結をめぐってフランス共産党を脱党して、裏切り者として非難中傷を浴びた。ジッドは翌年の『ソヴィエト旅行記修正』（1937年）で反論した。
ジッドは「表面的な分析、性急な判断、それが私の本に投げかけられた言葉だった。けれども、むしろソ連の立派な見かけ、その表面こそが、最初は私たちを魅了していたのである。もっと深く踏み込んでいくにつれて、私たちは最悪のものを目にすることになったのだ。…もし私がひたすら称賛するだけに甘んじていたら、皆さんは私を（表面的だ、などと）非難しなかっただろう。だが、その場合こそ、私はまさに表面しか見ていないと非難されてしかるべきなのである。」と語っている。
ソビエト連邦友の会会員でフランス共産党員だったP.アレッサンドリはジッドを批判したが、のちにジッドが正しかったと認めて共産党を離党した。

#### ハイエク
経済的自由主義者のルートヴィヒ・フォン・ミーゼスの経済論を継承した経済学者フリードリヒ・ハイエクは、社会主義国家では、強制と暴力が制度的に行使されるために、人々は目的を自由に追及できなくなり、個人的な目的の喪失は、社会を協調させ進歩させていくために必要な情報を生成するインセンティブも消滅させると論じた。ハイエクによれば、社会経済制度は無数の人間が何世代もかけて経験、知識、欲望を積み重ねて築いてきた進化の結果であり、社会の行動規範は、個人の精神をはるかに凌駕する膨大な情報、経験、知識を内包しているが、制度を新しく創造すると称する社会主義は知的なプライドと科学的な驕慢から生じる誤謬である。
さらにハイエクは「自由と経済体制」(1938/39)において、権威主義的体制が活動範囲を経済だけに限定することができると信じることは、致命的な幻想であり、統制は経済以外の領域にも拡大し、ついには全体主義政府になるとする。ハイエクは、専制政治が理念の強制と強要のための効果的な手段であり、全社会的な規模での中央計画の実行にとって必要不可欠のものであるからこそ、経済活動の計画化は独裁政治へと行き着くとし、プロレタリアート独裁は、たとえそれが民主主義政体であっても、経済活動の管理に乗り出すなら、専制政治と同様に個人の自由を最後の一かけらにいたるまで完全に破壊することになるだろうと述べた。また、ハイエクは『隷従への道』(1944年）で、社会主義、共産主義、ナチズム、ファシズムは同根的な集産主義(collectivism)であり、計画経済や社会主義・共産主義が「独裁制の全体主義」に陥るのは、必然的なことだったと指摘した。

### 世界大戦以後の論説

#### ポパー

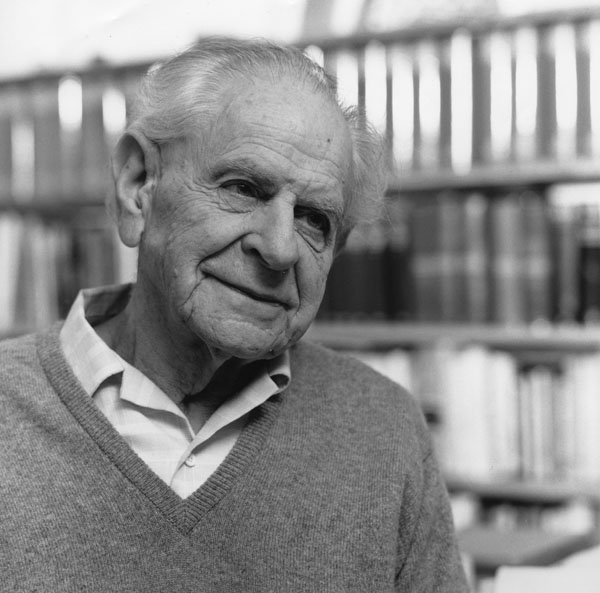
カール・ポパー

哲学者のカール・ポパーは1945年に『開かれた社会とその敵』を発表し、全体主義の根源にヘーゲルとマルクスがあるとし、20世紀の共産主義を批判した。ポパーによれば、共産主義は「完全に統制された、全体主義的な社会を作ること」を目的としており、これはナショナリズムと共通する。共産主義社会では、同じ信念と目的を持ち、国家の絶対的な権威に完全に服従する「均質な住民」から成り立っており、正しいと信じられる共産主義思想に同意しない人々は、「明らかな真理を受け入れることを、悪意から拒否している」人々、つまり「明らかな真理に対する敵」とみなされ、暴力を用いて弾圧され、こうして共産主義には非人間性、自由に対するその固有の敵意があると指摘される。ポパーによれば、共産主義思想では、地上の楽園を作ることが主張され、試みられてきたが、「しかし、それはいつも、むしろ地獄に似たものを確立するに至った（…）なぜなら、無垢な社会という、美しいヴィジョンに鼓舞された人々は失望せざるをえないからだ。そして、失望したときに、彼らは、その失敗を、犠牲者や人間の悪魔に押し付けるのである。そういったものたちは、悪意をもって、千年王国が到来することを邪魔しようとたくらむ者どもであり、それ故、根絶されなければならない人々」とされるのである。ポパーは共産主義の重大な誤りとは「ロベスピエールの恐怖政治のように、素朴で過度の楽観主義の致命的な結果なのである。共産主義は、奴隷制、予防的恐怖、そして予防的拷問さえ再導入した。そしてわれわれはこれを黙認してはならないし、許してもならない」と警告する。ポパーによれば、共産主義国家建設の経験は、地上に楽園を作る試みの恐るべき危険を例証しているのであり、従って、「われわれが地上に楽園を作ることができないということを明らかにすることが、すべての理性的な政策の第一原理のひとつでなければならない」、「われわれは、自由を馬鹿馬鹿しい値段で、あるいは最高度に可能な生産性と効率性を得るという見込みのために、売り払うべきではない」とする。ポパーは、貧困は大きな害悪だが、貧困と富裕の対比よりも重要なのは、自由とその欠如との対比、すなわち、新たな階級、新たに支配を握った独裁政権と、強制収容所などへ追いやられる恵まれぬ市民との対比であると主張する。
作家の坂口安吾は1947年に、次のように自由主義にもとづいて共産主義を批判している。
ドイツの哲学者カール・ヤスパースは『現代における理性と反理性』（1950)で、マルクス主義は、精神分析と同様に、反理性の代表であるとして批判する。ヤスパースによれば、マルクス主義は、科学を自称するが、ヘーゲル的な全体知であり、憶測の知識であり、信仰を憶測の科学として擁護しているような、独善的な信仰である。マルクスの政治活動は、信仰の活動であり、弁証法は、全体を規定する単一の因果性として効果的な詭弁となり、マルクスは暴力革命によって権力を勝ち取ることを訴えた。マルクスは、神に見捨てられた世界に復活した予言者であって、その予言は、神話的思考あるいは強大な魔法であり、魔法をかけられた者は、反理性の不条理を真剣に受け入れ、理性の哲学と対立する。しかし、理性とは開放性であり、人間相互の交わりを可能にするような、実存となる根拠であり、理性を放棄することは、自由を放棄することであるとヤスパースは論ずる。
ヤスパースは続けて『新しいヒューマニズムの可能性』(1952)において、マルクスの共産主義革命によっては疎外は克服されないどころか、現存するものは精算され、廃墟から新しいものが生まれるという空想は、人間を奴隷化する反ヒューマニズム的なものになると論じ、さらに『原子爆弾と人間の未来』(1958)において、マルクスは、独断的な予言者として疑似科学的に暴力行為を正当化しており、その思考は全体知であり、全体的支配に通じるもので、マルクス主義的思考は、絶対化された悟性の反理性であると批判する。ヤスパースによれば、マルクス主義的な全体的支配においては、唯一の組織が権力を持ち、憶測の絶対的真理を復唱させ、調教し、威嚇することで、すべての 人々が一つの全体計画に服従させられるのであり、自由も、理性も、真理も存在しないという。

### 東側諸国
東ヨーロッパなど衛星諸国でもソ連による抑圧の犠牲者が大量に出た。ロシアは、フィンランドからルーマニアを直接併合を試み、容赦ない民族浄化を図って、地元民を追放し、ロシア国民を移住させ、共産党一党独裁を押し付けた。ドイツ東部も乱暴に占領されて、ソ連による支配が確立した。
ロシアが支配した東ヨーロッパでは、ソビエト的近代化がなかば強制的に、なかば自発的に採用された。1948年2月、チェコではゴットワルト率いるチェコスロバキア共産党のクーデタによりプロレタリア独裁が樹立し(二月事件)、ポーランドではビェルト率いる統一労働党、ドイツではヴァルター・ウルブリヒト率いる社会主義統一党、ハンガリーではマーチャーシュ率いるハンガリー勤労者党が権力を掌握し、各党の書記長は独裁体制を敷いて、反対派の口封じをし、他政党を泡沫政党にして、議会制を空洞化し、検閲を押し付け、討論や集会も禁止した。
ドイツ民主共和国 (東ドイツ)では、労働組合が自由ドイツ労働組合に統一され、若者も自由ドイツ青年団に統合され、余暇活動とだきあわせでイデオロギー教化も行われ、共産党の方針と矛盾しないように社会活動と教化が一体化された。市民は、党組織を介さなければ社会活動を進めることができなくなった。
また、東欧の計画経済と工業の国有化もロシア同様に失敗し、労働者は、「解放」というスローガンとは裏腹に、労働組合、党、官僚による統制下に置かれた。また、共産党は平等を語ったものの、頂点には党エリートノーメンクラトゥーラ、中間に労働者と農民、底辺にキリスト教徒と元ブルジョワジーといった階層社会を生み出していた。
東側では、人々が体制を容認するようになるために、生活水準の改善が図られ、家電や自動車などの消費財生産が目指された。しかし、政府は、固定的な量的目標に重点を置いており、製品の供給と生産の不足、価格の高騰、配送の障害、デザインの萎縮などがおこり、消費者が満足するような質を提供できなかった。軍拡競争、秘密警察、党官僚制の莫大な費用も障害となった。食料、住宅、運輸への補助金給付や、生産コストを無視する価格統制は、資源の不適正な配分の原因となり、業績に関わらず職が安定したために勤労モラルが低下した。経済競争の導入により、党は信用を失い、人々は共産主義体制に不満を抱いた。
東ヨーロッパでも、スターリン主義によって重工業が発達し、インフラ整備や住宅の戦後復興も成功した。しかし、経済的な安全保障が達成されると、共産主義による近代化の限界も明らかになった。ソビエトモデルの力ずくでの押し付けは、人々の願いに逆行していた。政治参加とは大衆組織への加入や独裁者への賛同を意味しており、戦間期の民主主義を経験した人々にとっては空虚だった。また、東ヨーロッパの解放時のソ連軍によるレイプや略奪や殺害の記憶は、ソビエトに対する否定的連想を抑え難いものとした。
東側諸国では文化でもソビエトモデルが支配的になり、知的な討論や芸術創造が窒息させられた。学問においてはマルクス・レーニン主義の教義が叩き込まれ、自由な討論や研究が阻害され、科学的芸術的な刷新が抑え込まれた。教育では、マルクス・レーニン主義の教義が学校で教えられ、マルクスレーニン主義の古典を知の唯一の源泉として引用するように強制され、大学やアカデミーにおける研究と教育の自由は厳しく締め付けられた。文学における社会主義リアリズムは、モダニズムの実験を退け、「労働者文学」の創造を強制された。リトアニア系ポーランド人の作家チェスワフ・ミウォシュはロシアとその従属国での社会主義体制の欺瞞的性質を見抜き、狂気が起こっていると批判した。共産主義の独裁的アプローチは、市民社会を抑圧し、人権を無視し、近代社会の持つ自己肯定的な力強さを失わせた。
「脱ナチ化」の名の下に行われた階級戦争では、土地所有者や工業家から収奪するもので、マルクス主義的な社会工学の冷徹さをさらけだした。政治的対案への乱暴な抑圧、秘密警察による反対者への追及、公の場での討論への口封じ、マルクスレーニン主義にもとづく訓練の強制、検閲によるイデオロギーの押し付けは、共産主義体制の非人間性をはっきりと示した。行きすぎた目標と残忍な手法によって、社会主義のプロジェクトは信用を失墜させ、共産主義的な近代化は、自己破壊的特性のために進歩の可能性を窒息させた。計画経済、一党独裁、イデオロギーの教え込みなどは、解決不能な矛盾を生んだ。東欧の人々は、ファシズムへの勝利を讃えながらも、共産主義の試みを戦慄のディストピアとして経験することになった。
しかし、すでに1950年代のソヴィエト・ブロックで、民衆の不満が渦巻いた。1953年に東ドイツで社会主義統一党がノルマを引き上げ、賃金を引き下げると、労働者がストライキを行い、デモ隊は一党独裁を批判して自由選挙やドイツ統一を要求し、党職員に暴行するなどの東ベルリン暴動が起きた。東ドイツ政府の要請で出動したソビエト連邦軍の弾圧で75人が殺害され、1600人が収監された。

#### アーレント

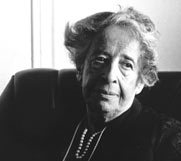
ハンナ・アーレント

哲学者ハンナ・アーレントは『全体主義の起源』(1951年)や『革命について』(1963年)のなかで、ナチズムの国民社会主義とソ連の共産主義・ボリシェヴィズムの大粛清や恐怖政治の起源をフランス革命に見いだして批判した。アーレントは、ナチズムとスターリンのボルシェヴィズムの全体主義がそれまでの専制政治とは異なるところは、両者ともに世界征服を目指しており、秘密警察と強制収容所が国家の中核にあり、人間をテロル（恐怖政治）の鉄の箍に押し込んだと指摘する。アーレントによれば、スターリン体制の犯罪性は、数百から数千の著名な政治家や文学者の殺害にだけあったのではなく、何ぴとも、スターリンですらも「反革命的」活動の嫌疑をかけることは不可能だった数百万の無告の民の殲滅にこそあった。フルシチョフによるスターリン批判は、むしろスターリン体制の犯罪性を矮小化するものであり、隠蔽するものだった。全体主義のテロルは、すべての組織的反対勢力が死滅し、支配者がもはや恐れる必要のあるものは何ひとつないことを知ったときにはじめて解き放たれるものであった。
ボリシェヴィキは、「社会主義国に失業はない」というイデオロギーを貫徹するために、失業給付を廃止し、これにより、「ソ連には失業がない」という嘘は、事実となった。ソ連の全体主義的独裁では、イデオロギー教義とそこから生まれた嘘を本物の現実に変えるためにテロルが用いられ、スターリンはロシア革命史の書き換えのために旧版の著者を抹殺した。
アーレントによれば、ボリシェヴィズム運動は、ナチ運動とよく似ているが、例えば、ナチスがユダヤ資本による世界陰謀というフィクションから出発しているように、ボリシェヴィキもトロツキスト陰謀、「三百家族」の世界陰謀、帝国主義、コスモポリタン、資本家の陰謀といった陰謀論フィクションを必要とし、1930年代以降はこうした陰謀論にもとづいて内政外交を行った。
イデオロギーに賛同するかしないかによって敵味方を規定することは、全体主義運動の本質である。この規定は、当の人物の友好性や敵対性とは関係がないため、警察も特別の調査を必要とせず、イデオロギーによって規定される敵は、自然もしくは歴史の法則によって「客観的に」認定される。ナチスにおける人種的劣等者（ユダヤ人）も、ソビエトにおける死滅する階級(ブルジョワ）も、体制側の政策によってのみ認定される「客観的な敵」であり、その犯罪は、「主観的因子」を参酌することなしに「客観的」に決定された。「客観的な敵」は、「客観的な基準」に従って、当人がどういう人間であるかということからいえばまったく恣意的に選定されたが、過去の暴君支配にも、これほど効果的かつ徹底的に人間の自由を否定したものはなかった。ソ連やナチスの全体的支配は、罪の概念を廃棄する代わりに、「望ましからぬ者」「生きる資格のない者」という新しい概念を持ち出し、彼らは、あたかもかつて存在したことがなかったかのように地表から抹殺されていった。
中華人民共和国についてもアーレントは批判しており、中国のプロレタリア独裁の初期段階では、相当な流血があり、推定1500万人が犠牲者となったとし、毛沢東の1957年の「百花斉放」政策でも知られる演説「人民内部の矛盾を正しく処理することについて」は、言論の自由を主張したものではなく、反対者は「思想矯正」によって鍛え直されるということが主張されたとする。これ以降、「ブルジョア右派分子」を摘発する反右派闘争が開始され、55万人の知識人が「右派」のレッテルを貼られて職を失い、労働改造所などに送られ、共産党への批判は不可能となった。中国共産党はイデオロギー的には不可謬でなければならず、政治的には世界支配を目指すインターナショナル運動を志しており、すべての国の革命運動に中国の手先を潜入させ、北京の指導のもとでコミンテルンを復活させようとする政策をとったとして、その全体主義的特質は最初から明白だったとアーレントはいう。アーレントは文化大革命という名の党粛清では、大量殺戮も辞さないという威嚇が公然と行なわれていると述べ、毛沢東を、ヒトラーやスターリンと同様に批判している。
また、アーレント は『革命論』(1963/65)において、フランス革命の革命家たちには当初、国家形態への情熱的関心や、人間の知識を駆使するといった誇りもあったが、やがて自暴自棄気味の感情に取って代わり、革命それ自体を失っていったと指摘したうえで、ロシア革命も比類なき希望を当初は世界にもたらした分、その後、世界をいっそう深い絶望に陥れたという。アーレントによれば、ロシアの革命家は、事情も条件も変わっていたのに、フランス革命を模倣しなければならないと考え、これが粛清のための裁判において革命家が、判決に従順に従った理由ともなった。革命後に「反革命容疑者」狩りが開始されると、ロベスピエールがダントンやエベールを粛清したように、革命家たちは両極端のグループに分裂し、急場を救う者が中間に位置すると称して、極右と極左の両方を粛清した。フランス革命を念頭に置いて歴史劇を演じていったロシアの革命家たちは、権力に反抗する勇気と気高さを当初は持ちながらも、「歴史的必然」だと彼らが見なしたものにへりくだり、唯々諾々と従っていった。アーレントは、そのありさまには「壮大な滑稽さ」があったとし、「彼らを道化役にしたのは、歴史であり歴史的必然であった。以来、革命は、道化よろしく愚弄されるという不幸に見舞われている。その不幸にあっては、自由は必然と化すのであり、行為し創設するという経験は、恐るべき無力さの感情を味わっては破滅する」と述べた。
アーレントは、マルクスについて次のように論じた。マルクスは政治思想の伝統に挑戦するなかで、「暴力は、旧い社会が新しい社会を孕んだときにはいつでもその産婆となる。」と暴力を賛美し、言論への敵意を主張した。マルクスは、戦争と革命の暴力を通じてのみ人間の生産性を発展させる隠れた力が明るみに出るとし、歴史は暴力の時代にのみ真の顔をみせ、そこではイデオロギー上の偽善的な空論が一掃されると考えた。政治思想の伝統において、暴力は、ティラニー(tyranny、暴政、僭主制)の特徴とみなされ、国家間の関係における最終手段であり、自国民へ向けられる暴力は最も不名誉なものとみなされてきたが、マルクスは、逆に暴力を、統治の不可欠な構成要素とみなし、政治的行為の領域を暴力の使用によって特徴づけた。マルクスが知悉するアリストテレスは、ギリシア人と他民族バルバロイ(夷狄)と区別するために、人間を「ポリス的動物」、および「言葉を持つ動物」と定義し、ギリシア人は暴力に頼らない言論による説得を重視するのに対して、バルバロイは暴力によって支配され、奴隷は労働を強制された。ギリシア人にとって労働は非政治的で私的な事柄であり、これに対して暴力は否定的であるが他者との交わりを確立するものであった。こうしてマルクスは、ロゴスすなわち言論を否定し、それに付随して暴力を賛美した。
また、マルクスが、労働と行為を賛美しながら、国家のない、労働のない社会を賛美するという根本的矛盾のある主張をおこなったが、これも政治思想の伝統の前提を根本から覆そうとしたためであった。
アーレントによれば、マルクスが「人間は歴史を作る」と考えた背景には、政治と歴史の混同があったが、これはマルクスの追随者にとっては命取りとなった。歴史家の態度と制作者の態度が結びつくことは危険であり、人間が知ることのできない「高次の目的」を、計画的・意図的な目的へと転換することが危険なのは、それによって意味が目的へと転化させられてしまうからである。このような転化は、ヘーゲルが歴史に込めた意味（自由の理念が現実化していく）を、マルクスが人間の行為の目的と考え、この目的を制作過程の最終生産物と見なしたときに生じた。しかし、自由や意味は、人間の活動様式の生産物ではありえない。マルクスは、人間が「歴史を作る」ことが可能であるとすれば、歴史には終わりがあるという結論を逃れるわけにはゆかないということを自覚していた。マルクスは、過去と未来という二つの無限に延びる時間意識に表れているような歴史過程を放棄し、弁証法的運動として決定可能で、階級闘争のようにその内実が発見可能であるような、始まりと終わりをもつ過程を考えた。この過程の最終目的は、それまでに起こった事柄をすべて打ち消し、無意味にする。階級なき社会においては、ただ廃棄されるためだけにのみ存在してきた不幸な事柄が忘却されるのであり、不幸な事柄の消失こそが目的である。しかし、意味は真理と同様に、自らを開示し、自らを顕わにするだけであるため、人間が「意味」を作ることは不可能なのであり、人間が作ることができるのは「範型（パタン）」だけである。アーレントによれば、マルクスは、範型を意味と取り違えた最初の歴史家だった。さらにマルクスの追随者は、範型を、過去に対して勝手気ままに押し付け、その結果、「普遍的意味」によって、事実的なもの、個別的なものが滅ぼされ、事実の構造、事柄の継起の順序（クロノロジー）すら掘り崩されてしまったとアーレントは批判した。
社会学者タルコット・パーソンズは『社会体系論』(1951)で、ナチスによる政権奪取を「カリスマ革命運動の高揚」と、ロシア革命後のソ連を「革命運動の適応的変容」として取り上げている。パーソンズによれば、ソ連の共産党は、革命イデオロギーを鼓舞するとともに、否定したはずの愛国心を強調したように、強制的な手段にたよることは、革命体制の基本的な特徴であり、正常に安定した社会よりもはるかに強制的なものとなるとし、解放のためのイデオロギーが、支配のためのイデオロギーに変質すると指摘する。パーソンズは、マルクス - レーニン - スターリンの関係は、イエス - パウロ -コンスタンティノス帝の関係と類似しており、マルクスの理想が、レーニンによって現実化され、スターリンによって全体主義となった過程を、キリスト教が布教を拡大し、ローマ帝国の国教になった過程と対照させた。また、パーソンズは、共産主義体制も西側の資本主義体制も、権力の分配において分散型と中央集権型という違いはあるが、両体制とも、自由と福祉の促進を目指す近代化とよばれる社会変動にそって進んできたもので、将来収斂する可能性もあるとも論じた。
このほか、吉本隆明は『マチウ書試論』(1954年)のなかで、「人間は、狡猾に秩序をぬってあるきながら、革命思想を信ずることもできるし、貧困と不合理な立法をまもることを強いられながら、革命思想を嫌悪することも出来る。自由な意志は選択するからだ。」と述べ、階級性に関係のない人間の自由意志の存在を指摘している。

### スターリン批判と民衆動乱 (1956-1968)
1956年2月にフルシチョフがスターリン批判を行い、粛清や、諸民族の強制移住などを暴露し、個人崇拝を批判すると、スターリンは、マルクス・レーニン主義という擬似宗教的信仰体系における聖人の地位から引き摺り下ろされた。しかし、フルシチョフはクーデタで更迭され、続くソ連共産党書記長ブレジネフも新たなスターリン主義的な政策を行った。
フルシチョフのスターリン批判と脱スターリン化に衝撃を受けた中華人民共和国はソ連を修正主義だと批判した。毛沢東は農本共産主義を展開し、大躍進運動を行い、北朝鮮や北ベトナムをひきつける一方で、中国とソ連は国境で武力衝突するなど、モスクワは共産主義陣営への統制力を徐々に失っていった。
1956年6月のポーランドのポズナン暴動では、労働者が食料改善と賃上げを求めてストライキを行い、10万人のデモ隊は、ポーランド統一労働者党地方本部を襲撃、警察を武装解除させた。この暴動へのソ連軍による弾圧で、少なくとも57人が死亡し、600人が負傷、250人が逮捕された。
1956年10月のハンガリー動乱では、デモを行う学生のラジオ放送が阻止されたことから暴動を起こした叛徒は、秘密警察や党職員を襲い、新首相ナジ・イムレは自由選挙とワルシャワ条約機構からの離脱を発表した。しかし、ソ連軍が鎮圧のために侵攻し、2500人のハンガリー人が虐殺され、20万人が国外脱出した
1968年にチェコスロヴァキアでも、検閲などに市民は鬱憤を募らせており、チェコスロバキア共産党書記長ドゥプチェクが、言論の自由などを約束する「人間の顔をした社会主義」を提唱すると、メディアがそれまで禁じられていた共産党の腐敗を暴露し、社会民主党も復活するなど、一連の民主化が進み、プラハの春とよばれた。ブレジネフはソ連共産党の支配力喪失を恐れ、東ドイツのウルブリヒト、ポーランドのゴムウカ、ハンガリーのヤーノシュらも不人気であり、自由化が自国に波及することを恐れ、20万人のワルシャワ条約機構軍を戦車2000両とともに侵攻させ、72人が殺害され、700人が負傷した。プラハの春の弾圧は、ソ連による東欧支配がロシア帝国主義の一形式であることを露呈させ、スターリン主義を除去して民主化するという共産主義の自己改革への期待も、西側の共産主義への幻想も粉砕された。
東側の知識人は、表現の自由の保障に必須のものとして市民的権利や人権を再発見し、挫折したヨーロッパの左派は、ネオマルクス主義的セクト主義の袋小路に陥ったり、非生産的なテロリスト的暴力信仰から距離をとり、環境保護、ジェンダー平等、国際平和といった個別の課題を扱うようになった。東側では共産党による検閲から自由な公共圏をつくるために地下出版が発展し、ポーランドのヤツェク・クーロンやアダム・ミフニク、チェコではヴァーツラフ・ハヴェルら憲章77グループ、東ドイツではロベルト・ハーヴェマンやヴォルフ・ビーアマンが独裁体制を批判した。若手党員は、停滞状況に苛立ちを募らせ、変化を望まない長老支配に責任があると考えたが、どんな改革も、正統派の老人幹部に阻止された。しかし、労働者は報復を恐れず、党に異論を持つ若者や市民異論派は、自分独自の意見を述べることのできる市民社会を復活させようとした。党は、強硬派と改革派に分裂し、根腐れが進み、共産主義的近代性という選択肢は、安定性を失った。さらにデタントによって、資本主義は不倶戴天の敵から、潜在的パートナーとなり、鉄のカーテンを超えたコミュニケーションは、秘密警察を困惑させた。

### 学生運動とテロリズム (1967-1970年代)
1960年代末にはドイツ、フランス、イタリア、日本などの西側諸国で学生運動が大きく展開したが、急進派・過激派運動家による暴力とテロリズムが広がっていった。イタリアでは共産党がユーロコミュニズムに転化し、暴力革命・プロレタリア独裁の方針を放棄し、民主主義体制に参加するようになり、ドイツでは資本と労働の間での調停を行うコーポラティズムがラディカルな変革にとって代わろうとした。こうした社会民主主義的な中道路線を共産主義社会主義的ラディカリズムが議会政治に取り込まれることとみなして妨害しようとした少数のマルクス主義者は、リベラルデモクラシー国家に圧力を加え、その「ブルジョワ的合法性の仮面」をかなぐり捨てさせようとした。
1967年、西ドイツで警官が学生オーネゾルクを射殺すると、学生運動が激化した。事件後の会議でマルクス主義者で社会主義ドイツ学生同盟の運動家ルディ・ドゥチュケが体制側のルールは破られるべきだと主張すると、社会学者ユルゲン・ハーバーマスは「左翼ファシズム」だと批判した。ドゥチュケはゲバラの影響で都市ゲリラを主張し、「最も脆い部分」である大学に学生ゲリラ部隊を設置することを模索した。ただし、個人に対するテロリズムを批判してもいる。その後、社会主義ドイツ学生同盟は学生運動における暴力行使を支持するようになり、ドゥチュケもベトナム市民の戦いは帝国主義との戦いであり、暴力を肯定して世界革命を提唱した。政治学者ヴォルフガ ング・クラウスハーは、ドイツ赤軍や爆弾運びにも関わったドゥチュケは左翼テロリズムの起点だったと指摘している。
1968年4月にドイツ赤軍がベトナム戦争に無関心なドイツ社会に抗議してフランクフルトのデパートに放火する事件を起こした直後、ネオナチの青年がドゥチュケを銃撃する事件が起き、学生たちは右翼新聞ビルドを発行するシュプ リンガー社を襲撃した。同年11月にはシュプリンガー社襲撃事件の弁護士に関する裁判で抗議する若者1000人が警官130人を負傷させた。
運動家ディーター・クンツェルマンらはウルグアイの都市ゲリラトゥパマロスに因んだ「トゥパマロス西ベルリン」を結成し、1969年の水晶の夜犠牲者追悼式典では、パレスチナ支持・イスラエル批判で爆弾を仕掛けた。1975年2月にはドイツキリスト教民主同盟支部長P.ロレンツを誘拐し、獄中の同志を解放した。
ドイツ赤軍 (バーダー・マインホフ)は1968年学生運動の失敗はその小市民性にあると考え、大衆の革命意識を覚醒させるためのテロ行為、すなわち「革命的暴力」が必要であるとした。1972年には米軍施設、警察、シュプリンガー社を襲撃し、米兵4人が死亡し、30人以上が負傷した。1975年4月のストックホルム西ドイツ大使館占領事件では職員1名を銃殺し、4名が負傷したが同志の解放に失敗した。ドイツ赤軍はゆるやかな組織革命細胞を結成し、パレスチナ解放人民戦線やベネズエラの国際テロリストカルロスと連携して1975年12月にはウィーン石油輸出国機構 (OPEC)本部を襲撃し、1976年にはエールフランス139便ハイジャック事件を起こしパレスチナとドイツの同志の解放を要求した。しかし、イスラエル軍の人日救出作戦(エンテベ空港奇襲作戦)で犯行ゲリラは射殺された。1977年のドイツの秋でドイツ赤軍はジークフリート・ブーバック検事総長やドレスナー銀行頭取ポントを暗殺し、有力実業家ハンス＝マルティン・シュライヤーを誘拐後殺害し、またPFLPとルフトハンザ航空181便ハイジャック事件も起こした。シュライヤー事件後は、かつて左翼テロリズムに同情的だったハインリヒ・ベルや、マルクス主義者マルクーゼもテロを批判し、ドゥチュケもテロ行為はむしろ専制支配を招くとドイツ赤軍の対人テロを批判した。
フランスではアルジェリア戦争や、大学を技術官僚養成所に再編することへの抗議が行われた。1968年5月に警察が大学から学生を強制撤去させると、学生は数日間会戦を繰り広げ、呼応した約1000万人の労働者がゼネストを打ち、ド・ゴール政権は危機を迎えたが、ポンピドゥー首相がルノーの労働者の賃上げを約束すると興奮はおさまった。
イタリアでも警察の弾圧に対する抗議が暴力化し、左翼労働者の支援を受けて、10年に及ぶ暴力の口火を切り、赤い旅団のテロリズムで頂点に達した。
対照的にイギリスでは大学の自由化やベトナム戦争反対が平和的に要求され、オランダやスカンジナビアでも、暴力ではなく、知的な攻撃にとどまった。
このほか、南アメリカ諸国ではキューバ革命の影響を受けたマルクス主義者によるテロリズムが展開された。1970年代のアルゼンチンでは、マルクス主義者がテロを用いて支配層を挑発し、抑圧を引き起こし、軍事独裁が拡大した。軍事政権は、経済危機とテロリストによる蜂起を口実にして、拷問と誘拐による恐怖支配を確立した(汚い戦争)。ペルーでも、マルクス・毛沢東主義のセンデロ・ルミノソは、革命のために政府に共感する人々を殺害した。この戦術は、数千人の犠牲者を出したが、戦略は成功しなかった。コロンビアでも、キューバ革命の影響を受けてコロンビア革命軍、民族解放軍、コロンビア人民解放軍、労働者革命党などが結成された。コロンビア革命軍は農村を掌握したが、政府は反テロ活動を認可した。テロリズムはコロンビア国家を崩壊させることはできなかった。
政治学者マイケル・イグナティエフは、ドイツ赤軍は有名な実業家の誘拐や殺害を見せ物として行えば、政治組織が失敗し、社会の不満分子の動員に成功するだろうと考えてテロを繰り返したが、これは19世紀ニヒリストへの先祖返りだったという。暴力を繰り返せば人々はリベラルデモクラシー国家に挑戦するようになるという彼らの戦略の末路は死か監獄のなかでの転向に帰着し、テロリストたちは殉教者でなく犯罪者として記憶された。また、テロリストは民主主義を支持する人々にはそのために戦う意志はないと想定したがこれも誤りだった。保守派も左翼も普段は政治への幻滅を慨嘆するが、テロリストによる攻撃を受けた人々は民主主義を支持する驚くべき不屈さを示し、比較的弱体な連立政権だったイタリアでさえ、赤い旅団と戦う際には精力的に自由の防衛を強く支持した。暴力志向のマルクス主義の決定的敗北は、イタリアとドイツの左翼が議会政治の枠内にとどまるのを受け入れることを確実にしたとイグナティエフは指摘する。
歴史学者ヤーラオシュによれば、学生運動が激化しようというそのときに、衰退がはじまった。学生反乱が急速に崩壊した理由の一つには、ネオマルクス主義の階級闘争理論の弱さがあった。「新しいプロレタリア」とされたホワイトカラー労働者や大卒者は、秩序転覆よりも、ブルジョワ的生活様式に興味が強かったし、ゲバラや毛沢東は学生に人気があったが、都市ゲリラ戦術をヨーロッパへ移植するのは困難だった。教条的な毛沢東主義が西側の一部知識人で人気になったのは、文化大革命について無知だったためであるとヤーラオシュはいう。文化大革命では、伝統を破壊し、毛沢東が認めた生活様式を押し付けるために、若者の理想主義が悪用され、数百万とも数千万ともいわれる無実の市民が殺害された。ヤーラオシュによれば、急進主義的な運動家による現代社会をネオファシズムとする告発は明らかに誇張だったし、権力掌握に失敗した学生運動は分裂して急進化し、過激派は、トロツキスト、毛沢東主義者、スターリニストなどへ分裂し、資本主義と戦うよりも、互いに潰し合った。ドイツ赤軍やイタリアの赤い旅団などのテロリズムによって数十人が犠牲になると、運動当初のロマンティックな魅力は雲散霧消し、支援者だった知識人もこのイデオロギー十字軍に反対していった。また、活動家のなかには普段着や性の解放といった反権威主義的な生活様式によって自己の変革に向かうものもあった。
1968年5月の指導者で欧州議会議員のダニエル・コーン＝ベンディットは当時の学生運動には民主主義の敏感さが欠如していたとのちに反省した。

#### 1970-80年代の論説
1953年の東ベルリン暴動、1956年のポズナン暴動とハンガリー動乱、1968年のプラハの春、1981年の独立自主管理労働組合「連帯」などの社会主義を民主化する東欧の努力に対して繰り返された武力による弾圧は、共産主義体制が自己刷新能力を欠くことを示しており、「労働者階級のための行動だ」との主張を冒瀆するもので、知識人は幻滅し、社会主義はユートピアとしての魅力を失った。
1968年のチェコスロバキア民主化運動へのソ連による弾圧を非難するフランス共産党、イタリア共産党、スペイン共産党は、暴力革命や一党独裁制などのソ連型共産主義ではなく、複数政党制、プロレタリア独裁という用語の廃止、言論の自由の保証を主張するユーロコミュニズムを1970年代に提唱した。ソ連はこれを「マルクス=レーニン主義からの逸脱」として反撃した。やがて社会党の台頭によって共産党の勢力は後退した。
クロード・ルフォールはソ連の体制は、ナチスや東欧諸国とならんで全体主義であると批判した。
ミシェル・フーコーは、マルクス主義によって政治的な想像力が貧困化し、枯渇したと批判し、その理由として、マルクス主義が権力の一様態にほかならないからであるとした。フーコーは、権力を上意下達（トップダウン）式の支配として認識するような伝統的な政治理論を批判する。マルクス主義を含めた、そのような政治理論は、「主権」を握る人物に執着しており、歪んだ見方であって、権力を抑圧として定義したり、法と同一視するのは、視野の狭い干からびた捉え方であるとする。権力が有効であり、受け入れられているのは、たんに権力がノン（否定）を宣告する力としてのみ圧しかかってくるのではなく、むしろ権力が物事のなかに入り込み、物事を作り出すからである。したがって、権力は抑圧機能というよりも、社会全体に張り巡らされた生産的なネットワークとして考える必要があるとフーコーは論じた。フーコーは、暴動への呼びかけや、カリスマ的な前衛党の指導には反対し、知識人エリートは、高みから普遍性を代表するのではなく、特定の他者とともに働くべきで、反規律的で主権原則から解放された新しい権利を模索すべきだと主張した。フーコーは1980年代初頭、民主化を主張して共産党と対決したポーランドの独立自主管理労働組合「連帯」を支援した。この労組は活動を禁止されたが、1989年の自由選挙で圧勝し、非共産党政権が誕生し、共産主義体制の崩壊を導く原動力となった。
ズビグネフ・ブレジンスキーは「共産主義とファシズム、ナチズムは歴史的に関連があり、政治的にも類似している。いずれも、工業化時代の深刻な問題―何百万という根無し草のような労働者の出現、初期資産主義がもたらす不公平、そこから生じた階級対立など―への答えとして生まれたものである」「社会的憎しみを社会正義という理念で包み、社会を救済する手段として、国家の組織された暴力を正当化するにいたるのである。ヒトラーのナチス・ドイツとスターリンのソビエト・ロシアは、のちに大規模な戦争を展開する」が、これは「共通の信念を持つ者同士の兄弟殺しの戦争であった」「スターリンがナチであったと同様、ヒトラーはレーニン主義者であったといっても過言ではない」と述べている。
ソ連から西ドイツに亡命したミハイル・Ｓ．ヴォスレンスキーは、ソ連の「現存社会主義社会には、生産手段の『国有』ないし『社会有』以外に法的な所有形態は存在しないから、生産手段の所有を通じての支配・被支配の関係は生まれない」という主張はフィクションにすぎず、実際のソ連ではソビエト共産党の党員1,700万人中4パーセントの70万人が、指導者層のノーメンクラトゥーラを形成し、それが生産手段を超独占的に管理することによって、労働者階級を支配し搾取し、一党独裁による官僚制国家であると西側社会に報告した。

### 東欧革命・ソ連崩壊以後
1989年の東欧革命で東側諸国で共産党一党独裁制が打倒され、民主政治が樹立し、市場主義経済への移行が行われた。1989年2月にポーランド人民共和国で開催された円卓会議で複数政党制による自由選挙が導入されると6月の総選挙で非共産党政権が成立してポーランド第3共和国となる。同年10月にハンガリー人民共和国で憲法改正が実施され、一党独裁制が廃止され、直接選挙、複数政党制が導入され民主主義が成立した。同年11月9日にドイツ民主共和国 (東ドイツ)でベルリンの壁が崩壊し、翌年のドイツ再統一で西ドイツに編入された。同年11月17日にチェコスロバキア社会主義共和国でビロード革命が起きてチェコスロバキア共産党の一党独裁体制が崩壊し、同年12月のルーマニア革命で
ニコラエ・チャウシェスクが処刑されルーマニア共産党による一党独裁が終わる。1990年にはブルガリア人民共和国でブルガリア共産党による一党独裁が放棄された。

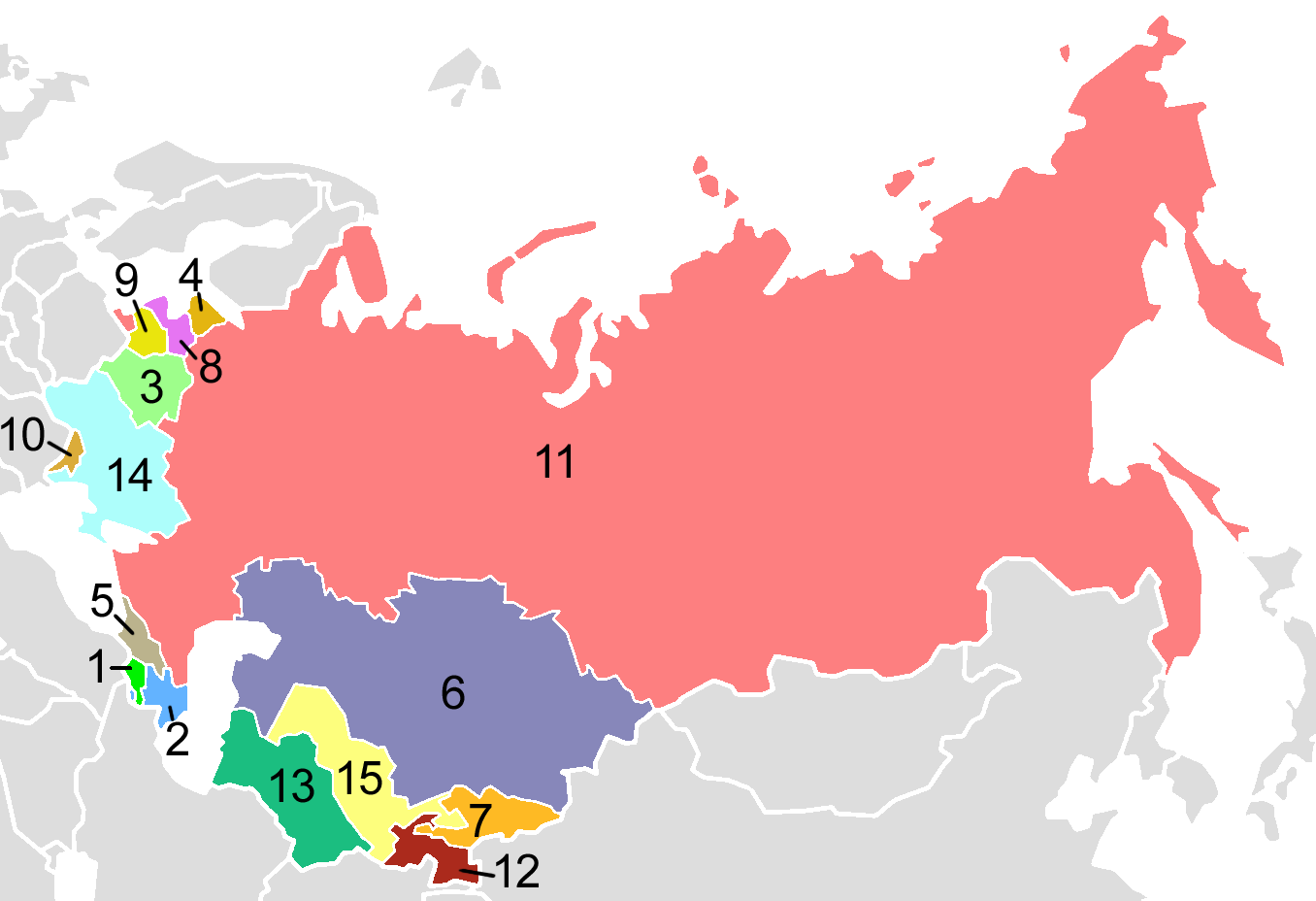
ソ連崩壊後の独立した連邦構成共和国
1.アルメニア 2.アゼルバイジャン
3.ベラルーシ 4.エストニア
5.ジョージア 6.カザフスタン
7.キルギス 8.ラトビア 9.リトアニア
10.モルドバ 11.ロシア 12.タジキスタン 13.トルクメニスタン
14.ウクライナ 15.ウズベキスタン

1990年3月にリトアニアが、5月にラトビアが独立を宣言した。グルジア (ジョージア)では1990年10月の民主的選挙で「円卓＝自由グルジア」が第1党となり、グルジア共産党は第二党となり、1991年に独立を宣言した。1991年エストニアが独立を宣言、同年9月にはソ連がバルト三国の独立を承認した。同年12月にはカザフスタンが独立した。ソ連構成国が独立国家共同体に参加した。1990年に複数政党制を承認したソビエト共産党は91年12月に解散し、こうしてソビエト連邦の崩壊が進んだ。

### 論説
ソビエト連邦の崩壊前後には、マルクス経済学者らもソ連の体制を批判した。マルクス経済学者の高橋正雄は、ソ連と中国の社会主義は、レーニンの誤解から生まれた「空想的社会主義」でしかないという。マルクスは、革命は高度資本主義社会で起こるとしたが、1917年当時のロシアは農民が8割で、国有、国営、計画経済ができるわけがなかったし、レーニンの国有、国営、計画経済という誤ちをスターリンは踏襲し、無理に無理を重ねていったという。
マルクス経済学者の大内秀明は、欧州ではソ連社会主義を一般の社会主義と区別してボルシェヴィズムとよぶが、このボルシェヴィズムの失敗は明白であるという。大内は、1986年1月の党大会において満場一致で採択された日本社会党の新宣言の作成に尽力し、これで社会党は正式にマルクスレーニン主義と決別した。大内は、この宣言がソ連東欧の激変前に採択されてよかった、日本社会主義の面目がたったという。大内は、ソ連東欧の激変は、革命方式にかわって、社会民主主義方式が社会主義建設の方式となることを明確にするもので、ソ連型社会主義の失敗は、社会民主主義の現実性を証明したと述べた。
マルクス経済学者の鶴田満彦も、社会主義ではなく、ソ連型の中央集権的・指令的社会主義が失敗したという。
マルクス経済学者の伊藤誠も、本来、マルクス理論では、社会主義は人民の自由を拡大し、民主的体制を徹底することを目指すものだったが、ソ連東欧では、中央集権体制のもと、人々の自由や人権が抑圧されたと指摘した。
マルクス経済学者の降旗節雄は、ソ連のような広大な地域で計画経済を行うとすれば、完全な官僚支配にならざるをえず、膨大な生産物に総て価格をつけ、バランスをとらなければならない。資本主義諸国のハイテク技術では、ワープロのようなものでも、半年たったら陳腐化する。五か年計画では、どんどん遅れるという。降旗は、生産力が未熟だったロシアや中国での社会主義革命はもともと無理があった、ソ連型社会主義の破綻は、むしろ唯物史観の正しさを証明したという。
東欧革命とソ連において崩壊した社会主義は、マルクスが予言した資本主義が成熟した果てに到来する社会主義ではなく、資本主義が未熟な国で国家が強引に資本蓄積を進めた際に生まれた強権的体制で、社会主義を騙った自称「社会主義」にすぎないという見方がある。しかし、三土修平は、マルクスの思想にも、そうした強権的勢力によって騙られても仕方のない要素があり、たとえば、古典派経済学の費用価値説を絶対化して、需要供給の分析を行う経済学者をブルジョワ的偏見にとらわれた非科学的な学者だと攻撃したことは、マルクスの大きな過失であったし、雇用関係が支配関係に転化することを問うたマルクス理論は読み継がれるべきであるとしても、自分の思想的後継者を必要以上に不寛容にしてしまった責任は、マルクス自身にあったと批判する。
歴史学者フランソワ・フュレは『幻想の過去―20世紀の全体主義』（1995年）において、共産主義は20世紀に全体主義体制として出現したが、フランス革命の記憶を利用して、進歩の先導者を自称し、世界を革命と反革命に分けたことで、共産主義への批判は困難になり、普遍主義は独善の論理に転化したと指摘した。山下範久も同書書評において「世界の改造や社会の改革を叫ぶ普遍主義者が、「味方でなければ敵」というレトリックを振り回す状況が、決して過去ではない」と指摘した。フュレは、フランス革命には初めから全体主義がついて回っており、フランス革命とロシア革命とをつなぐものはテロリズムと全体主義だったし、ソ連の強制収容所の問題は、フランス革命の恐怖政治の再考へと導くと論じた。
1960年代には初期のマルクスは理想主義的な「ヒューマニズム」にあったが、後期マルクスはハードコアで、スターリン主義の萌芽があると区別する議論がなされた。しかし、経済学者・政治哲学者マレー・ロスバードは、マルクスの思想は一貫して、人間の個性を破壊し、分業体制を破壊する、狂信的な救世主の目標に奉仕することによって支えられており、レーニン、スターリン、毛沢東、ポル・ポトなど20世紀の共産主義者による恐怖の歴史は、彼らの主人であるマルクスの狂信的で破壊的なビジョンの論理的な展開であると1995年の著書で指摘した。
歴史学者ロバート・スキデルスキーは1995年の著書で、共産主義は、1930年代のロシア、1950・60年代の中国などの英雄的段階において、それが支配する人々に対して途方もないダメージを与え、また、その老衰期においては単に抑圧的で、停滞的で、無意味な存在となったとする。共産主義体制の終焉は、旧来の問題を復活させつつあるが、新たに自由、エネルギーがもたらされ、機会が開放された。資本主義的な民主主義体制は、システマティックに悪事を犯してはいないし、アメリカとその同盟国は、自由を守るために何万人も殺したが、共産主義諸国は、社会主義を促進するために数千万人を殺した。こうした不均衡は、偶然の結果ではなく、思考と政治に関する、開かれたシステムと閉ざされたシステムとの間の内在的な差異に起因している。国家において、公民権と政治的権利が堅く守られ、そして経済的安定性という公共財を提供し、国民総生産の30%以下しか支出しないとすれば、そうした民主主義国家は多くの善を実現でき、比較的わずかな害悪しか行わないだろうとスキデルスキーはいう。
政治学者マイケル・マクフォールや新制度派経済学のダグラス・ノースらは、スターリンのソビエト連邦は、社会主義の実現を第一目標として、強制、暴力、大量殺戮によって課題を達成していった典型的な全体主義国家だったとする。
歴史学者W・H・マクニールは『世界史』(4版1999年）において、共産主義をファシズムやナチズムとともに全体主義的イデオロギーだったとする。

### 21世紀における批判

#### イグナティエフ
政治学者マイケル・イグナティエフは『許される悪はあるのか?』(2004)においてテロリズムとマルクス主義との関連について考察した。イグナティエフは、19世紀マルクス主義のテロリズム戦略は、ロシア革命をはじめとするその後のテロリズム、2001年にアメリカ同時多発テロ事件を起こしたアルカイダにも影響を及ぼしたと指摘したうえで、アルカイダの理論家たちはテロリズムのインパクトが弁証法的であることを理解しており、アメリカとそのアラブ同盟諸国を挑発して無差別な抑圧活動を実行するように仕向ければ、大義に殉じる兵士を徴募する軍曹役になるだろうと考えたと指摘する。イグナティエフによれば、テロリストは、初動攻撃よりも、その後の加速的連鎖運動を開始させ、そこにデモクラシー国家を引き摺り込もうとする。それに成功すれば、デモクラシー国家に喪失感を与えるとともに、自分たちの方が既存国家よりも打撃に耐えられることを誇示できると考える。既存国家は公然と戦うのは強すぎるので、テロリストたちは、国家を自滅させることを画策し、デモクラシー国家を挑発して残虐行為に走らせることができれば、その国民が戦争を継続する意欲は減退することになると考える。実際、デモクラシー国家は偶発的な残虐行為には耐えられるが、長期的な残虐行為の政策は維持されがたい。
テロリズムは市民の多数派に対して、市民的自由は弱さの源泉であると信じ込ませることによって、デモクラシーに打撃を与える。テロリストによる緊急事態に直面したリベラルデモクラシー諸国は、二つのやり方で自らにダメージを与えてきた。それは政治的自由の制限と、私的権利の制限である。ラテンアメリカのデモクラシー諸国では、選挙は停止され、法による支配は恣意的命令による支配に置き換えられ、民主主義に基づいて選出された政府は軍事政権(juntas)にとって代わられ、集会と言論の自由は停止され、それ以外のデモクラシー諸国でも武装闘争やテロリストと連携する政党を禁止した。テロとの戦いは私的権利へもダメージを与えることがありえる。恣意的な捜査や逮捕、審理なしの勾留、財産没収、プライバシー侵害、合法的外国人の追放など、これらはテロリストの中核を撲滅するためにデモクラシーが支払わなけれならない代償であるとイグナティエフはいう。
テロリズムはひとつの圧力となって、以前よりも秘密主義的な政府、警察権力の増強、政府諸機関の縮小を代償とする行政府の権威を増大させてきた。テロリズムはリベラルデモクラシーの不倶戴天の敵であるが、デモクラシー国家に最大の打撃を与えるのは、テロリズムそのものというよりも、テロリズムへの対応である。このような打撃こそがテロリズムの意図でもある。
またイグナティエフは、テロリズムは体制を挑発し、憲法に反する措置をとるよう仕向けることには戦術としてはしばしば成功するが、戦略としては成功したためしがないと指摘する。1917年のレーニンによる蜂起と1933年のヒトラーの権力掌握は、いずれも議会を否定した暴力とテロリズムの勝利であったが、これはあくまでも革命的な権力掌握を目指す広範な政治的戦略における副次的戦術としての成功だった。とはいえ、レーニン暗殺未遂事件後の1918年に社会革命党を一掃したこと(赤色テロ)はテロの制度化の事例であり、ヒトラーの1934年の血の粛清事件(長いナイフの夜)もテロリズムが継続していたことを表している。国家権力を掌握するためにテロリズムを用いる体制は、同じ方法によって権力を保持する傾向があるとイグナティエフは指摘する。

#### 欧州評議会
欧州評議会議員会議は2006年1月25日の1481号決議において、「20世紀に席巻し、現在でも依然としていくつかの国で権力を握っている全体主義的な共産主義政権（The totalitarian communist regimes）は、例外なく、大規模な人権侵害を行なってきた。そこには、強制収容所、人為的な飢饉、拷問、奴隷労働およびその他の組織的暴力などによる個人および集団の殺害、また、民族的または宗教的迫害、良心や思想を表明する言論の自由と表現の自由への侵害、報道の自由の侵害、政治的多元主義の欠如などが含まれる。」「全体主義的共産主義体制における犯罪は、階級闘争理論とプロレタリア独裁の原則の名の下に正当化されてきた。共産主義の敵として排除された膨大な数の犠牲者は自国民であった。」「これらの犯罪は、ナチズムの犯罪のように、国際社会によっていまだ裁かれていない。その結果、共産主義政権の犯罪に対する諸国民の認識は非常に乏しく、一部の国では、共産党は合法政党であり、活動的な場合もある。」「欧州評議会は、共産主義体制の犯罪を強く非難するとともに、共産主義体制の犠牲者の苦しみに同情し、それを理解することは倫理的な責務であると考える。」と決議した。

#### グレイ

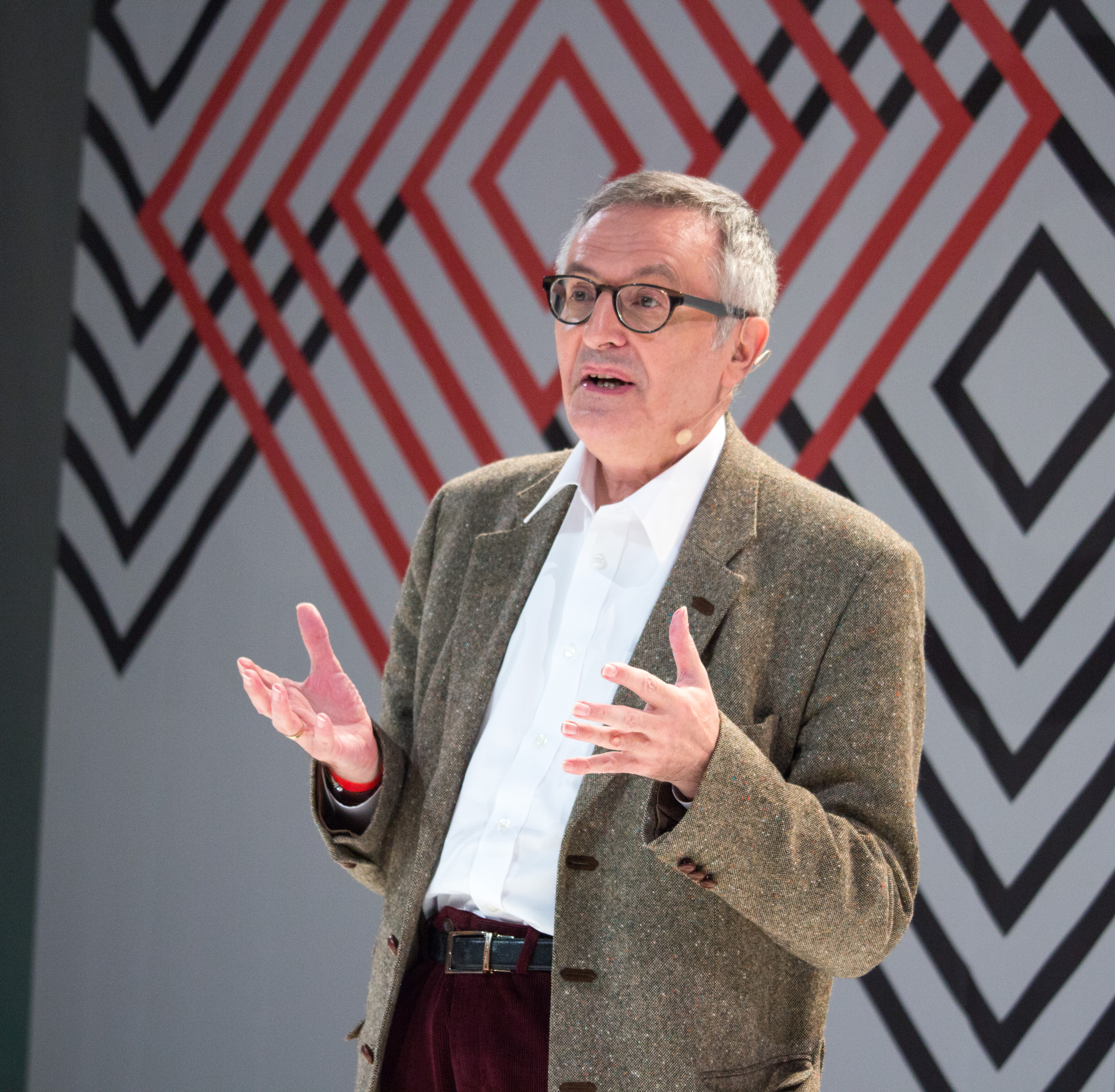
ジョン・グレイ

政治哲学者ジョン・グレイは、『ユートピア政治の終焉』(2007)において、ジャコバン派からマルクス、ボルシェヴィキにいたるヨーロッパの革命的伝統は、社会を変容させるための正統な手段としての組織的テロを容認してきたし、人民弾圧は、共産主義の理想それ自体から生じたものだったと指摘する。
一方、スターリンや毛沢東による大弾圧は、ロシアや中国の専制政治の伝統の副産物であり、非難されるべきは、それぞれの共産主義支配に従属していた国々の国民であり、共産主義イデオロギーにはこれらの犯罪に何の役割も果たしていないという見方がある。ユートピア思想に価値があると信じる論者は、ソ連や中国共産党などのユートピアの企てがもたらした惨憺たる結果を、ユートピアの企てそれ自体ではなく、ロシアや中国の後進的伝統によるものとみなす。マルクスのアジア的生産様式論を継承したマルクス主義者ヴィットフォーゲルは、オリエンタル・デスポティズム (東洋的専制主義)論で、ロシアと中国の全体主義は、アジア的伝統の産物であったとした。
しかし、グレイによれば、現実に存在した共産主義は、マルクス自身のヴィジョンのデフォルメであったし、不可能な目的を達成するために非人道的な方法を用いることは、革命的ユートピア思想の本質でもあった。マルクスもエンゲルスも共産主義が大量の流血によって到達しうるという点について何の疑問も抱いていなかったし、マルクスは資本主義を深く理解していたものの、その共産主義の構想は、危険なまでに非現実的だった。共産主義によって、価値の衝突が止み、社会は善き生の単一の構想に沿って組織化されうるというマルクスの信念は、ソ連の実験に惨憺たる結果をもたらした。中央集権的な計画経済は失敗を運命づけられていた。近代経済を計画するほどの知識をもつ者はいないし、それを治める権力を預けられるほど善良な者もいない。奴隷労働は、ナチスドイツのように、ソ連時代のロシアや中国共産党政権で大規模に用いられた。
ジャコバン派は、革命を実現するためには恐怖政治とテロが欠かせないとみなし、その結果、革命裁判の犠牲者は何万人にものぼり、ヴァンデ戦争では、人口の3分の1が虐殺され、これはポル・ポトの虐殺に比類しうるほどの大量虐殺であった。ジャコバン派の暴力による浄化という信仰は、無政府主義や、ボルシェヴィキ、フランツ・ファノンのような反植民地主義、毛沢東体制、ポル・ポト体制、ドイツ赤軍やイタリアの赤い旅団や、21世紀にいたるまで活動したペルーの毛沢東主義集団「センデロ・ルミノソなどの極左、このほか、イスラーム過激派、さらに、創造的破壊という幻想に魅了された新保守主義にも受け継がれた。みせしめ裁判 (Show trial)、大規模投獄、秘密警察による文化的政治的生活の国家管理などの「テロ装置」は、モンゴル人民共和国、東ドイツ、キューバ、ブルガリア、ルーマニア、北朝鮮、ソ連領中央アジアなど、あらゆる共産主義体制のなかに生じた。モンゴル人民共和国ではチョイバルサンが、1930年代に「日本帝国主義の手先」と名指した3万7千人を粛清し、うち3万人を処刑した。チェコスロヴァキアは第二次世界大戦前は模範的な民主主義国家だったが、共産主義者に占拠されて以降は全体主義的独裁化を防げず、ポーランドでも激しい弾圧が行われた。
また、ソ連体制は、東洋の専制のスラヴ版であり、その弾圧は伝統的なモスクワの暴政から発したものだったとする見方がある。しかし、ボルシェヴィキは、西洋の急進的理想の達成によって、西洋を超えることを欲した。レーニンは、テイラーの科学的管理法やフォーディズム (フォード主義)といったアメリカの資本主義的技術の移植を欲したのである。ボルシェヴィキの目標は、資本主義技術の導入を超えて、ジャコバン派とパリコミューンが達成できなかった啓蒙のユートピアの実現であった。ロシアの悲運とは、啓蒙の失敗というよりも、啓蒙の最も悪しき形態の一つに晒されたことであった。帝政ロシアとボルシェヴィズムとの間の連続性はほとんど存在せず、レーニンは偶然の出来事が重なって権力の座に着いた。グレイによれば、レーニンが行なったテロは、ロシアの伝統によっても、革命当時のロシアの状況によっても、説明することはできず、新体制によるテロの矛先は、民衆反乱に対しても向けられたが、ジャコバン派からパリコミューンに至るまで、革命的独裁がユートピア的目標の達成に傾倒していたところでは、どこでもテロはこのように用いられてきた。ジャコバン派の継承者を自認したボルシェヴィキは、テロの必要性を信じていたし、レーニンがテロを用いたのは、レーニンが革命的企てに傾注したためである。当初、レーニンはテロは旧体制の残党に対してのみ用いるといっていたが、実際には労働者と農民に対して最も激しくテロが実施された。 ボルシェヴィキのテロの規模と苛烈さは、当時の内戦という状況によって説明できず、もともとうまくいくはずのないモデルに従って社会を再建しようとすることの結果だったとグレイはいう。
当初からソ連は、人質をとり、大量処刑し、強制収容所を設置したが、これらはいずれも後期帝政ロシアには存在しなかった。強制収容所は帝政ロシアというよりも、スペイン、イギリス、ドイツなどの西洋に多くを負っている制度である。トロツキーは、チェカーを擁護し、1918年6月に強制収容所を設立し、当初は、赤軍に歯向かうチェコ人や旧帝政役人を拘留するためとされたが、やがて、強制的穀物徴発の対象となった農民や、1921年のクロンシュタットの反乱に参加した水兵なども収容され、多数が死亡した。1920年から1921年にかけて内戦が農民反乱に転化すると、抵抗する農民を叩き潰すことを決意したボルシェヴィキによって1921年末には収容所の80%が農民と労働者となった。ピョートル大帝がサンクトペテルブルクを建設するために囚人の強制労働を行なったのは事実だが、しかし革命前夜の1916年に強制労働の刑に服していた囚人は、2万8600人にすぎなかった。他方で、ソ連においては、スターリン時代に、数百万もの人々が強制労働で死亡し、ポーランド侵攻以降獲得した各国の捕虜は389万9397人におよび、1949年1月1日の段階で56万9115人が死亡し、54万2576人が未帰還のまま抑留された。ソ連の公安は、帝政ロシアから引き継がれたともいわれるが、帝政ロシアの警察オフラナには1895年時点で常勤161人しかおらず、別の作業員を合わせても、1916年10月までに約15000人ほどだったのに対して、ソ連の秘密警察チェカーは、1919年時点で37000人の作業員を有し、1921人には25万人以上に達した。帝政ロシアでは、1866年から1917年までの51年間で1万4000件の処刑が実施されたのに対して、ソ連では1917年から1923年までの数年で20万件の処刑が実施された。
ウクライナ飢饉で約500万人が死んでいた1934年にマルクス主義者ハロルド・ラスキは「人類の歴史上、ソ連体制ほどの水準の完成を成し遂げた事例はいまだかつてない」と賞賛したが、西側の熱狂者にとって、スターリン主義は人類の進歩の到達点であり、これはソ連に自身のユートピア的幻想のイメージを見出し、投影していたためであった。
同様に、実現されたユートピアと目された毛沢東の中国でも、1958年から1961年までの大躍進政策で3800万人から5500万人が犠牲になっていた。毛沢東はボルシェヴィキ同様、過去への固執を未来建設の障害とみなし、文化大革命を実行したが、当時、西側での毛沢東人気は最高潮にたっし、西側の毛沢東主義者 (マオイスト)は、毛沢東によるテロは、普遍的解放に身を捧げたために生じたのであり、アジア的暴政から自由と進歩にいたるために必要であると支持した。しかし、毛沢東体制の破滅的帰結がのちに明らかになると、中国共産主義は東洋の専制の一形態であり、毛沢東の犯罪は、伝統的な野蛮の名残にすぎないとして片付けられた。
しかし、共産主義が政権を握ったところはどこも過去との根本的な断絶が生じている。帝政ロシアはソ連のシステムよりも世紀末プロシアに近く、ポグロムなど汚点があるものの、帝政ロシアは総合的にみると、今日の世界の多くの国と同程度の体制であり、ソ連体制とは比較にならないほど非圧制的であった。ボルシェヴィキは自覚的にジャコバン派の伝統を受け継ぎ、社会工学の道具としてテロを用いた。レーニンは、ジャコバン派は十分な数の人間を断頭台に送らなかったために敗北し、また、パリコミューンも指導者が十分な数の人間を撃ち殺さなかったために敗北したと考えていた。1918年にソ連は、食料への権利を含む、「権利剥奪者」という新たなカテゴリーを創出し、500万人の人間から、食料への権利を含む、基本的な権利を奪ったが、このように国民を権利剥奪下に置いた背景があってこそ、大粛清が生じたとグレイは指摘する。グラグ（収容所）の一つであるコルィマ鉱山では、毎年囚人の3分の1が死んだ。レシェク・コワコフスキがいうように、スターリン主義は、レーニンとトロツキーが創設した統治システムを明白に受け継いでいる。スターリンの農業集団化によって生じた何百万もの死は、レーニンがはじめた政策の帰結であり、さらにそれは、マルクスの共産主義を実現するまじめな試みでもあった。
マルクスはユートピア的思考を拒絶していたが、彼の共産主義ビジョンは徹頭徹尾ユートピア的である。先進経済の行く末を計画できるほどの知識を備えた人間はいない。中央集権的な計画経済を実行するためには権力の大規模な集中が必要だが、そこにはいかなる制度的チェックも存在しない。この種の独裁体制が抱く価値は、全員の価値と一致しないし、多数派の価値とさえも一致しない。大半は、共産主義独裁体制が原始的としかみなさない宗教、民族、家族に愛着心を持ち続けるだろうし、体制が抱く生のヴィジョンを共有しない人間は多数存在するだろう。グレイは、「ユートピアはおしなべて、人類全体にとっての最善の生を体現していることを自認するが、結局、それは数多くある理想のなかの一つ以上のものではありえない。私有財産も貨幣も存在しない社会は、一部の人間には牧歌的に映るかもしれないが、別の人間には地獄の光景のように映る。一部の人間にとっては、利他主義が支配する世界が最善であるのは明白であると思われるかもしれないが、別の人間にとっては、そういった世界はうんざりするほど味気ない世界であるだろう。あらゆる社会は生の多様な理想を含んでいる。ユートピア体制がこの事実と衝突する場合、その帰結は弾圧か、敗北か、のいずれでしかない。」と述べている。
ボルシェヴィキを含むユートピア社会工学者は、現存の社会は救済の見込みがなく、新たな生き方を創出するためには、社会を破壊しなければならないと考えるが、誤りを修正する方法を持たないし、ユートピアを先導する理論は無謬とされ、そこからのいかなる逸脱も、過誤か大逆とみなされ、ユートピアのモデルは、批判に晒されることなく残り続ける。しかし、人間の可謬性の事実を踏まえるならば、このモデルには確実に欠点を含んでいる。ユートピアの精神は、反駁不可能な神話を糧にしている。ボルシェヴィキの信念とは、旧世界を破壊することによって新世界を生むという信念であり、レーニンとトロツキーにとってテロとは、社会を作り変え、新たな人間類型を生み出すための一手段であった。人類がかつてないほど繁栄するために、何百万人もの人命を犠牲する覚悟を決めたソ連であったが、1991年に崩壊したとき、ソ連体制は、汚職と無気力が詰め込まれた抜け殻と化しており、民衆からの支持はほとんど存在しなかった。テロによって創設されたソ連は、暴力なしに分裂し、ソ連が創出すると宣言していた新人類はどこにも見つからなかったとグレイは総括する。ボルシェヴィキ革命は千年王国の旗振り役にはなれなかったし、何千万もの人間が無駄死にした。現在でさえ、強制集団化から生じた死者の数は確実にはわからずじまいであるが、スターリンは1000万人に達する、とチャーチルに誇っていたし、ロバート・コンクエストの試算では大粛清における犠牲者数は2000万人にのぼる。

#### ヤン=ヴェルナー・ミュラー
政治学者ヤン=ヴェルナー・ミュラーは、スターリン主義は間違いなく全体主義的だったという。そこでは人民が全面的に再形成し、同質化する野心があり、そのために制度的心理的メカニズムが導入され、国家と社会が全体的に溶解し、すべての社会的対立が終焉したとされ、どんな行動をしても抵抗に遭わないひとつの人格へすべての権力が吸収されるエゴクラットが誕生したのであり、これらが全体主義的なソビエト的理想の特質だったとミュラーはいう。
また、スターリン主義にはそれを設計した著書もなければ、イデオローグもいなかったとミュラーは指摘する。ナチスは洗練されていたわけではないが、哲学的背景から生まれ、明確な主張を提示していたが、スターリン主義にはそのような理論はなく、ただ解釈だけがあった。スターリンは「イデオロギー的人間」であり、「理念」は最重要項目であったが、理論に強かったわけではなく、1920年代に家庭教師をつけてマルクス主義を教えてもらっている。なお、その家庭教師はのちに処刑された。
ミュラーは1989年の東欧革命とそれに続くソ連崩壊について次のように語る。「マルクス主義は教義ではなく方法だ」とみなすルカーチの教えから学んだ人々にとって、1989年はマルクス主義の終焉を意味しなかっただろう。しかし、西欧のマルクス主義者、東欧の改革主義者、マルクス主義から転向した自由主義者、植民地から脱したエリートが、抗議のための共通言語だと考えていたマルクス主義は、1989年に事実上終わったのである。なぜなら、かつてマルクス主義者にとって意味のあった「農民をどうするか」「いかにして大衆に文化をもたらすか」といった問題は、ヨーロッパでは問題ではなくなったからである。これはマルクス主義理論が完全に誤っていたことが証明されたということではないが、共有されていた政治的言語が急速に、おそらくは元に戻ることはないほど衰えたという単純な経験的事実であって、ポストモダニズムも新自由主義もマルクス主義の地位に取って代わったわけでもない。非共産主義左翼のクロード・ルフォールがいうように、全体主義とは一度に完全かつ最終的な確実性を獲得しようとする試みであるのに対して、民主主義とは制度化された不確実性であるとミュラーはいう。

#### ヤーラオシュ
歴史学者コンラート・H・ヤーラオシュは、ボリシェヴィキによるマルクス主義的近代化は、多大な強制と暴力、そして莫大な人的被害をもたらしたと総括する。マルクス主義では、資本主義が完全に発達するのを待つが、マルクス主義を主意主義的に見直したレーニンは、企業家や専門職ら中産階級との協力も拒否し、帝政崩壊後の無政府状態を掌握し、ソビエトによって代表される兵士、労働者、農民による権力獲得をめざした。二月革命はリベラルな近代化への道を開いたが、第一次世界大戦によるダメージは民衆の不満をかきたてており、ロシア臨時政府は戦争継続方針のために信頼を失っていた。十月革命は、被抑圧者に力を与える試みでもあったが、他方でボリシェヴィキによる軍事クーデタであり、開発独裁がはじまった。中産階級によるリベラルな発展の失敗が、上からの権威主義的変革と、下からの独裁的近代化を追求する機会をボリシェヴィキに与えたのだった。
レーニンらは民主主義の形式的な手続きを重視せず、自分たちの善を確信しており、人々を自分達の指導に従わせることに躊躇はなかった。レーニンは「なにをなすべきか」(1902)で、国家資本主義を樹立して、ブルジョワ段階を飛び越えるために、職業革命家による前衛政党の確立を主張し、「帝国主義」(1916)で世界大戦は植民地と世界支配をめぐる資本家の闘争であり、先進国のプロレタリアは帝国主義の餌食になって堕落したのでロシアのような資本主義の弱い国で革命が起こるべきだと論じ、権力掌握を正当化し、「国家と革命」でロシアは被抑圧者による世界革命の火付け役となると説明された。レーニンは、前衛党のボリシェヴィキだけが歴史の必然を正しく理解しており、プロレタリア独裁を指導すると称し、メンシェヴィキを放逐し、農民が支持する社会革命党を分裂させ、秘密警察チェカーを用いて赤色テロルを行い、プロレタリアのためと騙って異論を弾圧した。
マルクスが述べた歴史的発展段階を飛び越えるために多くの強制が行われた。インテリの支援を取り付けたボリシェヴィキにとって新社会の設計と建設は酔いしれるようなプロジェクトであり、独裁は道徳的な言葉で合理化された。だが、民衆の多くはユートピア的改革を受け入れたわけではなく、ありきたりの普通の生活を望んだ。戦時共産主義では、工業農業生産が急落し、穀物は力ずくで徴発され、物々交換経済が発達し、商品はヤミ市場で取引された。秘密警察チェカーは、法によらずに幾千万の犠牲者を告発し、収監した。クロンシュタットの兵士が革命本来の目的に戻るよう抗議すると、ボリシェヴィキは無慈悲に弾圧した。レーニンはしぶしぶネップ (新経済政策)での市場の一部再導入を認めると同時に党員への内部統制を強めた。レーニンにおける職業革命家による幹部（カードル）政党への執着は、強力な装置を作り出し、その革命理論はボリシェヴィキの権力掌握を正当化した。しかし、経済発展の欠落、市民社会の弱さ、民主主義の拒絶のために、ソビエト支配は少数者による独裁に転じ、階級敵や競争相手の社会主義者に対するプロパガンダと暴力に依存していった。
レーニンに続くスターリンは政治を個人間の権力闘争とみなし、書記長の職権を使って、忠実な追随者を幹部に取り立て、労農監察人民委員部を掌握して競争相手を追放した。ロシア以外で革命が退潮していたために、共産党党員にとって、トロツキーの永続革命論よりも、スターリンの一国社会主義論は、ボリシェヴィキ権力の安定化を約束する現実的な路線として受け止められた。スターリンは、1923-24年に「左翼反対派」を分派主義と告発してトロツキー派を更迭し、「小ブルジョワ的偏向」だと攻撃した。カーメネフとジノヴィエフが、スターリンは理論をでっちあげて上に立とうとしていると告発すると、1927年に二人をトロツキーとともに除名し、スターリンは唯一の独裁者となった。革命が独裁に転じたことに憤慨している失意の急進派や、ボリシェヴィキ内部にも政権の政策を行き過ぎだと批判するものもいた。スターリンは批判したものを「反ソヴィエト分子」であるとし、その危険性を誇張し、資本主義の破壊工作員やスパイといった裏切り者の汚名をきせて、歴史上比類なき魔女狩りを正当化していった。大粛清では、内務人民委員部の数値によれば、1937年から38年までだけで157万5000人が拘留され、そのうち69万1692人が射殺された。3度の見世物裁判で、カーメネフとジノヴィエフ、ラデック、ブハーリンを標的にし、赤軍でも粛清は行われ、軍幹部を破壊した。かつてのレーニンの盟友が、革命の犯罪、党からの逸脱、ソビエト国家への反逆を自白したが、これは拷問や脅迫などで強制されたものだった。告発された革命指導者139人のうち98人が銃殺された。インテリゲンチャ、芸術家約2000人が投獄され、マンデリスタームやバーベリが殺害され、「元クラークや犯罪分子」として数十万人以上が殺された。帝政期の官僚、白軍将校、聖職者だけでなく、技術者や専門家も「十分に熱心でない」と告発された。ポーランド人やドイツ人も集団ごと殺害され、ソ連に亡命していた海外の共産主義者も、ファシストのスパイとして弾劾された。ひとたび内務人民委員部の手に落ちると、逃れる望みはほとんどなかった。テロルによる支配では、秘密警察だけでなく、地方の党幹部も活躍し、割り当てられた被疑者数を超過達成することで自分に嫌疑が及ばないようにした。ボリシェヴィキは、民衆の恐怖心を利用して、告発を奨励し、私的な妬みから隣人を告発したり、反ソ連的な冗談をいっただけで密告されるようになった。
ヤーラオシュは、左翼知識人の多くは、ヒトラーらファシストによる犠牲を非難する一方で、共産主義イデオロギーによる社会工学がもたらした犠牲を認めることを渋り続けていると指摘する。スターリニズムの犠牲者数は、平時だけで2000万人と見積もられており、スターリニズムは、共産主義による近代化への信頼を失墜させ、崇高な目的と矛盾する非人間的な政策によって解放のプロジェクトを傷つけた。レーニンが実現した「プロレタリア独裁」はその論理的帰結として、強制と殺戮に帰着した。スターリニズムの殺戮性は、準備のない住民に共産主義のプロジェクトを押し付けたことの帰結であり、強制された近代化は、漸進的発展の芽を摘んでしまい、非人道的な方法によって人道的目標を無効化したとヤーラオシュはいう。

#### フリードバーグ
政治学者アーロン・L・フリードバーグは2018年の論文で、ソビエト連邦と中華人民共和国は、マルクス・レーニン主義政党による一党独裁体制で、国民の生活のあらゆる側面の管理を目指し、世界の共産主義革命運動のリーダーであると称したが、共産主義を奉じた20世紀の全体主義大国の後継国家であるロシアと中国は、経済面では国家資本主義である。
中国は、改革開放政策で市場経済を導入したが、天安門事件で民主化運動を弾圧して以降は、経済成長を約束する一方で、党への反対意見を押さえ込み、情報統制を強め、愛国主義教育キャンペーンによる新たな信念体系の創出に取り組んみ、1990年代末までに中国は、共産主義的全体主義体制から、権威主義的資本主義体制へ移行した。
ソ連は1980年代に中央集権的な計画経済システムが破綻し、経済再建（ペレストロイカ）を党官僚から反対されたゴルバチョフがグラスノスチで情報公開や検閲を緩めると、共産党への批判が噴出し、一党独裁の正統性も崩壊し、ソ連崩壊となった。1992年以降は、ソ連時代の価格統制や補助金を廃止し、資産の民営化が進み、国営企業も売却され、市場経済が獲得されていった一方で、価格統制の撤廃で急激なインフレが生じて、失業率が上昇し、長期的な景気後退に陥った。エリツィンが辞任し、プーチンが大統領に就任すると、国家の権威主義体制を強化し、ガスプロムやロスネフチを政府管理に戻し、国家資本主義体制を確立した。
ノーメンクラトゥーラも、新たに大富裕層オリガルヒを生み出し、「オリガルヒ資本主義」とも呼ばれる。

#### ピケティ
経済学者トマ・ピケティは、『資本とイデオロギー』(2022年）において、ソ連をはじめとする共産主義の実験は、多大な犠牲をともない、失敗に終わったという。ピケティによれば、私有財産の廃止を求めたソビエト共産主義の実験は、最終的には、私有財産を強化することになった。ソ連崩壊後のロシアは、租税回避地を利用したオフショア資産を所有する新興オリガルヒの温床となり、グローバルな税金逃れの世界的リーダーとなり、ロシアのほか、中国、東欧諸国のポスト共産主義社会も、ハイパー資本主義の忠実な同盟者となったが、これはスターリン主義と毛沢東主義という大惨事の直接の結果である。しかも、こうした共産主義の実験の渦中では、莫大な犠牲者が生み出された。共産主義の惨劇に比べると、奴隷制、植民地主義、人種差別主義といったイデオロギーの被害さえ小さく見えてしまうほどであるとピケティはいう。さらに、多大な人的損害を引き起こした革命主義の代償をいまだに私たちは払い続けているにもかかわらず、（21世紀現在の）革命主義者は、革命後の真に解放的な制度的レジームについて、いつまでたっても考えようとしないとピケティは痛烈に批判する。
ピケティはソビエト共産主義の失敗の原因を分析する。まず指摘されるのは、私有財産とブルジョワ民主主義に代わる制度の詳細な青写真の策定には、慎重さ、分権化、妥協、実験精神が欠かせないが、ボリシェヴィキの誰一人として1917年の権力掌握時にこうした重大な問題の解決策を明確に描いていなかったことである。プロレタリア独裁を主張したマルクスも、実際に国家をどう組織すべきかを何も語っていなかったが、ソビエト権力は、生産と財産の新しい関係や、富の分配といった問題への答えが見つからない中、超個人化を遂げ、結果が期待通りでないと、理由をでっちあげてスケープゴートをみつけ、裏切りと資本家の陰謀というイデオロギーに依存していき、粛清と収監の終わりなき循環に陥った。
人間の平等を構想するにあたっては、個人間の知識や野心の様々な正当な差を反映させる必要がある。しかし、ソビエト権力は、分権化の重要性を理解できず、その結果、個人間の正当な差を無視し、分権型の参加型民主主義を拒否し、共産主義実験の失敗の原因ともなった。
工業と生産至上主義の幻想に支配されていたソ連は、同じ財とサービスを提供する中央計画によって、人々のニーズを満たすことができると考えた。しかし、実際の社会経済組織は、単純で均質な基本的ニーズに還元できないし、個人は多様な財とサービスを必要としている。人間のニーズには、不自然で有害なものもあるが、その大半は正当なもので、中央政府がこれを抑えこもうとすると、個人を抑圧することになる。
ソビエトは、個人の野心や多様性の価値を認めず、御者の荷馬車や行商人の屋台といった私有財産さえも禁止したが、特定の衣食住への好み、特定の技術習得といった、人々の間にある正当な差を表現して、相互のやりとりを可能にするのは分権型組織であり、集権国家にはできない。それは、個人に関する十分な情報を国家が収集できないからだし、そうした情報収集は、社会に悪影響を与えてしまうからだ。同様に、新規開業者と、昨日雇われた従業員とに、同じ意思決定権を与えるのは道理にかなっていないが（従業員も開業すれば決定権が持てる）、事業に関するこうした差は正当で、人間の多様性を反映しているにすぎないのだとピケティはいう。
ピケティは、正しく規制された生産手段の私有は、個人の願望を実現させるために必要な分権的制度の本質的な要素であって、神聖化をともなわない純粋な手段としての私有財産は不可欠であり、理想的な社会経済組織は、願望や知識、才能や技能の多様性からなる人間の豊かさのうえに築かれるべきだと主張する。なお、私有財産と権力集中には、熟議と管理が必要であるが、これは累進課税、企業における従業員と株主の公正な権限共有などで対応できるともピケティは述べている。

## マルクスとレーニン・スターリンとの関係

### マルクス主義の正統としてのスターリン主義
労働運動に身を投じ、マルクス思想を研究した哲学者のシモーヌ・ヴェイユは、ソ連の国家体制の歪みについて、スターリニズムだけでなく、レーニン、さらにマルクスの理論的瑕疵にも原因があると考えた。ヴェーユによれば、レーニンは、ロベスピエールと同様に、中央集権国家の独裁制を樹立し、ロベスピエールがボナパルトの先導者となったように、スターリンの先導者となったとする。
ヴェイユは、1933年8月の論文で、ロシア革命が起こって15年経ったが、本来の意味でのソヴィエト(労働者評議会)はどこにも存在しないし、革命によって成立した体制は、今やプロレタリアを絞殺していると批判する。ソ連・ロシアでは、言論の自由はなく、見解を自由に発表するには流刑の覚悟がなければならず、共産党による一党独裁体制で、他の政党は監獄にあり、その共産党は書記局に牛耳られた行政機関に矮小化され、ロシア帝国時代よりも武装強化させた警察に市民は恒常的に監視されている。トロツキーは、ソ連の体制を、「官僚主義的に歪曲されているが、プロレタリア独裁であり、労働者国家である」というが、労働者が官僚カーストの意のままに動かされる国家を労働者国家と呼ぶのは悪趣味な冗談だとヴェーユは批判する。
ヴェーユによれば、マルクスは、解放への障碍が、官僚的軍事的国家であることを看破していたが、管理的職能が、所有権の独占とは別に、新しい抑圧段階を生むかどうかを問わなかったし、管理者への従属に基づく生産様式が官僚カーストによる独裁の発生を防止することが可能なのかも不明である。何らかの独占を与えられた社会層は、自らの階層の基盤が崩壊するまで独占を保持するのであり、管理職能を与えられた階層が、独占的職能を大衆に開放し、労働者に国家運営や企業運営を学ぶことを許可することなどありえない。官僚主義は、責任を負わない機械仕掛けであり、際限ない寄生状態を作り出し、「年次計画」は、資本主義的競争がつくりだす無秩序に匹敵する無秩序をもたらし、権力を行使する集団は人々の幸福のためにでなく、おのが権勢の増強のためにのみ働く。資本主義は、生産労働を搾取し、プロレタリアートの解放こそしないが、あらゆる領域で、創意工夫、自由な検討、発明、天分にのびやかな飛躍を与えた。これに対して、ソ連の官僚機構では、あらゆる判断と天分が排除され、権力を全体的に掌握し、誰も批判できない唯一の公的見解が提示され、個別的な価値のすべてを窒息させる国家崇拝が蔓延している。この官僚機構は、「あらゆる自発性、あらゆる教養、あらゆる思考を殲滅していく体系」であり、資本主義、封建主義においてさえも残されていた個人や集団が自律的に発展する余地はなくなる。
ヴェーユはまた、マルクスはあらゆる工業国に社会主義が建設されたときに闘争は終わるとしたが、革命は同時に万国で行われないし、一国で革命が行われると、他国より強くなるために労働者に対する搾取と抑圧が強化されることは、ロシア革命が示したのであり、ソ連では、あらゆる領域で国家権力が主権者となるような体制へ向かっている。マルクスによる抑圧と生産力発展との関係についての分析は、みごとであるが、抑圧の発生は部分的にしか示されておらず、なぜ分業が抑圧に転化するのかは明らかにされていない。また、抑圧の終焉を期待することが必然的なものだとは証明されていないし、マルクス主義者はこの問題をどれひとつとして解決しなかったとヴェイユは批判する。
ポーランドの哲学者レシェク・コワコフスキは、スターリン主義は、レーニンとトロツキーが創設した統治システムを受け継いでいると1976年の著書で指摘している。
20世紀後半にソ連体制の矛盾が明らかになってくると、政治学者ズビグネフ・ブレジンスキーは、ソ連共産主義体制の構造的欠陥について、ペレストロイカはスターリン主義の批判と修正という形で行われているが、検討は、レーニン主義への批判まで及ばなければならないと指摘した。
歴史学者林健太郎は、スターリン主義への批判は、レーニン主義への批判だけでなく、おおもとのマルクス主義にまで及ぶべきであるとする。マルクスは資本主義がいかに没落するかについて、「収奪者は収奪される」（資本論）という抽象的なことしかいわなかったが、レーニンはその「収奪」の実践を委任され、全ての搾取をなくす歴史的使命を背負ったプロレタリアートの政党による一党独裁はその「収奪」の実現であった。
一方で、マルクス主義やマルクス・レーニン主義を信奉する者のなかには、ソ連や東欧の社会主義制度の崩壊はスターリン主義に基づいて形成されたためで、マルクスやレーニンが建設していれば自由で豊かな社会をつくっただろうし、大粛清などもスターリン個人の責任であり、マルクスやレーニンとは無縁であるとする中村静治らの主張がある。
しかし、経済学者鈴木重靖は、レーニンがマルクス主義者であったように、スターリンも自他ともに認めるマルクス主義者であったとし、スターリンだけを例外として考えることは難しいと反論する。スターリンは自分をマルクス主義者であり、レーニン主義者であると自認していたし、1950年代まではスターリンはレーニンやマルクスと同等の評価を国際的に受けており、スターリンは、マルクスとレーニンの思想にしたがってソ連建設に貢献した。
レーニンとマルクスを比較すると、マルクスは社会主義革命は先進国において生じると考えたが、レーニンはロシアのような後進国でも革命は起こると主張し、実際に革命を起こした。この結果、中国、朝鮮、キューバ、東欧などの後進国で革命が起こっていった。レーニンは、ロシアが火蓋をきったあとは、ドイツ、フランス、イギリスなどの先進国で革命が起こるとして、世界同時革命を主張した。
レーニンは、労働者階級が資本家階級に対して独裁権を行使して、資本家階級を一掃し、生産手段を社会的所有（国有化）させて計画経済を行い、資本家、地主、商品、貨幣のない社会主義社会を実現していくと考え、これはマルクスと同一の思想といっていいが、レーニンはこうした思想を1921年のネップによって商業取引や外資を導入し、放棄した。ネップはマルクス主義からの「退却」といわれたが、これによってレーニンをマルクス主義者ではなくなったと主張されることはない。
スターリンはネップ政策を再修正し、「退却」を「前進」「突撃」に変え、共産主義への道をより速やかに進んで行くことを決意した。スターリンは権力獲得後、レーニンのネップ政策を引き継いだものの、五か年計画でネップを放棄し、生産手段の社会化、農業の集団化、経済の計画化などの徹底、世界同時革命の主張という、むしろレーニンによって捨て去られたマルクスの基本思想に立ち返った。これにより、スターリンは、内外の多くのマルクス主義者より、レーニン以上の本当のマルクス主義者であると当時称賛された。マルクスの主な功績は思想であり、革命家としてはほとんど大衆に知られることはなかったのに対して、スターリンは、国内はもちろん、国際的にも一般大衆に知られ、大衆を把握して動かす力は強大で、第二次世界大戦での役割や冷戦時代を形成したその影響力は、ナポレオンをも凌駕するもので、マルクスやレーニンよりも大きい影響力を当時は持っていた。マルクスとエングルスは資本家・地主のいない社会、市場なき経済を目指し、スターリンはこの目標に向かって、生産手段の私的所有の廃止と経済の計画化を徹底的に遂行し、ソ連は20世紀で最も市場に依存しない経済制度であった。カンボジアのポル・ポトも完全非市場経済の建設を試みたが失敗し、ユーゴスラビアは共同体所有に近い計画経済を実行したが失敗した。
このように、レーニンよりもマルクスの思想に忠実であったスターリンがマルクス主義者ではないという主張は全く不当といわなければならないし、スターリンをマルクス、レーニンから切り離すことはできない、と鈴木はいう。鈴木によれば、ロシアのような後進国が単独で、先進資本主義の国々に包囲されながら、社会主義社会を建設しようとするならば、遅かれ早かれスターリン型といわれるような中央集権的指令経済の独裁国家にならざるをえなかった。マルクス型社会主義は商品経済を否定し、さらに共産主義の段階になれば分業さえもなくなるとする点で、スターリン型よりもさらに徹底した市場排除型社会主義経済である。スターリン型・ソ連型社会主義の中央集権的独裁国家は、マルクスやレーニンの思想を忠実に実現しようとした結果生まれたものである。スターリンを諸悪の根源だというならば、マルクスこそそのルーツであるといわなければならないと鈴木は述べる。
S・ブラギンスキーとV・シュヴィドコーも、予言者マルクスのドグマをもとに社会をつくろうと思えば、スターリン型の社会しかつくれないと述べる。

政治哲学者ジョン・グレイは、スターリンによる弾圧は、レーニンがはじめた政策の帰結であるだけでなく、マルクスの共産主義を実現する試みでもあったとし、ボルシェヴィキのテロリズムや人民弾圧は、マルクスだけでなく、フランス革命のジャコバン派以来の革命的ユートピア思想の本質でもあったという。
一方で歴史学者トリストラム・ハントは、アダム・スミスが自由市場の不平等で咎められるべきではないように、スターリン主義、毛沢東、ポル・ポト、エチオピアのメンギスツ・ハイレ・マリアムによって抹殺された人々は、マルクスとエンゲルスのせいで死んだわけではないと述べている。

### マルクスの「無法・無国家共同体」とレーニンによる実現
経済思想史研究者の太田仁樹によれば、マルクスらは、共産主義社会において諸個人の利害対立は消滅しているので、法や国家は不要とした（法の死滅・国家死滅)が、このような「無法・無国家共同体」思想は、ソ連のような、「法治主義」が欠如した、党エリート（ノーメンクラトゥーラ）の支配する「人治国家」を生んだとする。
マルクスには、トマス・ホッブズやジョン・ロックのような、利害が対立する諸個人の共存を可能にする制度設計という問題意識は皆無であったが、このようなマルクスらの「無法・無国家共同体」思想は、利害対立を内包せざるをえない人間社会の実際から遊離したユートピア思想であったと太田は批判する。
ヨーロッパの市民社会では、利害の対立する個人や集団が衝突しながらも、調整し共存していくことや、国家権力のチェック・システムとしての法制度が前提されている。これに対して、マルクスらは法や国家を不要とみなすのであり、従って、マルクスらの思想を「市民社会の再建」として解釈する「市民社会的マルクス主義」やアソシアシオン論は、マルクス思想の正確な理解を妨げていると太田はいう。
マルクスらは、プロレタリアートだけが真に革命的な階級であり、歴史の進歩を体現する特権的な変革主体とみた。それに対して、小工業者、小商人、手工業者、農民、ルンペン・プロレタリアートなどの中間身分（「その他の階級」）は、大工業の発展とともに衰え没落するものであり、著書でも口汚く悪罵を投げつけた。太田によれば、マルクスらが自分たちを特権的なプロレタリアートと一体化させたのは、自分たちが亡命左翼の党派政治のなかで特権的な位置を占めることを正当化するための論理で、それはマルクスらの他の党派への論争作法に明らかである。さらに、マルクスにとってプロレタリアートは、経済的には資本主義の担い手であるにもかかわらず、ブルジョア国家の政治の外側に排除された無力な存在であるゆえ、ここにブルジョアの支配に対する武力革命による転覆と権力獲得の根拠があると考えた。
しかし、19世紀後半のイギリスの現実の労働者階級の主力は、ブルジョア政党を通じた改良を目指しており、マルクスらが期待したような「革命的なプロレタリアート」ではなかった。マルクスらは、現実の労働者の意識がなぜそうなのかを解明したり、あるいは資本主義社会の認識を根本的に見直すことはせずに、彼らが頭のなかで思い浮かべた「プロレタリアート」というイメージを現実の労働者の「本来の姿」とみなしたうえで、イギリスの労働者はブルジョア的な「労働貴族」によって本来の革命性を歪められている現実の労働者を叱責した。
マルクスらは、近代統治システムが、被支配者を政治や法から排除することでなく、被支配者が支配構造を再生産することで成立していることも認識できなかった。
マルクスの政治活動は、亡命左翼内部でのヘゲモニー争いに終始するもので、一国の政治を左右する政治的アリーナと無縁のものであり、世界革命という空疎な革命的言辞を弄するにとどまり、改良政策を提起することもできなかった。マルクスらの革命戦略とは、ブルジョア国家の外部に存在する「プロレタリアート」が、既存の国家を解体して自己の権力を打ち立てる 「プロレタリアート独裁」であったが、この独裁権力は、法によるチェックを受けるべきものとは考えられなかったし、そもそもマルクスらは、法を支配者によるプロレタリアートへの抑圧を正当化するものとみなしていた。マルクスの革命構想は，現実の労働者を「革命的プロレタリアート」と誤認した、実現不可能な 欠陥革命思想であったと太田はいう。
ベルンシュタインはドイツの現実の中でマルクス的な「革命的プロレタリアート」幻想は、認識として誤りであり、実践的にも有効な変革戦略を阻害する政治的な誤りでもあると批判し、亡命左翼の党派政治内でのみ通用する革命的言辞から訣別し、幻想的な目標ではなく、現実の活動を重視すべきであると説き、カウツキーもこの批判を支持した。しかし、ヒルファーディングやレーニンらは、ベルンシュタインの問題提起を、近代的統治下での変革戦略の問題としてではなく、資本主義の発展は『資本論』の妥当性を失わせるかという発展段階論の問題に矮小化して受けとめた。
アナキズムとも共通するマルクスらの「無法・無国家共同体」構想は、複雑な利害対立に悩まざるをえない資本主義社会の中心部では、また、法治主義を備えた近代的に統治された国家では、共鳴盤を見いだせなかった。「近代的統治」は、法による国家権力のチェック機能(法治システム)を備え、被支配者が合意によって支配を受け入れるという特徴を持つものであり、労働者たちも既存の資本主義国家の中での権利拡大を目指し、国民として統合されていった。マルクスはこのような統治システムを欺瞞的であると批判し、理解しようとはせず、労働者は国民共同体から排除されており、政権奪取によって初めて「国民」となることができると考えた。マルクス「無法・無国家共同体」思想は、「近代的統治」や「法治主義」が根付いていない社会、「国民共同体」の成立していないロシアのような社会では、近代的労働者は少数だったが、知識人の心を掴んだ。
ロシアで最初のマルクス主義者とされるゲオルギー・プレハーノフは、資本主義に対する闘争ではなく，順調な資本主義の発展のための専制の打倒、すなわち民主主義革命を当面の課題とした（非連続的二段階革命論)。当初レーニンは、プレハーノフに同調し、ストルーヴェなどの「合法マルクス主義者」 と協力していたが、即時の権力獲得を目指すようになり、プレハーノフと訣別した。レーニンは、革命的な知識人の党、すなわち革命党（前衛党)こそが「革命的プロレタリアート」であり、現実の労働者は革命党によって指導される場合、また革命意識が外部から注入される場合にのみ「革命的なプロレタリアート」となりうると主張した。
二月革命は，労働者・農民・被抑圧民族・兵士の革命であったが， 十月革命とその後の内戦においては、ボリシェヴィキに指導された兵士および労働者の政権の下へ、農民運動と民族運動が屈服させられていった。内戦期には、市場と私有財産の廃絶、搾取者の一掃というマルクスのユートピア思想は、ボリシェヴィキのスローガンとして用いられ、戦時共産主義下での農民からの収奪を正当化する口実となった。
ボリシェヴィキは、近代的統治のような法によるチェック機能(法治システム)を持たない、つまり、「法治主義」を欠如させた「人治国家」を実現したが、それはマルクスらの「無法・無国家共同体」思想がもたらす論理的必然の帰結であったと太田は指摘する。

### マルクスの市民社会論とレーニンの恐怖政治
ドイツ思想史研究者の神田順司は、マルクスの市民社会論はヘーゲルを歪曲して、既存制度の歴史的文脈を否定したものであるが、これがレーニンらによる暴力行使の理論的素地となったと指摘する。
ソ連崩壊後に公開されたマルクス・レーニン主義研究所中央文書館やKGB中央文書館の極秘文書によれば、レーニンをはじめとしたボリシェヴィキの指導者たちの多くは、生活のために働いた経験もなく、党の資金に寄生して暮らす「労働者階級」とは無縁の存在であった。しかもその資金のほとんどは、銀行強盗、現金輸送車の強奪、詐欺などで略奪されたもので、ボリシェヴィキの強盗団の頭目がスターリンだった。こうした手法は1906年にロシア社会民主労働党第四回党大会でメンシェヴィキから批判されて否決されたが、その後もレーニンの指示で続けられた。また、テロルによる恐怖支配は、レーニンが権力を強化するために用い、強制収容所や大量虐殺は、ボリシェヴィキの経済政策が破綻するなか、農民や労働者の反乱に戦慄したレーニンが独裁支配を維持するために導入したものだった。
マルクスの革命論では、革命後の社会については不明瞭で、「プロレタリアの権利宣言」があっても、実効性のある制度としての法も人権もなく、権力の正当性についての制度的保証も責任規定もなかった。レーニンはこうしたマルクス主義の粗暴な側面を明け透けに表明し、大衆を動員して「人民の敵」と決めつけ、暴力を行使していった。レーニンは1917年12月に「革命の利益は憲法制定会議の形式的権利に優る」と宣言して、革命ロシアにおける民主主義の可能性を暴力によって粉砕した。
マルクスは、ヘーゲルの法哲学批判において、ヘーゲルが「国家と市民社会の対立」を前提していると批判するが、実際にはヘーゲルはそのような主張をしていない。ヘーゲルは市民社会を利害の闘争の場であるが、職業団体（同業者組合）は共通利益を国家に提示する一方で、官僚はそうした利害を調整することで、「近代国家の原理」の実現を目指すと考える。マルクスは、ヘーゲルによる市民社会の国家との媒介のダイナミズム論を理解しようとせずに、「ヘーゲルは普遍的なものを独立させておいて、私的利害という経験的存在と混ぜこぜにし、それを無批判に理念の表現と見做す」と批判するが、これは外在的批判にすぎず、その後マルクスがヘーゲルの行政権論を論評ぬきで書き写している事実は、マルクスがヘーゲルを理解できないままに理論破綻していることを示すと神田順司は指摘する。
マルクスはヘーゲルが国家と市民社会の「分離」から出発し、官僚制はこの分離に基礎を置いているとし、「職業団体は官僚制の唯物論であり、官僚制は職業団体の精神論である」「職業団体は市民社会の官僚制であり、官僚制は国家の職業団体である」「官僚制は国家の市民社会として、職業団体という市民社会の国家に対峙する」と論じるが、これらは「屁理屈としかいいようのない論理」であると神田は批判する。マルクスはフォイエルバッハの批判を用いて、ヘーゲルは「国家と市民社会の対立」という「二元論」を前提しているとして批判したが、マルクスのいうこの二元論をヘーゲルは主張していないのであり、これは捏造にもとづく批判である。
ヘーゲルは歴史的文脈を踏まえて近代市民社会の矛盾を考察し、既存制度の改革によってドイツをいかに近代化するかに腐心した。これに対して、マルクスは憲法を「政治的国家と非政治的国家との妥協」とみたり、議会を「市民社会の政治的幻想」として否定し批判するが、制度的規定を欠いた「民主制」という現実から乖離した夢想をもって理論破綻している、と神田はいう。さらにヘーゲルは、国家に悪意を前提するような見方は、「市民生活と政治生活とを相互に切り離し、政治生活をいわば宙に浮かしてしまう」立場であると批判していたが、まさにマルクスは、このヘーゲルの批判する立場にいたのであり、マルクスがこの箇所以降、書き写しや乱れをみせていることがマルクスの草稿に残っており、マルクスが当惑し、理論破綻していることを示すと神田はいう。なお、現行のマルクス・エンゲルス全集では、こうした草稿における論評抜きの書き写しなどを削除しているが、これは史料への加工であり、問題である、と神田は批判している。
こうした市民社会論以外でも、たとえばヘーゲル哲学における「理念」は、空虚な構想物ではなく、「概念とその現実態」としてヘーゲルは説明しているが、マルクスはこれを「抽象的ないし論理的な理念」として取り違え、その取り違えに基づいてヘーゲルを批判するなど、マルクスのヘーゲル理解は稚拙であると神田はいう。
このように、マルクスのプロレタリア革命論は、その市民社会論を前提としているが、それはヘーゲルの法哲学の曲解と一面化して、近代的な法・政治的カテゴリーを排除するものであり、したがってまた、歴史的に形成されてきた法・政治制度・規範・モラルなどをまったく意に介さないレーニンの恐怖政治政策が生まれる理論的素地を用意するものとなっていった。

### エンゲルス
マルクスは倫理的で人道主義であるのに対して、エンゲルスは、機械的で科学を崇拝しており、20世紀の共産主義体制のロシア、中国、東南アジアにおける国家犯罪の原因ともなり、20世紀の行き過ぎたマルクスレーニン主義の責任があると非難されたことがあった。マルクス主義研究家のノーマン・レヴィンは、エンゲルス主義が直接スターリン主義を導いたとし、スターリン時代に世界がマルクス主義として理解していたのはエンゲルス主義だったと指摘する。しかし、E.P.トムソンは、マルクスとレーニンを無罪とし、エンゲルスだけに罪をなすりつけることは受け入れられないと述べている。

## 革命戦争

### マルクス・エンゲルスの革命戦争観
哲学者のシモーヌ・ヴェイユによれば、フランス革命によって革命戦争という観念が生まれると、革命家にとって戦争が一種の威信をもつようになり、抑圧された人民のための反乱は、解放戦争として肯定されるようになり、マルクスもエンゲルスも労働運動が強力に行われている国を守り、反動的な国を壊滅することを目指すなか、労働者に参戦を呼びかけた。
エンゲルスは1848年には「非歴史的民族」であるアルジェリアの征服は文明の進歩にとって重要かつ幸運であると述べ、砂漠のベドウィン族が盗賊民族であることを忘れてはならない、文明で啓蒙された西欧のブルジョワは、封建領主や盗賊よりは好ましいとも述べた。
エンゲルスは1853年にクリミア戦争がはじまると、ロシアが徹底的に敗北することを願い、「デイリーニュース」に軍事記事を執筆したいと履歴書を送ったが、仕事にはならなかった。その後、『ポー川とライン川』を匿名で発表すると、プロイセンの将軍が書いたとの噂が立つほど高評価を得た。
1864年の第二次シュレースヴィヒ＝ホルシュタイン戦争の際にはシュレスヴィヒはドイツが占領する権利があり、これは未開に対する文明の権利であると主張した。エンゲルスは、スラヴ人を「非歴史的民族」とし、デンマーク人を野蛮で凶暴な激情があるとしたうえで、スラヴ人はハプスブルク家とロシア帝国と同盟を組んで、コシュートのハンガリーに対抗するという究極の反革命的犯罪を犯したとして、「ヨーロッパのプロレタリアートの利益のために容赦なく犠牲にしなければならない」と主張した。さらに、「次の世界大戦は、地球の表面から反動的な階級と王朝だけでなく、反動的な民族全体をも消す結果となるだろう。そしてそれもまた、一歩前進することなのだ」と歴史の進歩のためにスラヴ人の民族浄化をエンゲルスは主張した。
1870年に普仏戦争がはじまると、エンゲルスは、友人から情報を仕入れ、最初の衝突場所を的確に予測する記事を発表し、プロイセンの作戦計画も作成し、評価をえた。マルクスもエンゲルスが軍事評論家として成功するのを喜んだ。ナポレオン3世のフランスを反動的とみなすエンゲルスはイギリスの17万人の義勇兵を支持したが、義勇軍は労働者ではなく、自分で武器を用意し、自費をいとわないジェントルマン、貴族や実業家に率いられた商人、事務員、職人などで占められており、本質的に「反動的」であった。
1870年には、マルクスとインターナショナルは、相戦う二国の労働者に向かって、征服への抵抗と、自国の防衛を呼びかけ、エンゲルスも1892年にフランスとロシアが、ドイツに対して開戦したならば、全力で参戦するようドイツの社会民主主義者に呼びかけた。これは労働運動が強力に行われている国を守り、反動的な国を壊滅することが目指されてのことだったとヴェーユはいう。
エンゲルスは戦争の研究を好み、軍人クロムウェル、インドのシンド州を征服したネイピア、ナポレオンとウェリントン公爵のワーテルローの戦いの英雄を崇めた。保守党の政治家でもあり、当時最も反動的であったウェリントン公爵が逝去したときエンゲルスは公の場で追悼したほどだった。また、イタリア統一運動を率いた軍事家ガリバルディを敬愛し、ハンガリー革命のコシュート・ラヨシュを真の革命的人物とみなした。

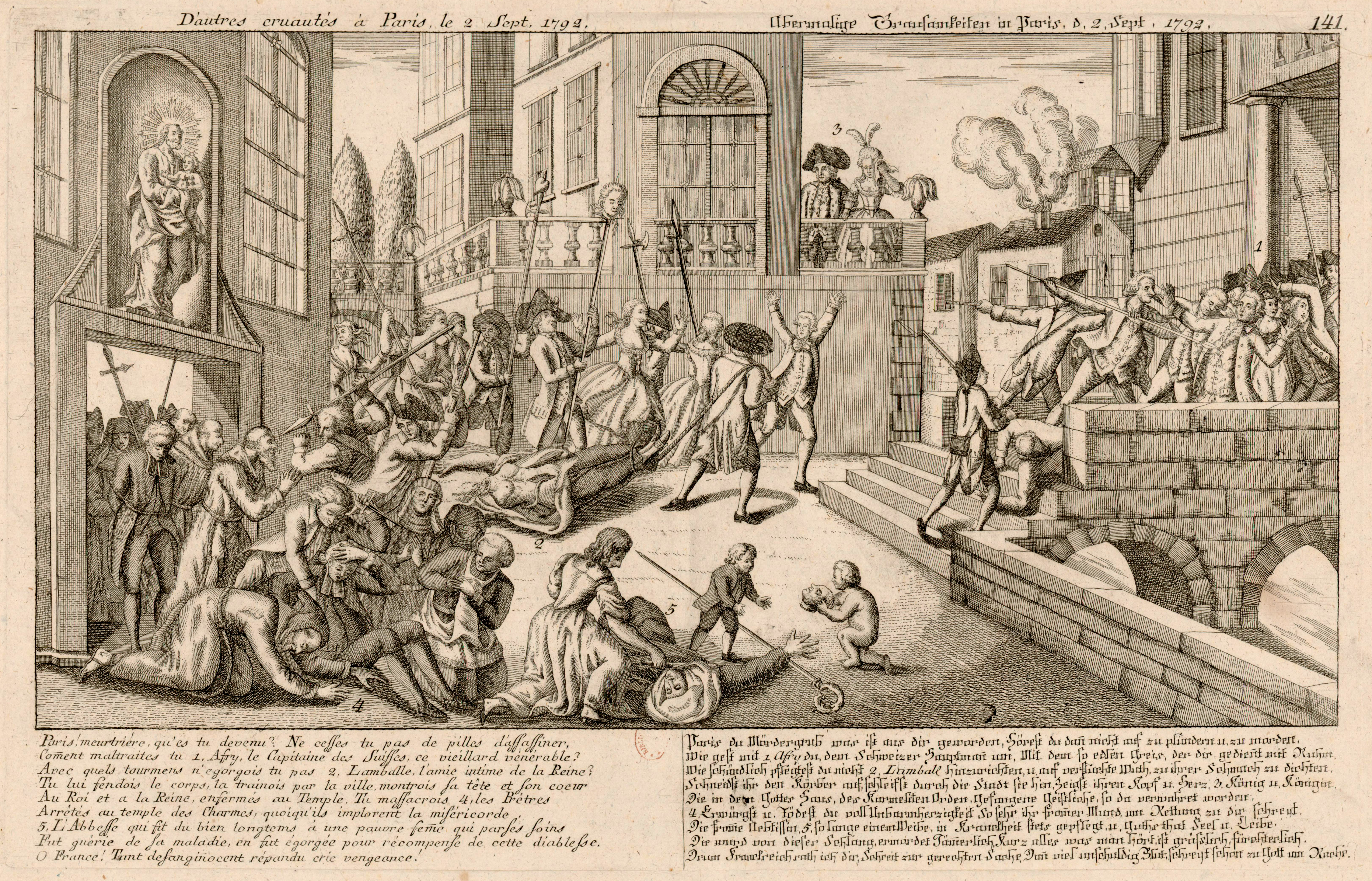
九月虐殺における司祭と貴族の囚人の殺害を描いた絵画

エンゲルスはゲリラ戦の先駆的理論家としてもみなされており、反乱において守勢は死を意味する、最大の決意をもって攻勢にでること、敵が分散しているうちの奇襲などを唱え、収監されていた反革命容疑者1200人を大量虐殺して、フランス革命期の「第1次恐怖政治」の頂点をなした九月虐殺を誘導したダントンの言葉「大胆さが、さらに大胆さが、つねに大胆さが！必要なのである」を引用して主張した。フランス革命の恐怖政治による死者は3万5000〜4万人に上ると推定されている。ただし、エンゲルスはまた、イギリス軍内部の不正や虐待を告発してもいる。

### ボルシェヴィキ
ボルシェヴィキは、資本主義はその特権を守るためには武力を用いることは確実で、従って、体制の不正を正すならば、武力対立が必然的であると主張し、平和的手段によって共産主義が実現できるという人々は、偽りの友人、ブルジョワジーの隠れた味方であると攻撃する。
1917年の10月革命以降、ソヴィエト政府は、全世界を相手に戦争を続け、国内では、内戦に直面した。世界は大戦で疲弊しており、ロシアへの軍事的冒険に出ることはなく、ロシア帝政は、他の資本主義国家から国際的な支持を得なかった。ロシアは広大な農業国であり、侵略と封鎖に耐えることができた。このようななか、第3インターナショナルは、西欧の革命的プロレタリアートは、東方諸国（ロシアなど）の人民とともに、英米の資本主義に革命的闘争を開始すると宣言した。
第一次大戦で非戦論を主張した哲学者バートランド・ラッセルは、革命戦争にも反対し、もしそのような革命戦争が世界中で開始することになれば、それは第一次大戦を前哨戦とした世界的規模の戦争となるだろうし、そこから生まれてくる国民は、野蛮で残酷で、統治体制も、むきだしの抑圧と残忍さの機械となるだろうという。個々人の良好な関係、憎悪と暴力と抑圧からの自由、教育の普及、余暇の合理的な利用、芸術と科学の進歩などが、革命と戦争によって増進できるとは考えられないし、もし西欧諸国の社会主義者がボルシェヴィキ理論を採用したならば、長期の混乱となり、社会主義にも文明体系にも至ることなく、暗黒時代の野蛮に逆戻りするだけだろうとラッセルは指摘した。
レーニンは民族戦争と革命戦争をのぞいて、労働者は、自国の敗北を希望し、自国の戦いをサボタージュすべきだと考えたが、ヴェーユは、各国の労働者が自国の敗北のために努力することは、敵国の帝国主義の勝利に力を貸すことになるのであり、こうした戦争観には統一性も明晰さもないと批判する。革命戦争は革命の墓穴であるとヴェーユはいう。なお、ロシア革命の当初は、旧軍隊は解体されていたが、白衛軍と外国の干渉の恐れのために、ロシアは戒厳令下に置かれ、旧軍の将校3万人が現役にくり入れられ、軍律や中央集権制が復活され、軍が再建され、これと並行して、官僚制と警察も再建された
また、ヴェイユは、スペイン内戦で義勇兵として国際旅団に参加し、そこで義勇兵によって村人や司祭が明確な理由もなく殺害されていくのを目の当たりにした。義勇兵であるインテリたちは、外見は人を殺しそうにもない、おとなしい人々であったが、食事会で司祭やファシストを何人殺したかを語り合い、彼らは血に塗りつぶされた雰囲気のなかに楽しげに浸かっていたことに衝撃を受けて、ヴェイユは政治活動から離れることとなった。
また、シグムント・ステインは、国際旅団がスターリンのプロパガンダに利用され、「（国際旅団に対して）革命という語に託されたイメージは共産党の最悪のウソのひとつであり、類をみないほどの事実の歪曲である」と指摘している。
大戦で戦勝国となったソ連は共産主義の力を誇示することに成功し、戦後、東ヨーロッパ地域では、ユーゴスラビア連邦人民共和国（マケドニア人民共和国、セルビア人民共和国、ボスニア・ヘルツェゴビナ社会主義共和国、クロアチア人民共和国、スロベニア人民共和国、モンテネグロ人民共和国の6つの国からなる連邦国家)をはじめ、1946年にブルガリア人民共和国とアルバニア社会主義人民共和国、1947年にポーランド人民共和国とルーマニア社会主義共和国、1948年にチェコスロバキア、1949年にドイツ民主共和国とハンガリー人民共和国などが続々と建国され、東アジアでも1945年にベトナム民主共和国、1948年に朝鮮民主主義人民共和国（北朝鮮)、1949年に中華人民共和国などが建国され、およそ地球の三分の一の面積が共産主義となった。
1968年にチェコスロヴァキアで自由化運動（プラハの春）が起きると、共産圏からの離脱を恐れたソ連は、武力弾圧を行った。ブレジネフは、制限主権論で東欧諸国に自己決定権は存在しないと主張し、ソ連による帝国主義的支配を公言した。すでにポーランドとハンガリーはソ連への隷属からの解放をはじめていたのに対して、東ドイツはソ連に忠実だったが、これは東ドイツは戦争でソ連がドイツから無理に奪った地域であり、ソ連への服従以外に政府の存立根拠がなかったためであった。
1960年代にソ連と中国が対立。1970年代にソ連は北ベトナムと結んで、米国と結んだ南ベトナムを敗北させたが、ヴェトナムはまもなく中国と対立し、中越戦争が起き、カンボジアとの戦争も起きた。歴史学者林健太郎は、こうした共産国家相互に敵対関係が存在する以上、地球の三分の一の面積が共産主義となったという言辞は無意味なものとなったと指摘する。

### ギャラリー
イワン・ウラジミーロフによる、ウラジーミル・レーニン統治下でのロシアの世相を描いた一連の水彩画が現存しており、レーニンの政策の負の側面を窺い知ることができる。

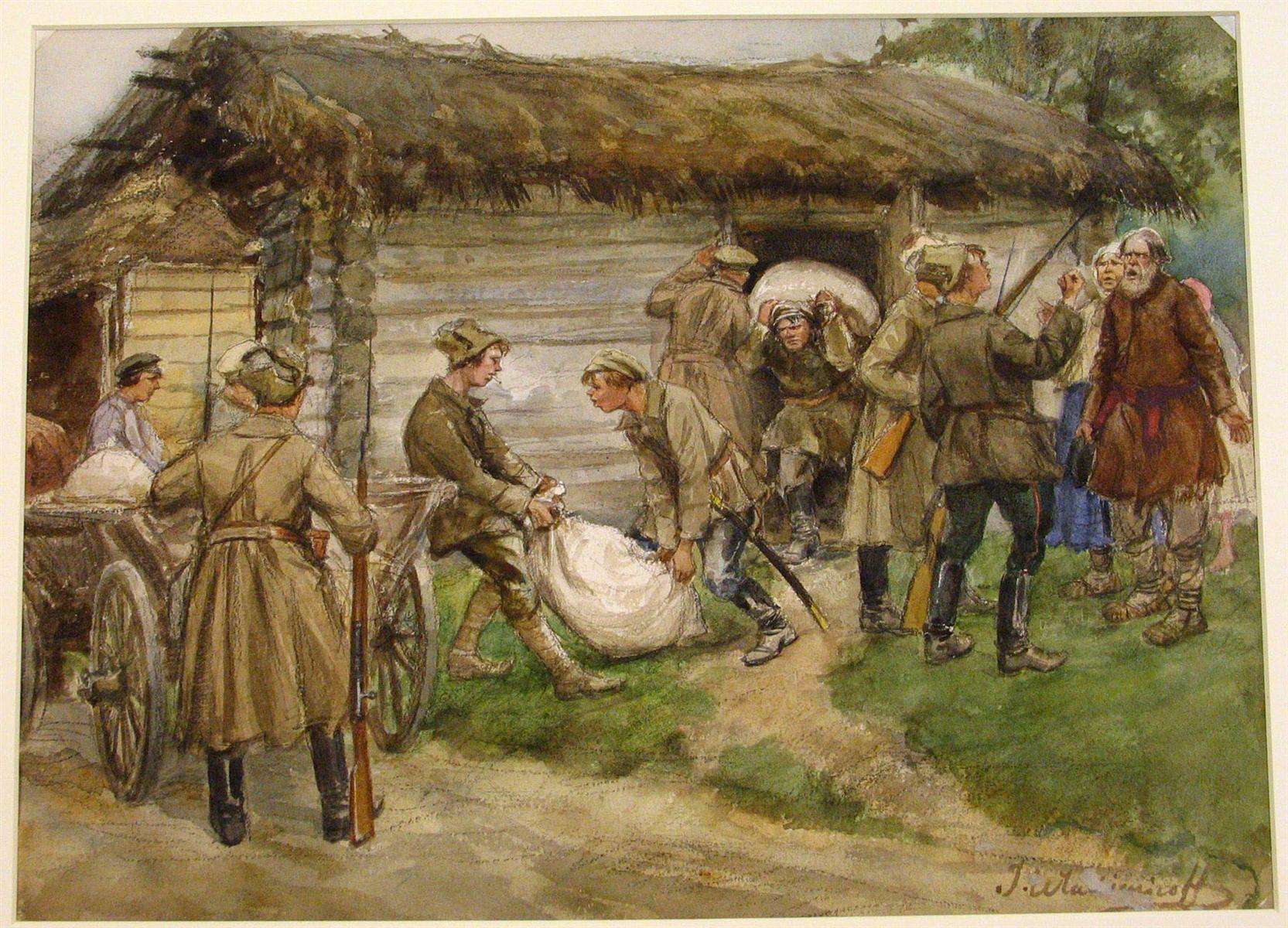
ボリシェヴィキによる農民からの穀物の徴発。
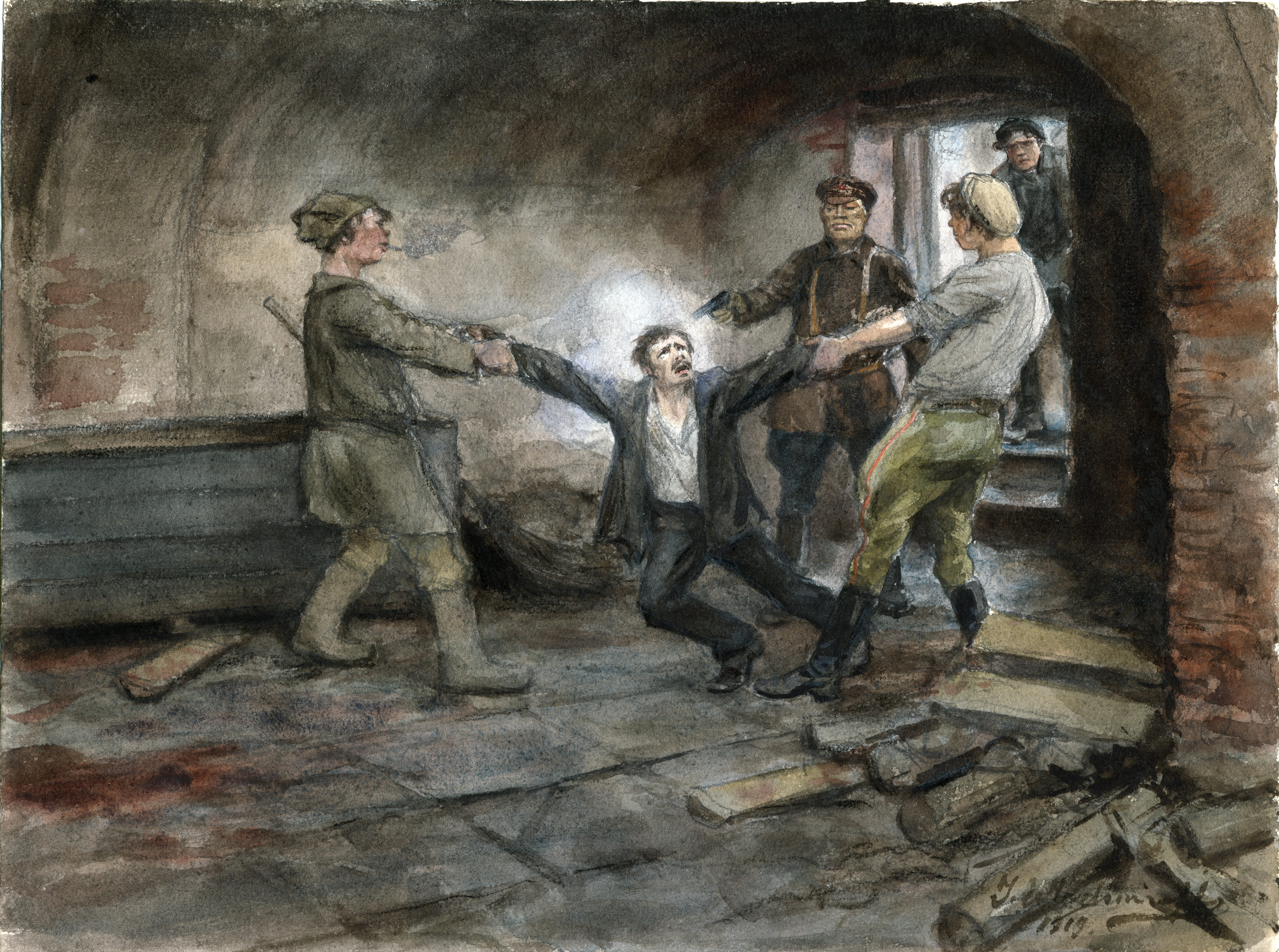
チェーカーの地下室。
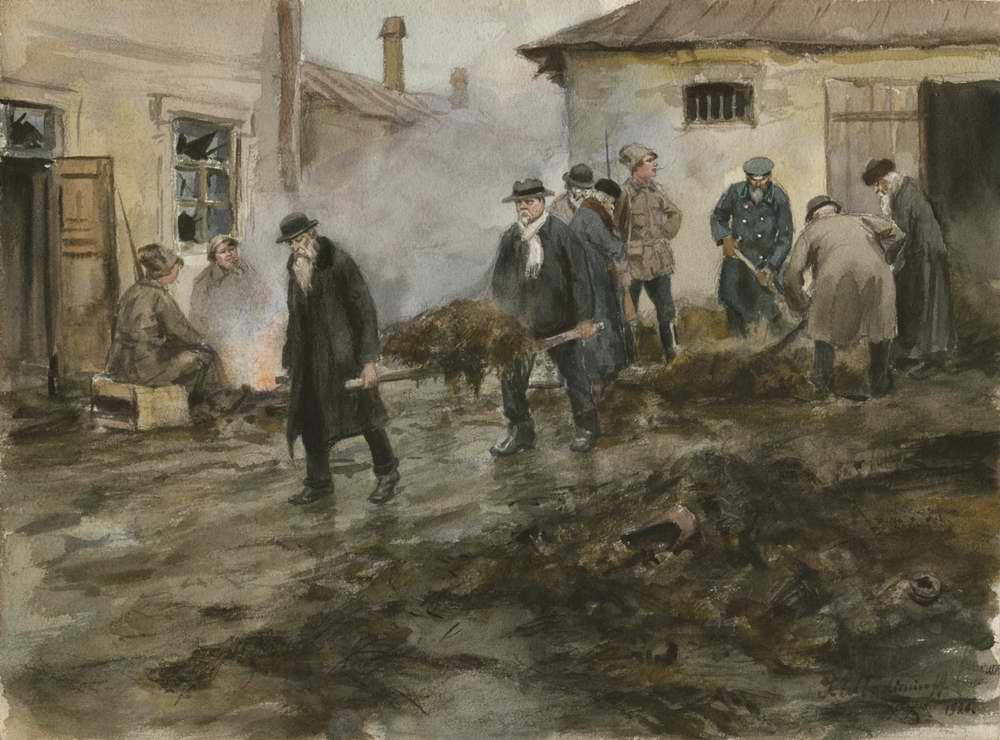
ボリシェヴィキにより強制労働をさせられる人々。
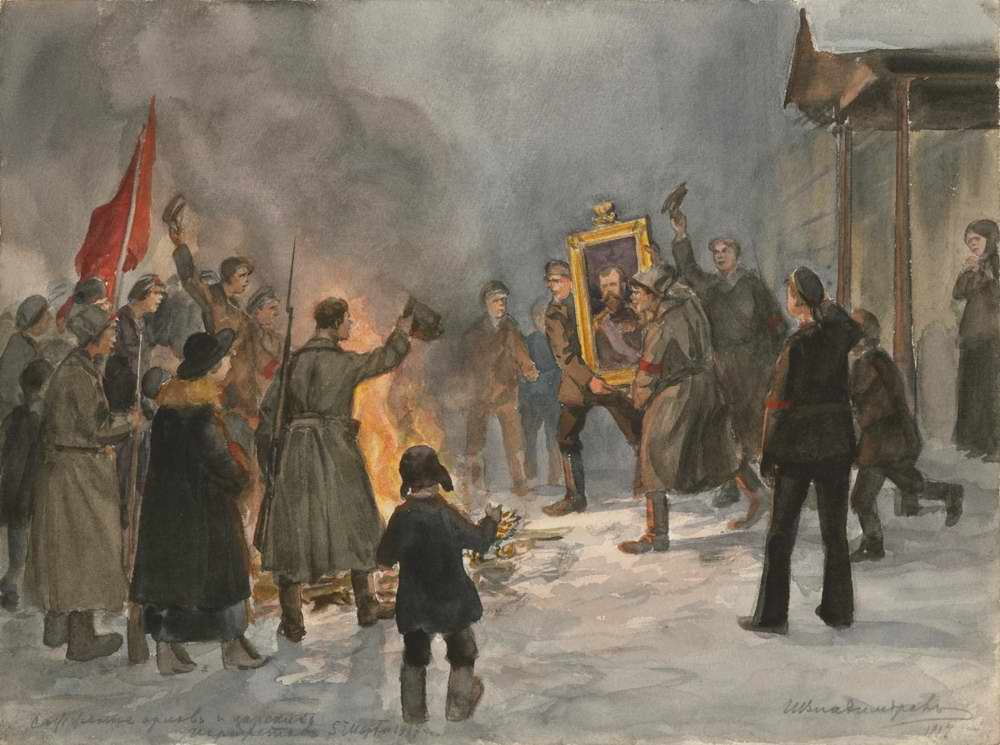
ニコライ２世の肖像の焼却。
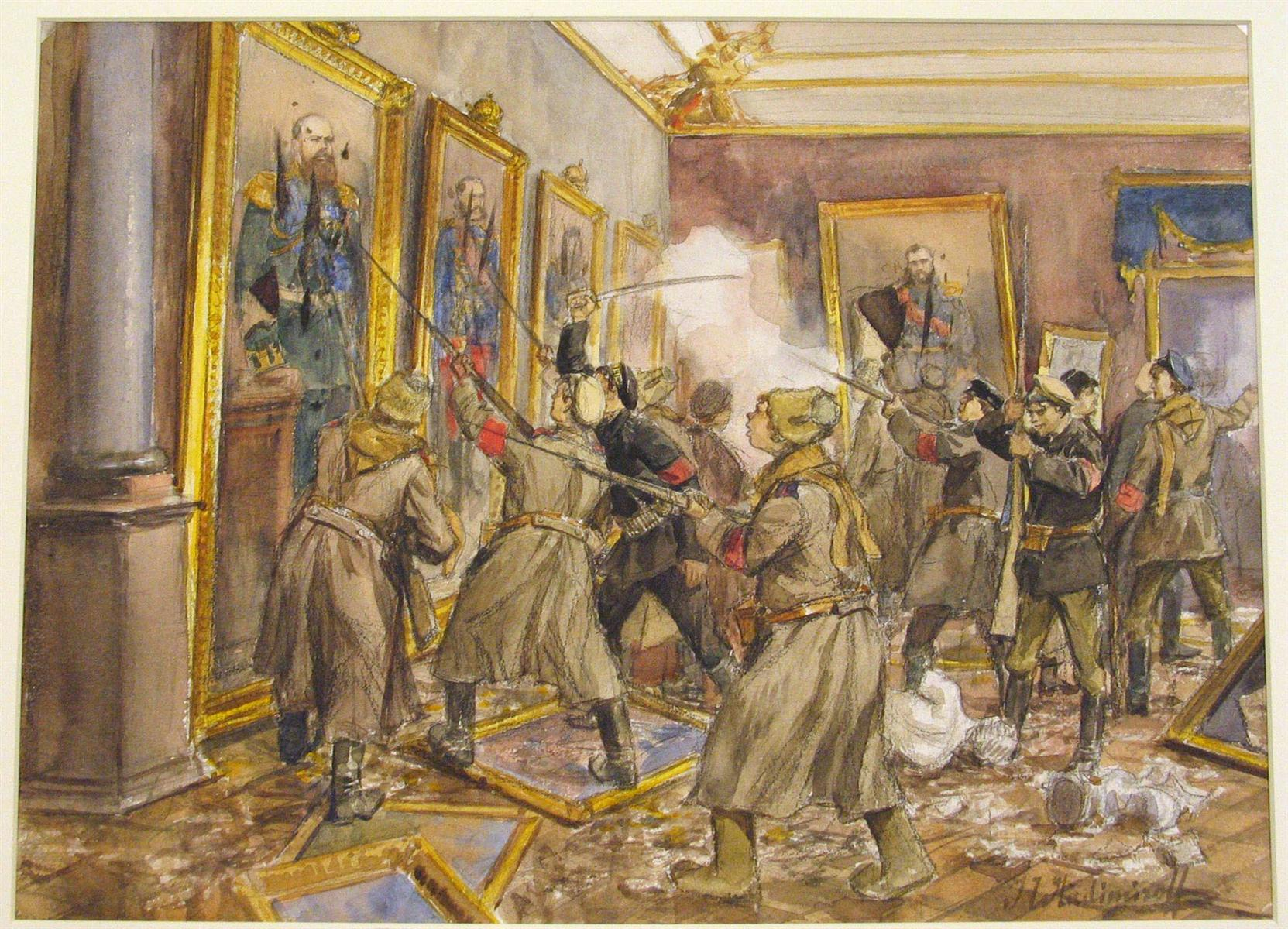
赤軍による冬宮の破壊。
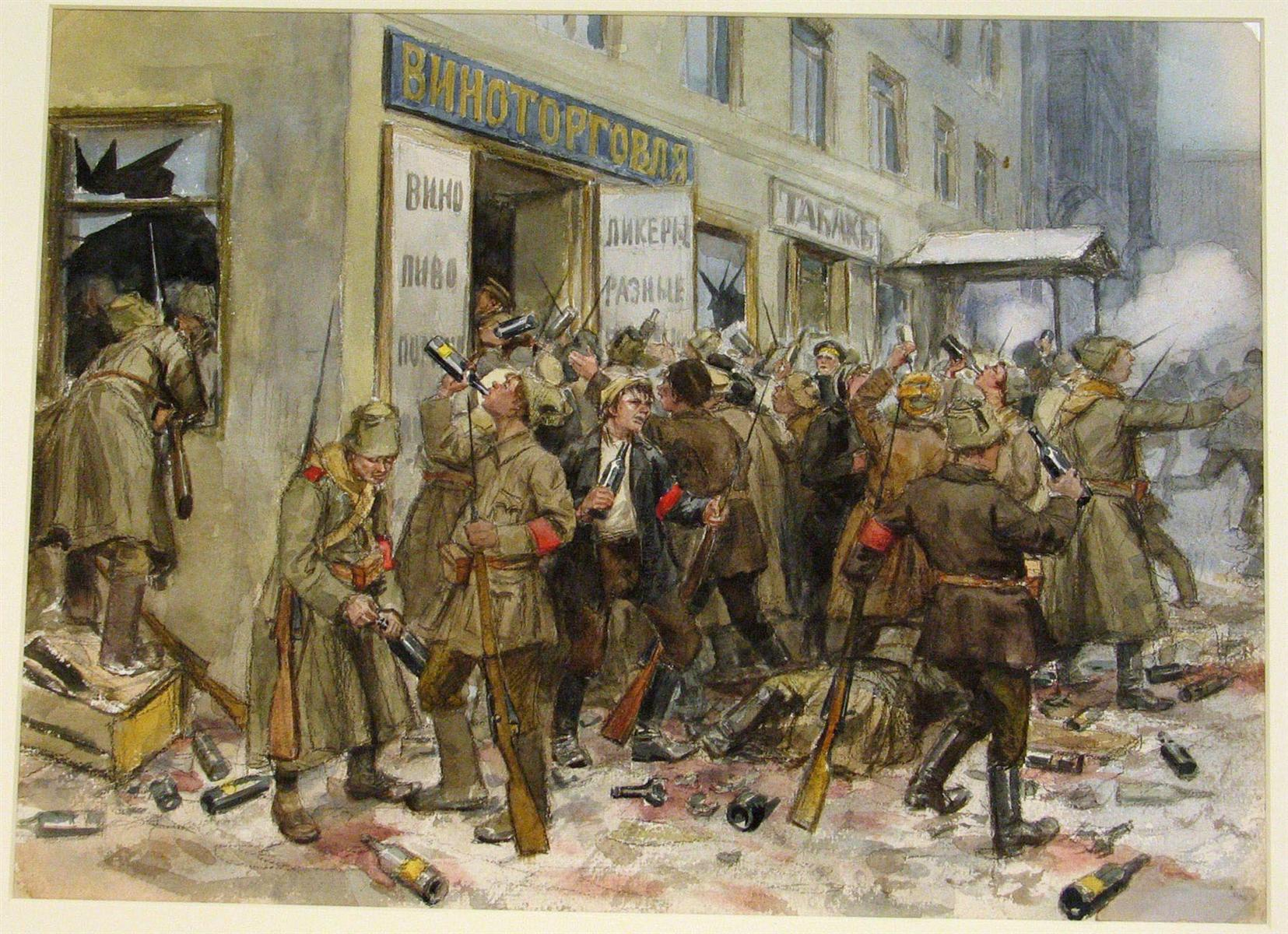
革命派によるワインショップの襲撃。
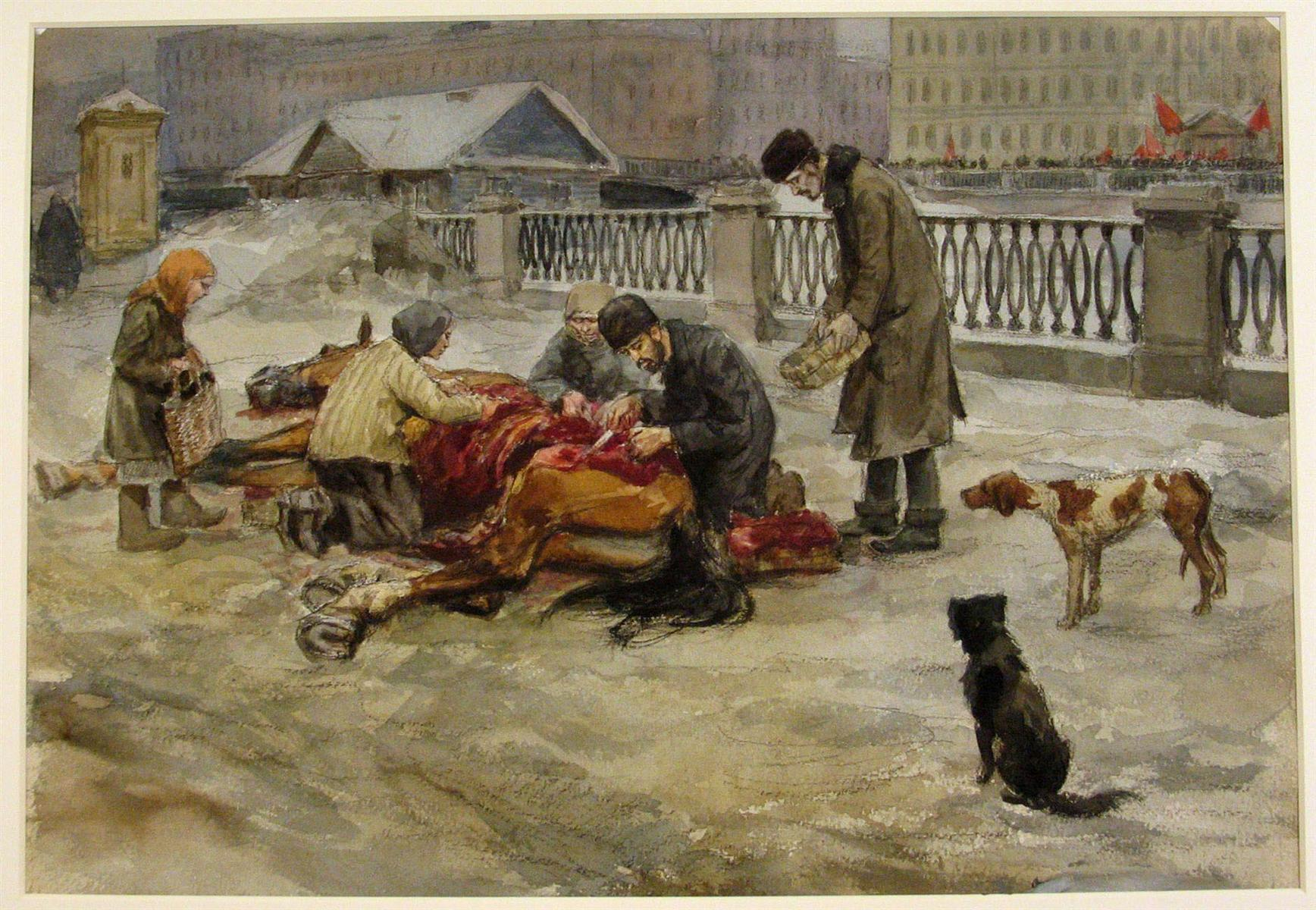
ロシア飢饉 (1921年-1922年)で死んだ馬を食べる人々。
ボリシェヴィキによる教会財産の接収（ロシア正教会の歴史#ソ連：無神論政権による弾圧の時代も参照）。
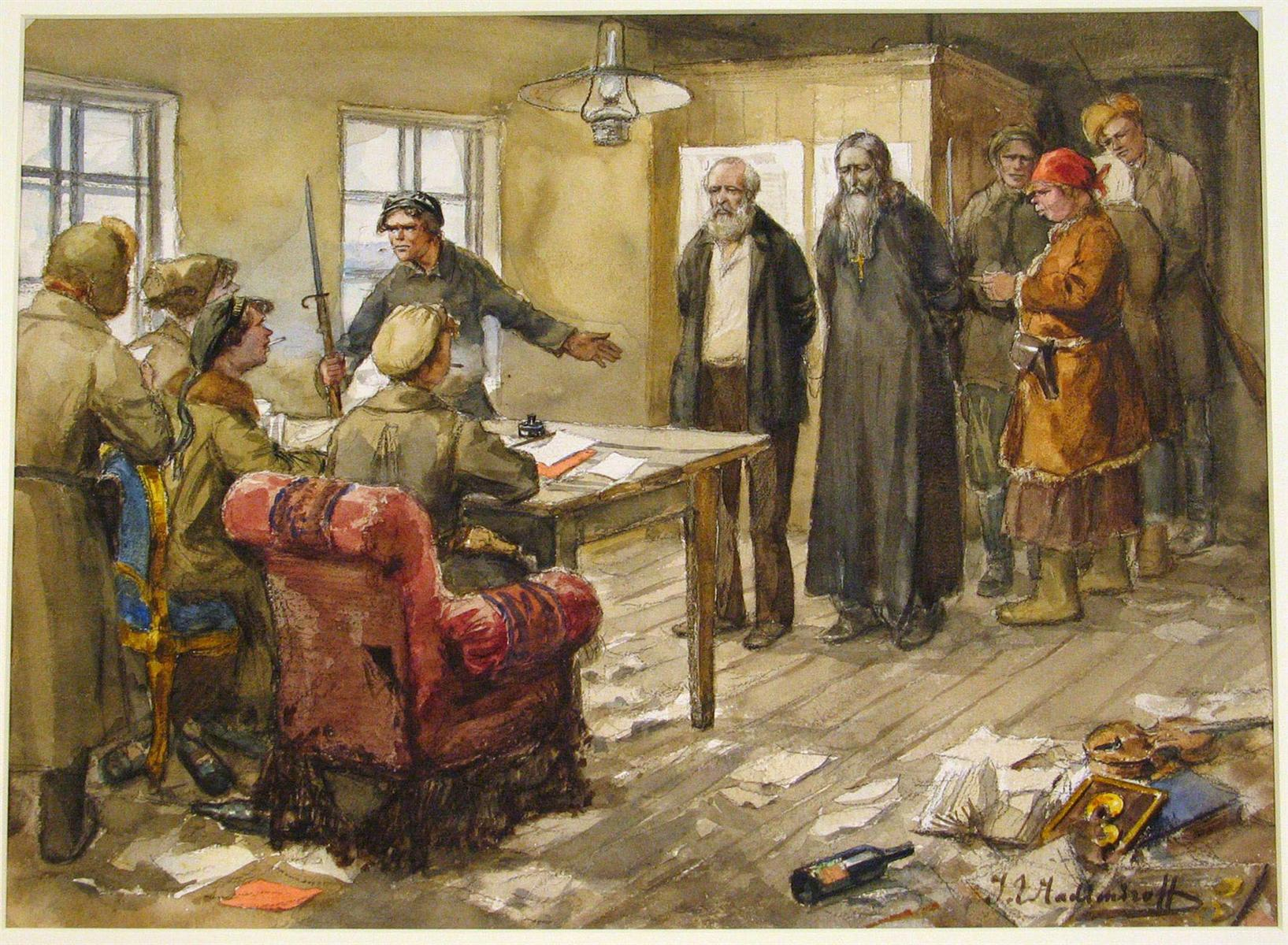
革命派によって死刑を宣告される聖職者と地主。
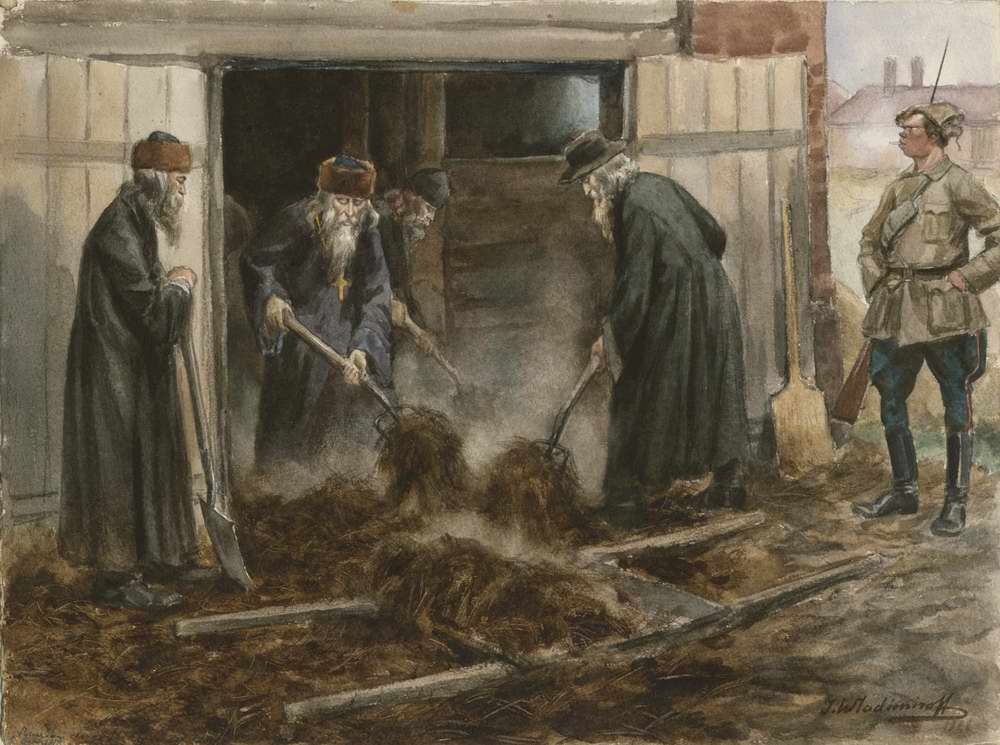
ボリシェヴィキの命令で強制労働に従事する聖職者。

## 宗教的予言としての批判

### 宗教家としてのマルクス
マルクスは無神論者であったが、マルクスには宗教的詩人の側面があり、博士論文を書いた頃の1841年の詩「狂乱の歌」では、「われらは鎖につながれ、粉砕され、空しく、おののく」「われらは冷酷な神のつくりなせる猿」と書き、作中の神は「人間にすさまじいいのろいを投げかけてやる」と言う。マルクスはゲーテの「ファウスト」に出てくる悪魔メフィストフェレスのことばを好み、破局が切迫しているという終末論思想をもっており、『ドイツ・イデオロギー』(1845-46)では、最後の審判の日に燃えさかる都市で大砲がとどろき、ギロチンが拍子をとり、大衆は叫び、自意識は街頭柱に吊るされると書き、1856年には歴史の審判はプロレタリアが執行すると演説した。マルクスの終末論的な歴史ドラマは、資本主義の死と最後の審判の日がやってくると信じる読者をひきつける魅力を持っていたとジョンソンは指摘する。
また、マルクスは高利貸しや質屋を強く憎悪しており、そこから、ユダヤ人およびユダヤ教への批判を行なっている。マルクスは、ユダヤ人の神は貨幣であり、ユダヤ人は世界を証券取引所に変え、ユダヤ教の基礎は「私利私欲」であるとする。マルクスによれば、貨幣は、人間の労働と存在から切り離された本質であり、あらゆる神を商品に変えて、世界から本来の価値を奪い、人間を支配し、人間はこれを崇拝する。マルクスはこのような反ユダヤ主義を拡大させ、高利をむさぼるブルジョワ階級こそ悪であるとみなし、それに対比して、プロレタリアを階級ではない階級、なんの歴史の持たない救済力で歴史的な法則の埒外にあり、かつ歴史を終わらせるものとみなした。ジョンソンは、こうしたマルクスの考えは、ユダヤ教的で、プロレタリアはメシアに相当しているという。
歴史学者スチュアート・ヒューズは、マルクスは自分を唯物論者だと見なしていたが、その言葉使いには宗教的心像があり、マルクスには科学者の面と予言者の面があったと指摘したうえで、マルクスは社会科学者としては公正でもあったが、予言者としては憤怒の人であり、敵に侮辱嘲笑を浴びせ、自己の主張の正しさに対するゆるぎない確信によって異質な哲学を総合させる一方で、外見上論理を追って多くの断定を並べ、その必然的連関については自分の道徳的確信以外にはほとんど根拠をあげなかったと批判した。マルクスのあらゆる階級の終焉という黙示録的な観念にしても、19世紀の歴史思想に背く根本的に非歴史的な観念であったし、社会主義の勝利が労働者階級の優位を保証すると確信できないことについては、ソ連の経験で証明されたとヒューズは1958年の著書で総括した。
歴史学者E・H・カーは『歴史とは何か』(1961年)において、「プロレタリア革命は階級なき社会という究極の目的を実現する」というマルクスの予言について、歴史の終わりという想定は、キリスト教神学のような終末論的な響きがあり、歴史の外にゴールを想定する錯誤へ立ち戻るものであると批判する。歴史における進歩に、明白なゴールがあるという考えは不毛で、進歩への信念とは、自動的で必然的なプロセスではなく、人間の潜在能力が順次発達することへの信念であり、人類の追求する目的は、歴史の外のどこかから来るのではなく、時に応じて歴史の経過から生じるとカーはいう。カーは、マルクスの分析は力強いが、マルクスは生産力の預言者、生産力の最高形態への道としての工業化の預言者、近代化の預言者であったとして、マルクスは、世界の見方を根本的に変えたダーウィンとフロイトのような偉大な思想家であるが、だからといって、彼らの言葉が一字一句まで福音（絶対の真理）のように受け止められねばならないということではないし、その後発見や思想が彼らによってすでに予見されていたということでもないという。
カーはマルクス主義に共鳴していたが、1935年頃からスターリン体制の恐怖政治について明らかになると、自分が熱狂的な新ソ派だった分、ソ連への幻滅と嫌悪は強烈となり、イギリス共産党にもまったく期待できなくなったと語っている。カーは、自分は社会主義的なユートピア思想を抱いてはいるものの、西洋のプロレタリアートは西洋のブルジョワ資本主義の末裔であり、次の段階の世界革命の担い手とみなすことはできないと考える点で、自分はマルクス主義者ではないとのちに語っている。

### 宗教としてのマルクス主義
マルクスは「宗教は民衆の阿片である」と述べて宗教を批判した。また、マルクスは共産主義は資本主義の止揚された段階であるゆえに、先進国で共産主義革命が起こると予言したが、実際に起こったのは発展途上国のロシアであった。宗教を批判したマルクス主義もまた宗教であると批判する論者も以下のように多数いる。
エンゲルスはマルクスが埋葬された1883年3月17日の演説で、マルクスはシベリアの鉱山からカリフォルニアまで革命を目指す何百万もの労働者から愛され敬われたとし、マルクスには多くの論敵がいたが、個人的な敵は一人もいなかったと語り、マルクスの神聖化を図った。マルクスを批判したイタリアの共産主義者に対しては、マルクスの評判を傷つけたとして非難し、誰にもマルクスを中傷する資格はないと語った。マルクス主義に傾倒したハロルド・ラスキでさえも、同僚の偉大さをこれほど熱心に証明しようとする人間はこれまでほとんどいなかったと指摘している。
レーニンはエンゲルスの解釈するマルクス主義を支持し、「弁証法こそがマルクス主義の知識の理論である」と断言し、「鋼鉄の固まり」のような完全な理論の体系であるとし、そこからは一つの前提も部分も、ブルジョワの反動的な嘘の餌食にならずに削除することはできないと論じた。弁証法は レーニンに深い知的な自信をもたらし、イデオロギーに恐ろしいほどの厳格さを認めた。スターリンは.弁証法的唯物論は社会主義の理論であるだけではなく、「完全な世界の展望」であると述べ、共産党のすべての政策は、マルクス主義の神聖さをもつと主張した。ソビエト体制では、党の命令は、科学的真実となった。恐怖と全面支配を背景に、スターリン主義国家は、マルクス主義を硬直した正当性に変え、異端狩りをする中世カトリック教義の最悪の形態となったと歴史学者ハントはいう。全体主義的な典礼、逸脱を許さない儀式、共産主義者の聖人たちの偶像化によって、共産主義者の「信仰」が進むべき道と、真実と、救済の完全な構想を与えた。スターリンの「弁証法的唯物論と史的唯物論」を含む「ソ連共産党歴史小教程(History of the Communist Party of the Soviet Union (Bolsheviks): Short Course 」(1938)は聖典となった。

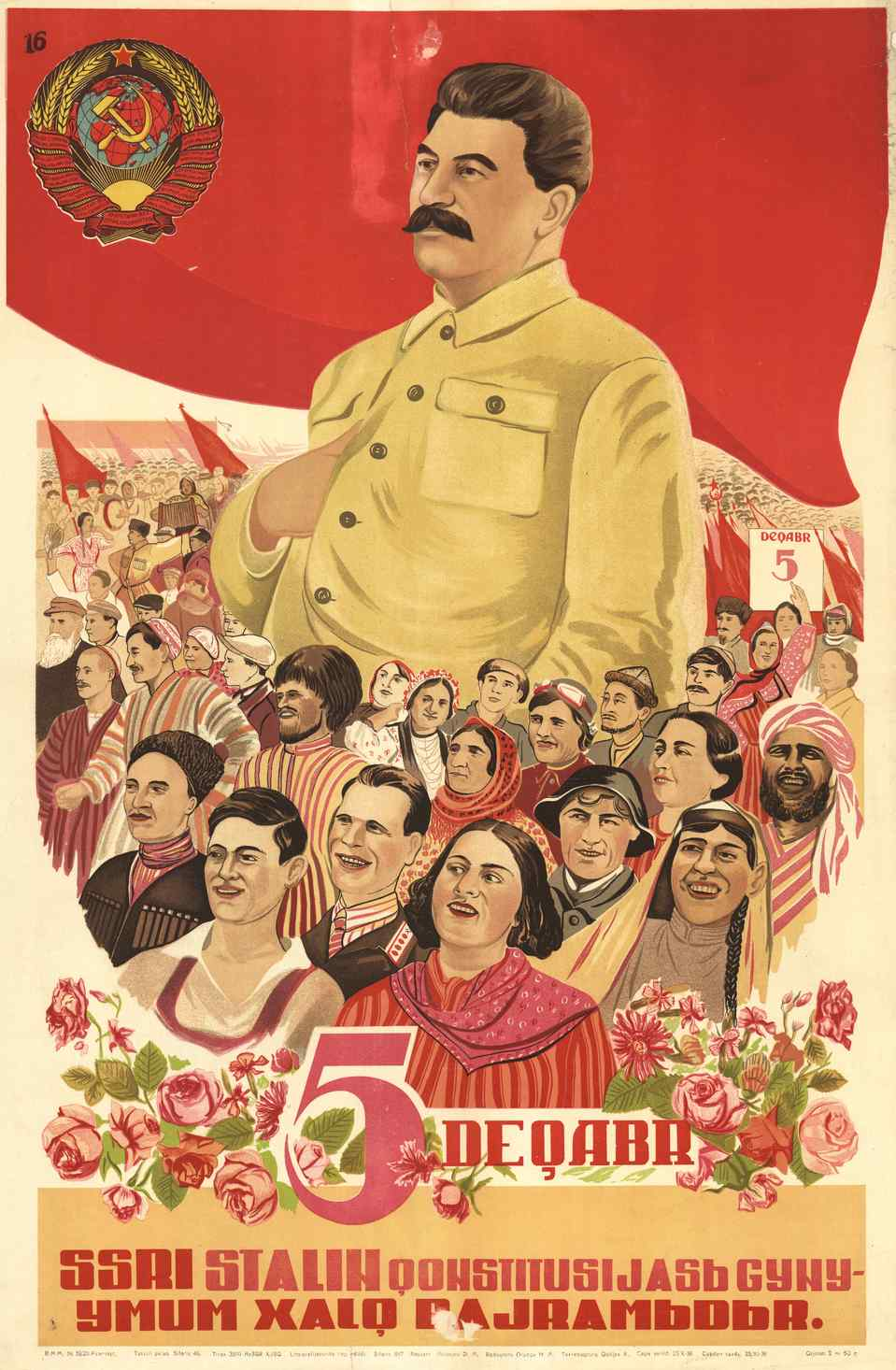
スターリンの個人崇拝を示す1938年のポスター

レーニンの真の後継者と主張するスターリンは、防腐処理したレーニンの遺体を赤の広場の霊廟に安置し、また、レーニンの教義を体系化し、みずからその高位の神官の地位に就いて、レーニン崇拝を築き上げた。その後、スターリニズムの時代においては、レーニンへの崇拝がスターリンへの崇拝へと入れ替わった。さまざまなポーズのスターリンのスナップショットが頻繁に新聞に掲載され、また映画にも登場し、その神聖さが称えられた。大祖国戦争への勝利は、スターリンへの崇拝はさらに強まった。
中華人民共和国においても防腐処理した毛沢東の遺体を安置した毛主席紀念堂が設置されている。北朝鮮でも金日成と金正日の防腐処理した遺体を安置した錦繍山太陽宮殿があり、ベトナムでもホー・チ・ミン廟が設置された。ルーマニア共産党書記長チャウシェスクへの個人崇拝も推進された。

#### 20世紀前半
哲学者のバートランド・ラッセルは、1920年に労働党代表団とともにソビエトロシアに一月ほど滞在し、帰国後に著した『ロシア共産主義』において、ロシア革命は歴史的な英雄的事件であるが、失敗であったと述べ、その原因は、普通の男女の意見や感情に十分な準備をほどこさないままで新しい世界の創出を目指した短気な哲学に起因するとした。ラッセルは、レーニンらのボルシェヴィズムは、政治理論というだけでなく、精緻な教義と霊感のこもった経典をそなえた一つの宗教であるとみた。宗教とは、独断（ドグマ）として抱かれている信仰の体系であり、それは生活の振る舞いを支配し、証拠を超越し、あるいは証拠に反し、知的ではない、感情的ないし権威主義的な方法で教え込まれるものだが、ボルシェヴィズムもこの意味でまさに宗教であるとラッセルはいう。ラッセルは、ボルシェヴィキとエジプトの隠者（キリスト教)は、ともに、世界に暗黒と無益な暴力をもたらす悲劇的な妄想の産物であるとする。山上の垂訓は立派だが、キリスト教徒は、敵を愛することも、もう一方の頬を向けなかったどころか、宗教裁判と焚刑で敵を殺し、人間の知性を無知で狭量な僧侶に従属させ、芸術を堕落させ、科学を絶滅させた。これは教えを熱狂的に信じたことの不可避な結果であり、共産主義も、かつてのキリスト教と同様に熱狂的に信奉されており、有害であるとする。
レーニンと対談したラッセルは、レーニンは、強く自説にこだわり、偏狭なまでに正統的で、自由に対する愛着をほとんど持たない人で、彼の強さはマルクス主義の福音に対する信仰からきているという。レーニンは、なにかの命題を証明したいとおもう時には、マルクスとエンゲルスの文章の引用によって証明しようとする。また、哲学的唯物論は、精緻で独断的な信念によって成立しているが、ルネッサンス以降の近代世界は、客観的には疑わしい事柄についてまで戦闘的に確信するという習癖から次第に抜け出て、科学的な見方の骨組を成す建設的で懐疑論的な気質に移っていったのだが、ボルシェヴィズムは、自由な探究を閉ざし、人間を中世の知的牢獄に放り込む。哲学的な唯物論が真実であるならば、それはすべての所で真実でなければならないとされ、ある哲学の帰結として政治を行うひとは、その哲学の政治への適用において絶対的で全面的となる。マルクス主義の独断的性質は、その理論の哲学的基礎に支えられており、そこには、カトリック神学のような固定された確実性があり、近代科学のような常に変化する流動性、懐疑的な実際性がないとラッセルは批判した。
経済学者ジョン・メイナード・ケインズは『ロシア管見』(1925年)などの著作で、ソ連は狂信的な少数者によって指導され、その政策は、宗教的熱情をもって採用されており、レーニン主義は、宗教・神秘主義的観念論の混合物とした。
矢内原忠雄は「マルクス主義と基督教」(一粒社 1932)においてキリスト教とマルクス主義は類似しているが、マルクス主義はキリスト教に匹敵するところではないと批判している。
小泉信三もマルクス主義を宗教として批判している。小泉によれば、原始共産制から階級分化が起こり、やがて共産主義社会の到来で階級対立がなくなるという考えは、キリスト教的な千年王国待望論と同種の宗教的信仰であるとし、また、階級が消滅した後の世界についてマルクス主義は具体的なことをほとんど何も語っていないが、闘争のない一切が平和と幸福に満ちた停止した社会とすれば、それは皮肉にもマルクスが否定したユートピアのように聞こえる。未開社会やサルのような動物の社会でも、順位制という身分制度があり、原始共産制は見られない。小泉信三は、社会主義は科学ではなく、労働者の資本家に対する体系化された嫉妬の情であると指摘している。
マルクス主義の理論体系は倫理的指令によって決定づけられ、世界の隅々まで解明しつくすカトリック神学体系に匹敵するものだったともいわれ、神によって強者の富者が否定され，弱者の貧者が救済され、恩寵として両者が逆転するという「マリアの賛歌」や、「ヨハネの黙示録」などの思想を継承した「破局的な恐慌」をマルクスが述べるなど、マルクス主義はキリスト教的革命論の継承者とも指摘されている。
保守党党首でイギリス首相だったスタンリー・ボールドウィンは1937年に「キリスト教国家は、人間の個性が最高であると考えるが、 奴隷国家はこれを否定する。 人間の魂の無限の価値との妥協は、野蛮への直行となり、横柄な支配と残酷な専制政治に行き着くことになる。 （マルクスのように）宗教をアヘンとして非難すれば、政治的自由と市民的自由をアヘンとして非難することになる。言論の自由は去り、寛容が続いて消え去り、正義も消える。」と批判した
ボールドウィンのいう「奴隷国家」については、作家ヒレア・ベロックが『奴隷の国家』(1912年）で論じている。ベロックは、資本主義の不安定性を克服するために国家が資本主義の自由を取り除くような改革を行うと、奴隷国家に置き換わっていくと論じた。
ベロックは小農の生活に基づく財産所有民主主義によって、さまざまな社会階級を結びつけることを提唱し、「富の生産の統制とは、人の命そのものを統制することになる」と述べたが、ハイエクは『隷属への道』でこれを引用した。
哲学者のシモーヌ・ヴェイユは、革命感情は、最初は不正に対する反抗であるが、権力を奪取すると、やがて国家的帝国主義と類似する労働者帝国主義に変貌をとげ、その目的は、一つの集団による人類全体、人類生活の全局面にたいする全く無制限の支配であると論じ、以下のように述べた
またヴェイユは、革命について人びとがいつも変わらずいだき続けている錯覚として、力の被害者たちは、暴力については潔白なのだから、彼らが力を掌中にすればそれを正しく行使するだろうという思いこみがあるが、やがて被害者たちは、力によって穢され、権勢の座にのぼりつめ、変転に酔い痴れて、悪を行うとして、次のように述べる。

#### 20世紀なかば
作家イーヴリン・ウォーは1944年に「人民のオピエート（麻薬）としてのマルクス主義」と題した書評を発表した。作家エドマンド・ウィルソンは1946年の小説で「マルクス主義は知識人の阿片である」と述べた。
1948年、上智大学教授だったヨゼフ・ロゲンドルフはマルクス主義について「その見せかけの厳密な論理性の背後には、経済史の恐しい展開につれて一歩一歩近づいてくる最後の審判の黙示的な幻影の火が燃えている。実際、今世紀に於ける全体主義哲学はすべて、キリスト教会を追放した結果近代社会に出来た大穴を埋めるべく、反教会の旗印も鮮かに乗りこんできた異教なのである。宗教のみがそそり立てることのできる忠誠と献身と雄々しさの感情は悉く彼等の手中に帰した。彼等もまた、キリスト教と同じように殉教者も、祭式も行列も、そしてドストエフスキーがすでに予言しているように、大審問官の宗教裁判まで、取りそろえている」と書いた。
猪木正道は『共産主義の系譜』（1949年）において「マルクスを教祖とし、資本論を聖典とする一大教会の形態をとり、法王、枢機官、僧正、司祭といった大小の聖職者を生み出し、僧侶の差別さえあらわれる。マルクス主義が負のキリスト教 (Negative Christianity) と呼ばれるのはこのためである」とのべている。
哲学者カール・ヤスパースは、マルクスのスタイルは研究者のものではなく、自分の理論に対立する実例や事実を考慮することもなく、自分が真理だと考えたものを強化する事実のみをとりあげ、信仰者がその信念にもとづいて主張するような方法で立証すると指摘する。
ケインズサーカスのジョーン・ロビンソンは、1950年および1957年の論文などで、マルクス主義が宗教になってしまったと批判する
社会学者レイモン・アロンは『知識人のアヘン』(1955年)において、世界を救済するというマルクス主義（救世的マルキシズム）は無神論を主張するが、実際は信仰にそまっており、「歴史の謎をとき、人類をアダムとイヴの堕落という思想から自己満足への道へと転回させるべく、全宇宙の力と社会全体とを支配しようともくろんで」いると指摘したうえで、共産主義は、教会の権威の衰退に乗じて政治経済学から発展してきたもので、他の時代なら純粋な宗教的信仰の形で表れた情熱が政治的行動にそのはけ口を求めたものとする。
アロンによれば、共産主義に精神的実質を与えているのはその「預言主義」である。マルクスの預言は、ユダヤ・キリスト教の預言の典型的な型を模したもので、現在の状況を非とし、世界はいかにあるべきかの見取図を提示し、無価値な現在から輝かしい未来への道を切り開く使命を担うべき個人やグループを選別する。
。
アロンによれば、党（共産党）は「救済のお告げを委任され、それを守る使命を帯びた教会」であり、「教会の門をくぐるものは、誰でも直ちに洗礼を受ける」が、信仰を拒否して教会に従わない労働者は、「選ばれた階級」から締め出される。マルクス主義の教会は、「下部構造と上部構造」、特殊な意味、客観性の拒否、歴史の修正などに関して、強固な教義（ドグマ）としての煩瑣なスコラ哲学を作り上げ、「共産主義の理論体系に欠陥が見出されないようにするためにも、プロレタリアの党に対する委任は、全面的・無条件的でなければならない。」。これに対して社会民主主義は、マルクス主義のスコラ哲学を非難するが、現実を無理に予言に一致させたり、概念の枠に閉じ込めようとしないために、信念や明快な未来を失うことになる。共産主義は、些細な事柄でも、歴史の流れ全体に結びつけ、「知らぬことは何一つなく、間違うことすら決してない。なぜなら弁証法の技術が、ソビエトの現実のいかなる局面をも、自在に曲げられる教義と合致できるようにしてくれるからである」とアロンはいう。マルクス主義では、「プロレタリアと歴史への信仰、今日は苦難の道を歩んでいるが明日は世界を相続する人たちへの愛、未来は階級なき社会を出現させるという希望」といった「神学的な美徳」が支配的な位置を占め、これらの希望は自然発生的な力ではなく暴力によって達成されるとしたうえで、次のようにアロンは述べる。
マルクスは「宗教は民衆の阿片である」と述べたが、アロンは、共産主義は知識人の宗教であり、「探求の自由、論争の自由、批判の自由、多数による決定を犠牲にする」もので、「キリスト教の阿片は人々を消極的にさせるが、共産主義の阿片は暴動へ駆り立てる」と述べた。
1966年に清水幾太郎はマルクス主義などの19世紀の「大思想の分解を正面から認め，それに堪えて行かなければならない」と指摘した。当時のアカデミズムはマルクス主義に制圧された時代であったため、清水は転向者とみなされた。
哲学者の梅本克己は1967年に、マルクスは資本主義の崩壊を予測したが、20世紀に資本主義は発展する一方、革命によって成立した共産主義が前近代的独裁国家となっていることを背景に、厳密な意味でマルクスの予測は外れたので、崩壊しているのはマルクス主義の方だと指摘した。こうした梅本の指摘は「神の死」に匹敵する「マルクスの死」とされた。

#### 20世紀後半から現在まで
小室直樹もマルクス主義を宗教として論じている。
社会学者のピエール・ブルデューは1987年に、マルクス主義者であるか否かは、宗教的な二者択一にすぎず、信者であるか、信仰告白するかを問うのは宗教であって、非科学的な態度であると批判した。サルトルが「マルクス主義は乗り越え不可能な哲学だ」と述べたことに対して、ブルデューは、「マルクスに反対しつつ、マルクスと共に考えることができる」し、科学は乗り越えられるものであり、マルクスを乗り越えるためにマルクスを利用することがマルクスへの称賛となると批判した。ブルデューによれば、マルクス主義哲学者は、哲学的貴族主義に毒されており、戦い（階級闘争）のなかで生み出された悪口や罵倒を、歴史から引き剥がして、本来の使用法とは無関係に論じ、永久化し、超歴史的な哲学的概念として扱っており、歴史を考えるための概念への歴史的考証や用語についての反省的検証を行っていない。
国際関係学者の中村平八は1988年に、スターリン体制はあたかも宗教であったと批判した。中村によれば、スターリンは権力を集中させ、決定権は行政府が専有し、スターリンに忠誠を誓う官僚が万般にわたる許認可権をにぎり、勤労民衆は抑圧された。マルクスは国家は死滅すると述べたが、スターリンのソ連は、歴史上前例のない強力な集権国家として肥大していった。反対派の社会主義論はすべて抹殺され、スターリンの社会主義論のみが唯一絶対の官許の教義として共産党の神殿に祭られ、社会科学者は神官になった。このような「スターリン教」の教典は、 『レーニン主義の基礎につ いて』(1924)『レーニソ主義の諸問題によせて』 (1926)『弁証法的唯物論と史的唯物論について』 (1938)『 ソ同盟における社会主義の経済的諸問題』(1952)などであった。ロシア革命のソ連の歴史は、スターリン監修の『ソ連共産党小史』(1938年)の枠内のみでなされた。中村は、スターリンは、ロシアの従属的後進資本主義をつくりかえ、一気に社会主義を実現しようとしたが、ソ連で実現したのは途上国型の社会主義であり、マルクス的な 社会主義国ではなかったと指摘した。 
ズビグネフ・ブレジンスキーは「共産主義が20世紀の歴史にこれほど大きな位置を占めてきたのは教義の極度の単純化が時代に合っていたからだといえよう。あらゆる悪の根源が私有財産制度にあるとした共産主義は、財産を共有することで真に公正な社会が、したがって人間性の完成が達成できると仮定した。」「インテリにとって贖罪のための革命を推進する政治活動や合理的な計画によって公正な社会を実現しようとする国家統制は魅力的であった」とし、マルクス主義を宗教思想としみなし、「共産主義は理性の力を信じ，完全な社会を建設しようとした。高いモラルによって動かされる社会を作るために，人間へのもっとも大きな愛と，抑圧への怒りを結集したのである。それによって最高の頭脳，最良の理想主義的精神を持った人々の心をとらえた。にもかかわらず，共産主義は，今世紀はもちろん他の世紀にも類を見ないほどの害悪を生んだ」と批判した。
歴史学者林健太郎は、マルクスは自らを科学的と称し、サンシモン、フーリエ、オーエンらを空想的であると批判したが、マルクスが他の社会主義者と異なる点は、マルクスが科学的であったからではなく、マルクスが持つ宗教的なカリスマ性（超自然的・超人間的な能力）にあったと指摘する。マルクスの根本には、労働力を商品として売る以外に生きる道のない労働者は自己自身から疎外された存在であり、それゆえ資本主義を破砕し、一切の階級対立をなくすという固い信念があったが、これはキリスト教終末論、千年王国による救済説の継承であり、また、ユダヤ的、旧約聖書的メシアニズムの発現であったと林はいう。マルクスは共産主義者同盟、1848年革命、第一インターナショナルなどの実践でも失敗し、またその信念の科学的証明も失敗したが、そのカリスマ性によって死後の労働運動、解放運動の教祖として仰ぎみられるようになり、「資本論」は権威とみなされた。レーニンは、マルクスの教えを生かしたという意味で、最も忠実な弟子だった。マルクスはこうして、その思想の科学性でなく、宗教性において大きな影響を及ぼした。マルクスの救済説は世俗化され、超越的な神への信仰を欠いたもので、人間能力の万全を信じるイデオロギーとしての擬似宗教となった。共産主義国家では、「プロレタリアート」を体現すると称する政党、集団、個人が、すべてを命令し、人びとがそれに服従することがすなわち解放となるという背理を生み出し、自由が弾圧され、さらに計画経済では、国民のあらゆる動きを把握でき、万人の欲望を充足し、幸福を実現すると約束された。林は、こうした体制が破綻したのは、現実の人間を誤認した独断性の結果であり、マルクスの誤りは、神なき救済を説いて、人間を神の位置におくその倨傲性にあったとし、共産主義の敗北とは、マルクスの敗北であったと結論した。
経済学者小畑二郎は、マルクス思想の意義を評価するには、マルクスを無批判的かつ文字どおりに擁護することでなく、また都合のよい文脈だけを取り出して現代的解釈を加えることでもなく、徹底的な批判を加えることが必要だとし、また、社会主義運動の困難の原因を探ぐる原典としても読まれねばならないと指摘する。
マルクスは、資本が蓄積されるにつれて労働者の状態は悪化せざるをえず、生産のための手段はすべて、生産者を支配し搾取するための手段となり労働者を不具にする（窮乏化、疎外）。資本の集中が進むと、資本家の数は減る一方で、貧困と搾取は増大してゆくが、労働者階級の反抗も増大していく。「資本独占は、それとともに開花しそれのもとで開花したこの 生産様式の梗桔となる。生産手段の集中も労働の社会化も、それがその資本主義的な外皮と調和できなくなる一点に到達する。そこで外皮は爆破される。資本主義的私有の最期を告げる鐘が鳴る。収奪者が収奪される。」（資本主義崩壊理論）。
このマルクスの予言は、これまでのマルクス経済学において、非科学的として理論から除外されるか、あるいは歴史法則としてそのまま信じられてきた。小畑は、そのような文字通り歴史法則として信じ込むような読み方では、「多くの人々が物質的欲望を至上のものとして、それに強い不満をもっていて、その限りない不満のはけ口を体制打倒運動に求めることが想定されており、また人々は歴史の必然性を認識し、生産力なる歴史の原動力につき従うたんなる手段(自動機械)となって、何かあるより大きな権威に対して隷属することを強制され（…略…） 一種の終末論的な歴史観を育て、人間の意志とは独立の物質的運動法則として、または歴史的必然性として社会主義社会への移行を無条件に人々に信じこませた結果、かえって革命後の社会主義建設における無為無策や既成体制に対する極端なシニシズムや破壊主義を育ててきてしまった」として、マルクスの主張を歴史法則として信じ込む読み方こそが、社会主義の挫折を生んだ元凶であると厳しく批判する。小畑は、マルクスによる貧困の強調は、貧困に象徴される社会的関係および分配体制への批判として、すなわち、分配上の公正という倫理的批判として読まれるべきであり、また、歴史を人間の意思とは無関係な物理的運動の過程としてとらえるのは、市場の調整能力を無条件に信仰するのと同じく、マルクスが批判した物神崇拝にほかならないと批判する。小畑によれば、マルクス主義は、社会主義建設への具体的方針の練り上げや、その理論的究明を怠ってきたとし、「一体いかなる責任をもって、綿密かつ考え抜かれた展望なしに人々 を社会変革への大事業へとこれまで誘うことができてきたのであろうか。分配上の公正や疎外とその克服に対する強い倫理的請求は、将来社会に対する精密な歴史的見通しと結合されて初めて人々に対して訴える力をもつことができるのである」と批判する。
経済学者・政治哲学者マレー・ロスバードは、マルクスの哲学用語は曖昧で漠然としたものであり、マルクスの弁証法は根拠のない断言・決定論であり、マルクスの哲学体系は見せかけの誤謬の塊りであるとして批判する。マルクスは前千年王国説のハルマゲドン （世界最終戦争）の予言のように、「歴史の法則」を「科学的に」発見したと主張するが、たとえば、労働者はますます貧困に苦しむとマルクスは予言したが、西側諸国の労働者の生活水準はおしなべて上昇した。マルクス主義者は、貧困とは資本家階級との関係において存在すると反論したが、しかし、資本家が12隻のヨットを所有しているのに対し、労働者が1隻しか所有していないからといって、大量の殺人をともなう血なまぐさい革命を行う必要があるのか。マルクス主義者は、人々の人生を決定論として技術的に説明しているだけで、もはや無効となった古びた主張を頑迷に保持するが、これは科学的または合理的な態度ではなく、神秘主義または宗教家の態度であるとロスバードは批判する。
経済学者鈴木重靖によれば、マルクス主義では、自由に起業したり、自由な雇用関係、自由な売買、つまり資本主義社会で人々が通常考えているような「資本主義思想」に対して極めて排他的であり、マルクス主義には宗教に似た強い排他性 （排外主義)がある。鈴木は、マルクス主義は政治権力を握らなければ実現しない思想であり、排外主義が国家権力と結びつくとき、全体主義や独裁政治と結びつくと論じた。
政治学者加藤哲郎は、科学的社会主義を自称したマルクス主義においては、その体系が科学であるとして継承されたために、マルクスらの全言説が「絶対的真理」とされ、教条主義的信仰を生み出したと指摘している。
政治哲学者ジョン・グレイは、『ユートピア政治の終焉』(2007)において、フランス革命のジャコバン派や、ロシアのボルシェヴィキたちは、伝統的宗教を否定したが、革命によって人間が全面的に変容し、過去の犯罪や愚行と決別でき、人間社会の欠陥は永遠に廃絶されるといった信念は、初期キリスト教の信念を世俗的に再生させたものだったとする。グレイによれば、「歴史上の変容的事件としての革命」という考えは宗教に依っており、近代の革命運動は、他の手段をもって遂行する宗教的継続である。ボルシェヴィキとナチスの権力掌握は、イランのホメイニによる神権政治的反乱と同様の、信念に基づく大変動であり、ソヴィエト共産主義は、ナチズム同様、近代の千年王国運動であったし。また、中国共産党主席毛沢東の文化大革命も、千年王国的次元をともなう政治的狂乱だったとグレイはいう。
グレイは、マルクスもまた、宗教を否定しながら、宗教を再現させたものだったとする。原始共産主義から階級社会を経て世界規模の共産主義に至るというマルクスの歴史観は、歴史を「父の時代」「子の時代」「精神（聖霊）の時代(最後の審判まで続く普遍的友愛の時代)」の三つの時代からなるとしたフィオーレのヨアキムの思想を再現している。歴史にはあらかじめ定められた目的があり、それが達せられれば歴史は終焉に向かうというキリスト教の目的論は、「歴史の終わり」を語るマルクス、そして20世紀末のフランシス・フクヤマによっても、継承されたとグレイはいう。
歴史学者トニー・ジャットは2008年の著書で、マルクス主義は、信仰の飛躍のために、社会的経験という枷をはずして読み解く装置であったとし、マルクス主義が主張する「科学」においては、政治や社会のあらゆる外面的データに対して懐疑という枠をはめて解釈されたという。すなわち、物事は見た目どおりではなく、その真の意味は、マルクス主義の秘伝を授かった者の知識によって解読され、マルクス主義という普遍的な理論体系のなかで、あらゆるものの完全な意味が明確になるとされた。しかし、自信に満ちた「マルクス主義」が左翼知識人のイデオロギー的よりどころであった時代は遠く過ぎ去ったため、マルクス主義がかつて強烈な感情をどれだけ喚起したのかを若い世代に伝えることは難しい。機能を失ったマルクス主義のドグマは、あれほどの苦しみをひきおこした責任をおっているのだから、歴史のゴミ箱に投げ捨てるのも正当でもあるが、それだと過去が理解できなくなるという代償を支払うことになる。マルクス主義が20世紀の想像力をどれだけ強く掴んだかを思い出す必要があるとジャットはいう。
さらにジャットは2010年の著書で、共産主義は、本質的に宗教的観念であったという。ジャットによれば、マルクス主義者は、必ず社会主義が資本主義に取って代わるに違いないと信じ、また、マルクス主義の目標は全世界から喝采を受けていると思い込んだ。マルクス主義は、「歴史的」法則を絶対確実な根拠とみなし、自らの政治信条を正当化した世俗的信仰であった。1956年のハンガリー動乱と1968年のプラハの春の幻滅の後でさえ、「正しい」未来の側に立っていると思い込んだ多くのマルクス主義者が共産主義への忠誠を固持した。その結果、共産主義者、そして社会民主主義者も、政治信条への忠誠に固執したがゆえに、後ろ向きの教義が供給されるとともに、現実のジレンマに対する実際的な政治対応力を失っていったとジャットはいう。マルクス主義者は、資本主義には曲げたり折ったりすることのできない確固とした法則があり、介入しても無駄だと考えていたため、1930年代の恐慌の際に人為的な介入は無駄として、解決策を提起することはおろか、議論さえも拒否した。しかし、ソ連共産主義体制の崩壊によって、歴史的必然という防塁で守られた物語が失われ、左翼を束ねてきた教義全体がばらけ、これは社会民主主義にとっても壊滅的な衝撃となった。その後の政治は、理想主義を欠き、社会的計算問題や、ひととモノの日常管理へ縮小したが、これは左翼にとって破局だった。ヨーロッパの民主主義的左翼は、自らを革命的社会主義、共産主義に対する代案と考え、独裁主義ではない、自由の味方で抑圧には反対だと主張してきた。現在では、左翼による独裁主義への挑戦は消滅し、皆が民主主義者となってしまったので、民主主義を強調することは不要となった、とジャットはいう。

## 決定論としての批判
社会思想家ジョルジュ・ソレルはドレフュス事件でドレフュス擁護派であったが、ドレフュス擁護派の勝利が派閥的な立身出世に利用され、社会主義と中産階級の民主主義者の統一に幻滅し、議会主義的民主制の批判と暴力の擁護に取り組んだ。ソレルによれば、社会主義者は科学を「問題を注ぎ込んだら解決が出てくる粉ひき機械」のように考えているが、科学はもっと控えめな機能しか持っていない。マルクスは階級闘争として葛藤を示したことは正しかったが、歴史運動の複雑さを考えようとしてしばしば正確を欠き、マルクスの後継者にいたっては、「歴史の必然性」とか「宿命」などと粗末に乱用し、問題を混乱させた。ソレルは、社会科学に決定論を持ち込んではならず、抽象的言説としてのマルクス主義は、問題の半分も提示しえないとし、マルクス主義を宗教と同様の象徴的形式で表現された思想とみなした。

### 弁証法による決定論
哲学者のバートランド・ラッセルは、マルクスがヘーゲル哲学でいう弁証法を決定論的に用いたことを批判している。マルクスは社会主義を選ぶこと、賃金労働者の味方をすることには倫理的または人道主義的理由はなく、弁証法の決定論的運動によると主張した。マルクスは、弁証法の決定論的運動が非個人的な意味において進歩であると信じ、社会主義が確立すれば幸福を人々にもたらすと確信しており、進歩の不可避性という信念ゆえに倫理的考察を省略しうると考えた。マルクスはこの信念によって時として冷静な予言を放棄し、反逆を勧告した。表向きは科学的な診断であるもののこの感情的な基礎はマルクスの著作に潜在している。純粋に一人の哲学者としてみればマルクスはあまりに実践的で、時代の諸問題にあまりに没頭しすぎたという重大な欠点をもっているとラッセルはいう。
またラッセルは、マルクスの哲学においてヘーゲルに派生する要素は、それが真であるという理由がないという意味で、非科学的である。マルクスが自分の意見にほどこした哲学的衣装は、彼の意見の基礎とは大して関係がなく、その最も重要な主張は、弁証法に言及せずに語り直すことが容易である。マルクスはイギリスの産業体制の残忍な不正義がプロレタリア階級の反逆運動を生じさせ、高度に産業化された社会では土地と資本が国有化されると考えた。しかし、これらの命題は哲学に関する事柄ではないし、もしこれらの命題が真であるならば、これらの命題がマルクスの体系における実際的に重要な意見を確立するのに十分であり、したがってヘーゲル的装飾は取り除いた方がいいとラッセルは指摘する。

### 歴史決定論
哲学者のカール・ポパーは、ヘーゲルやマルクスなどの「歴史法則主義」は、歴史には一元的な「計画(plot)」があるとし、旧来の歴史神学の伝統を引き継いだものであるとする。ヘーゲルの絶対精神や、マルクスの生産力と生産関係などの全体論的かつ一元的な社会概念は、歴史神学における神または絶対者を置き換えたものであり、さらに、「歴史の法則」、「歴史の計画」といった概念が歴史を決定する万能者にされたとポパーはいう。マルクスにおいて歴史の進歩に抵抗する者は、神に対する罪人のような犯罪者となり、神に代わって歴史が裁判官になる。ポパーは、このように歴史に単一の計画があり、歴史に必然性があるとする歴史決定論(Historicism)を退ける。
フランスの哲学者メルロ・ポンティによれば、自由主義政治が、政治体制の根源に内包される暴力を直視できず、暴力を非難するだけで、具体的に暴力を乗り越えることのできない抽象的で形式的なものであるのに対して、マキャヴェリの継承者であるマルクス主義は、人間の歴史的実践によって根源的暴力を乗り越えようとした。しかし、歴史とは、人間の状況への内属と乗り越えの永続的過程であり、あらかじめ与えられた理性の実現に向かう必然的過程ではなく、したがって、「革命」も必然でも約束されたものでもありえず、マルクス主義は、歴史の全体的意味を読解し、歴史の論理を把握していると主張する歴史的独断論に陥っている。メルロ=ポンティは、現実のマルクス主義政治において、中央集権と独裁、そして強制収容所や秘密警察、官僚制度による新しい支配と搾取などが出現したことを目のあたりにして、マルクス主義哲学の根本的再検討を行った。
メルロ=ポンティは『弁証法の冒険』(1955年)において、歴史の真理がプロレタリアートのなかに即自的に存在するわけではなく、歴史的展望は誤謬と錯覚の可能性に開かれており、歴史の意味は、新たな出来事に直面するたびに現在と過去を捉え直すことによってやり直されなければならない未完結なものとする。レーニン主義は、弁証法を外的実在に据えつけ、認識主体を歴史的状況から切断することによって絶対的存在への無時間的非歴史的に接近しようとする独断論であり、レーニン主義において「党」は、「弁証法」を正しく認識しているがゆえに誤謬も錯覚もありえない絶対的主体とされ、こうしてマルクス主義歴史哲学は、党とソヴィエト体制を絶対化し、外部からの異議申し立てを一切受けつけない絶対政治機構を正当化する独断論へと転落したとメルロ・ポンティは批判した。レーニン主義は、理論の面では、歴史をあらゆる了解の努力から閉め出し、行動の面では、全体的な実践でなく技術者的行動をとり、プロレタリアートのかわりに職業的革命家を置き、歴史の運動と知の運動とを一つの機構のうちに押し込めた。
メルロ・ポンティによれば、共産主義は、口先だけで弁証法を公認するが、歴史への判断や、政治や文学への内在的な評価を拒むことによって弁証法を骨抜きにして無力にする一方で、大義名分・免罪符・イデオロギーとして用いる。モスクワ裁判は、もはや革命であろうとは望まない革命であり、革命のまねをしている既成体制である。マルクス主義は、自身が提起した問題を解決しなかったし、統一するはずだった対立項もばらばらに崩れ落ちたままとなったが、革命が信頼されるのは、たえざる自己批判というプログラムによってである。しかし、たえざる自己批判としての革命は、暴力を行使する度合いに応じて自己批判的であることをやめてゆくとメルロー＝ポンティは述べた。
また、メルロ・ポンティは、サルトルが、自己と歴史を無から創造しうるかのようにマルクス主義的な歴史の意味を絶対化したことに対しても、「ウルトラ・ボルシェヴィズム」と批判した。
フランスのマルクス主義者シャルル・ベテルハイムも、マルクス主義における決定論的な見方に対して、「歴史にはその目的は書き込まれていない」として、歴史は未決定であり、社会改良のチャンスは可能性であって、必然性ではないと批判した。
政治学者の藤原保信は、ヘーゲルの「逆立ち」した弁証法をただすというマルクスによる唯物弁証法を批判する。マルクスによれば、理念は、人間の脳に転移された物質的なものであるにも関わらず、ヘーゲルでは、理念の名のもとの思考が、現実の造物主とされ、現実は思考の外的現象にすぎない。しかし、藤原は、このようなマルクスの理解は一面的であり、ヘーゲルの意図ではないと批判する。ヘーゲルは、存在の論理が思惟の論理となるような絶対知を把握しようとしたが、マルクスにおいても物質的なものの自己運動が、思惟を介して把握されるのであり、両者の距離はマルクスが考える以上に近いと藤原は指摘する。藤原は、マルクスのように、存在が思惟によって把握され、存在が思惟と一つとなり、歴史の運動法則が把握されるという必然論的な法則観は、他者とのコミュニケーションによる相互批判と相互克服の道を閉ざす危険が内包しており、マルクス主義は、近代の人間中心的な主体性の形而上学を抜けきっていないと批判した。

### 構造的決定論
社会主義者の歴史学者エドワード・P・トムスンは、ルイ・アルチュセールらの構造主義的マルクス主義に対して、人間を生産様式のたんなる支柱とみなす構造的決定論では、人間行為者の説明は不完全であり、人間は底なしに愚劣だという秘めた前提から出発していると批判した。トムソンによれば、社会生活あるいは人間の歴史は、統御不能な実践として理解されるべきで、人間は目的と知識能力をもって行動するが、ふるまいの結果を予見することも制御することもできない。ギデンズは、トムソンの説明でも、行為者性について明らかにしているわけではないという。
歴史学者トニー・ジャットは、アルチュセールがマルクス主義を経済的実践・イデオロギー的実践・政治的実践・理論的実践といったさまざまな「構造的実践」についての理論とみなし、こうした構造的実践によって歴史が決定されるとしたことを問題であるとする。アルチュセールのこの見方は、マルクス主義は人間の意思や行為主体とは関係がなく、人間の脆弱さや欠陥からなんの影響も受けることはないという主張へとつながった。理論を重視し、あらゆることについて主体を排除して説明するこの理論は、実践の瑕疵から都合よく関心をそらすこととなり、スターリン主義の過ちは、理論上の間違いにすぎないとされた。アルチュセールの構造主義的マルクスは、当時は純粋で政治的な妥協のない分析とみなされたが、1970年代にフランスで『収容所群島』が出版され、カンボジアの悲劇、毛沢東の失策などが明らかになってくると、アルチュセールの立場は的外れとみなされるようになった。妻を殺害したあとに書かれた自伝では、アルチュセールは歴史の無知を露呈しており、マルクスについても浅薄で不完全な知識しかもっていないことを自分で認めてもいるが、1985年になってもソ連のグラーグ(強制収容所)を「信じるに値しないような恐怖の物語」と述べ、ソ連の強制収容所の存在を否認している。ジャットによれば、アルチュセールの思索は立証不可能で、深淵難解な政治的弁護論として以外にはこの世でなんら実際的に適用されることはなかったと評した。

### 発展論的決定論
マルクスとエンゲルスの経済発展段階説では、歴史のなかに一方通行の進化をみて、原始共産制→封建制→資本主義→社会主義、共産主義へ進化していくと主張された。
経済学者ポール・サミュエルソンは、現実の歴史はマルクスとエンゲルスの考えたような発展段階論という物語とは一致しないし、歴史上の一段階が不可避的に特定の次の段階によって受け継がれるということが科学的に証明できるという説を信用することはできないと批判する。中世以前でも非贅沢品の国際市場が存在し、古代バビロニアには複利が存在したし、また1970年代でも重商主義の誤りを犯す国もある。また、マルクスとエンゲルスは、ドイツとフランスでプロレタリア革命が起きると予言したが、実現しなかった。実質賃金も『資本論』が書かれた1867年以降、工業化された資本主義のもとで際立って上昇し、利潤率さえもマルクスの予言したような低下傾向の法則に従わず、はっきりとした趨勢もないまま上下の振動を続けた。20世紀初頭には先進国において独占の芽生えが見られたものの、もっとも資本主義的なアメリカにおいてさえ、反トラスト法が作られ、カルテル、トラスト、コンツェルンなど大企業連合による独占活動は規制され、1930年代の世界恐慌後には、混合経済制度がレッセフェール (自由放任)に取って代わり、景気循環を緩和し、慢性的不況克服のために財政政策や金融政策が導入された。20世紀の混合経済下における経済成長は、政府による計画やマクロ経済統制で補強された市場経済が、過去の資本主義的な時代、共産主義的な時代と比べて、すぐれた成果をおさめうることを示したとサミュエルソンは指摘する。
社会学者アンソニー・ギデンズによれば、マルクス主義は、ある類型の社会の社会変動の進行方向を一つとする発展論的決定論 (developmental deternism)に陥っている。たとえば、金融街のシティ・オブ・ロンドンは、産業資本の必要性に対して、時代遅れの商業的役割ともつものとして捨てられねばならないとされる。これはマルクス主義では、産業資本主義は一般的な発展様式をもち、この様式がない社会は遅れているとみなされるためである。このようなマルクスやヒルファディングの内生的モデル (endogenous model) では、産業的に最も発展した社会が模範とされ、19世紀のイギリスを社会の未来像とみなし、他国の発展を予兆していると考えられ、産業資本主義の発展によって、商業資本や銀行資本は中心的地位を失うと予言した。
しかし、ギデンズは、経済発展の典型的プロセスを評価するためには、異なった社会の直接的比較だけに頼るべきであり、一つの社会が発展の模範になると想定すべきではないし、マルクスの理論では、シティが長期にわたって維持されてきたことを説明できない、と批判する。
ギデンズは、G.K.インガムの研究を発展論的決定論に陥っていない例であるとする。インガムによれば、シティは金融の拠点とみなされるが、シティの主要な関心は、あらゆる形態での仲買、つまり、資本の生産的使用に直接携わるものを仲介するサービス提供から生まれる利潤に向けられており、イギリスは、世界最初の産業国としてではなく、世界の商業取引の中心地として栄えた。シティは、早くから世界通貨の中心地となり、取引の決済をする国際的な手形交換所となったが、これは金ー英貨本位制の導入などの政治的決定や政治状況によって支えられたためであり、イギリスの産業的覇権とは区別されねばならない。
シティが繁栄したきっかけは、19世紀初頭、ナポレオン戦争によって悪化したイギリス国債に対して実施された財政改革のためであった。これにより、シティへの一極集中が加速し、権力基盤であった農業経済の衰退に直面していた貴族階級も生きながらえ、イングランド銀行も世界通貨として英国貨幣を安定させることを志向した。シティは、他の理由からはじめられた財政措置の意図せざる結果として繁栄し、次第に国際取引の仲買の地位を得たが、その特殊性から、他の場所で同様の現象が繰り返されることはなかった。20世紀にはシティは他国との激しい競争に巻き込まれていったが、イギリス政府、銀行、商人たちは、世界的な通貨仲買人としての地位と権力の維持を目的として政策を推し進め、こうして、シティの経済的権力は、政治的要因のおかげで維持できた。
ギデンズによれば、マルクス主義のように国家を一元的な現象と捉えるようでは、シティの分析はできない。たとえば1930年代の金本位制に関する政策が、シティの命運を決定したのであり、このことを理解するには、戦略的に配置された集団の連携の推移や意図しなかった結果、経済行為者の知識が状況の一部となることなどを含めて考察しなければならないと批判する。
社会学者マイケル・マンも、ヨーロッパの発展は、マルクス主義の「封建制から資本主義への移行」では満足に説明できないという。封建制、資本主義、その生産様式は、理念型として有用であるにすぎないのであり、経済の理念型を、イデオロギー、軍事、政治など別の社会的力の諸源泉から引き出された理念型と結び合わせることが必要であるとマンは指摘する。

## 科学の扱いと弁証法

### マルクスとエンゲルスの科学主義
エンゲルスは科学主義的な傾向があり、マルクスの業績をダーウィンやニュートンに対比させたり、科学的著作をものした。そのことで彼はマルクスの人間主義的な思想を、機械論的な政治学に置き換えたとして、マルクス主義を誤った方向に導いたと非難されてきた。エンゲルスの科学主義は、ソ連などのマルクスレーニン主義の恐怖政治を生み出したとも非難され、それにより、マルクスの責任を免除しようとすることが画策された。しかし、これは、二人の共同研究の本質を誤解していると歴史学者ハントはいう。
エンゲルスが科学の進歩に魅了されていたのはたしかだが、エンゲルスは大量の小冊子と宣伝活動によってマルクス主義の影響力を高めることに貢献した。マルクスもダーウィンに魅了され、「資本論」をダーウィンに進呈した。しかし、ダーウィンは自然科学を通して社会主義と進化論のあいだに結びつきがあるという哲学は、ばかげた考えだとみなしていた。マルクスも新しい科学の進歩を熱心に追っており、モレスコット、化学者リービッヒ、ハクスリーの講義に出席した。
エンゲルスは『自然の弁証法』などで自然哲学を論じたが、否定すれば{\displaystyle -a}が得られ、この否定を{\displaystyle -a\times -a}で掛け算して否定すると、{\displaystyle +a}になる。これは当初の正の値だがより高い段階になっており、二乗になっていると書いた。しかし、これは数理論理学史の学者ジャン・ヴァン・ハイエノートがいうようにひどい誤ちであり、エンゲルスのいう「否定」は、異なった演算のどんな数でも意味しうることになってしまう。実際、エンゲルスは複雑な数や理論的数学は魔術のようなものであり、我々の頭の及ばないマイナス1の平方根や四次元などを考えることに慣れると、霊能者の心霊界を受け入れたとしても重大な問題とはならなくなるとも語っている。
しかし、20世紀にはエンゲルスの科学論は共産主義者の自然科学者、物理学者にとって指針ともなっており、1930年代にはそうした科学者たちがエンゲルスの方針に研究が収まることを心から願っていたし、共産圏では弁証法的唯物論に収まらない研究は、「主観論」「観念論」「ブルジョワ的科学」として糾弾された。マルクス、エンゲルスによる科学主義を継承したスターリンは「社会科学は、社会現象の複雑さにもかかわらず、生物学のように、社会の発展の法則を実用的に利用できる精密な科学となりうる。それゆえ、プロレタリアートの党は、その実践的活動において、気まぐれな動機によってではなく、社会の発展の法則によって、自らを導くべきである。それゆえ、社会主義は、人類のよりよい未来の夢から科学に転換される。」と発言した。スターリンとルイセンコは、遺伝学をブルジョワ的創造物でナチの優生学のようなものだと否定し、メンデル遺伝学とモーガンの遺伝子理論は「非科学的」で「反動的」であると非難し、メンデルとモーガンを研究していた遺伝学者ニコライ・ヴァヴィロフは労働収容所で殺された。
1970年代の東ドイツでは、量子論は物質の連続性と不連続性に関する弁証法的唯物論を証明し、アインシュタインの相対性理論はエンゲルスの自然哲学を具体化したもので、素粒子論はエンゲルスとレーニンの原子と電子の無限に関する見解を裏付けたとまじめに説明されていた。哲学者モーリス・コーンフォースらが創立したエンゲルス協会では、現代のブルジョワ天文学がイデオロギー的危機に陥っているのに対して、ソ連の天文学は宇宙の無限という唯物論的概念にもとづいていると称賛した。そのエンゲルス協会もルイセンコによる粛清は批判した。
歴史学者トリストラム・ハントは、エンゲルスの科学的社会主義はオープンで批判的で人道的だが、スターリン主義は倫理的な感覚が恐ろしく欠如した科学崇拝であり、スターリン主義の閉鎖的な論理はエンゲルスは嫌っただろうともいう。

### 科学主義批判
哲学者のカール・ポパーは『歴史主義の貧困』(1945/57)で、マルクス主義は科学を自称しているが反証可能性がないため科学ではない、と批判した。共産主義社会の到来を予言したが、時期を明確にしていないので、永遠に「いつか共産主義社会が到来する」と言い続けていたらその予言は外れることはない。これは歴史上言い続けられてきた「いつか最後の審判が訪れる」「千年王国は近づいた」といった宗教的予言と同種の構造であり、科学として正誤を確認しようがない。
ハイエクは『科学による反革命』(1952)で、社会科学が自然科学の方法を模倣することを「科学主義」と呼び、マルクスの「科学的社会主義」は社会科学が誤って自然科学の模倣をし、科学的に偽装した典型的な例であるとして批判した。ハイエクによれば、社会科学が安易に自然科学を模倣した場合、社会は機械論的に理解され、人間の自由な主体的決定の意義は軽視され、人々の自由な行動を抑圧する全体主義的な社会組織の建設にもつながっていく。自然科学は、人間の意志や思考とは無関係に運動する物理現象や、物質同士の関係に関する客観的法則などの客観的研究を課題とする。これに対して、社会科学では、人間の意志や思考、人間行為の相互関係への理解を不可欠とするもので、人々の行為の意図しない結果に関する分析を無視できないし、また計画や設計ではなく、人々の相互作用によって自発的に形成される「自生的秩序」について理解することが必要である。
政治哲学者H.B.アクトンは、マルクス主義が、ブルジョワ科学者の動機を階級利害に基づくとみなし、そのイデオロギーを暴露すると意気込むことに対して、科学的理論の真偽は、科学的議論によって決まるのであって、提唱者の動機によってではないと批判する。アクトンによれば、論者の社会的・心理的な背景も、議論自体とは全く無関係であり、論争者は、相手が使用した議論が支持できないことが議論によって示されていない限り、相手の動機に言及しても無意味であるし、相手が攻撃的な動機をもっているからといって議論を拒否した場合、この拒否は政治的行為であり、科学的または哲学的な行為とはいえないのである。
哲学者メルロー＝ポンティは、ソ連の難点が明らかになり、実際の歴史とマルクス主義の論理との開きが目立つようになると、マルクス主義においては、科学主義が優勢になり、革命的楽観主義が主意主義に場所を譲り、経済機構は人と人との関係としてでなく、一つの物となったという。メルロー＝ポンティによれば、マルクス主義は、下部構造の惰性や、経済的条件や自然的条件、人間の諸関係の物への埋没といった事態の把握、媒介作用の緩慢さの認識に失敗しており、また、制度が、自然の因果法則や永遠の観念に従ってではなく、その制度の意味や偶然の出来事によって自ら変化し発展していくことを把握できなかった。マルクス主義では、歴史の意味があまりに早く透けて見えすぎ、そのため、歴史記述にも厚みが欠け、したがってまた、歴史が人間が考案する全てのものに開かれたシンボル作用の場であることを見出すことができなかったし、物と人間関係とを並置し、弁証法に、弁証法そのものを解体させるような自然主義を加えてしまった。
マルクスは、永遠のなかで絶対的主観性に基礎を置く弁証法を目指したわけではなかったが、レーニンは、純粋な客体のうちに弁証法の絶対的基礎を認めたことで、マルクス以前、ヘーゲル以前にまで戻ってしまった。こうして、マルクス主義は、人間諸科学を哲学の名において拒否しながら、哲学の話になると「科学的社会主義」だと答えるような、探求の精神を麻痺させた、ヘーゲル主義と科学主義との不安定な混合物となったとメルロー＝ポンティはいう。

### 擬似科学
哲学者レイモン・アロンは、マルクス主義は「プロレタリア集団をそそのかした主知主義の科学」であり、プロレタリアに内在した哲学などではなく、共産主義者が自分の目的達成のための力として利用しているにせ科学にすぎないと述べる。共産主義の宣伝に刺激された労働者は、資本主義が貧困や不幸の源泉だというにわか仕込みの単純な判断に傾きがちであるが、革命だけが労働者の解放をもたらすという主張は、プロレタリアの心の底をあらわしてはおらず、労働者たちは自分たちが人類の救済のために選ばれているなどとは信じていないし、むしろブルジョワの境遇にあこがれているとアロンは述べる。アロンによれば、個人の尊重と研究・批判の自由は、西欧が長い間かかって手に入れた「西欧が西欧であるゆえんの価値」であるが、共産主義はこれを尊重する振りをしながら、擬似的な合理主義において新しい教義をひろめる。共産主義はブルジョワ自由主義の後退であり、ペテンであるとアロンは批判する。
ジョンソンによれば、マルクスは「科学的社会主義」を標榜するものの、全般に科学的というよりも、詩人、ジャーナリスト、モラリストの側面が強く、肝心の点では反科学的であった。
政治哲学者ジョン・グレイによれば、ナチズムが科学的人種主義に基づいていたように、共産主義は歴史的唯物論という擬似科学に基づいていた。例えば、ボルシェヴィキは、目標達成のために科学や擬似科学を利用して、「社会主義的人間 （Socialist man)」「ソビエト的人間 （ソビエト・マン　Soviet Man)」という新しい人間の創出を目指した。その結果のひとつとして、1930年代後半までに、ドイツ人や日本人の捕虜、ポーランド人、韓国人、中国人、政治囚、ユダヤ人を含む「民族主義者」などが、モスクワのルビャンカ刑務所で医学実験に用いられた。
生物学者トロフィム・ルイセンコは、獲得された形質が子孫に伝わりうるというラマルク的な進化論によって、コムギの播性の遺伝を作り替え、強力な耐寒性のコムギ新品種をつくりだしたと主張した。実験は成功しなかったが、スターリンから支持を受けたルイセンコは、メンデル遺伝学やダーウィン進化論を排斥し、遺伝学者を「ハエを愛する人間嫌い」と批判し、ニコライ・ヴァヴィロフなどルイセンコ説に反対する遺伝学者をはじめとする3000人以上の学者が解雇されたり、排斥された。ルイセンコ主義は、毛沢東の大躍進政策による中国大飢饉にも影響を及ばし、2000万人から4000万人が犠牲となった。
さらにスターリンは、苦痛への忍耐力があり、食糧や睡眠を必要としない「新たな無敵の人間」のような兵士の新品種の開発を、科学者イリヤ・イワノフに指示した。イワノフは、猿と人間の異種交配の実験を行い、西アフリカでは人間の精子でチンパンジーを妊娠させる実験を行い、グルジアでは人間が猿の精液で妊娠させる実験を行おうとした。イワノフは、ヒトへの猿の精巣移植で若返り療法を目指したセルジュ・ヴォロノフと交流し、ヒトの卵巣を猿に移植し、人間の精子で受精させた。しかし、実験は失敗し、イワノフは粛清され、カザフスタンに追放された。

### 科学的社会主義の空想性
マルクス、エンゲルスらは自らを科学的社会主義と呼んで、フーリエ、サン＝シモン、オーエンなどを「ユートピア的社会主義」と呼んだ。ユートピア社会主義では、計画は社会主義者の変革を導き、未来の社会は設計される必要があるとされる。これに対してマルクスは、共産主義は歴史的プロセスを通じて生じるものであり、あらかじめ定められた計画の実現ではないと主張する。
サン＝シモンもフーリエも、フランス革命の流血と恐怖を経験しており、既存社会を暴力的に脅かすのではなく、緩やかに道徳を改革するプログラムを主張し、急進的な平等の要求や、人民の名による権力の暴力的掌握を主張しなかった。フーリエ主義は、アメリカで1840年代にマサチューセッツ州ウェストロクスベリーにブルック・ファーム、ダラスのラ・レユニオン、パースアンボイ (ニュージャージー州)のラリタン・ベイ・ユニオンのコミューン運動で実践されたが、これらファランジュ運動が失敗したため、エンゲルスは「空想的社会主義」としてみくびった。エンゲルスは、入門書『空想から科学へ』（1880年)でサンシモンら初期社会主義を「空想的社会主義」として批判し、マルクス主義の科学的厳密さを主張した。『空想から科学へ』はベストセラーとなり、『反デューリング論』とともに19世紀末の若いマルクス主義者はこぞって読んだ。
『空想から科学へ』は『反デューリング論』が元となっている。当時のドイツの社会主義者の多くから、難解で実現不可能におもわれるマルクスに代わる思想家とみなされていた盲目の哲学者オイゲン・デューリングは、マルクス主義の中央集権制と経済決定論を批判し、労働者の自治コミューンを達成するための漸進的な改革を提案した。デューリングはエンゲルスを「資本は豊かだが、その資本についての洞察力は乏し」く、労働者を搾取する工場主の肖像を思いつくのに自分を覗き込みさえすればよかったと批判した。これに怒ったエンゲルスはデューリングを「誇大妄想症ゆえの精神的無能力」と罵倒し、『反デューリング論』(1878年)を執筆した。同書でエンゲルスは、マルクスと自分は、ドイツ観念論哲学から唯物論的思考のために、意識的な弁証法を救い出した唯一の人間であると述べ、弁証法的唯物論を資本主義に応用し、対立物の確執、量的変化から質的変化への転化、否定の否定という三つの法則で社会変動を論じた。。ルカーチ、サルトル、アルチュセールらは1880年代のエンゲルスの著作は、マルクス主義の誤解であり逸脱だとみなし、ノーマン・レヴィンは、のちの独断主義やスターリン主義の土台を築いたのはエンゲルス主義だったという。しかし、マルクスは1878年に『反デューリング論』を非常に重要な著作だと推薦しており、同書が正真正銘の成熟したマルクス主義の見解であったことは否定できないとハントはいう。
哲学者ジョナサン・ウルフと政治学者デイヴィッド・レオポルドによれば、マルクスによるユートピア社会主義批判の多くは、根拠が弱く、根本的批判にはなっていない。『共産党宣言』ではユートピア的社会主義は社会変化を非歴史的に見ており、社会主義が特定の歴史的段階でのみ現れる条件に左右されることを理解していないと批判されるが、しかし、ユートピア的社会主義においても計画に向けての実行する意思や戦略的な条件が認識されている場合はあるし、また「非歴史的見解」があるとしてもユートピア的社会主義を放棄する理由にはならない。マルクスは、ユートピア的な計画は、必然的に個人の自己決定を制限するので非民主的であり、また、不可能な冗語であると批判する。しかし、個人の自己決定の条件についての説得力ある説明は難しい問題であり、マルクスの批判は安易なもので、またマルクスもまた未来の共産主義社会の計画については説得力ある説明を行なっていないとレオポルドは指摘する。ウルフとレオポルドによれば、マルクスは社会主義の設計図は正確でなければならず、そのためには、未来社会の状況の予測が必要だが、そうした予測は不可能であるとユートピア的な計画を批判する。しかし、完全に正確な計画が不可能であるとしても、完全に正確な計画だけが有用であるという主張には疑問がある。また、マルクスは、歴史的条件が十分に発達していなかったために、初期の社会主義は、社会主義への移行について誤った説明をしており、社会問題の解決策は、歴史的プロセスの展開から自動的に生まれるので、ユートピア的な計画は不要であり余分であると結論付けた。しかし、マルクスは、その設計の代わりに何が置き換わるのかを明らかにしていないし、また、歴史的条件の未発達にもとづく批判は次の世代の社会主義者へは無効であり、さらにマルクス以後の資本主義の歴史において社会主義的な社会の基本構造が自動的に発展していることは確認できないとウルフとレオポルドは批判する。
ヘルベルト・マルクーゼは1950年代の著書で、マルクス主義は、プロレタリアートが非抑圧的な社会を生み出す力量を持っていると想定してきたが、実際のソビエトの歴史は、プロレタリアが非抑圧的な社会を生み出せないという挫折を示したと指摘した。また、『一次元的人間』(1964)では、プロレタリアートが工業社会に飲み込まれ、社会は原理的に変化できなくなったとし、左翼理論は現実から切り離されていると批判した。
歴史学者E・H・カーは、マルクーゼによるマルクス主義批判を受け入れたうえで、マルクスは、資本家や国家から抑圧や強制をうけない階級のない社会という未来像が科学的に検証可能だという幻想を育んでしまったと指摘している。ロシア革命の第一の任務は、ブルジョワ革命の完遂であり、次に社会主義革命へと進むと予定されていたが、第二次世界大戦後、共産主義革命思想は、ブルジョア革命がはじまってもいない国へ広まり、ブルジョワ資本主義革命をとびこえ、社会的で計画的な生産管理による経済の工業化と近代化、それにともなう高度の生産性を達成するというヴィジョンが広がった。しかし、このような革命のヴィジョンの具体的な政治的局面はぼんやりとして捉えどころがないし、労働者が管理する社会という考えにしても、プロレタリアが少数だったロシアでは現実性がなかったし、（階級が未分化で)プロレタリアが存在しない国では、まったく現実性がなかったとカーは述べている。
マルクスとエンゲルスは『ドイツ・イデオロギー』(1846)で、共産主義社会では、誰も独占的活動領域を持たず、各人が望むどの部門でも熟達することができる。社会は一般的生産を規制しているので、朝は狩りをし、昼は釣りをし、夜は牛を飼い、夕食後は批判し、心のままに、狩人にも漁師にも羊飼いにも、評論家にもならずにいられるとされ、 ここでは、誰も一つの仕事に縛られることがない分業の終焉が主張された。マルクスは『ゴータ綱領批判』(1875年)の中で、将来の共産主義社会の第二段階について、「分業に対する個人の隷属的服従」が消え、知的労働と肉体的労働の対立もなくなると言った。共産主義の理想は、計画されていないことは何も起こらないし、誰もが自分の望むような人生を送ることができる。しかし、アクトンは、こうした理想が実現される可能性は考えられない。なぜなら、計画を実行しようとすれば、一部の人々が反対していることが行われることになるし、誰かが反対していることが何も行われなければ、計画は実行されないからであると指摘する。アクトンによれば、社会が完全に人間のコントロール下にあると仮定することは、誰も間違いを犯さないと仮定することになり、マルクス主義は、人間を不本意な社会的力から解放することを切望するあまり、無謬で不可避な社会計画に人間を従わせることを提案しているが、その具体的な組織と運営については、説明していない。マルクス主義理論では、「国家」という言葉は曖昧であり、それは法律、警察、裁判官などを通じて統治される社会も、行政機関も意味するのであり、この曖昧さのために、何の困難にもぶつからない。アクトンは、「マルクス主義とは、教義の権威としての共産党が最高権力を獲得しようとしていくためのユートピア主義である。科学的方法論も、共産党がその権力を広めることを目指すためのものであり、マルクス主義の目標は、法のない行政、完全な計画、支配のない統治、所有や労働のない高い生産性であるが、これは背後に猛獣がいるという条件で放置されながら、抑圧がないとされるような社会である。」と批判した。

### 弁証法の論理
マルクス理論は、ヘーゲルの影響で弁証法という論法で「矛盾を通じての発展」などを論じて特異な性格を持つ。たとえば、商品を、価値と使用価値という矛盾的統一とみなし、その結果、貨幣の必然性を示す。しかし、三土修平は、このような弁証法は、マルクスの体系に硬直性を与えており、実証研究を組み込むことを困難にし、また、マルクス経済学における唯一の正しい概念規定をもたらした。たとえば、産業資本主義の分析において、「資本」概念は、必ず労働力を購入する可変資本を含み、不変資本だけを資本とする解釈は間違いとされる。しかし、このような思考法は、定義を約束ごととみなす通常の実証科学の方法とは異なっており、他の経済学学派との対話を著しく困難にしていると三土は批判する。

## 倫理学からの批判

### マルクス主義の「ブルジョア道徳」論
エンゲルスは『反デューリング論』で、道徳には「永遠の真理」はなく、人間の生活条件の変化に応じて道徳規範も変化しなければならないと主張し、プロレタリア革命が実現すれば、"キリスト教的封建的道徳"、"近代ブルジョア道徳"にかわって、"未来のプロレタリア道徳 "が出現するとした。マルクス主義は、資本主義と階級が廃止された新しい社会では、すべての人が一つの社会に属することになり、人々は一つの道徳に受け入れらていくのであり、このような共産主義道徳は、過去の階級社会の道徳に対して進歩したものとなると主張する。しかし、ここでは、道徳が単なるイデオロギーであるということと、道徳が改善される可能性があるということを矛盾した形で主張しているとアクトンはいう。
一方で、マルクスは『聖家族』で、ウージェーヌ・シューの小説『パリの秘密』を批判して、「（小説に出てくる）ロドルフ王子による救出と治癒を行う魔法の手段は、彼のお金である。この英雄の真似をするには、億万長者でなければならない。道徳は行動において無力である。悪徳を攻撃するときはいつでも、道徳は最悪になる。」という。マルクスは、ロドルフの活動は、表向きの目的は悪を正すことであるが、実際には、自己満足の手段であり、彼の悪への憎悪は、個人的憎悪の偽善的な隠れ蓑であるという。
アクトンによれば、ここでマルクスは、道徳を攻撃しているのか、それとも、マルクスが偽りの道徳と見なすものを攻撃しているのか、矛盾している。なぜなら、誤った道徳は、正しい道徳に照らしてのみ批判されるのであるし、一方、すべての道徳が否定されるならば、それは道徳ではない何かを支持してのことでなければならず、道徳的区別が正当であることを認めないことになるからである。
マルクスは、次の四つのことを言っている。(a)犯罪者が罰、悔い改め、反省によって臆病になり、人間以下になることはよくない、(b)罰を主張し、反省を促す人々は、偽善的に復讐心からそうする、(c)罰、悔い改め、反省によっては、決して犯罪の根を破壊できない、 (d)道徳には、犯罪を抑制する力がない。マルクスによれば、刑罰が犯罪者を不自由にし、その独立性を奪い、卑屈にする限り、刑罰は善よりもむしろ害をなしている。犯罪者は異常に自立した人間か無力な犠牲者であり、どちらの場合も処罰に値しない。正しい道は、彼らを罰するのではなく、人間を犯罪に追い込く社会を変えることだからである。マルクスの見解では、悪法によって抑圧された異常に活力のある人間か、悪い社会状況に支配された弱々しい人間でない限り、誰も犯罪を犯すことはなく、故意に他人の権利を侵害する可能性については想定していない。マルクスにとって唯一の悪行は、不幸な者を罰しようとする偽善的な熱意である。アクトンは、マルクスは法を破る人間の活力を賞賛するが、そのことと、社会の犠牲者である弱々しい犯罪者を免責することに一貫性はないと批判する。たとえ社会が悪であっても、殺人のような特定の権利侵害を罰し、防止することは、当然である。マルクスには、犯罪は社会的状況の結果であり、社会的状況は非人格的な推進力に従って変化し、階級のない社会では犯罪は存在しないという信念があり、したがって、刑罰とは、支配階級の利益を確保するために国家が行う手段とみなした。
マルクスは、『聖家族』で資本主義道徳に対するフーリエの批判を好意的に紹介する。フーリエによれば、資本主義には「道徳主義」「政治」「経済主義」「形而上学」という4つの「偽りで欺瞞的な科学」があるが、このうち道徳主義は人間の情念を理解しようとしない怠惰な信条である。マルクスが道徳とは「行動における無力さ」と言ったとき、道徳主義者が、犯罪の動機を理解しそれを社会の善に振り向ける辛抱強く科学的な道筋ではなく、禁止し抑制する怠惰な道を歩んでいるというフーリエの考えを踏まえていた。フーリエにおける「道徳主義」とは、科学的理解が果たすべき役割を無視し、人間の情念を共通の利益のために利用する代わりに抑制し、抑制が失敗すると隠蔽や偽善を行う、一連の実践や態度のことであった。
マルクス主義では、ブルジョアの道徳は、彼ら自身の利益を反映するものであることから、労働者階級がブルジョアジーから受けたいかなる利益も、利権に対する支持の代価、あるいは急進的な路線から引き離すことを期待してなされたものとされる。したがって、ブルジョアジーが、社会の変革を促進するために持ちうる唯一の義務は、共産党に加わることとされ、ブルジョア階級のマルクス主義者は、自分の出生を恥じ、それを放棄したときにのみ、善行を行うことができるとされる。こうして、非マルクス主義者によって推進されるすべての改革や道徳的行為は、偽善的な策略とみなされる。道徳的努力は、社会秩序の中での義務の遂行から、それを変革する義務へと転換されるだけでなく、共産党の指示の下でなければ、道徳的努力とは認められないのである。
マルクスとエンゲルスは『ドイツ・イデオロギー』で、ドイツのブルジョアジーが「善意」の道徳を卑怯にも受け入れていると批判しているが、道徳的な行為者の意図と目的を卑下している点に注目すると、ここからソ連におけるブハーリンらの粛清へと論理的につながる。マルクス主義者は、彼らが裏切り者とみなす人々を、人としてではなく、独立した道徳的価値を持つ存在としてではなく、カントが言う「目的」としてではなく、（共産主義社会実現のための）非人格的なプロセスにおける壊れた環として扱う。人間の誠実さは、その行動によって判断される。行動によって裏切られた意図は、偽善的な言葉によって繕われる。人間の誠実さは、抑圧された者のために働くことによって示されるのであるから、抑圧者を支持する共産党のために働くことによって示される。この共産党内において、その成功を危険にさらす政策を追求する人間は、最も危険な敵とされる。こうして、マルクス主義倫理学では、責任ある道徳的関与を要求する状態から、機械的な、無責任な党への絶対服従だけを要求する状態に移行し、道徳的な憤りにはじまり、革命的な統治を経て、シニシズムとニヒリズムに至ることになったとアクトンはいう。

### 共産主義と正義
マルクスは資本主義の利益は労働者の搾取から得られていると主張したが、実は、マルクスは資本主義が不当であるとも、共産主義が正義の社会であるとも明言していない。実際、彼は正義を主張する人々から距離を置くためにしばしば苦労し、著作から直接的な道徳的コメントを排除しようと意識的に試みている。
哲学者アレン・ウッドによれば、マルクスは資本主義を不公正な体制であるとは述べていない。『資本論』でマルクスは、資本主義下での交換は「決して売り手を傷つけるものではない」とさえ言っている。ウッドによれば、マルクスは、経済システムの一般理論的アプローチを進め、経済構造の内部から個々の行動（窃盗など）を不正と批判することは可能であっても、資本主義全体を批判することはできないと考えた。
G.A.コーエンは、マルクスは資本主義が不正であると信じていたが、自分が不正であると信じていることを信じなかったという。
哲学者ジョナサン・ウルフとD.レオポルドは、 マルクスが資本主義が不当であると明言しなかった理由として第一に、資本主義には悪い面もあるが、歴史的に見れば良い面もある、資本主義がなければ、共産主義もありえず、資本主義は超越するものであって、廃止するものではないとマルクスが考えていたこと、第二に、当時の社会主義者の多くが正義や道徳的感性に訴えたが、マルクスは道徳に訴えることは理論的後退であるとみなし、人間の解放は道徳ではなく、歴史的・社会的諸力の分析にあると主張したことがあると指摘する。
マルクスは『ゴータ綱領批判』で、共産主義は、各人が自分の能力に応じて貢献し、自分の必要性に応じて受け取るべき社会であると述べており、G.パブロはこれを正義の理論としてとらえる。しかし、スティーヴン・ルークスは、マルクスにとっての共産主義は正義を超越するものであったとする。
マルクスらは『ドイツ・イデオロギー』で、共産主義社会では、分業のような排他的な活動領域を誰も持つことはなく、誰もが自分が望む分野での熟達が可能で、社会が生産一般を規制することで、誰もが心のおもむくままに生きていくことが可能になるとし、そこでは、道徳的制約や道徳的責務、権利と正義の諸原理への拘束といった、道徳の感覚は不必要であるとされた。このようなマルクスの反道徳思想は魅力とされてきたが、しかし、これは問い直すべきであると政治哲学者ジョン・ロールズはいう。ロールズは、ミルの「人間が観想にとって高貴な、美しい対象の一つになるのは、他の人間の諸権利と諸権益によって課せられた諸制約の内部で、[人間たち自身のなかにある個性的なものを]陶冶し、それを発揮させることによってである。…人間のなかでより力の強い者が他人の諸権利を侵食するのを妨げるのに必要なだけの圧力は、これなしで済ますことはできない。…他人のために厳格な正義の諸規則に従わされることは、他人にとっての善をその対象とするさまざまな感受性や能力を発達させる。」といった言葉を踏まえ、正義の消滅は望ましいことではないと反論する。正義に適った諸制度は、おのずと現れてくるのではなく、制度のなかで学習される正義の感覚を、市民が持つことに依存するとロールズはいう。正義の感覚をもつことによって、他の人々を理解し、彼らの請求資格を承認することが可能となるのであり、他人の請求資格について心配したり意識することもなしに、マルクスのいうような心のおもむくままに行為することは、人間社会にとって欠かせない諸条件についての意識を欠いたまま生きる生活をもたらしてしまうだろうとロールズは警告する。
完全な共産主義社会は、正義を超越しており、分配的正義の問題を生じさせる環境が乗り越えられているので、市民たちはこの問題に関心をもつことがないとされる。しかしロールズは、公正としての正義は、デモクラシー体制の政治社会学についてのいくつかの一般的な事実（たとえば理に適った多元性の事実）を所与として、様々な正義に含まれる原理や政治的価値が公共的・政治的生活において一定の役割を果たすことを想定するし、正義が消滅することは可能でもないし、望ましいことでもないと批判する。

### 平等論からの批判
分析的マルクス主義のジェラルド・コーエンはロールズの正義論を批判的に受容しながら、伝統的なマルクス主義を批判している。マルクスの「人類は自ら解決可能な課題のみ自ら課す」という主張についてコーエンはこれは決定的な誤りで、20世紀のマルクス主義の失敗の責任の大半はここにあるという。
マルクスは、1843年のアーノルト・ルーゲ宛手紙で、社会改革とは意識改革であり、新しい意識を古い意識の胎内から引き出さなければならないと論じ、『ドイツ・イデオロギー』(1845-46)では「共産主義とは、われわれにとって生み出されるべき何らかの状態、つまり現実が適合すべき（であるような）何らかの理想ではない。われわれが共産主義と呼ぶものは、現状を止揚する現実的運動である」と書いた。ここでは問題は、自己を発展させながら自己自身の答えを発展させるとされ、運動は、現状の内部に生まれてきているものを現状から引き出す（止揚する）とされた。
さらにマルクスは『経済学批判』(1859)序言で 「高度の新しい生産諸関係は、それらが存在するための物質的諸条件が古い社会自体の胎内で成熟しないうちは、決して現れてこない。それゆえに人類はつねに自ら解決可能な問題のみ取り上げる。」「われわれは、つねに、解決のための物質的諸条件がすでに存在しているか、少なくともそれらが形成過程にあるときにのみ問題そのものが生じることを見出すことになる」と書き、 『フランスにおける内乱』(1871年)でも「労働者階級は、実現すべき理想を何一つもっていないのであって、崩壊しつつある古いブルジョワ社会が身ごもっている新しい社会の諸要素を解放しさえすればよい」と書いた。
このようにマルクスは、資本主義社会の修正は外部から生じ得ず、修正されるものは内部に見出されるので、ユートピア的計画は不可能かつ不要と考え、自己再構築の過程にある崩壊しゆく社会に必要なのは、工学でなく助産術であると考えたとコーエンは指摘する。政治的助産婦とは 「世界がそもそも何のために闘っているのかを世界に示してあげる」人のことである。
また、マルクス主義には、自分自身の起源が世界のうちにあることを自覚しているがゆえに自分自身はイデオロギーではないという副次的教義があった。マルクス主義はプロレタリアートの声であるがゆえに、自分が世界によって発展させられたものであり真理であると宣言できた。プロレタリアートはその歴史的地位によって幻想を必要とせず、偽りの覆いなしに世界史的役割を遂行することができる歴史上最初の階級であり、普遍的階級であり、人類の代表者であるため、協力者を必要としないとされた。
コーエンは、このようなマルクス主義における政治的実践の助産的コンセプトは、明らかに誤りであるとする。たとえば、ローザ・ルクセンブルクの「歴史はー有機的な自然とまったく同様であり、結局はその一部をなすものであってー、現実の社会的な要求とともにそれを満たす手段を、課題と同時にその解決をつねに生み出すというすばらしい習慣をもっている」といったような保証には反対すべきだとコーエンはいう。20世紀の悲しい歴史を踏まえるならば、助産的コンセプトは間違いであるだけでなく、大きな害をもたらしたのであって、レーニンのようにあるべき政治的介入は明白に示すことができると信じる危険を犯すことになり、その結果、政治が取り組むべき不確実性や困難な選択を予期できず、また直視できなくなる。20世紀初期のロシアとドイツの共産主義者たちの愚かな政治的選択のために、新しい社会の誕生の分娩の苦痛（陣痛）は、計り知れないほど引き延ばされたとコーエンはいう。助産主義は、資本主義をいかに打倒すべきかという戦略の問題にふさわしい繊細で慎重な注意を不要とするがゆえに、これは社会主義的デザインに対する犯罪的な不注意を正当化することにつながる。社会主義の挫折の歴史は、社会を実際に改革する具体的なレシピを書く必要があったことを示しているし、未来の調理場のためのレシピを書かないのならば、われわれが将来好きな食事を手に入れることになると考える根拠も失われる。
マルクス主義はある種の平等を信じたが、平等の原理を精確に定式化できなかったし、またそれ以外の価値や原理の吟味もしなかった。その代わり、マルクス主義は、自分たちが信じる価値をとりかこむ硬い事実の甲羅を作ることに知的エネルギーを捧げた。そして資本主義に関する大胆不敵な命題は、マルクス主義に社会主義的教義において命令する道徳的権威を付与した。しかし、現在では、マルクス主義は、事実と考えていた堅固な殻の大半を失い、ジョン・ローマーやフィリップ・ファン・パレイスにマルクス主義は生き延びているとはいえるが、いまやマルクス主義はかつてあれほど誇らしく対比した空想的社会主義とほとんど変わらなくなってしまった。
古典的マルクス主義は、物質的平等（財とサービスへの均等な機会）が、歴史的に必然で、道徳的に正しいと考えたが、平等がなぜ道徳的に正しいのかを理論的に述べることをせず、平等が実現する正確な時期や、平等に到達するための犠牲は歴史的に決まったものではないとし、それゆえに助産的な知恵が活用されると考えた。マルクス主義は、労働者階級が成長することで、労働運動は不平等な社会を撤廃し、不平等による不利益をこうむる境遇は平等に向けて導かれ、生産力の発展は皆に物質的な豊かさをもたらすと主張し、これは、プロレタリア革命のあとにふたたび不平等が現れはしないかという懸念に対する反論の根拠ともなった。しかし、実際の歴史は、これらのマルクス主義の予言をずたずたに引き裂いた。プロレタリアートは増大したが、圧倒的多数にはならなかったし、資本主義的生産過程の技術的な洗練によって、プロレタリアートはむしろ縮小し分裂した。しかも生産力の発展は、地球の資源の限界にぶつかった。プロレタリアートは崩壊過程にあるが、その結果、平等を求める戦いは、戦略的拠点におかれた行為主体による反射的運動ではなくなり、社会主義的諸価値は、資本主義的社会構造においてその拠り所を失った。
かつて「労働者階級」は、1) 社会を左右する生産者で、2) 搾取され、3) 社会の多数で、4) 極度の困窮にある、とされてきた。しかし、いまや先進工業社会において、これらの特徴をすべて併せ持つ集団は存在しないとコーエンはいう。主要な生産者、被搾取者、困窮者はそれぞれ存在するが、これらの人々は一致せず、ましてや人口の多数ではないのだから、搾取と困窮ゆえに社会主義的変革への抑え難い利害をもちかつそれを成し遂げる社会集団は存在しないことになる。古典的マルクス主義は、プロレタリアートがそうした集団になるという確信的期待をもっていたがゆえに、今日の資本主義的社会発展の姿を予想できなかった。いまや困窮している生産者と、搾取されている生産者が一致しないのだから、従来の搾取論は、最低限の生活を保障するという福祉国家の原理とさえ矛盾する。インドの製鋼所や韓国の電気機器工場の生産者など搾取と困窮という特徴を持つ生産者は現在も存在するが、彼らは社会において多数を形成しているわけではないし、そうした社会の大部分は農耕社会であり、彼らも資本主義が彼らの労働に依存しているという意味での生産者ではない。現代の生産の原動力は、労働者を思うままに吸い上げたり吐き出したりする多国籍企業である。しかし、多国籍企業の経営者のいかなる集団も実際の影響力を持っていない。それは多くの集団が一つの集団に対して産業予備軍となっているからで、インドの中国の労働者は、いつでもバーミンガムやデトロイト、サンパウロ、ケープタウンの労働者に取って代わることができる。したがって、労働者の団結も、単一の国内では実現可能であるが、世界的な規模となると難しく、アメリカのボーイングの技術者とインドの紅茶畑労働者との団結は実現しそうもない。つまり、労働者はマルクス主義において期待された統一と力をこれまで獲得しなかったし、今後も獲得しないであろう。資本主義は自分の墓掘り人を生み出さないし、社会主義的変革の、一方で実在し、他方で想像上のかつての主体はいなくなったのであり、それに変わる主体も存在せず、今後も存在しないであろうとコーエンはいう。
現代のエコロジー的危機を脱出するには、物質的消費の総和を削減し、結果として多くのひとがライフスタイルを変更せざるをえなくなる。富の総和が増大しているとき、底辺にいる人々の状況は、格差が消滅しなくても、あるいは格差が拡大したとしても、改善されうる。しかし、平均的な物質的生活水準が低下せざるをえないとき、貧しい人や貧しい国は富裕層が享受する快適さに近づく望みをもてなくなる、つまり、平等の代わりに限りない改善で満足することができなくなり、富の不平等は、道徳的な観点からさらに耐え難いものになる。このようなエコロジー的な理由で不平等が耐え難いものになっているという主張と伝統的マルクス主義の確信はまったく異なるとコーエンは指摘する。マルクス主義において平等の実現は、産業の進歩によって万人が豊かさをもった社会が到来するという確信のうえに成り立っており、競争がなくなり、将来必ず到来する豊かさこそ平等を予言する理由であった。しかし、いまや持続的な欠乏が平等を要求する理由なのである。
伝統的マルクス主義によれば、欠乏状況下では階級社会は不可避的であり、分配の問題を決定するのはその所有構造であるがゆえに、正義の本質についての議論は不毛とされた。政治的運動の課題は、階級社会の打倒であって、階級社会の不正を示す規範や、未来の豊かさのなかでどのような正義が要求されるのかを考えることは不要とされた。なぜなら、万人が望むものを手にできる共産主義は、豊かさが実現されるとともに、苦労せずに生じるからである。コーエンは、規範研究の実践的重要性についてこのような結論をひきだす現実的前提をもはや信用できないし、物質的可能性に関する楽観論、および社会的可能性に関する悲観論をマルクスと共有することはできないととしたうえで、課題が解決可能であれば厳しい理論的ならびに政治的労苦を通じてわれわれ自身が解決しなければならないという。マルクス主義は豊かさによって平等がわれわれに与えられると考えたが、われわれは、欠乏状況のための平等を探求しなければならないし、その平等の具体的な内容やそれを要求する理由、および制度的な実現可能性を明確に認識しなければならないとコーエンはいう。

## 疎外論

### マルクス疎外論への批判
マルクスは資本主義社会において人間はその本質を失い、疎外状態にあるとし、革命によって人間は疎外から解除されると論じた。マルクス主義の疎外論についても各種批判がある。
社会心理学者エーリヒ・フロムは、マルクスは労働者階級が最大の疎外者であるとしたが、20世紀の大衆社会では、僧侶も、セールスマンも、官僚もが、労働者以上に疎外的となり、マルクスはこのことを予見できなかったと批判する。
ユーゴスラビアのマルクス主義哲学者ガヨ・ペトロヴィチは、マルクス主義では社会の疎外解除は同時に個人の疎外解除を意味することになるとされるが、非疎外的な人間とは個人の自由な意識によって生れるものであり、外部から与えられるものでなく、非疎外的な個人を自動的に発生せしめるような社会の組織は不可能であり、財産を国有にしても社会的共有にしても、生産と分配において疎外の問題は必ず発生すると批判した。
ユーゴスラビアのマルクス主義哲学者プレドラグ・ヴラニッキーも、教条的マルクス主義者は、社会主義革命によって疎外は解除されているのであるから、社会主義において疎外を説く必要はないというが、スターリン主義の社会主義諸国において疎外は少しも解除されていない、人間の解放と疎外の克服を望むならば， 自由な人間性が社会的自由の必要条件であり、社会主義の使命は疎外の克服であると論じた
ドイツのフランクフルト学派政治学者イリング・フェッチャー は、疎外は私有財産制度が撤廃された社会では解除されるとマルクス主義は説明してきたが、現実に私有財産制度を廃止したソ連でも、強制収容所での強制労働などのより一層強い疎外状態が発生しており、疎外解除は人間の自由な意識によって行われるもので、イデオロギーの強制によっては実現できないと1967年の著書で批判した。
経済学者正井敬次は、マルクスは経済的疎外が基本的で、その疎外が解除されるとその他の疎外も解除されるとするが、精神的疎外は経済的疎外とは別のものであり、革命が起こったとしても新しい疎外的環境が生まれるのであり、疎外が絶滅することはないとマルクス主義を批判した。

### 時期区分（前期マルクス〜後期マルクス）
経済思想史研究者の太田仁樹によれば、1956年のスターリン批判以後、マルクス→エンゲルス→レーニン→スターリンというソヴェト・マルクス主義による定式に対して、スターリンを批判する者はマルクスからレーニンまでを救済しようとし、ロシア・マルクス主義を批判する者は、マルクスとエンゲルスを救済しようとした。また、エンゲルス以後を俗流として否定したり、マルクスを初期・中期・後期と分け、自分の気に入る時期だけを救済しようとするものもいた。たとえば、マルクーゼ、アンリ・ルフェーヴル、黒田寛一らはソヴェト・マルクス主義に対して初期マルクスの疎外論に依拠した。
これに対してアルチュセールや廣松渉は疎外論を克服した後期マルクスに依拠した。しかし、後期マルクスにも疎外論的な章句を見出すことは可能であることからアルチュセールらの切断説は説得力を持てないし、アルチュセールはさらに「兆候的読み方」として、自分の気に入る章句を摘み取るような解読をおこなったが、これは方法的錯乱であったと太田はいう。
太田仁樹によれば、このようなマルクスらの思想のうち自分が共感する一側面だけを賞賛する研究態度は、マルクスらを救済するとみせかけて自己の思想を称揚するというナルシシズムに耽っているだけであり、歴史的存在としてのマルクスまたはマルクス主義の理解を妨げるものと批判する。
また、近年でも斎藤幸平は『人新世の「資本論」』（2020年）で、アルチュセールにならって時期区分をし、マルクスは初期は生産力至上主義、中期はエコ社会主義、晩年にはそれまでの問題を克服して、脱成長コミュニズムとなったとして晩年のマルクスを評価した。しかし、太田によれば、マルクスは後期のゴータ綱領批判においても、共産主義の第二段階への移行過程での「生産力の増大」を前提としている。共産主義の第二段階を「脱成長コミュニズム」と呼ぶことは可能かもしれないが、第一段階から第二段階までの道程において「脱成長」は実現せず、むしろ生産力の増大に励むこととなるのであるが、こうしたマルクスの構想の楽観主義や非現実性を斎藤は認識できていないと太田は批判する。また、エコロジーの観点も初期マルクスにも兆しており、あるいは、後期マルクスでも疎外論は生きており、共同体への憧憬もあったとして、斎藤の時期区分にもアルチュセールのような危険があると太田は指摘する。

## 階級・国家・権力に関する論評

### 社会階級論
マルクス主義の社会階級についても多くの批判的評価がなされている。
イタリアの政治学者ガエターノ・モスカは『支配階級』(1896)で、あらゆる社会は、支配する階級と支配される階級に分かれるとし、支配階級は少数者であるがゆえに強固な組織を持つ。支配階級が時代の変化に適応できなければ革命が起きるが、そこで新しい政治階級が生まれるとした。モスカによれば、豊かで教養ある中産階級が没落し、無能で狭い関心に閉じこもった「大衆」が登場すると、民主主義の主張する平等の幻想によって大衆迎合 (ポピュリズム)が蔓延し、代議制は危機的な状態に陥っている。このような大衆民主主義は、金権的独裁か、軍事的官僚的独裁をもたらすとされた。モスカは、社会主義革命は、新たな政治階級による絶対主義的な官僚支配をもたらすことを見通すとともに、議会制に残された自由を葬り去るファシズムも批判した。
経済学者・社会学者のヴィルフレド・パレートは、マルクスを批判した。パレートは社会主義の聖典である『資本論』は、聖典の特質である曖昧模糊性を最高度に備えているとした。また、パレートによれば、階級闘争は「民衆」に対する貴族の戦いではなく、歴史を通じて民衆の指導者は現実の権力から疎隔された不満分子であり、革命とは新しいエリートが古いエリートにとってかわる闘いにほかならない。革命において民衆は兵隊の役割を担うが、そこで賭けられていたのは、新しいエリートの階級的ないし個人的な利益であった。したがって、資本家と労働者との闘争の終焉が、階級闘争に終焉をもたらすと考えるのは幻想であり、集産主義社会においても、労働者間に、インテリと非インテリとの間に、政治家と被統治者との間に、葛藤は発生するのであり、社会主義の黙示録は蜃気楼のように消え去る。パレートは人間には「結合の本能」（狐の支配）と「集合体の維持」(獅子の支配)とがあるという。個人は多様であるが、社会的異質性からエリートと大衆が分化し、エリートは力による支配(獅子の支配)を忘れて狐型となり、新しいメンバー補充を怠れば革命によるエリート交代が起こるというエリート周流論をパレートは提唱した。パレートによれば、階級闘争においては感情や理想、非論理的な動機づけが支配的な役割を演じるが、もし大衆が受動的な道具になりえないとすれば、マルクスの科学者的な側面からは、社会主義を志向する必要もなくなり、史的唯物論は、保守的エリートに新しい強さを付与することにもなりえる。マルクス主義による社会主義が最終的に勝利するという進歩史観に対して、革命後も少数者による多数者支配は継続するというパレートのエリート周流論は、循環史観と呼べる。
社会学者マックス・ヴェーバーは、マルクス主義のように「階級の利害は不動である」というような「階級」や「階級利害」の概念を擬似科学のやりかたで扱ってはならないとして、財産の処理、財貨や給付の市場利用の機会、社会的地位といった観点から、「財産階級(Besitzklassen)」「営利階級(Erwerbsklassen)」「社会階級(Sozial Klassen)」の三つに区分し、階級状況は本来多層的であり、限界的な場合においてのみ一義的であるにすぎないとした。
社会学者チャールズ・ティリーは、17世紀の小作農が地主に対してでなく、地主と協力して国家に対して戦ったのは、国家が戦争のための課税と人員を収奪し、農業を脅かす商業を促進したからであり、したがって当時の小作農がマルクス主義のいう意味で「階級」だったのか疑問であり、階級闘争は資本主義の拡大というプロセスだけでなく、国民国家および国家システムの成長というプロセスとの相互関係として説明されるべきだという。
社会学者アンソニー・ギデンズは『唯物史観の現代的批判2巻：国民国家と暴力』(1985)で、マルクスは、倹約につとめる人々が富を蓄積し、困窮する人々に生計手段を与えていくといったような従来の経済学の説明は、「征服、隷従、強奪、殺人」が大きな役割をもった社会変動や階級関係を隠蔽するものだと批判し、資本主義を非合理的な存在だと主張したが、こうした主張はあまりも安易であり、いくつかの点で完全に間違いであるとする。マルクスの説明は、階級還元主義といってよく、また、工業資本主義が安定するために集めた授権的資源や、労働関係から駆逐された暴力手段の実態を解明していないし、資本主義と工業主義を明瞭に区別していない。工業資本主義の発達は、社会の経済基盤の変容を活発化させ、また、国民国家での行政上のまとまりを増大させ、階級分断社会の分節化された状態を最終的に解消する一助となったとギデンズはいう。
ギデンズによれば、現代の先進工業社会では、福祉体制も整備され、労働運動やシティズンシップ（市民的権利）も重要な役割を持っており、すでに19世紀の資本主義とは異なっている。複雑化した経済における計画経済生産は、達成が難しいことが証明されたし、地球規模の脱希少性経済は出現する可能性はないように見える。また、マルクスは、国家の強制力に対抗する武装労働者という考えを漠然といだいていたが、これと近い状況が米国やラテンアメリカの一部で見出すことができるが、賞賛できるものでなく、武装闘争という考えは時代遅れとなっており、マルクスによる資本主義を超える提言は、いまや妥当性を欠いた。
ギデンズは、マルクス主義は、恵まれない人々や搾取されてきた人々こそが解放者となり、社会運動の担い手であると強調して、道徳的に人を惹きつけてきたが、社会変革の実現を担う特権的主体などどこにも存在しないし、歴史は固有の目的論をもたないと批判し、マルクス主義は、不平等や搾取を説明するうえで、資本主義と階級闘争を過度に重視し、搾取的支配の分析においても、それに打ち克つための穏当な行動計画の提示にも欠陥をかかえていると結論する。
マルクス主義では階級闘争は発展の主要な原動機だとされた。しかし、社会学者マイケル・マンは以下の２つの国家類型において、階級闘争も階級も最重要とはいえないと指摘する。
第1類型:軍事集中的な強制と、国家の領域的中央集権化および地政学的な覇権をむすびつけた支配帝国。サルゴンのアッカド帝国、アッシリア、ローマ帝国など。
第2類型:分権化された力の諸アクターが互いに競い合う多重な力のアクターの文明。フェニキア、古典期ギリシア、中世・初期近代ヨーロッパなど。
第1類型において階級闘争はほとんど創造的な意味を持つことはなかったし、第2類型において分権化された力のアクターは階級だけではなく、階級は最重要なアクターではない。第1類型と第2類型の間に相互作用があるとしても、歴史の本質という意味合いをこめてそれを「弁証法的」と呼ぶべきではなく、力の二つの理念型に近似する事例のあいだで繰り返される創造的な相互作用の可能性を探求すべきであって、世界史で唯一の役割を演じている「力」の存在を認めることはできないとマンは批判する。
マンによれば、国家は、中世において非力で、階級闘争に対しても戦争の結果に対しても統御できなかったが、徐々に領域的に中央集権化された組織と地政学的な外交の機能を備えるようになり、戦争と交易においてその役割を増大させていった。カトリック教会、ブルゴーニュ公国、東インド会社など領域的に分権的な諸機関からの反対はあったが、国家の有用性は成長しつづけた。他方、資本主義社会の諸階級は、所有権の規制を求めて国家への依存を増し、国家の財政の必要性などと相俟って、諸階級および諸国家は領域的に中央集権化された組織へ向かっていき、国家の境界は高められ、文化、宗教、諸階級は国家に帰属していった。規制された国家間空間においては、地政学的に主要な国家が、生産、分配、交換、消費の実質的なネットワークとなっていき、こうした国家的パラメーターがセットされた世界に「プロレタリアート」は入っていったのであり、資本主義的生産様式がそれ自体として、分裂して戦いあう生産ネットワークの出現や、国家ごとに分節された総体的階級構造の出現へと通じたのではないとマンはいう。
階級は歴史のなかで一定不変の役割を果たしてきたのではなく、階級闘争もマルクス主義が主張するような先行する階級構造の諸形態から生じたのではなかったとマンはいう
また、単一で拡大包括的で政治的な支配階級という階級構造の形態も、主要な歴史的役割を果たしてきたともマンはいう。領主たちに共通の共同体意識が生まれ、集合的組織をもつと、社会変動と社会発展が招来された（アッシリア、ペルシア、ローマなど）。上位階級の出現は世界史的な発展の一つの決定的段階であり、これもまた歴史の原動機に大きく貢献した。階級理論は、このような膨大な多様性を考慮に入れなければならないとマンはいう
さらに、階級と国民は正反対とみなされているが、階級の歴史は、国民の歴史に似通っており、階級が発達した社会（アッシリア、ペルシア、ギリシア、共和政ローマ、近代ヨーロッパ）は、国民意識が確立していた社会でもあった。階級と国民は同一の基盤構造を共有し、広範な社会空間にわたって同一の社会的慣行、アイデンティティ、心情の広がりに依拠している普遍的共同体であって、19世紀と20世紀の階級闘争と国民闘争は密接に絡まりあっており、そこから革命や福祉国家も生まれたとマンはいう
このほか、マルクスは、労働価値説にもとづいて、資本家階級（有産階級、ブルジョワジー)が労働者階級(無産階級、プロレタリアート)を搾取することで利潤を得ているとする剰余価値説を唱えた。これに関する批判的評価は、マーシャル、ベーム＝バヴェルク、シュンペーター、ケインズ、ハイエク、ロビンソン、ロスバード、ガルブレイス、宇沢弘文、根岸隆らの経済学者によってなされている。各論説の詳細については「マルクス経済学への批判」を参照。

### 階級意識論への批判
マルクスは階級を土地所有者、資本家、労働者の三つに区別し、他方で、搾取者と被搾取者、抑圧者と被抑圧者の敵対する二つに区別した。マルクスは、ローマの奴隷と平民や中世の農奴と職人は、貴族と領主あるいは親方に対立する同じ階級であるとし、他方で、1850年のフランスの農民は、階級意識を持たなかったために、階級とはいえず、個人、あるいは家族の集合にすぎなかったという。
歴史学者ピーター・バークは、このような階級意識という言い回しは、労働者階級が団結の必要意識を欠いていることを語るために鋳造されたものだが、この自覚化されない意識という考えは役立つとは思われず、階級の利害はもっと明確で誤解の少ないものだという。また、マルクスの対立モデルは、一つの社会の変化と他の社会における変化との連関性を強調するグローバルな説明を提示したが、前産業社会での変化の最重要な原動力である人口統計的要素を扱えきれていないし、また、前産業社会での社会的対立の分析も不十分で、マルクスモデルは前産業社会の旧体制の解釈としては不十分であり、マルクス理論は、それがそう見えるほど、十分に明晰でシンプルではないし、各集団内の偏差や境界的な事例を無視しているとバークは批判する。

### マルクス主義の国家論
哲学者ジョナサン・ウルフとD.レオポルドによれば、マルクスは、資本主義社会における国家について統一的な理論的説明をしていない。
ジョン・エルスターは、マルクスには、道具モデル、階級均衡モデル、退位モデルの3つの国家論があるという。
1. 道具モデルでは、マルクスは、国家を支配階級が自らの利益のために、他の階級を犠牲にして直接支配する道具として描いたとする。『共産党宣言』は「近代国家の行政は、ブルジョアジー階級の共通の問題を調整するための委員会にすぎない」と主張している[658]。しかし、この説明では、国家は資本家の利益に反して行動することもありえ、国家のメカニズムに対する説明は、マルクスの著作では明らかではない[579]。
2. 階級均衡モデルでは、マルクスは、国家がそれ自身の利益を持ち、資本家の利益は、その追求の戦略的限界の一つに過ぎないと描く。1851年のナポレオン3世のクーデターによって成立したフランス国家のように、資本家と労働者という二つの階級の力が均衡している状況では、行政は、自らの利益を促進するためにその対立を利用し、独立を得ることがある。国家は資本家や労働者と競合しながら、それぞれの階級に保護を約束することによって政府は階級に左右されることなく、自律的に国家を支配することができる[659]。したがって、資本主義的利益は、国家の主要な目標ではなく、国家の行動を制約する要因の一つとされる[579]。
3. 退位モデルでは、ブルジョアジーが政治権力の直接的な行使から離れることが彼らの利益につながるからそうするのだと説明される。フランスでは、ブルジョワジーが当初支配していた政治権力を退位させ、イギリスとドイツでは、ブルジョワジーがそもそも政治権力を握らなかったが、いずれにしても、ブルジョアジーは財布を守るために、王冠を没収し、またブルジョアジーは支配することの悩みやリスクから逃れるために自らの政治的支配を排除しようとすることもある[660][579]。

マルクスの悪名高いプロレタリアート独裁は、全体主義というよりも、緊急事態での一時的な支配という意味で、その一時的な独裁政府でも多数派の支持を得たり、民主的な権利（言論の自由、結社の自由など）を保持されなければならないとマルクスは述べている。しかし、これらは超法規的であり、頻繁には論じられていない。マルクスは、公職は特定の政治カーストによって駄目になっているので、平均的労働者程度の給料にし、選挙などによって固定化を防ぎ、脱専門職化を目指すべきだと論じ、また、マルクスは、問題の民主的解決と公共財の供給を国家の任務としながら常備軍や警察など組織的強制力を排除できると考えた。しかし、国家的強制力の排除には多くの学者が懐疑的である。
マルクスは、絶対王政において、国家権力は中央集権を遂げ、国王は、商業資本主義ブルジョワジーとの同盟関係にもとづいて、中産階級をもって封建制と戦ったとした。しかし、アンソニー・ギデンズは、中央集権は、絶対王政というよりも、国民国家の出現によって強化されていったという。ギデンズによれば、一部の都市同職組合が絶対主義国家と協調した理由は、軍事技術の進歩によって都市の防備体制が時代遅れになったためであり、これは、都市が、商工業の利益拡大を促進する法的枠組みと引き換えに、自治権を国家に譲渡していった根本的な変化のなかで理解されるべきものである。地方の農村自治が解体し、中央集権と官僚制的支配が強化されていった過程において、絶対主義が及ぼした影響を過度に強調すべきではないとギデンズはいう。また、絶対主義時代では、国王以外の地方権力もあり、法も財政も地域ごとに大きな差があった。ルイ14世以外にも、南部のプロヴァンス伯やドフィネのヴィエンヌ藩侯などの地方権力があったし、法の執行においても、南部ではローマ法、他の地方では習慣法が有力だったし、タイユ税は中央国家が徴収したが、三身分会議保有地方では、独自の徴税をおこなっていた。マルクス主義者のペリー・アンダーソンも、絶対主義国家は、貴族とブルジョワジーとの裁定者ではなかったし、ましてやブルジョワジーは貴族に対抗する手段ではなかったとマルクスの所説を批判している。
ギデンズによれば、マルクス主義では、国家を階級支配ないし資本主義企業経営の発達を助長するメカニズムとみなすが、国家の領土権については解明していない。伝統的形態とは異なる多様化した国家システムは、資本主義にとって、法的枠組みの形成や、財政上の保証、非強制的な経済取引などを整えていく前提条件となり、さらに工業資本主義の発達にともない、ヨーロッパ諸国は国民国家となり、世界システムのなかで中核国の立場を強化していったのだが、このようなダイナミクスをマルクス主義は認識できていないとギデンズは批判する。
社会学者マイケル・マンは、マルクス主義や機能主義のように、国家の主要な機能として国内の市民社会の統御をあげる理論は単純すぎると批判する。マンによれば、軍事力は国内の抑圧にも使われるが、その発展を決定づけたのは国際間の戦争であり、近代国家は「軍事革命」といわれるような永続的な軍隊をもつ国家として誕生した。国内抑圧も戦争資金を集めるために生じたのであり、近代国家の成長は国内的でなく、地政学的観点から説明されるべきである。国家による司法権力の独占にしても、市民社会の有力集団の活動の調整が目的だった。中世後期の有力集団はかなりの権力をもっていたが、経済的軍事的理由により、協調性が緊密になり、国家と君主を機軸とした近代的な有機的国家が誕生した。1688年以降、立憲君主制となったイギリスでは、貴族、ジェントリー、ヨーマン(独立自営農民)、ブルジョワジーなどの資本家階級が国家有機体の主力で、一般大衆は除外されていた。他方、フランスなどの絶対君主制国家ではブルジョワジー以下は除外されていた。。有機的な立憲主義国家が成立すると、以前の拡大包括的社会に特徴的だった領域上の領邦国家は衰退した。領邦国家ではそれぞれが自律性をもって中央権力と地方権力が妥協していたが、やがて中央集権化し、一元的な単一国家が誕生した。このような単一国家を、資本主義がもたらしたわけではない。資本主義的生産様式には、国家領域で境界づけられる階級を階級ネットワークの発展へとつなげるような要素は備わっていない。なぜなら、有機的な国家はますます国民的になっていったからである。資本主義は、産業革命までに競合しあう地政学的な諸国家の文明に包摂されたとマンはいう。

### 権力論
マルクスは、権力や国家を、階級の利害とむすびつけ、社会主義を権力による支配を超越した社会とみなした。さらに、権力は階級闘争に基礎づけられているために、未来の社会では、権力が明確な脅威をもたらすことがないと想定した。しかし、アンソニー・ギデンズは、権力の脅威は偏在的であり、国家は権力の射程を最小化するように民主主義的な方法で組織化されねばならないと批判する。ギデンズによれば、権力は必ずしも利害対立や抗争と結びついているわけではなく、抑圧的な本質をもつわけでもない。パーソンズがいうように、権力とは結果を達成する能力であって、権力はむしろ自由や解放を達成する媒体である。社会的再生産のプロセスでは、権力は、なだらかに流れていき、支配の構造によって作動するのであり、したがって、暴力は権力の典型的な事例ではなく、流血、憤激、戦闘、敵対グループの衝突などにおいて権力の広範な効果が感じ取られることも、確証されることもない。
マルクスは労働者階級が資本主義の矛盾を把握するに応じて、変革に動員されるようになると予言した。しかし、マルクスは、社会の支配集団が、資本主義システムについての理解を洗練させ、システムを安定させていく可能性を考察することができなかったとギデンズは批判する。国家は、システム再生産の条件をモニタリングすることによって、起こりかねない闘争を最小化しようとするのであり、この点において国家の役割は拡大していった。
市民社会の矛盾に対して、ヘーゲルが国家への包摂で解決しようとしたのに対して、マルクスは、市民社会そのものを廃棄し、それに代わる共産主義社会を実現することで解決しようとした。政治学者の藤原保信は、マルクスは、権力を階級支配の次元に一元化することで、権力発生の別の心理的政治的な要素を等閑視し、むしろ隠蔽したと批判し、また、マルクス主義では、社会主義国における権力の強大化と一元化を、資本主義の包囲によってのみ説明するが、これも一面的であると批判した。

### 単一要因アプローチへの批判
社会学者マイケル・マンは、いわゆる「権力」とよばれる力を、より一般的な社会現象とみなし、「社会的な力」の源泉を、イデオロギー的(Ideological)な力、経済的(Economic)な力、軍事的（Military)な力、政治的（Political)な力の4つにみたうえで(IEMPモデル)、マルクス主義では、権力に対して物質的・経済的要因を最重要とする「単一要因」アプローチをとっていると批判する。
マルクス主義では経済的力、イデオロギー的力、軍事的力、政治的力の4つは、いずれも「社会形成のレベル」とされており、そこでは社会が抽象的で一元的なイメージで想定されており、とくに経済が「生産様式」という称号を与えられ全体性の究極的な決定因ともみなされている。このようなマルクス主義の単一要因アプローチに対しては、マン以前にも人類学・社会学において批判がなされてきた。たとえばマーシャル・サーリンズ、R.ベンディクス、クリフォード・ギアツらは、文化的イデオロギー的記号的要因があり、思想は総じて自律的であり、物質的・経済的要因には還元できないという「多要因」アプローチを主張した。　これに対してマルクス主義は「多要因」アプローチは社会の全体性を無視していると反論した。マルクス主義の一元的社会観において、人々は社会的であるがゆえに境界づけられパターン化された社会的全体性を創造すると考えられる。しかし、マンは、人間が社会的な力の関係に参入するといってもそこに社会的全体性など必要としていないと指摘する。
マルクスは(そしてウェーバーも)、国家を社会の物理的強制力の保管場所とみなしているが、国家機構と、物理的あるいは軍事的強制力を識別していないとマンは指摘する。国家と物理的強制力を同一視することは、軍事力を独占している近代国家にはあてはまるが、次の4つの点から国家の歴史を考えると、両者は区別する必要がある。ここでいう物理的強制力とは軍事的な力であり、政治的な力とは中央集権的・制度的・領域的な規制である。
1. 歴史上、多くの国家は軍の独占権を持たなかった。中世ヨーロッパの封建国家は地方貴族が管理する封建徴募軍に依存していたし、イスラム国家には通常、独占的な武備がなかった[675]。
2. 征服は国家から自立した武力集団によってもなされた。西欧の封建時代では自由民や貴族の戦士なら軍団を徴募できた[671]。
3. 軍事組織は、国家統制下にあっても、他の国家機関からは制度的に分離されている。クーデターでは軍は国家の支配層を転覆する[671]。
4. 階層化された国際関係においては、軍事力で決定されるのではない、政治的な力で構造化された国際社会を想定することができる（1980年代の日本やドイツなど)[671]

マルクス主義は、資本主義と経済的力を究極的要因とするため、国家と政治は無視していいという。しかし、先進資本主義国家は、経済的現象であるとともに政治的現象であり、GNPを再分配したり、通貨、関税、教育、保険システムなどは重要な経済的な力の資源とされている。マンは、マルクス主義は、国家は経済的アクターであるとともに政治的アクターであるということを無視していると批判する。マンによれば、国家は混然多角的な機能をもち、先進資本主義生産様式は、階級と国民国家という二つの組織されたアクターをもつ。ただし、中世の国家は厳密に政治的で、経済的な機能と組織とは明確に分離していた。また、「経済的」役割は、国家だけでなく、軍隊、教会によっても遂行可能で、イデオロギーも、教会や経済的階級、国家、軍隊によっても鼓吹されるのであり、機能と組織のあいだに一対一の関係はない。しかし、経済的組織、イデオロギー的組織、軍事組織、政治組織のあいだに大まかな機能区分があり、融合した力の組織のすきまから姿を現すこともある。マルクス主義やウェーバーのように、社会生活をそれぞれが組織と機能、目的と手段で構成されていて相互に外在物のような関係にある分野で成り立っているとみなすことは間違っているとマンはいう。
なお、イデオロギー的な力は、社会的な権威の超越的なビジョンや、究極的な意味を担う人間共通の本質を主張することで人々を統合しようとするが、超越性をそなえるマルクス主義もイデオロギー的な力の実例である。
経済的な力は、社会活動の次の二つの圏域を統合する。1)労働を通じて行う自然への介入で、働く人々の集団を局地的で緊密かつ濃密な協同と搾取に巻き込む 2)自然から取り出された品物は加工と消費によって流通し交換される。これらは拡大包括的（広範囲な領域に分散している人間を最小限度安定的な協同関係へと組織する）かつ複雑であり、経済的な力は、日常生活のルーティンと民衆による実践の両方に接近し、社会中に分岐している通信輸送回路へ接近している。
このように経済的な力はすべての安定的な権力構造にとって本質的な部分であり、これはマルクスが考えたような「歴史の原動機」とはいえないとマンはいう。経済的な力は、他の力の源泉によって形成されてきたのであり、その拡大発展にあたっては所有と協同をめぐる規範に従ってきたが、そうした規範を確立したのは軍事平定およびそれがもたらす強制的協同だった。経済的な力と社会階級を再編成するのは、むしろ軍事的あるいはイデオロギー的な力の構造であるとマンはいう。
軍事的な力は、一点集中化された強制であり、破壊の論理と戦闘を通して、社会形態を決定する。軍事的な力による社会の再編成は、平時においてもなされ、社会的協同の形態が社会的地理的に集中可能な場所では強制を強め、産出高をふやす潜在力がある。アッカドのサルゴン、アッシリアとペルシア、ローマ帝国の「軍団経済」などにおけるように、強制的協同こそが、社会支配の手段であり、個々の労働区域への集中的搾取を強め、社会の集合的な力を増大させる。軍事主導型の古代社会は社会的経済的発展を育んできたのであり、軍事体制は必ずしも単に破壊的ないし寄生的だったのではないとマンはいう。
マルクス主義やウェーバー派は、力の源泉を社会に関する独立の「要因」や「次元」や「レヴェル」としてとらえるが、力の各源泉の前提となっているのは他の諸源泉の存在およびそれらとの相互連結であり、これらの理念型が、社会的現実のなかで純粋に現れることはなく、実際の社会においては、もっと一般的な力の形状をとって、力の源泉の大部分の要素を混在させている。たとえ一時優勢なものがあるにしても、それは社会生活一般から出現し、その線路敷設的・再編成的な力を発動すると、やがて元の社会生活一般と見分けがつかなくなっていくのであって、力の源泉の相互関係を示す明確で定式的で一般的なパターンなどない。したがって、「歴史的唯物論」を支持することはできないし、経済的な力の諸関係は「最終的には必然的」（エンゲルス）でもなく、歴史は「生産様式からの不連続的な継起」（バリバール）でもなく、階級闘争が「歴史の原動機」（マルクス）でもないとマンはいう。

### 階級と国家の起源をめぐる社会進化論
マルクス主義は 階層化と国家の起源をめぐる進化論 (社会進化論)を論じたが、そのような一般的起源など存在しなかったし、これは虚偽の問題であると社会学者マイケル・マンは批判する。
マルクス主義は、国家は階級搾取を強めた最初の財産所有階級によって制定され、私有財産は共有財産から出現したと主張する。このほか、リベラル派（ホッブズ、ロック）や機能主義の理論でも、階層化と国家を合理的な共同性を具現した一種の社会契約とみなし、かつ、利益集団を生活手段と私有財産権をもつ個人とみなしたうえで、私有財産は国家形成に先行し、国家の形成を決定したとみなす。マンはこれら、および軍事攻撃と防御の必要から国家が発生したとする軍事理論にもとづく国家起源論もあわせて批判する。
まず、なぜ現代の国家理論家がその理論を保持するために先史時代にまで突入しなくてはならないのか、なぜマルクス主義は自らの立場を正当化するために国家の起源にこだわるのか、これらの理由は不明であり、のちの時代の国家理論が最初の国家の発生経緯を論証する必要はないとマンはいう。そして、階層化と国家の起源をめぐる進化論は、国家を市民社会の先行的側面へと還元する還元主義である。この社会進化論では、起源と発展との連続性を認めることで国家それ自体が新たに発現する特性があることを否定し、社会階級や軍隊といった利益集団が一緒くたに国家の歴史のなかに書き入れられている。
また、現代までに蓄積されてきた考古学人類学的研究による最初期国家の経験的証拠を踏まえれば、国家の起源には多様性があり、単独要因による説明が幼稚であることがわかる。マルクスらは私有財産と共有財産の対立を絶対視し、原初のコミュニズムから私有財産関係として階層化が出現したと主張したが、これについてはマリノフスキー『未開社会における犯罪と慣習』(1926)やハースコヴィッツ『経済人類学』(1960)が否定しており、R.ファースのポリネシア研究でも、所有権には個人、家族、年齢、村落、 氏族 (クラン)ごとに無数の違いがあることが論証されている。
ジェイムズ・ウッドバーンによれば、狩猟採集社会では、投資と貯蓄が必要な農業社会と異なり、遅延リターン (delayed-return)でなく、即時リターン(immediate-return)に基づく経済システムになっており、人々は財産から切り離され、資源に直接にアクセスできる平等主義的な社会であると論じた。 マンは、この遅れリターン型労働の投資の形態によって所有権は変異すると指摘する。私的財産の不平等は、投資が移動可能であれば発生が早まり、遅れリターン型労働投資が用具に対して行われれば個人あるいは家族の所有を基盤とする狭い財産形態が発展するだろう。これに対して、拡大包括的な協同労働では、集団内の個人や家族が他人を排除して独占的な権利を獲得することは困難であり、排他的な所有は起こりそうもない。
他方、牧畜民や遊牧民では、自然への投資は移動可能な動物に対してなされ、動物は特定の土地に飼育されており、そこでは排他的権利が規範である。牧畜民は飼養動物と牧草地の不均衡には敏感であり、彼らは困窮していても、食べてはいけない動物に対して投資するのであり、もし食べれば集団全体が滅亡する可能性があることを知っている。自然環境からの圧力には差異があり、一部の家族は抹消されるなど、効果的な人口制御作用が働くこともある。こうして牧畜民では、財産私有と共有管理との対立が存在し、人口圧力の差異が不平等と労働収奪を促す可能性があるが、それも個人財産ではなく、多重レベルの構造である系譜的クランで取り決められた家族財産であって、したがって、個人財産も完全な共同財産も見出せないとマンは指摘する。
マルクス主義やトマス・ホッブズやジョン・ロックなどのリベラル派は、国家の起源の理論において、一元的かつ国内的であり、国家形成の連邦的かつ国際的な側面を無視しているし、初期社会における私有財産の重要性を過大視しているとマンは批判する。
マンはこれに関連して、マルクス主義者だったがのちにマルクス主義を批判したカール・ウィットフォーゲルの東洋的専制主義 (オリエンタル・デスポティズム)および水力帝国論についても批判的評価を行なっている。詳細は東洋的専制主義を参照。

## 代表民主制の否定

### ケルゼン
法哲学者ハンス・ケルゼンは、『民主主義の本質と価値』 (1920/1929年）『社会主義と国家』(1920年)などでロシア革命の実態を踏まえてマルクス主義を批判する。レーニンは「国家と革命」などで議会性の廃止を主張したが、ボリシェヴィキがロシア・ソヴィエト憲法で樹立したのは代議制度であったとケルゼンはいう。古代都市国家において直接民主制が可能であったのは、政治的有権者集団と勤労者集団（奴隷）が分離されていたからであるが、近代的な先進国で民意と代表者との結びつきを密接にしようとすれば、むしろ議会性は肥大するとケルゼンはいう。マルクス主義者は「ブルジョワジーの代表制民主主義」を単なる「おしゃべり小屋」にすぎないと否定するが、ソヴィエトやレーテ(評議会）もまた代表機関であり、ピラミッド型の構造をもつ無数の議会であったとケルゼンは指摘する。
マルクス主義では、多数決原理は、利害対立の調整には不適当であるとして否定され、階級対立は、平和的で民主的な調整ではなく、「革命的暴力」によって、つまり、専制的・独裁的に克服すると前提されている。しかし、ケルゼンによれば、多数決原理の否定とは、妥協の否定であり、妥協とは、社会秩序を創造する自由の理念に基づいた、理念的な全員一致への現実的な近似値であり、従って、マルクス主義による多数決原理の否定は合理的には正当化されえない。
民主主義こそが権力状況に適合した唯一の表現形態であり、左右に振れる政治的振り子が最後に戻っていく静止点であるとケルゼンはいう。マルクス主義は、階級対立を流血革命によって解決しようとして破局に導いたが、議会制民主主義では対立を平和的、漸進的に調整していこうとする。議会制民主主義のイデオロギーとは、社会的現実においては到達できない自由であるが、その現実は平和である。
マルクス主義は、多数決原理にもとづく「ブルジョワ民主主義」に対して、平等量の財産を保障する「プロレタリア民主主義」と対置するが、ケルゼンはこのような対置は否定されねばならないという。ケルゼンによれば、民主主義の第一義的な理念とは、平等ではなくて、自由の価値である。歴史上、民主主義をめぐる闘争とは、政治的自由をめぐる闘争であり、民衆の立法・執行への参与を求める闘争であった。万人は、可能な限り、そして平等に自由でなければならないし、平等に国家意志の形成に参与すべきであるとケルゼンはいう。
ボルシェヴィズムは、「形式的民主主義」に対立する社会的民主主義を実現すると称し、「社会的正義の実現者」を名目とした独裁体制を「真の民主主義」であると標榜するが、これは自由の観念を正義の観念へのすり替えであり、現代民主主義をもたらした人々の功績への不当な誹謗であるとケルゼンは批判する。
マルクスらは圧倒的多数を占めるプロレタリアが階級状況を自覚すれば、多数決によって権力を掌握できるとし、民主主義とプロレタリア独裁が両立しうると考えていた。しかし、19世紀の民主主義の発展において、プロレタリアは国民の圧倒的多数にはならなかったし、それどころか、プロレタリアによる社会主義が権力独占を達成した国においてさえも、プロレタリアは少数にとどまった。この事実によって、マルクス主義政党は、「民主主義では権力は掌握できない」として民主主義の理想を放棄し、政治的ドグマの絶対主義、およびそのドグマを体現する政党による絶対主義的支配という独裁制となった。しかし、万人に超越する「絶対善」の権威に対して、人々は服従以外の態度はありえない。
マルクス主義の絶対主義的世界観に対して、民主主義は、批判的な相対主義的世界観を前提とし、それゆえに、すべての人間は、他者に対して常に場所を譲る用意をし、万人の政治的意志は平等に評価されなければならない。民主主義では、特定の政治的主張の価値は相対的であり、政治綱領や政治信念による絶対的支配を求めることはできないとケルゼンはいう。民主主義は、政治的絶対主義に対立する政治的相対主義の表現であって、あらゆる政治的信念に対する平等な表現の機会、自由競争の機会を与える。
共産党宣言は、革命によってプロレタリアを支配階級に高めて民主制を闘い取ると宣言するが、ケルゼンは、多党制においては、プロレタリアの支配を樹立する目的のために、「民主主義を闘い取る」ことは、目的を実現する手段とはならないという。ケルゼンによれば、国民が普通選挙を通じて政治参加する民主制においては、労働者も、雇用者も、プロレタリアも、ブルジョワジーも政治的に同権であるため、政治的には階級支配は生じない。
共産主義者は、プロレタリアの心を独裁に向かわせるために、民主主義を誹謗し、民主主義への信頼を失墜させようとするが、プロレタリアの政治的向上に適合した体制とは、民主主義であるとケルゼンは主張する。

### ドムホフ
マルクス主義者にとって、国家は私有財産を保護する支配構造であるが、政治社会学者のG.W.ドムホフによれば、考古学的および歴史学は、国家が階級闘争と私有財産の台頭に起源を持つという主張を支持していないし、初期の国家は、穀物など食料を集団で保管し、社会維持の機能を持った宗教と政治が混合した機関であり、これは狩猟採集の集団に比べて、都市的な生活を発展させ、また規制する機能もあった。ドムホフはまた、国家の性質を変化させる最大の要因は、階級対立による社会の変化よりも、他の部族、国家に対する共通の防御の必要性であったとして、マルクス主義は、国家の政治的宗教的側面を見ないために、集団や階級の行動を形成する際に愛国的および宗教的感情が果たす役割を軽視し、階級間にも共通の社会的絆が存在する可能性についても過小評価していると批判する。
マルクス主義は、資本家が一見公正な市場メカニズムを通じて剰余価値を利用するように、代表民主制(間接民主制)においても労働者の政治力が利用されるとし、代表民主制は、市場と同様の神秘化から生じた幻想であるとして軽視する。たとえば、マルクス主義者のスタンリー・ムーアは 「資本主義民主主義批判」 (1957)において、資本主義的交換の形式的な自由と平等の下には、資本家による生産手段に対する独占と搾取が横たわっているが、それと同様に、ブルジョアの民主的選挙における形式的な自由と平等の下には、資本家のエージェントがによる強制手段に対する独占と、官僚行政による抑圧があるとして、資本主義にとって代表民主制は最適であると論じた。
マルクス主義経済学者のジェームズ・オコナーによれば、「リベラルな民主主義国家」とは、国家の非民主的な側面を民主的な仮面によって隠蔽している資本主義の武器であり、自由な議会とは市場における自由の政治的対応物にすぎず、官僚制は工場における資本主義的分業の対応物であるという。オコナーの考えは、21世紀の環境保護原理主義 （Radical environmentalism）や、世界グローバル正義運動(global justice movement)のメンバーにも共有されている。
こうして、マルクス主義では、リベラルな自由 （liberal freedom)とは、労働者階級を抑圧するベールであり、質的に搾取的であって、代表民主制は偽物だとされるため、マルクス主義者が自由主義者との連合に参加することは困難になる。
マルクス主義は人々自身が決定を下す直接民主制による解決を目指すが、これは「ソビエト」(自然発生的に形成された労働者・農民・兵士の評議会）という言葉の意味であったが、ソビエト連邦の歴史的経験としては、そのような自発的な集団が共産党員によって独裁的に支配されたことを示す。
1960年代の新左翼や女性運動での「参加型民主主義」においても、対等な人々の開かれた参加を目指したが、カリスマ的なメンバーによる権力構造を形成し、フェミニストのジョー・フリーマンのいう「構造のない専制政治」が出現した。フリーマンは自らのフェミニスト運動体験から、リーダーシップによるヒエラルキーと構造化された分業が拒絶され、これによって非公式の権力構造がつくられてしまい、「指導者」の存在を形式的に否定することはむしろ悪質な権力体制をもたらしてしまうと分析した。
また、マルクス主義の資本主義の必然的な失敗への確固たる信念あるいは過剰な強調は、社会主義陣営におけるエリート主義的思考を生み出したし、国ごとの選挙制度の違いがあるという現実を真剣に受け止めることを困難にした。1917年から1990年までマルクス・レーニン主義者は、危機は資本主義の崩壊を早めるため、「状況が悪いほど良い」と信じた。実際、1930年代のドイツ共産党は「ヒトラーの後で、我々が来る」というスローガンによって社会民主党との連立を拒否したように、こうした信念の誤りは、ドイツの歴史が証明している。
ドムホフによれば、マルクス・レーニン主義者、トロツキスト、毛沢東主義者)による代表民主制の無視は、政治に対する破壊的で議会外のアプローチにつながり、民主的資本主義国のほとんどの市民を遠ざける。このような社会主義および社会運動の歴史の経験から、より深刻な問題を回避するためには、選挙による指導者の選出は必要であるし、代議制民主主義と立法府という制度は、独裁国家の潜在力に対抗する数少ない対抗手段であり、「神秘化された階級支配」として却下されるべきではないとドムホフはいう。

### ロールズ

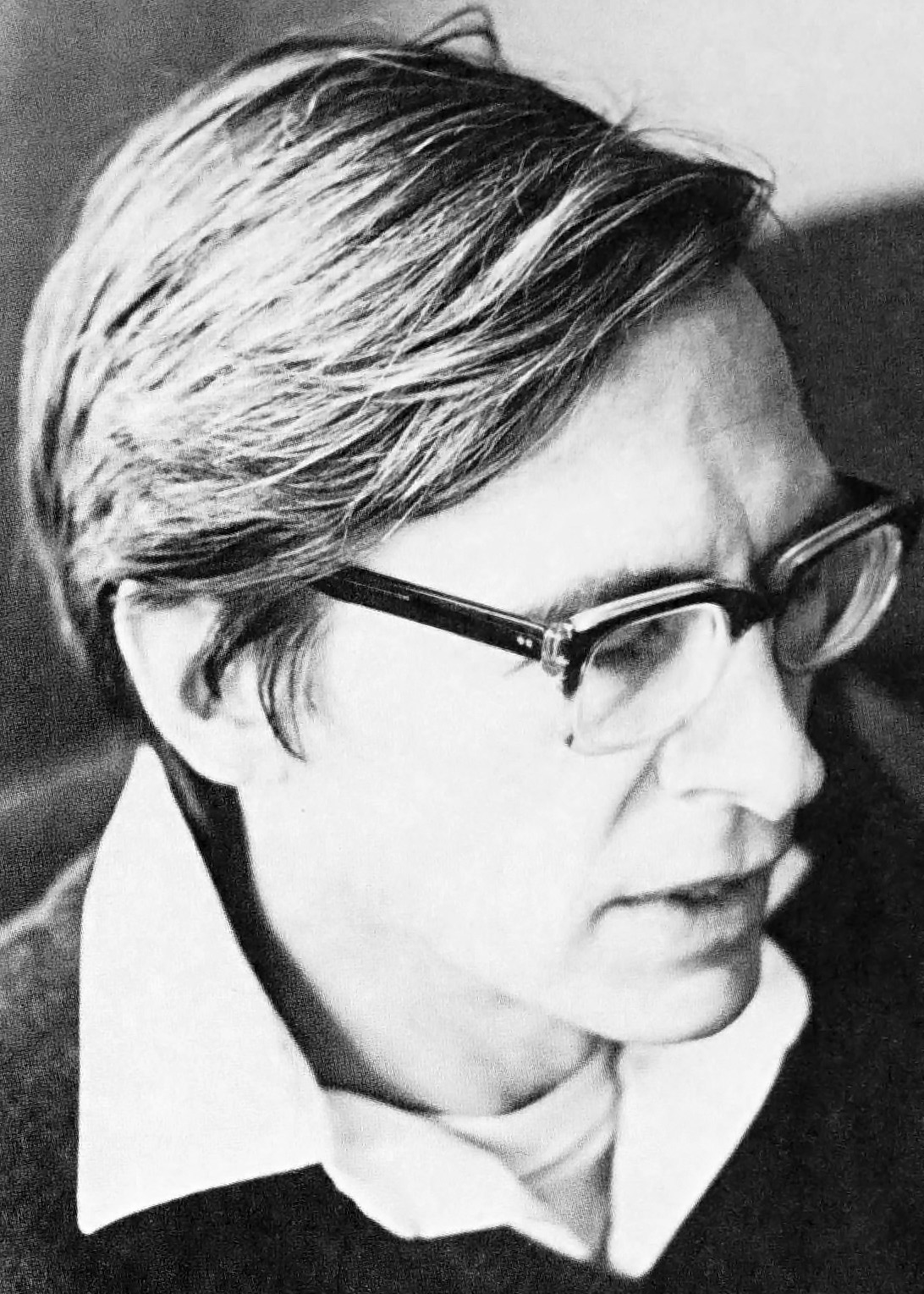
ジョン・ロールズ

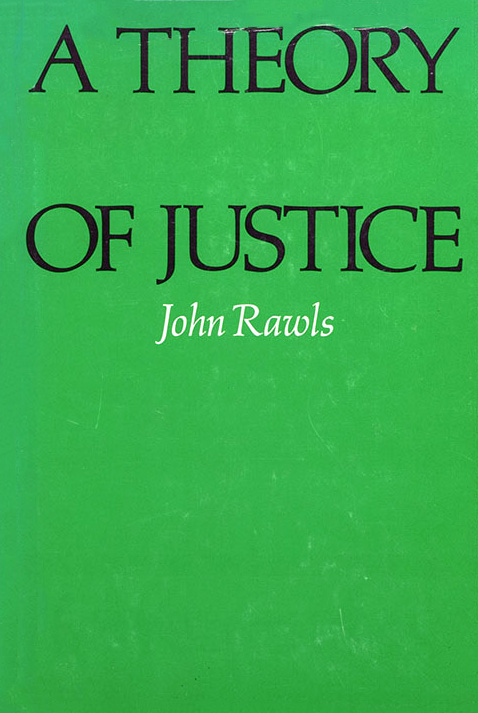
ロールズの主著『正義論』

政治哲学者ジョン・ロールズは、マルクスが、自由放任型の資本主義には重大な欠陥があり、根本的に改善されねばならないと指摘したことは重大な意義があるとしながらも、マルクス主義の政治思想を批判する。マルクス主義では、リベラリズム (自由主義)がいう基本権と自由が保護するものは、資本主義世界における市民たちのエゴイズムにすぎないとされるが、秩序ある財産所有のデモクラシー（財産所有制民主主義）では、基本権と自由は、自由かつ平等な市民のもつ高次の関心をうまく表現し保護するものであり、生産のための資産を私有することは、基本権ではないが、現存する条件では、その権利を許容することが正義の諸原理を満足するための有効な方法であるとロールズはいう。
また、マルクス主義は、立憲体制における権利と自由を形式的だと批判するが、政治的自由の公正な価値によってすべての市民は、社会的地位を問わず、政治的影響力を行使するための公正な機会を保障されることが可能であり、これは公正としての正義がもつ本質的な平等主義的特徴の一つであるとロールズは反論する。
また、マルクス主義は、私的財産を許容する立憲体制が保証するのは、消極的自由（他人に邪魔されずに行為する自由に関連する自由）だけであるとも批判するが、ロールズは、これに対して、財産所有のデモクラシーの背景にある制度は、公正な機会の平等および格差原理と、あるいは別の原理と組み合わせることで、積極的自由（自己実現につながる可能な選択や行動に対して障害がないことに関する自由）に対しても適切な保護を与えると回答する。また、ロールズは、資本主義における分業では、労働から意味が奪われるというマルクスの批判に対しては、財産所有のデモクラシーの諸制度が実現されれば大部分克服されると答える。
ロールズは、ソ連のような中央指令的社会主義は失墜したし、そもそもそれが説得力のある教義であったためしはないが、一方で、政治的自由の公正な価値がともなう立憲デモクラシー、法によって保障される自由競争のある市場システム、企業が労働者や、株所有を通じて一般の人にも所有され、選挙によって選ばれた経営者によって経営されることの推進、生産手段および天然資源が広範囲で多少なりとも平等に分配されることを確保される所有システムなどの諸特徴をもつLiberal socialism (リベラルな社会主義)は、価値ある見解であるという。

### セン

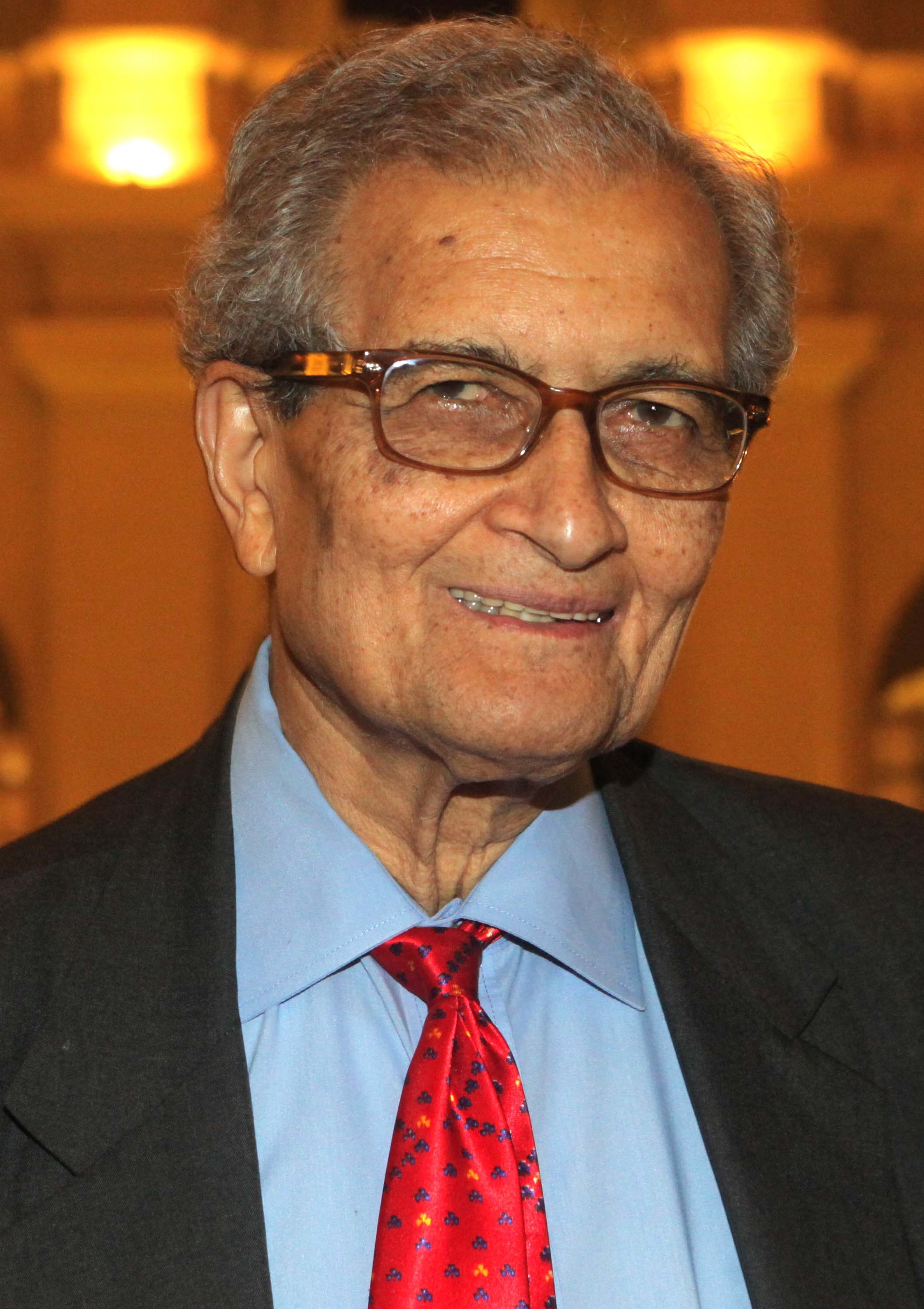
アマルティア・セン

インドの経済学・哲学者アマルティア・センは、若いころに1943年のベンガル飢饉を体験した。200万-300万が死亡したこの飢饉は階級に左右された性質をもっており、センは、政治的左翼が弱者に示す思いやりや平等主義に魅了され、インド共産党に近いインド学生連盟に加わった。しかし、標準的な左翼政治は、社会への思いやり、道徳的倫理的に高潔な観点を持っていたものの、自由を重視する多元主義を認めるような民主的な手続きには懐疑的で、民主主義の制度は「ブルジョワ民主主義」だと批判した。左翼は、世界の民主主義に金銭の非道な力が伴ってきたことを見抜いてはいたものの、政治的寛容さを「意思の弱さ」や政治的指導力の支障になるとみなすなど、「ブルジョワ民主主義」に代わる権威主義的な一党独裁の卑劣な悪用の問題などが十分に見直されることはなかったとセンはいう。センは、反対意見や異議がもつ建設的な役割への確信を深め、全般的な寛容や多元主義への信念を抱くようになった。すでに1950年代には、判断力を持つ者には、ソ連の粛清や裁判が身に覚えのない罪を強制的に自白させられ、不当な刑罰に処されたこと以外のことを意味するとは考えにくかったのであり、ロシアにはどんな圧政もなく「人民の民主的な意思」だけで営まれていると考える左翼の信念は理解しがたいほど世間しらずだったとセンは批判する。マルクス主義に失望したセンはどんな政党の党員にも決してならないと決心している。
またセンは、マルクス自身の分析の欠陥も指摘している。センは、マルクスの経済分析に比べて、政治組織に対するマルクスの精査は奇妙なほどに初歩的だったとし、「プロレタリア独裁」にしてもプロレタリアの要求がどんなものか、どんなものであるべきかは、中途半端にしか特徴づけががなされておらず、独裁制のもとでの実際の政治的取り決めがどう機能するかもほとんど説明されていないし、マルクスには、人々の選好と優先順位から実際の社会的決定や行政措置までどう進めるのかという社会的選択の問題への関心が著しく欠落していたと批判する。センによれば、共産党政権の権威主義的な実践について、これらの政権はマルクスが考案したのでも、推奨したものでもないので、マルクスを非難するのは公平ではないが、権力がどのように分配・行使されるのかについてマルクスが語りたがらなかったことが、資本主義後の社会に権威主義的なものが危ういかたちで埋められかねないことを察するだけの理由が、マルクスにはまちがいなくあったし、実際、野党勢力が果たす建設的な役割はマルクスの眼中にはなかった。マルクスは選択の自由に関心を持っていたものの、政治的組織と権威主義に対抗する予防手段を軽視し、圧力団体の役割や政治権力の抑制などが考慮されず、自由の要求も歪められた。マルクス主義政権につきまとう自由の欠如は、権力や圧力団体に関してマルクスが口をつぐんだ結果であり、自由の欠如が幅を利かせるのに好都合な雰囲気がうまれたとセンは指摘する。
センによれば、マルクスは、各人の仕事や生産性よりもその必要に応じて報酬が支払われるという「必要原理」を論じた。マルクスは人によってそれぞれ必要の違いがあることを軽視しているが、仕事への意欲を保つことの困難さや、近い将来に必要原理にもとづく制度の実現は不可能だろうとも認めてもいる。またマルクスはゴータ綱領批判において、人がただの労働者として生産するという観点からのみ平等の権利を解釈することで、その人がもつ別の側面やアイデンティティを配慮していないことを批判し、人間を一元的に見ることを避けようともしていた。しかし、マルクスの必要原理は、毛沢東の大躍進政策においてもちだされ、協力的で無私の文化が育つのを待たずして押し付け、失敗におわった。さらに毛は文化大革命で必要原理を強制し、急進的な変化を起こそうとして再び失敗したとセンはいう。他方で、必要原理は、1948年にイギリスが導入した国民保健サービス (NHS)など第二次世界大戦後のヨーロッパの福祉国家に深い影響を与えもした。
マルクスは代替経済の強力な源泉としてみなせるが、マルクスを狭義に決まりきった観点から見ることには危険がある。たとえば、「唯物論者」マルクスは、「観念（アイデア、思想）」の重要性を否定したとみる見方は、観念と物質的状況との双方向の関係を強調していたマルクスを誤解しているし、社会的理解には観念（アイデア)は広範な役割を果たすとセンはいう。唯物論的な歴史学者ルイス・ネイミアは、人間の行動は物質的な関心、とりわけ利己心によって動機づけられると考えたが、ホブズボームは、このような粗雑な唯物論に対して、マルクス主義は、歴史とは、物質的環境の反映であるのと同じくらい、アイデアをめぐる争いでもあることを思い出させなくてはならないと論じたが、センはこれに同意する。利己心は主流経済学でも重視されていたが、センはこれを粗雑で間違った見方だと考えた。マルクスは多様な動機や、協力的な価値観について書いており、マルクスの思想を単純な決まり文句で狭めること、とくに唯物論を利己心に関する理論として優先的にみなすことを避けるべきだとセンは指摘する。
1950年代にマルクス主義は、文学・経済学・歴史学において決まりきった体制順応主義的（ここでいう「体制」は当時流行していたマルクス主義を指す）な分析に没頭していたが、それらは知性の放棄であり、マルクス主義を機械的に実践する人々が要求する決まりきった学習をセンは拒絶した。たとえば、当時絶賛されていたマルクス主義生物学者J・B・S・ホールデンの「レーニンからわれわれの社会の間違いを教えられて以来、私はもう酸化マグネシウムを必要とはしなくなった」という発言をカルカッタの左翼は好んで引用したが、このような「政治的敬虔さ　（盲信）」と袂を分つ必要があったとセンは述べる。
また、センと親しかった経済学者ピエロ・スラッファはマルクス主義者で、グラムシとも親しかったが、個人の自由を「ブルジョワ的自由」として見下す共産党や権威的左翼の傾向を批判していたことをセンは記している。スラッファは、自由こそ労働者が最も必要としているものであり、この先あらゆるものを獲得するうえで欠かせない条件であり、イタリア共産党機関紙ウニタのように「ブルジョワ的自由」を軽蔑することは間違っていると批判した。
センは、若いころのマルクスは報道の自由を論じ、言論の自由を強く擁護していたにも関わらず、共産主義運動において、そしてソ連、中国、キューバ、ベトナムなど共産党が政権をにぎったほぼどの国でも、個人の自由にわずかしか理解を示さなかったのはなぜなのか、問題であり続けているとセンはいう。

## イデオロギー論
マルクスにとってイデオロギー的信念とは、階級社会において広く共有され、長期にわたって支配的あるいは優位な考えを指す。マルクスは、階級分化した社会で深刻な階級対立がないことに困惑したが、イデオロギーによって階級分化した社会の「安定性」は維持されていると考え、また個人がイデオロギー的な思考様式に永久に囚われるとは考えなかった。しかし、多くの論者は、マルクスのイデオロギー論には競合し、矛盾する説明が混在していると指摘する。たとえば、マルクスのイデオロギー論には、ある集団の信念を人類学的に研究する記述的な説明、集団の成員に意味とアイデンティティを与える世界観としての説明、個人を解放しようとする批判的説明の三種があると指摘される。
マルクスのイデオロギー論は広く影響力を持ったが、実際にはマルクスの著作にイデオロギーに関する記述はほとんどなく、僅かな所見も不完全で不明瞭である。死後出版された『ドイツ・イデオロギー』草稿などで、イデオロギーはカメラ・オブスクラ（像を逆さまにして内部のスクリーンに映し出す光学装置)のように個人と社会状況との関係の反転を伴うものと論じられ、読者を魅了したが、一方でイデオロギーは必ずしも光を生み出すことはないとも語られている。哲学者ジョナサン・ウルフとD.レオポルドは、マルクスの著作には、イデオロギーに関する明確で持続的な論説が存在しないと述べている。
また、法学者ハンス・ケルゼンは、マルクスおよびマルクス主義は「社会的真実」としての社会主義の正義を主張するが、その「社会的真実」も社会的現実のなかへ投げ入れられた彼自身のイデオロギーにほかならず、こうした前提は、事実に絶対的価値が内在しているという自然法論と同様の自然主義的誤謬に陥っていると批判する。
社会学者ダニエル・ベルは「イデオロギーの終焉」(1960)で、マルクス主義は窮乏化による階級闘争論を唱えるが、現代社会は技術革新によって生産力の飛躍的な発展をとげており、労働者の経済的貧困が解消に向かうことで、政治は絶対的な帰依を求めるイデオロギーではなく，利益集団間の妥協による市民政治に姿を変えていくと論じ、マルクス主義のような青写真に従って社会全体を変革するという思考様式や絶対的信念は破産したと批判した。
社会学者アンソニー・ギデンズは、マルクス主義は、それ自体がイデオロギーになりやすいことを実証してきたし、この弱点を克服することもできなかったと指摘している。
経済学者トマ・ピケティは、『資本とイデオロギー』(2022年）　において、マルクス主義では、社会のイデオロギー的な上部構造は、経済的な力と生産関係の状態によって、機械論的に決定されるが、思想の領域、政治イデオロギーの領域は、自律的であると批判する。たとえば、封建主義から資本主義への移行が産業革命への機械的な反応として生じたという理論では、さまざまな地域で実際に観察された政治イデオロギーが示す複雑性や多様性を説明できないし、植民地を持った地域と、植民地化された地域の間の違いも、その後の歴史段階を説明することも理解することもできない。その後何が起きたかを注意深く見れば、別の道が常に存在したことがわかるし、開発のあらゆる水準で、経済的、社会的、政治的な仕組みは様々に構築できる。財産制度、税制、教育制度、公的・民間の債務の取り扱い、コミュニティなどを調整する方法は無数にあるし、社会を構成する権力や財産関係をまとめるやりかたは常にいくつか存在する。財産関係がいろいろな形で組織できるということを明確に述べる方が、次に何がくるかを説明せずに資本主義を破壊すると脅すよりも、資本主義を超えるためには有益であるとピケティはいう。

## 植民地主義・ヨーロッパ中心主義

### オリエンタリズム
マルクスは1853年にイギリスはアジアを破壊することによって、アジアにおける真の社会革命を可能にしつつあると述べた。
マルクスは1853年6月25日『ニューヨーク・デイリー・トリビューン』紙に発表した「イギリスのインド支配」で次のように論じた。
ここでマルクスはインド人が伝統的な生活を失うことは「人間感情にとって胸いたむ」としながら、イギリスがどれほど罪を犯したとしてもその革命的な役割があったと主張した。パレスチナ系アメリカ人の文学者エドワード・サイードは『オリエンタリズム』(1978)において、マルクスのこうした発言を批判する。サイードはマルクスのこのような論説をみると、東洋社会が力ずくで変化させられていく過程で東洋人（オリエンタルズ）がこうむる苦難に対し、我々が同じ人間として当然感じるいとわしさと、この変化が歴史的必然であるという認識とを、いかにして両立させるかという困難な問題に直面せざをえないと指摘する。同論説でマルクスはゲーテの『西東詩集』から「この苦しみがわれらの快楽をますからには、どうしてそれがわれらの心を苦しめよう。ティムールの支配も無数の命を滅ぼしたのではなかったか」を引用しているが、ここにマルクスにとってのオリエント（東洋）概念が、人間的題材としてというよりもロマン主義的救済事業の一要素として重要であることが示されており、マルクスがインドの人々の惨状に同情したとしても、マルクスの分析は標準的なオリエンタリズム的企てと合致しているとサイードは指摘する。
さらにマルクスは、同年8月の「イギリスのインド支配の将来の結果」では次のように主張した。
サイードは、このように根本的に生命力の欠乏したアジアを再生させるという考え方が純然たるロマン主義的オリエンタリズムの一種であることはいうまでもないが、マルクスの倫理的観点や、人間としての同情心はどこに消えたのか、と問う。
サイードによれば、マルクスはジョン・スチュアート・ミルと同様のパラドックスを抱えており、ミルもインドが文明においてヨーロッパに劣っているために自分の先進的な意見をインドに適用できないと言明している。ミルは『代議制統治論』(1861)で、インドのような従属国では、代議制による統治の代わりに、文明化された支配国による統治や支配国がその目的のために委任した人物による統治が必要であり正当であると主張した。
サイードによれば、オリエンタリストとは、オリエントに語らせ、オリエントについて記述し、オリエントの秘めたるものを西洋のために西洋に対してあばく人間であるが、この外在性こそがオリエンタリズムの前提条件である。オリエンタリズムのテクストにおいて、オリエントの「あるがまま」の描写としての表象（representation)でななく、代替としての表象の形跡にサイードは力点を置く。表象の外在性を支配しているのは、「もしオリエントがみずから表象できるものなら実際にそうしていることだろう。オリエントにはそれができないからこそ、表象という仕事が、西洋のために、またやむをえず、哀れな東洋のためになされる」という陳腐な決まり文句の何らかの言い換えである。ここでサイードは、マルクスが著書『ルイ・ボナパルトのブリュメール18日』(1852年)でフランス小農民（分割地農民）について述べた「彼らは、自分で自分を表現することができず、だれかに代表してもらわなければならない」という言明を引用している。マルクスは同書で次のように論じた。
マルクスはここでルイ＝ナポレオン・ボナパルト (ナポレオン3世)の1851年のクーデターを支持したフランス小農民を「階級」ではないがゆえに、革命的でなく、彼らの代表者であるルイ＝ボナパルトの権力を支持する保守的な農民として批判している。フランス小農民という非革命的な存在とその表象（代表）への論じ方と、翌年に発表したインド論で非革命的なインド人に対するイギリスの支配と破壊が革命的な役割を持つというマルクスの論理には共通する点があることが示唆されている。
サイードによれば、オリエンタリストは他の多くの19世紀の思想家と同様、人間を広範な集合の見地からとらえ、抽象的一般概念として思い描き、個人としての人間を論じるかわりに、ヘルダー流の民衆帰属説に根ざす人工的存在様態の影響下にある。その
「抽象的一般概念」にあるのは、「東洋人」「アジア人」「セム族」「イスラム教徒」「アラブ人」「ユダヤ人」、人種、メンタリティー、民族といったもので、これはルナンに見られたような類型化の所産である。「ヨーロッパ」と「アジア」、あるいは「西洋」と「東洋」という区分は、人間の多様性に由来するあらゆる差異を大まかなレッテルのもとに家畜の群を分けるようにして、人間をひとつかふたつの究極的で集合的な抽象概念に還元してしまうが、マルクスにとっても、人間の実存的アイデンティティーよりも、集合的概念としてのオリエントを用いる方が容易だったとサイードはいう。「西洋」と「東洋」のあいだでは、厖大な数の無名の人間を集約することだけが問題とされ、実際にそこに存在したのも、無名の人間の集合体にすぎず、両者間のそれ以外の交流は行われる余地はなかった。
サイードはマルクスにあった個人としての心情が、アジアのなかに集合的・公的概念になってしまう以前の個別性を見出していたとしても、マルクスが用いた語彙のなかに潜む検閲によって、その個別性は手放されたとも指摘する。オリエンタリズムの学問が築き上げた、東洋に関する知識（たとえば「西東詩集」）による定義に出会ったことで、「それらの人々は苦しむことがない」、彼ら「東洋人」は今までとは違ったやり方で扱わなければならないとされたのであって、マルクスにおいても、オリエンタリズムの語彙記述上（レキシコグラフィカル）の警察行動に屈服して、人々への同情的な感情は消滅し、個々の経験は放逐されたのだった。マルクスも、オリエンタリズムの内部で堅固なものとされ、東洋に関する陳述を支配するようになっていた著述の集合体に安易に依存しており、サシやルナンのように、19世紀には近代的な専門用語が確立された結果、オリエントは論理的なアイデンティティを持たされ、西洋に対して平等ならざるものとなった。非オリエンタリストの参入が崩壊させられ、ついでオリエンタリズムの一般化によって侵害された事例がマルクスであり、オリエンタリズムに固有の語彙記述機能や制度が強化されていった過程を考察する材料となったとサイードはいう。また、サシやルナンといった書斎派とは別に、オリエントに居住し、オリエントの現実と実存的な接触をもった伝統があり、アンクティル=デュペロン、ウィリアム・ジョーンズ、ナポレオンの遠征はその伝統の最初期の輪郭を規定するが、この輪郭は、ヨーロッパの権力の輪郭であるとサイードは指摘する。オリエントに居住するということは、普通の一市民としてでなく、ヨーロッパ人の代表として特権的な生活を営むということであり、またヨーロッパの帝国はオリエントを軍事的経済的そして文化的に両椀でしっかりと抱え込む。この伝統は、書斎派の研究と一体となり、恐るべき図書館を構築し、マルクスでさえも反抗できず、避けて通ることもできなかった。
サイードによれば、マルクスは、ヴィーコ、ヘーゲル、ランケ、ディルタイらと同様の歴史主義であり、これはオリエンタリズムの認識論的基盤の一つをなしている。ここで歴史主義とは、人類を統合する唯一の人類史が、ヨーロッパという有利な高みに収束し、またその高みから観察されることを意味し、したがってまた、ヨーロッパによって観察・記録されなかった歴史は、人類学・政治経済学・言語学によって組み込まれるまでは見失われていたものだった。
その後、ブローデル、ウォーラーステイン、ペリー・アンダーソン、エリック・ウルフらは「歴史なき民」を回復させる試みを行ったが、ヨーロッパによる「他者」の非共時的諸体験を扱う能力が増大したにも関わらず、ヨーロッパの帝国主義と、多様に構成された知識とのあいだの関係を問題にすることは避けられている。歴史主義は、西洋の帝国主義イデオロギーと帝国主義批判を包摂したものの、他方でなお帝国主義の現実的実践が行われ、領土や人間の蓄積、経済の統御、歴史の併合と画一化が維持され、両者のむすびつきに関する基本レベルにおける認識論的批判は行われなかった。イデオロギー的に反帝国主義の立場にあるはずの世界史においても、帝国主義と密接に関わるオリエンタリズムや民族誌などの文化的実践に対して注意が払われることはなく、したがって、ひとつの学問領域としての世界史において力点が置かれてきた経済的政治的実践は、世界史が生み出す知識とは隔絶し、またそうした知識から影響を受けないものとして定義される。その結果、資本主義や絶対主義の系譜に関する理論は、三世代前のオリエンタリストや植民地旅行家の観察に依拠し、したがってまた、非共時的な発展・歴史・文化・人間を一様化する同化・併合の世界史的図式に依拠すし、こうして世界史の同化的実践を、一方でオリエンタリズムの知識と、他方で非ヨーロッパ的・周縁的世界に対する西洋のヘゲモニーと結びつけている制度的文化的学問的手段への認識論的批判は、それらの理論によって封じ込められ抑圧されるとサイードは論じる。
ブライアン・ターナーは、単一という概念に対立する複数の客体を対象とするために、マルクス主義的＝歴史主義的思考にみられる二極性と二項対立（主意説対決定論、アジア的社会対西洋社会、変化対静止）を乗り越える必要があると批判した。サイードによれば、従来オリエンタリズムや歴史主義、本質主義的普遍主義によって支配されてきた一元的分野を解体し、分解し、方法論的批判的に再理解しようとするプロセスに進歩がみられたが、この分解と脱中心化は、純粋な方法論あるいは純粋な状況対応も目指してはいない。たとえば植民地主義と学術的オリエンタリズムの専制的結合状況に対応するのに、土着イデオロギーや土着主義的感情の連携を提案するだけでは不十分であるが、これはイランやパレスチナ闘争を支援する際に多くの反帝国主義者が陥った陥穽であり、彼らはホメイニ体制の忌まわしい行為について言うべきことがないと感じたり、パレスチナの革命主義の決まり文句やレバノン瓦解後の胸糞の悪くなる武闘主義の決まり文句に頼った。分解と脱中心化のプロセスは、古いマルクス主義や世界史学のレトリックを再利用することで済ますことはできず、現在では的外れな古い概念モデルの優越性を再確立することによって達成されるものの、その価値は疑わしいとサイードは批判する。歴史主義の素材を分散させ、再配置して、根本的に異なった知の対象とその追求という形に変化させないかぎりその先へ進むことはできず、支配そしてまた歴史主義の体系、および還元的・実用主義的・機能主義的諸理論に付随する職業的排他主義から自由でいるために闘うのでない限り、新しい知のプロジェクトは形成されえないとサイードは主張した。

### マルクスとエンゲルスによる植民地主義
前述したように、マルクスは「インドがイギリス人に征服されるよりも、トルコ人、ペルシア人、ロシア人に征服されたほうがましかどうか」が問題なのだとし、イギリスはインドに政治統合、近代産業、電信網をもたらすだろうし、インドの家父長制が、東洋的専制政治の基盤となり、人間を迷信に閉じ込め、カーストや奴隷制を持っていることを忘れてはならないと主張し、イギリスによるインド支配を肯定した。マルクスは「インド社会にはなんの歴史もない」として、インド人は歴史を持たず、強制的に解放する必要があると論じ、古いアジア社会を全滅させ、西洋社会の物質的基礎を敷くことで彼らは再生されると論じた。1857年のインド大反乱については、インド反乱軍の残虐さはイギリス帝国からの虐待が背景にあるとは語ったものの、マルクスもエンゲルスも、経済的進歩と近代性は原住民の自治よりも優先すると考え、インドの独立闘争を支援しなかった。一方、エンゲルスは、ドイツとロシアによるポーランドの抑圧は、民主的な自決の否定であると論じた。
こうしたマルクスのインド植民地に関する考察は、20世紀の帝国主義論とはほとんど共通点がないと歴史学者スパーバーは指摘する。インドの経済学・哲学者アマルティア・センも、マルクスのインドには抜本的改革が必要だとする指摘は正しいが、イギリスによるインド征服がインドにとって近代世界への唯一の窓だというマルクスの推測には重大な欠陥があると批判する。センによれば、当時インドが必要としていたのは建設的なグローバル化であって、帝国主義による支配ではない。それに、インドは古くから外の世界と思想や物資を交換してきた。移民も古代から受け入れてきた。ユダヤ人は1世紀のエルサレム陥落後から何百年も続けてインドに移住してきたし、サスーン家のように中東からのユダヤ人も18世紀に移住してきた。4世紀には迫害されたキリスト教徒が、8世紀にはイランに迫害されたパールシー教徒や、アルメニア人も移住してきたし、ムスリムのアラブ商人もムスリムの征服よりはるか以前にやってきた。18世紀にイギリス東インド会社がインド征服にのりだしたとき、1757年のプラッシーの戦いのころには、すでにヨーロッパ諸国から実業家、商人、専門職人がインドに定住していたのであり、また、日本も帝国主義に屈することなく、強制的グローバル化を待たずに、西洋から学んで制度改革を実行したのであり、したがって、帝国の支配下に置かれることは、外国との関係を作り、そこから物事を学ぶ唯一の方法とはいえないとセンは批判する。
エンゲルスは、西ヨーロッパ人は、アフリカ人、スラヴ人、アラブ人、アメリカの奴隷よりも文明的で進歩的、文化的だとみなした。さらに、エンゲルスの会社紡績企業「エルメン＆エンゲルス商会」の利益は、植民地なしにはありえないものだった。アメリカの奴隷制農園の綿花はインドに輸出されたのに対して、インドのキャラコには関税をかけて輸入を規制されていた。1857年のインドの反乱以後、綿業主はインドをさらに服従させるよう軍事予算の拡大を主張したが、エンゲルスも多大な利益をえていた。エンゲルスはイギリスの労働者が世界市場と植民地を独占し、帝国の儲けを着服していると非難したが、自分自身の帝国内での立場と偽善行為に明確に疑問の目を向けることはしなかったと歴史学者ハントは指摘している。
一方でエンゲルスは1860年のアヘン戦争ではイギリスに対する中国人の闘争を支持し、以降、ジャマイカのモラント湾暴動を鎮圧したエア総督の残虐さを憂慮したり、アルジェリアのアラブとカビル族の抵抗を賞賛するようになり、プロレタリア主導の植民地抵抗を展望した。また、アメリカ南北戦争では北軍を支持し、ドイツのユダヤ人迫害を非難した。

### マルクス主義におけるヨーロッパ中心主義
従属理論や世界システム論は、マルクス主義のなかのヨーロッパ中心主義を批判した。
マルクスの発展段階説では、アジア的生産様式、古代的生産様式、封建的生産様式、近代ブルジョワ的生産様式 (資本制)へと発展し、将来は共産主義に至るとされ、ヨーロッパの近代の優位性を特権的なものとみなし、停滞し、専制的な東洋と対比した(東洋的専制主義) 。
しかし、人類学者のジャック・グッディは、封建制への移行が進歩的と呼べるか疑問であるとグッディはいう。たとえば、ローマ帝国の崩壊によって、国家による支配が消滅し、封建制でなく、小作農を基盤とする生活様式へと移行した。当時の小作農は地主への地代も、国への税金も支払う必要がなく、封建制よりも暮らしむきはよく、やがて教会による包括的な支配が再構築されていったが、これは以前存在した支配構造を再構築したものであったし、都市生活、農業、貿易、知識体系、文字の使用といった点ではむしろ後退していたのであり、こうした過程を進歩的と考えるのは困難であるとグッディはいう。封建制は、西欧特有ではなく、アジアでも広範に観察でき、中央集権化された政治制度の分散化した形態である。中世において社会的文化的に遅れていたのは西欧であった。ヨーロッパがアジアに追いついたのはルネサンス時代であったが、それより前にイタリアで商業文化と技術が発達し、軍事面、貿易面でアメリカ大陸や東西のインド諸国への進出が可能となった。16世紀には、知識のシステマティックな蓄積が、印刷技術に支えられ、教育と学術の組織化によって促進された。これらは都市の商人文化の発展によって可能となったが、同じ現象は、中国、インド、イスラム諸国でもみられた。18世紀の産業革命によって、生産様式の面で現実に東西の差が発生したものの、これも一時的なものであった。グッディは、マルクスも、ウェーバーも、世界システム論も、ヨーロッパ中心主義であり、16世紀西欧に抽象的資本主義が登場したという彼らの主張の正当性には疑問があるという。
マルクスは、「資本主義の近代史」をヨーロッパの拡大によって確立された世界システムと同一視し、インドや中国、アラブの広大な商業圏を無視しており、封建制をヨーロッパの発展段階であり、それがやがて資本主義に発展していくとし、非ヨーロッパの地域から資本主義にいたることはないとしたが、これは中立的ではなく、ヨーロッパ中心主義といわざるをえないとグッディはいう。
商業資本主義は、西洋封建制以前からもあったし、東洋の社会においてもみられた。また、ブルジョワ文化の発達によって、産業資本主義が西ヨーロッパで生じたとマルクスは主張するが、これも他の地域でも観察しうるもので、西洋に特定の性質があるとしても、差異が強調されすぎているとグッディはいう。18世紀以降のヨーロッパの優位が、知識体系とブルジョワ文化の発展に関わるとしても、ヨーロッパの封建制が資本主義への入り口だということにはならないし、資本主義的活動は他の地域でも発達したのだから、産業資本主義の要因は、封建制それ自身ではなく、封建主義の内部とその後に生じたブルジョワへの変質による結果であったという。産業資本主義は封建主義の後ではなく、商業資本主義の後に誕生したのであり、重要なのは、ブルジョワジーによる功績の差である。また、国家や法制度の東西文明の違いについては、フランソワ・ベルニエらの旅行者によって誇張されすぎており、モンテスキューやヘーゲルもそうした旅行記に基づいて判断している。アジアの帝国では、国家の力は強かったが、小作農の自立性もあり、都市のブルジョワジーは貴族としてすら自立できたし、商法などの法制度も整備され、政治的代表性もある程度具わっており、マルクスらが主張したほど、こうした制度の差異は対照的ではなかった。ヨーロッパの過去にのみ進歩的発展が特徴的にみられるという考えは、自民族中心主義的であり、誤っているとグッディはいう。

## マルクス・エンゲルスの人間性

### マルクスの絶対視
マルクスを信奉する大内兵衛は、マルクスを「絶対に正直で、絶対に無邪気で、絶対にウソをいうことができない大男」であるとし、たとえマルクスが悪口雑言のかぎりをつくしてていも、「小人の争いではなく、清き心のいかりというものである」と評価した。
鈴木重靖は、このようなマルクスの評価は主観的すぎるし、家族でもなく、 また特別親しい直接の知人や友人ではない他人に対して、絶対的に尊敬して断定するのは、願望であると批判する。 歴史学者E・H・カーによれば、マルクスは、自分と意見を異にする者は馬鹿か悪者であるとみなし、仲間を多数蹴飛ぱし、かつ憎んだ。マルクスは、権力を好み、人に屈服することを極度に嫌い、他人に対して疑い深い性格であった。マルクスは、権力奪取後のプロレタリアート独裁、中央集権的計画経済を提唱したが、このような性格であったマルクスが実際に権力を掌握した場合、理想通りに社会主義を建設しようとするだろうし、反対者に対しては断固として力をもって排除しただろうし、マルクスをスターリン的な粛清とは全く無縁な人物だと確信することは危険であると鈴木はいう。
マルクスやレーニンの性格は心優しいもので、スターリンだけが冷酷で粗暴であると個人の性格をソ連の圧政の原因と考えることも不当であると鈴木は批判する。
大粛清に関しても、スターリン個人の性格にも原因はあるが、他の社会主義諸国においても同種の粛清が見られた。中国共産党では整風運動、文化大革命が起こり、カンボジアのポル・ポト派はカンボジア大虐殺を起こした。また、アルバニアのエンヴェル・ホッジャとかルーマニアのチャウシェスクもスターリン型の圧政をとった。
歴史学者ガレス・ステッドマン・ジョーンズも2016年のマルクス伝で、マルクスを無謬の指導者で、政治のグルとみなすことは、マルクスを歪曲して理解することだと批判する。マルクスは厳格な家父長であり、立法制定者であり、未来を見据えた、無慈悲なまでに一貫した思想家とみなされてきたが、マルクスを理解するためには当時の状況に置く必要があるとジョーンズはいう。
インドの経済学・哲学者アマルティア・センもマルクス主義における「政治的敬虔さ　（盲信）」とは袂を分つ必要があると述べる。

### 労働者階級への蔑視
マルクスは労働者階級を酷評し、労働者階級の愚かさを非難し、蔑視した。
マルクスはジャーナリストでもあったが、現場に行くことはなかった。1844年のシュレジエン地方の織工についての記事を書いたときも、現地に行かなかったし、織工に取材もしなかった。エンゲルスから綿紡績工場見学を勧誘されたときも断っているし、1845年にドイツ人労働者教育協会を訪れたときも、時計職人、印刷工、森林官などの協会員を軽蔑し、自分のような中産階級出身の知識人との交流を好んだ。
インターナショナルを結成したときも、労働者階級出身の指導者を排除した。こうした態度の理由としては、労働者たちが反暴力の立場をとるからで、マルクスの終末論的な革命に懐疑的であったためといわれる。
ヴィルヘルム・ヴァイトリングは労働者階級出身で独学であったが、マルクスは1846年に正義者同盟での裁判で、「ドイツのような文化先進国では、理論がなければ何ごとも達成できない」として、ヴァイトリングは理論抜きで人民を扇動する罪を犯したと糾弾した。ヴァイトリングが自分は書斎ででっちあげられた理論を学ぶために社会主義者になったのではなく、現実に働く人間のために語ったのであり、現実の労働からかけ離れたただの理論家の見解を甘受できない、と反論すると、マルクスは激怒し、机を叩き、「無知がだれかの役に立ったためしはない」と叫んだ。
同様の批判は、理論よりも実際の現実的な問題への解決策を提唱した運動家にも向けられた。農業改革者ヘルマン・クリーゲがアメリカで農民1人に160エーカーの公共用地を与えると提案すると、マルクスは、共産主義社会が樹立されれば土地は集約されると批判した。元植字工のプルードンが宗教を粉砕した後に、別の教条を押し付けたり、不寛容を押し付けてはならないと述べると、マルクスは、プルードンはヘーゲル哲学を誤読している「小児病」だと非難した。フェルディナント・ラッサールに対しては「ユダヤの黒んぼ」と罵倒した。
マルクスは妻イェニーが貴族出身であることを誇りにしており、「貪欲なブルジョワよりも本物の貴族とつきあう方がうまくやれる」とよく言った。
マルクスは人間を「賤民(Gesindel)」としつこく繰りかえし侮蔑したが、キュンツリによれば、マルクスはいまここにいる人間はどうでもよいくずであり、未来の人間を、遠くの「偉大なわれわれ」を、気にかけるばかりで、生涯、実際の労働者を侮蔑しつづけた。
エンゲルスも父の工場での女性従業員を褒めたことは一度もなく、女性従業員は「みな背が低く、ずんぐりしていて、不恰好で、身体のすべての発達面においてきわめて不細工である」と述べている。なお、エンゲルスは、名うての女たらしで、数多くの愛人をもち、売春婦との性交渉にも良心の呵責はなかった。

### マルクスらの暴力志向
マルクス主義にはつねに暴力が内在し、体制内では絶えず暴力が現実的な行動としてあらわれるが、これはマルクス自身を映している。学生時代のマルクスは決闘で深い傷を負い、家庭での口論は、両親との断絶をうんだ。マルクスはボン大学で飲酒、乱闘、サーベルでの決闘などの悪行を繰り返したため、父ハインリヒはベルリン大学への転学を命じた。
マルクスは政治運動家として国外追放処分されたが、社会主義運動の外に知人を求めることもなかったし、地域に溶け込もうともしなかった。マルクスの付き合った知人も革命にしか興味のない運動家であり、マルクスは非常に視野の狭い生活を送っていた。編集会議では怒鳴り声がはてしなく続いた。マルクスが喧嘩をしたのは、相手を支配下におくことができないときだった。ヴァイトリング裁判のときのマルクスについてパーヴェル・アンネンコフは、礼儀にかけ、人を小馬鹿にしたような面持ちで、人の気に触るような口調で悪態づいたと証言し、革命家のカール・ハインツェンも、マルクスの目は意地が悪く、「おまえなんか破滅させてやる」がマルクスの口癖だったと証言している。E.H. カーによると、 マルクスは他人を罵倒することに病的な情熱をもっており、毒舌・悪口が大好きであった。マルクスは、 ヨーロッパの社会民主主義者の中央委員会は「やじうまどもの委員会」「あわれむべき人民欺隔者」だとし、ルイ・プランは「感傷的な空文句社会主義」、ルドルュー=ロランは、「人民を裏切ったもう1人の裏切者」だと罵倒した。アルノルト ・ルーゲは、「マルクスはいつも何らかの憎悪にとりつかれていた。そして私のことが彼の頭に残っているかぎり、 彼は私を誹膀せずには何もかけなかった」と回想している。
社会主義者カール・グリューンに対して、マルクスは『ドイツ・イデオロギー』(1845-6)で攻撃し、さらにグリューンは「ぺてん文士」「山師」「寄生虫」であるから気をつけるように手紙でプルードンに告げた。しかし、グリューンとプルードンが近づき、プルードンの『貧困の哲学』のドイツ語翻訳の協力を求められると、マルクスは協力を拒否し、『哲学の貧困』(1847)でプルードンを批判した。怒ったプルードンはマルクスに対して「俗悪さと中傷、曲解、剽窃のかたまり」との批判を遺した。グリューンも、マルクスは「知に関する税官吏にして国境警備官」であり、自分が認める時にしか入国許可を与えず、または入国許可を取り上げて世の中に出回らないようにすると批判し、マルクスは家族を養うこともできない狂信者であり、マルクスの革命教理は誠実な職人たちを地獄に導くと批判した。プルードンとグリューンは、国営銀行から資金を供与された労働者組織を創出することで、暴力革命なしに社会主義を導入しようとした。
グリューンへのマルクスの攻撃についてヘルマン・エーヴァーベックは、個人的な遺恨と憎悪に基づいていると批判した。また、共産主義者同盟のヨーゼフ・ヴァイデマイアーも、マルクスは原則的な問題とは何の関係もない個人的な対立を、党派的な問題に仕立てると批判しており、マルクスの直接の友人知人たちは、マルクスが政治的立場の相違を個人的問題に転化する傾向を批判している。カール・ハインツェンは、マルクスが民主主義を否定していると1847年に批判した。
マルクスらの共産党宣言(1848年)は、フランス革命期に恐怖政治を行ったジャコバン派を手本にしており、内戦を想定して、「所有権とブルジョワ的生産諸関係とにたいする専制的な侵害」「亡命者（国外逃亡者）や反逆者の財産没収」などが必要であると主張した。マルクスは、暴力革命を主張しない、他の社会主義について、資本主義内部で労働者階級の状態の改善を目指す「ブルジョワ社会主義」にすぎず、反動的だと攻撃した。マルクスは自分たち以外の社会主義者たちは、ドイツ諸邦の下僕だと非難したが、しかし、歴史学者J.スパーバーは、マルクスによって非難された社会主義者たちはプロイセン政府を支持してはいなかったし、マルクスの非難は公平とはいえないと指摘する。
マルクスの師モーゼス・ヘスは、共産主義は自動的に平和的に樹立されると考えた。しかし、マルクスは、組織、煽動、政治闘争、絶頂に達する暴動、国際的な戦争が、共産主義をもたらすと考えていた。
1848年パリの六月蜂起は、ドイツの大半の左翼にとって、共和制政府が民衆と戦った悲劇であったが、マルクスとエンゲルスは暴徒を賛美した。これに対しケルンの民主主義者たちが批判すると、マルクスは、六月蜂起は、対立する階級が相互の譲歩を拒否したために発生し、階級関係についての曲解が流血をもたらしたとし、暴力闘争路線を一時放棄した。また、ヴァイトリングの単独階級による革命独裁をナンセンスだとも非難した。
マルクスは1849年にプロイセン政府に対して、「われわれは容赦しない。テロ行為も辞さない」と宣言し、1850年には「憎むべき個人やいましい思い出を持つ公共建物に対する民衆のこうした復讐を、われわれは容認する。のみならず、援助もする」という行動計画を配布した。
ロンドンの亡命左翼コミュニティ共産主義者同盟において、マルクスは急進主義を主張し、民主主義者と決別した。しかし、亡命左翼の大半は民主主義を支持しており、独自の労働者協会を組織した。1850年9月15日の共産主義者同盟の会合で、アウグスト・ヴィリヒとシャッパーは、マルクスらと分裂した。マルクスを支持したのは12人ほどで、これによりマルクスは政治的行動を放棄し、大英図書館での研究を開始した。マルクス派と、ヴィリヒとシャッパー派への論争は、個人的な誹謗レベルのものであり、反マルクス派は、マルクスの尊大さと専制的な性格を非難し、マルクスはヴィリヒを「ペテン師」「いかさま賭博師」「寄生虫」と罵倒した。ヴィリヒとシャッパーが、マルクス派を労働者教育協会の管理金を盗難したと裁判を起こすと、マルクス派のシュラムがヴィリヒに銃による決闘を申し込み、敗れた。マルクスは、ヴィリヒとシャッパーらによる臨時政府よりも、いまの政府の方があらゆる面で望ましいとさえ述べて攻撃した。これまでのマルクス主義では、マルクスが「プチブル民主主義」は革命的ではないと考えたための分裂だったと説明してきたが、マルクスによるヴィリヒとシャッパーらへの非難は不適切であったと歴史学者スパーバーはいう。マルクスが、ブルジョワ的なヘーゲル主義的な知識人であったのに対して、シャッパーは職人と同じ生活スタイルで暮らしており、ロンドンのドイツ人職人に対する政治的アピールが強く、支持されていたのであり、マルクスらの傲慢さや恩着せがましさ、中途半端な学者気取りへの批判は、的を得たものであったと歴史学者スパーバーはいう。
亡命革命家マルクスにとって戦争は革命へのきっかけとして重要であり、1848年から49年にはロシア帝国との革命戦争を執拗によびかけ、その後、ナポレオン戦争以来の大戦争となったクリミア戦争がはじまると、戦争報道で有名になったマルクスは、英仏は断固とした行動をすべきであり、黒海を超えて戦争を拡大するべきだと主張した。議員のコブデンとブライトが、ロシアとの戦争で経済的利益はないと反戦活動を行うと、マルクスは2人を「平和をあちこちで売りさばくブルジョワ」と非難した。エンゲルスも、ロシアが戦争に勝利すれば、ロシアはヨーロッパよりも優勢となり、革命にとって災難になるとし、トルコ独立の維持が重要だと主張した。エンゲルスには、愛国心にもとづく戦争観があった。
反ロシア主義であったマルクスは、首相パーマストン卿はロシア皇帝から金をもらっているスパイであると図書館の古い資料を根拠にしてニューヨーク・トリビューンで主張し、新聞主で政治家のデイビッド・アーカートと反パーマストン卿のキャンペーンを行った。マルクスはこうした陰謀論を本気で支持した。また、1854年にアイトリスとイピロスのギリシャ系住民がトルコに対して蜂起すると、マルクスは山岳地帯の盗賊たちの反乱は、ロシアの策謀によると主張した。その後もマルクスは、1863年のポーランドの反乱を支持し、ロシアの根絶を願った。1878年、皇帝ヴィルヘルム1世暗殺未遂事件が起こると、マルクスは失敗したテロリストに悪態の限りを尽くした。暴力革命に固執するマルクスは、1881年のロシア皇帝暗殺でもテロリストを熱烈に支持した。
マルクスは、民主主義の根幹である選挙はたんなる乱痴気騒ぎだと忌み嫌っており、新ライン新聞での編集部はマルクスの独裁下にあったとエンゲルスも語っている。アンネンコフは、マルクスを「民主的独裁者の化身」と呼び、バクーニンも「マルクスは神を信じないかわり、自分のことは大いに信じていて、どんな人間も自分のために奉仕させる。その心を満たしているのは愛情でなく、敵意であり、人類に対する共感など少しも持ち合わせていない。」と評している。
ジョンソンは、マルクスは権力を掌握すれば暴力も残酷な行為も辞さなかったことはまちがいないとし、マルクスの著作にある暴力衝動は、レーニン、スターリン、毛沢東が桁外れの規模で実施していったという。
エンゲルスもラッサールを「ユダヤ系黒人」と罵るなど、「ニガー」という黒人への侮蔑表現を繰り返し用いて政敵を攻撃した。「資本論」の出版社を探す手伝いをしてもらったラッサールに対してマルクスは、油断なく見張らなければならない男で、党を口実に私的な目的で誰でも利用していると批判した。エンゲルスは、1884年に設立されたフェビアン協会のフランク・ポドモア、ジョージ・バーナード・ショー、シドニー・ウェッブ、シドニー・オリヴァー、アニー・ベサントらの社会主義者について、彼らは図々しくもマルクス経済学を批判しているが、そもそも「教養のある中流階級タイプ」にすぎず、「うぬぼれた相互崇拝者からなる素人愛好家集団」にすぎないと批判した。マルクスの友人たちによれば、エンゲルスも独裁的な傾向を持っており、威圧的で、傲慢と自惚れがあったとされ、エンゲルスの干渉で問題が悪化したことも多々あった。

### 浪費癖と周囲の人への搾取
マルクスは、生涯定職につかず、定収入がなかった。それに加えて、マルクスには生涯を通じて浪費癖があり、金銭管理能力が欠如しており、親族や友人や支援者など周囲への人間の搾取を繰り返した。
マルクスは若いときは、怠惰で放埒なボヘミアンの生活をしており、中年になっても計画的な仕事をすることができず、熟年になっても自己管理ができず、批判や助言をされると憤慨した。若い頃のマルクスは高利貸しに頼り、手形と利子の支払い期限が来るたびに怒った。マルクスは、後年、利子を搾取の根底をなすものとみなしたが、金銭問題の解決は周囲の人間からの搾取によった。1838年にベルリン大学の学生だったマルクスは4か月で280ターレルを浪費し、父から冬じゅうかかってもそんなに稼いでいないと苦言をいわれ、さらにマルクスは一年に700ターレル近くも浪費し、父から大金持だって500ターレルも支出しないといわれた。当時、貧しい労働者や職人の年収が約100ターレル、父ハインリヒの年収が1500ターレル、ベルリンの市参事官(Stadtrat)の年収が800ターレルであったが、マルクスは学生にして参事官の年収ほどの浪費をした。
父はその後死去するが、マルクスは葬式にも出席せず、母や友人から金を借りた。母は息子の借金の支払いを拒否し、支払ってしまえばもっと借金をつくると考え、援助を打ち切ったが、やがて母も1863年に死ぬと、マルクスは両親の遺産を相続した。1838年にマルクスは父の遺産160ターレル、および母が死去した際の相続分も含めて前払いで950ターレルを受け取った。以後、マルクスは自堕落な生活を続け、仕立屋、生地屋、書籍商につけで買い物を続けたが、マルクスは支払わないままベルリンを離れたため、債権者たちは金を回収するために大学に相談した。1841年に公証人による遺産相続計算が済み、マルクスは362ターラーを相続したが、すでに950ターラーを前借りしていたため、何も贈与されなかった。マルクスは、私の家族は裕福な暮らしをしているのに、私を重苦しい状況にさらしたとルーゲに苦々しく述べている。こうしたマルクスの態度によって、母や弟姉妹との関係も悪化した。マルクスは、妻の家からも援助を受けていたが、1851年には打ち切られた。さらにマルクスは母方の叔父にも支援を申し込んだが、共産主義を支持できないとして断られた。
1845年ブリュッセルで娘ラウラが生まれると、マルクスは翌年5月にアパートから家具つきのホテルに引っ越し、メイドの数を減らすほどで、妻に家事をするよう提案することもなく、また、マルクスは、友人や自分の信奉者にも見栄を張って金を貸した。マルクスが1848年にベルギーから追放されると、翌年にはマルクスが仕事をしないために極貧生活に陥り、1849年には4人目の子供が生まれたが、家賃が払えず、下宿にうつり、赤ん坊も死亡し、さらに1851年には娘が、1855年には息子が死亡した。1849年からのロンドンで困窮したマルクスは、商店、パブ、下宿へのつけの支払いが迫ると、借用証書を発行し、債権者はこの借用証書を受け取り、銀行がこれを割引して支払った。母に手紙を書いて埋め合わせを脅迫したが、母は応じなかった。
1848年革命が起きたあと、エンゲルスは叔父や父の知人の資本家たちから「新ライン新聞」への出資を募ったが、叔父アウグストは町議会で反動主義者で知られる人物であったし、弟ヘルマンは反革命派の義勇隊を指揮していた。 「新ライン新聞」に出資したわずかな投資家も、エンゲルスがフランクフルト国民議会を批判したために、見捨て、出資者はいなくなった。
エンゲルスも1850年夏頃には、親からの仕送りが止められており、破産状態だった。エンゲルスの母は、エンゲルスの政治活動を支持できないし、自活するべきだとして支援を拒否した。息子を甘やかしてきた両親も、エンゲルスにあまりに多くの逮捕状が出されたため仕送りを停止し、母エリーゼはエンゲルスからの再度の催促に対して、罪深い思想や原理を広めようとしている息子に金銭的な援助を要求されるのは尋常ではありませんと答えている。ニューヨークのマルクス支持者を当てにしたエンゲルスは、共産主義者とは縁を切り、綿の卸売をするためのアメリカへの渡航費を母にねだったが、母はインドで働くならば費用を出すとの回答だった。行き詰まったエンゲルスは共産主義と縁を切って、マンチェスターで家業を手伝うと申し入れると、家族は懐疑的ながらも受け入れた。その後、エンゲルスは共同経営者の会計不正を発見して会社内の地位を得てから、マルクスへの支援をはじめた。
1856年にはニューヨーク・トリビューン特派員としてマルクスの年収は200ポンドあり、これは熟練工の三倍にあたる額だった。しかし、1857年11月には特派員の報酬は半減し、1861年後半には特派員契約も終わった。
マルクスは「パンのための労働」を軽蔑しており、働こうとはしなかった。マルクスの友人知人は家庭教師をしたり、銀行や取次代理人、教授をしたりして、生活基盤を確保しながら活動をしていたが、マルクスは「私を金作り機械に変えるようなことを、ブルジョワ社会に許してはならない」と1859年に語っている。
1856年にはエンゲルスの援助でソーホーを出てハーヴァーストックヒルの借家に移り、9年後にはメートランド・パークロードの家に移り、使用人を2人雇う生活をした。1860年にイェニーは天然痘にかかり、美貌を失った。1863年11月に死去した母の遺産580ポンドを相続し、さらに1864年5月に親友ビルヘルム・ヴォルフの遺産700ポンドをマルクスは受け取り、これらの資金でマルクスは引っ越した。しかし、1867年までにマルクスは遺産を使い果たした。
1863年1月、エンゲルスが自分の愛人で女工のメアリー・バーンズが41歳で急逝したことを伝えると、マルクスは悲しむ様子もなく、生活が苦しいと資金援助を求めたため、2人は絶交寸前となった。エンゲルスは20年間にわたるメアリーとの愛人関係を「青春の最後の名残」と振り返り、マルクスに手紙を送った。しかし、マルクスは、メアリーの死に驚きを示しつつ、学費や家賃といった自分自身の不運と経済状況について場違いな冗談半分の陰気な口調で資金援助を求め、「こんなときにこのようなひどい話を君にする私は、恐ろしく利己的だ。しかし、これは同毒療法なんだ。何か悪いことがあれば、別の悪いことからは気が逸らされる。それでは！」と書いた。エンゲルスはマルクスの冷淡さに愕然とし、「君は(メアリーの死を)自分の＜私情をはさまない気質＞の優越性を主張するのにふさわしい場だと考えたのだ」と怒りをまじえて返信した。マルクスはそれは薄情さゆえではないと弁明してエンゲルスに謝罪し、これを許したエンゲルスはエルメン&エンゲルス商会から100ポンドをくすねて送金した。
1869年エンゲルスはエルメンに共同経営権を売却し、12500ポンド(現在の120万ポンド、2億3千万円）を受け取った。エルメン＆エンゲルス商会の株をエルメン兄弟に売却したエンゲルスは、マルクスの借金を完済し、マルクスに年間350ポンドを送るようになった。しかし、マルクスは「まったくの労働者風のやり方はここではふさわしくないだろう」と年間500ポンド以上を要求した。マルクスはエンゲルスの工場の労働者からの資本主義的搾取によって得られた収入に自らが依存していることには、一切ふれることはなかった。

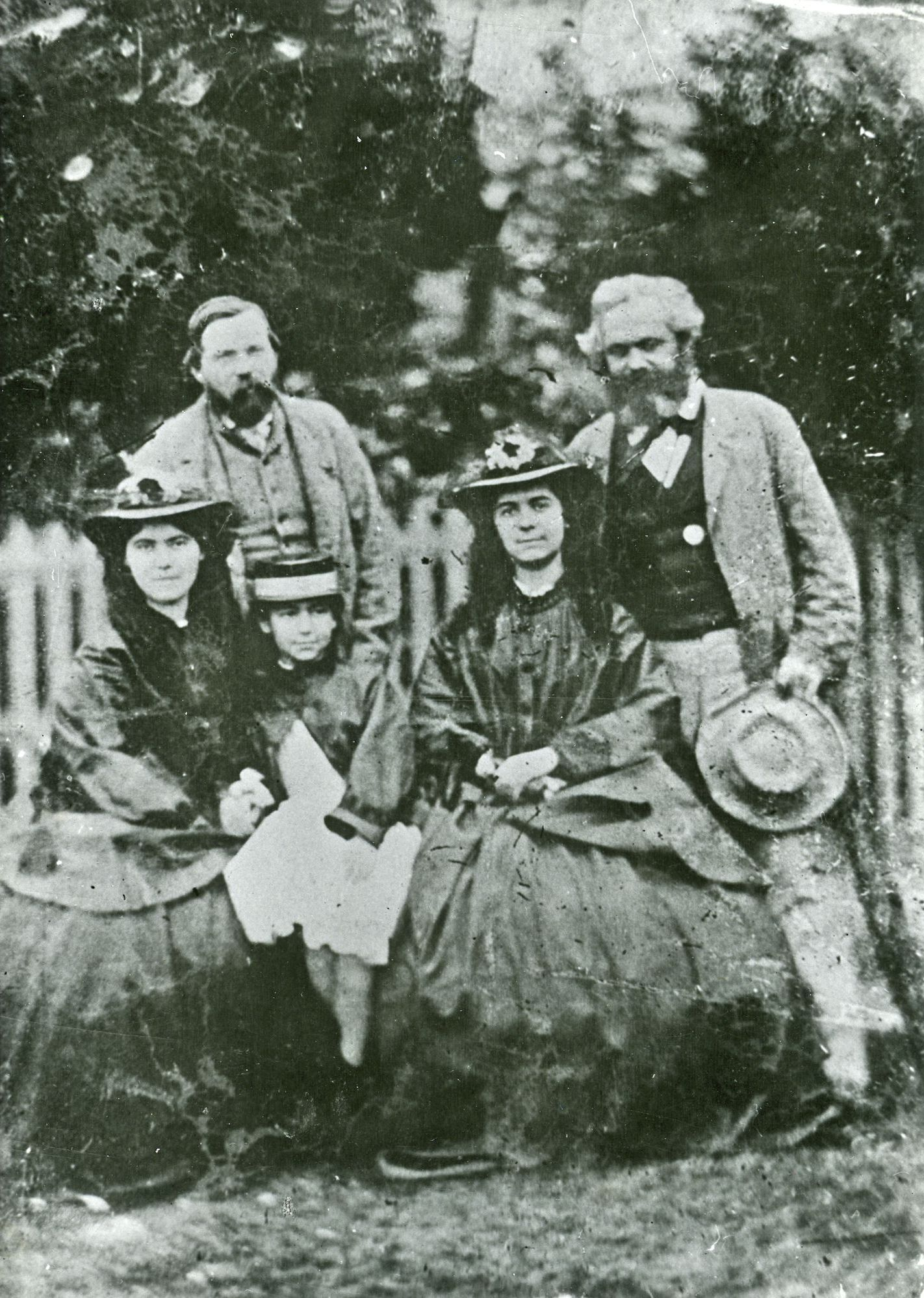
マルクスとエンゲルス、マルクスの長女イェニー、次女ラウラ、四女エリノア (1864年)

マルクスは娘たちには、学校教育を受けさせず、就職もさせなかった。家庭教師を雇い、ピアノ教師も雇っていたが、給料の支払いはしばしば滞った。マルクスは娘たちが社会的に地位を確立し、よい結婚相手をみつけ、礼儀ただしい社会で生きていくブルジョワであることがふさわしいと考えており、エンゲルスに「完全にプロレタリアの家庭生活を送るのはこの状況では好ましくない」と催促するものの、マルクスは自分が家族を養うために働くことは自分を貶めることになると考えた。四女エレノアは、父マルクスと同様に就職しなかったエドワード・エーヴリングの内妻として苦しみ、1898年に自殺し、ポール・ラファルグと結婚した次女ラウラも1911年に夫婦で自殺した。
共産主義者だったエンゲルスは名実ともにブルジョワ階級に属していた。エンゲルスはマンチェスターの有力貿易商として、芸術愛好、夕食会、クラブ、慈善事業の夕べ、社会的地位のあるドイツ人との人脈づくりに勤しみ、シラー協会会長、アルバート・クラブ会員、ブレイズノーズ・クラブ、王立取引所会員など、上流ブルジョワとして生活した。エンゲルスは上流階級がたしなむ狩猟大会チェシャー・ハウンズの常連で、その年会費は10ポンド、厩舎費用は年70ポンド以上（現在だと年間約8000ポンド）だった。1857年に父の資金で馬を購入したエンゲルスは、趣味の狩猟を革命のための戦いを学ぶ場として正当化した。 リージェンツ・パークロード122番地のプリムローズ・ヒルに建てたエンゲルス邸は4階建てで、地下に台所と浴室、1階に居間と食堂、2階に書斎、3-4階は家族と来客用の部屋だった。プリムローズ・ヒルは以前はサウサンプトン卿とイートン・カレッジの地所で、牧草地、農地として放置され、売春婦の出入りするチョークファームタヴァーンがあるくらいの辺鄙な地区だったが、王室の不動産管理局が購入して再開発し、エンゲルスが購入したときには高級住宅街となっていた。エンゲルスは証券投資家でもあり、2万2600ポンド（現在の220万ポンド）の持ち株があった。
また、マルクスも労働者階級とはいえなかった。多くの伝記作家が指摘してきたように、マルクスの年収は200ポンドあり、多くの中流階級よりも健全で貧乏ではなかった。1861年の国勢調査から分析すると、中流階級は課税対象となる100ポンド以上の収入があり、聖職者、陸軍士官、医師、公務員、弁護士は250-350ポンド、中流より上の階級の収入は1000-5000ポンドの収入だった。作家アントニー・トロロープの郵便局員としての収入は年間140ポンドだった。これに加えて、エンゲルスは年収の半分以上をマルクス家に割り当てており、総計すると20年で3000-4000ポンド（現在での30万-40万ポンド、約6000万-8000万円)にのぼった。
歴史学者トリストラム・ハントは、マルクスは外見を保ちたいという欲求が強く、奢侈と饗宴にふけっては飢えていたのであり、したがって、マルクスを小説『デイヴィッド・コパフィールド』のミコーバーのような貧乏人とみなすのは間違っていると指摘している。
マルクスは極貧であったという物語について歴史学者スパーバーは、マルクスの貧窮とは、いつの時も上流階級なりの貧窮であったし、浪費と拙劣な家計によるものだったという。

### 性的搾取
1845年にマルクスの妻の父がつけさせたメイドのヘレーネ・デームートは、生活の面倒を見てもらっていたが、無給でマルクス家に1890年まで仕えた。1850年にイェニーが旅行で外出しているとき、マルクスは28歳の家政婦ヘレーネと姦通した。妊娠したヘレーネは1851年にマルクスとの子供ヘンリ・フレデリック（フレディ）を出産した。
マルクスは自分の責任を認めず認知せずに、家族や革命家仲間に隠し続けたあとに、エンゲルスに依頼してエンゲルスの私生児(非嫡出子)として認知させた。エンゲルスは、「政治的大義」のためにマルクスを庇い、性的スキャンダルにならないようにフレデリックを非公式に自分の子供として認知し、自分の洗礼名を与えた。エンゲルスもフレデリックを養育することはなく、フレデリックは、ロンドン東部の里親に送りつけられ、他のマルクスの子供たちが与えられたような教育を受けることはなく、整備工および旋盤工となった。エンゲルスは死ぬ直前に四女エレノアに真相を伝えた。1900年頃には社会主義者の間でマルクスに私生児がいることは知られていたが、政治的影響を考慮して隠蔽された。
歴史学者ジョナサン・スパーバーは2013年の著書で「こんにちなお、マルクスがメイドとの間にこの子をもうけたことを信じようとせず、さらに珍妙にも、エンゲルスの臨終の床での告白を明らかにした書簡はファシストが捏造したものだと主張し続けている懐疑主義者たちがいる」が、ソ連で60年間秘匿されてきた文書が1990年代に明らかになり、この文書にはフレディは自分の父親が誰か知っており、エンゲルスの（マルクスがフレディの父であるとの）告白もドイツ社会民主党では当時よく知られていたことが示されている。
また、エンゲルスを知る労働者たちは、エンゲルスと愛人の女工メアリー・バーンズとリジ・バーンズらの性的関係を、資本家による女性労働者への性的搾取とみなし、怒っていた。

## 史料批判
マルクス、エンゲルスらの著作についての史料批判からの批判もなされている。

### エンゲルス
マルクスはエンゲルス『イギリスにおける労働者階級の状態』にたびたび依拠したが、しかし、このエンゲルスの著書についても史料批判がなされている。綿織物工場主の息子であったエンゲルスは家業に携わり、イギリスで織物取引を直接経験はしたが、それ以外のイギリスの労働環境については知らなかったし、鉱山や田舎の労働条件にいたっては何も経験がないのに同書で章を割いている。
エンゲルス同書についてW.O.ヘンダーソンとW.H.チャラナーはその情報源や原本を精査したところ、客観的な調査というよりも、政治的論争の作品であることが判明した。エンゲルスは「イギリス中産階級に大量殺人、大規模虐殺、および罪状一覧表にあるあらゆる罪の責任を負わせる」と執筆動機をマルクスに語っている。
エンゲルスが使用した資料の一つはピーター・ギャスケル「イギリス製造業人口」（1833)であるが、1842年の児童雇用に関する王室委員会の調査で明らかになったように、資本主義以前の職場や農家の労働条件はランカシャーの新興綿紡績工場よりも劣悪だった。エンゲルスが用いたのは時代遅れの資料が多く、夜勤のせいだとされた私生児の出産数も1801年のデータであり、また、エディンバラの公衆衛生についての出典が1818年のデータであったことを読者には知らせていない。エンゲルスは1833年の工場調査委員会のデータを証拠とするが、同年オルソープ卿の工場法が可決されていることには触れない。また、エンゲルスは、J.P.ケイの「マンチェスター綿紡績工場の労働者階級の身体的道徳的状態」(1832)を使用する際も、公衆衛生的な状況が改善されたことには触れない。この他にも、引用符をつけて正確であるかのようにして、実際は、元の出典のデータを加工したり、故意に隠蔽することもしているとジョンソンは指摘する。

### マルクス
マルクスは思想体系の完成を実現できなかったともみられており、『資本論』も出版されたのは第1巻(1867年)のみで、第2巻と第3巻はエンゲルスが編集して1885年と1894年に出版した。続巻の草稿は第1巻の出版以前に書かれたもので、マルクスは晩年の15年間放置しており、マルクスが『資本論』の続編を執筆できなかったことは、体系的な知的計画の失敗であると歴史学者ガレス・ステッドマン・ジョーンズは指摘している。マルクスは、学位論文も、 『経済学哲学手稿』 も 『政治経済学批判』 も『賃労働と資本』 も 『フランスにおける階級闘争』 も 『資本論』 も未完成で、完成したものは『聖家族』、『ドイツ ・イデオロギー』、『亡命偉人伝』、『フォークト氏』、『哲学の貧困』、『ルイ・ナポレオンのブリュメール18日』、『ゴータ綱領批判』 のようにような論争的なものと、『共産党宣言』 のような煽動的な著作とパンフレットであった。
歴史家ポール・ジョンソンは、マルクスの他の学説との論争における極端な自己主張と、自分と異なる学説を提唱する学者または思想家への独断的で感情的な非難、学者でない人間への軽蔑などは、タルムード研究者のような特徴を持っており、マルクスの作品は他人の業績の注釈と批評に尽きる。なお、ユダヤ教のラビの家系に生まれ、マルクスは父とともにプロテスタントに改宗しており、ユダヤ教育は受けていない。また、『資本論』には、データや事実の意図的かつ体系的な改ざんが含まれており、これはマルクスがファクトチェックや事実の客観的調査ができないことを示していると指摘している。
マルクスも1864年の国際労働者協会の宣言において、ウィリアム・グラッドストンが「この富と権力のまれに見る増大が、もし裕福な階級に限られるというのであれば、憂慮せざるをえない。しかし、イギリス労働者の平均的状態は、喜ばしくも過去２０年間に、これまでのどの時代においても、またどの国の歴史においても例を見ないほど著しく改善された」と演説で述べた文を、「この富と権力のまれに見る増大はすべて、富裕階級に限られる」と真意を反対にして改ざんして引用した。当時こうしたマルクスによる引用の間違いないし意図的な改ざんについては指摘を受け非難されていたが、マルクスは問題をうやむやにした。
ジョンソンによれば、資本論は、科学的著作というよりも、カーライルやラスキンのような道徳哲学として読まれるべきだが、そうであるとしても、その内容は、首尾一貫性のない、ばらばらの論説を並べたものである。マルクス主義哲学者のアルチュセールも、資本論第一部を無視して、第二部第4章から読むべきだと提唱したものの、他のマルクス主義者から非難された。エンゲルスがまとめた資本論二巻も1860年代のノートをだらだらとまとめたものにすぎず、三巻も高利貸しについての記録や覚書にすぎない。たとえば、第8章「労働日」ではイギリスの労働者への資本主義の影響について書かれ、資本主義は労働者の搾取を累進的に増大させる、資本が増えれば増えるほどますます労働者は搾取されると述べられる。しかし、マルクスは、前資本主義形態で劣悪だった労働条件が産業資本主義でさらに悪化したことを論証していないし、データは主にエンゲルス『イギリスにおける労働者階級の状態』に基づいている。
ケンブリッジ経済クラブは1885年の論文で、マルクスの政府報告書の引用は不正確であるだけでなく、歪曲もあったと指摘しており、マルクスの他の著作においても同様の改ざんがなされているという疑いの目を持たざるをえないとジョンソンはいう。
マルクスは自説と矛盾する最新の資料は使用せずに、古い資料を用いた。「資本主義は果てしなく悪条件を生み出す」というマルクスの主張（信念）の証拠として使用されるのは、前資本主義形態に属する陶器製造業、仕立て屋、鍛冶屋、パン屋、マッチ、壁紙、レース製造業などの零細で資本不足の工場の資料であった。しかし、こうした零細工場は、機械化するだけの資本がないために条件が悪いのであり、マルクスは、資本を投下すれば悪条件は緩和されていくという現実を見ようとはせず、鉄道の事故率についても、古いデータを「最新の鉄道災害」として紹介し、実際には事故率が劇的に低下し、資本論が出版された頃には、安全な輸送手段になっていた。工場での労働者虐待について論じるときも、工場視察団報告書を用いて、それが標準的な状態であるかのようにマルクスは扱ったが、その調査は、虐待の実態を摘発するためのもので、そうした工場主は罰せられた。マルクスはブルジョワ国家は資本主義の共犯者であると主張するが、もしそうなら議会は工場法など可決しなかっただろう。結局、マルクスは証拠資料を歪曲するか、自分のテーゼを放棄（変更）するかの二つに一つを選ばざるをえなかったのであり、テーゼの保存を選び、資料を歪曲した。マルクスは自分で事実を調べようとはしなかったし、他人が調べた事実を客観的に使うこともしなかったとジョンソンはいう。
また、マルクスは他人の言葉を多数借用しており、たとえば、「労働者は祖国を持たない」はマラーから、「宗教は人民にとってアヘンである」はハイネから、「万国の労働者よ、団結せよ！」はカール・シャッパーから、「プロレタリア独裁」はブランキから借りている。共産党宣言では、エドゥアール・ガンスの、かつて主人と奴隷、貴族と平民、封建領主と家臣が相対したように、現代は有閑層と労働者が対立しており、イギリスの工場では1人の個人のために何百人が貧窮にあえいでいるという主張がほとんどそのまま借用された。
マルクスは悪筆であり、 マルクスの父親は「お前の字は苦心しないと読めない」 とこぼしており、妻イェニーは夫の原稿の清書をした。キュンツリによると、悪筆は自己中心主義的性格のあらわれである。

## 物語論からの批判
政治学者テレンス・ボールはマルクス主義の歴史観を「弁証法的ドラマとしての歴史」とみなし、マルクスを政治経済学者というよりも劇作家とみなすべきだと提唱した。実際、マルクスはシェイクスピアやアイスキュロスなどの作品を毎年のように読み返していた。マルクスの歴史劇では、登場人物の「資本家」と「プロレタリアート」は、「知らないうちに結末もわからずに筋書きに巻き込まれたキャラクター」であり、ストーリーはヘーゲルの主人と奴隷の弁証法に似ており、主人が資本家に、奴隷が労働者に置き換わっただけだとボールは指摘する。
マーク・G.スペンサーは、資本論は、ヴィクトリア朝のメロドラマ、または主人公が怪物（資本）を奴隷にして滅ぼすゴシック小説、またはスウィフトの『ガリヴァー旅行記』のような風刺的理想郷といった、想像の産物として読むべきだという。
文学史学者・歴史学者のバリー・ウッドは、ボールやスペンサーの指摘を踏まえたうえで、マルクス主義は歴史を哲学的に組み立てたものとみなされているが、物語（ナラティブ）的な側面を持っており、構成がドラマのストーリーに似ていて、対立する派閥が繰り返す闘争はドラマの中心要素と同様だと指摘する。ウッドによれば、マルクス主義の歴史観は、経済の抑圧者が権力を握る物語であり、古代の奴隷所有者から近代の資本家まで、抑圧者が姿を変えて繰り返し現れる。この物語は、ヘーゲルの弁証法に則って組み立てられる。ヘーゲルの弁証法では、精神は自然や物質と対立するが、弁証法を通じて両者は同化し、新しい状況をつくりだすことで解決される。マルクスはこれを逆転させ、まず自然や物質が存在し、心や精神は、物質の進化の産物とみなした。このようなマルクス主義の唯物論は、機械論的で決定論的であり、歴史に作用する物質以外の力を無視していると批判されてきた。時間との経過とともに生じる物事の積み重ねが、限られた方法（唯物論）と哲学的構造（弁証法）だけで形作られるとしたら、それは歴史や事実というよりも、パターン化されたストーリーにほかならないとウッドはいう。このようなマルクスの物語は、唯物論の仮定と弁証法の筋書きにあわせて意図的にものごとが集められていて、経済闘争の観点からかいつまんだ、ごく一部の歴史上のできごとをとらえているにすぎない。
たとえば、エンゲルスは「原始共産制」の段階を農耕以前の非定住型の狩猟採集生活の段階であり、これを部族のリーダーが出現する以前、所有権以前の時代のものとみなし、そこでは家父長制とは全く異なる平等社会で、女性は男性と対等だったと主張した。エンゲルスの概念は、ルイス・ヘンリー・モーガンのイロコイ族の母系社会論をモデルとしており、モーガンは、私有財産の発達、父権への移行、主人と奴隷という階級構造とともに女性の抑圧がはじまったとみた。しかし19世紀の人類学は実地調査もせずに理論を打ち立て、誤信にむしばまれており、たとえば、ホレイショ・ヘルはイロコイ連邦の創設者は「石器時代の立法者」と呼び、17世紀に西洋が発見した非ヨーロッパ社会を「石器時代」と決めつけた。マルクスらのイロコイ族への理解は歴史的根拠のない「物語」であり、それでも知られざる過去を語る手頃な比喩になった。ウッドによれば、マルクスらは資本主義時代の対立が終われば出現する社会を一から定義していない。厳密な歴史、経済、哲学の分析にはいくつかのパラメータが必要だが、マルクスらは、理論と現実のずれをもたらしがちな物語の比喩にもとづき、イロコイ族をモデルとした原始共産制を未来の共産主義として描いた。この物語は予言にも似ている。
マルクスが生きた時代は、ロバート・オウエンらによるインディアナ州のニューハーモニー(1825–1829年)、オハイオ州のオバーリン・コロニー(1833-43)、マサチューセッツ州のブルックファーム(1841-47)、ニューヨーク州のオネイダ・コミュニティ(1848-80)など理想主義的なユートピア・コミュニティ実験が盛んになった。ソローは「森の生活」で資本主義に暗影を投じ、このほかエティエンヌ・カベの「イカリア旅行記」(1840)、サミュエル・バトラーの『エレホン』(1872)、エドワード・ベラミーの『顧みれば』(1888)、ウィリアム・モリスの「ユートピアだより」などのユートピア文学が急増しており、このような状況においてマルクス主義の理想が人々に広く訴えた。しかし、革命という手段は一部にしか受け入れられなかった。社会主義者だったフランスの首相アリスティード・ブリアンやアレクサンドル・ミルランはブルジョワ政治家と協力して労働条件を改善し、ドイツのベルンシュタインもブルジョワ党派の協力を訴え、フェビアン協会も暴力革命でなく、議会での活動を選び、労働環境の改善をしていった。
一方、ロシアのレーニンはマルクス主義を適用し、労働者に早急に必要なものは、全面的な政治教育と政治訓練であるとし、労働者階級の革命家はプロの革命家にならなくてはならないと主張した（「何をなすべきか」）。しかし実際の革命はこの理想とはかけ離れており、レーニンの言葉もまた、現実の歴史ではなく、理性と知性の理想の「物語」だったとウッドはいう。レーニンは、未来の世界では、マルクス主義者が持てる力をすべて振り絞って、危機的な状況からロシアに社会民主主義を興し、最も革命的な階級の本物の先駆者になると固く信じると述べたが、未来の予言は希望に満ちた物語以上のものにはなれないのだとウッドは批判する。
レーニンは資本主義は階級間の敵対関係を助長し、やがて国家は「古代の遺物」としてあっけなく消滅すると「国家の革命」でユートピア的展望を提示し、人々は変化し、警察、法廷、法律などはすべて不要となり、政府機関全体がなくなるとした。レーニンの未来は白紙状態であり、これはドラマや物語にはうってつけの舞台となった。革命後、ソヴィエト社会主義共和国連邦が誕生し、一見すると理想が現実となったようだが、レーニンのユートピア物語は達成されておらず、「プロレタリアート」による独裁政権は続き、国家は消滅しなかった。レーニンの後継者スターリンのもとで、マルクスとレーニンの「物語」はソ連の表向きのイデオロギーとなった。しかし、そこで実際に繰り広げられたものは、ユートピアの理想像とは似ても似つかなかった。ボッセンブルックは、マルクス主義にとって社会主義の地上の楽園は、キリスト教における神の国と同じであると語った。ソ連の支配者は資本主義の強靭さを見誤ったし、また、レーニンはプロレタリアを楽観視しており、支配政党の特権のあいだに出現した権力の腐敗が見えていなかった。スターリンもその後継者も、広大な領土に広がる社会全体を統括する政府の複雑さを理解していなかった。世界大戦でドイツの軍事力に苦しめられたソ連は、新たな「力」の物語を取り入れた。世界支配の夢に溺れ、東欧を影響下におき、アメリカの核の力に対抗し、パラノイアにとりつかれたソ連は陸、海、宇宙でアメリカと張り合い、やがて崩壊した。
毛沢東の「矛盾論」は北京外交出版社によってプロパガンダの目的で1968年に英訳され、深遠な哲学として西側で配布された。しかし、「矛盾論」は過大評価であった。繰り返しが多く、学者気取りで、飾り立てすぎ、マルクスの「弁証法」の代わりに「矛盾」が出てくるが、全体が抽象的で、矛盾の上っ面をなぞった例ばかりだ。「生がなければ死がなく、死がなければが生はない。上がなければ下がなく、下がなければが上はない。不幸がなければ幸福はない（中略）対立するものはみなそうだ」。表面的な言葉としてはこれらは互いに対立している。しかし、これらは相互につながり、浸透し、依存することでひとつのものを形作っている。これは2500年前の老子が説いた道における陰と陽を並べ立てているだけだとウッドは指摘する。「矛盾論」は毛沢東が賛美した規律を表しているのであり、「ブルジョワジーがなければプロレタリアートはなく、プロレタリアートがなければブルジョワジーはない」と断言しているが、これは蒋介石の国民党に対する自らの革命を正当化するための薄っぺらな試みだった。毛沢東は「プロレタリアートの独裁、つまり人民の独裁を強化することは、事実上、独裁を廃止してさらに上の段階へ進む準備である。そのとき国家のすべての制度は排除される。共産党を打ち立て築き上げることは事実上、共産党をはじめすべての政党を排除する状況を整えることだ」と未来のユートピアの物語を語ったが、共産党による一党独裁は放棄されていない。
ドゥーリンとゴラスの研究によれば、「矛盾論」は共産党が主張するように1937年夏に執筆されたのでなく、ずっと後になってスターリンとジダーノフをまねて書かれた。中国共産党はマルクス主義理論家としての毛沢東の優位性を主張するために執筆日を偽造し、政治的目的のために党の文書をの変更、つまり事実上歴史を書き換えることをためらわなかった。バリー・ウッドも、「矛盾論」は1940年代の毛沢東選集には見当たらず、1950年代はじめに公表されたとし、文書作成日を1937年と偽ったのはスターリンが「矛盾」を論じた1938年の「弁証法的唯物論と史的唯物論」より前に書かれたことを偽装するためだったかもしれないと指摘したうえで、これは歴史修正主義的な作業によって革命を正当化しようとした試みだったといえると述べている。ウッドは、毛沢東とスターリンの解決は歴史というよりも、先を見据えた「物語」のようであったという。毛沢東死後、中国共産党は、毛沢東の「物語」の限界と失敗を認め、毛沢東崇拝は葬られ、資本主義を含めた混成経済政策を採用した。

## 前衛党批判
マルクスは「哲学者は世界をさまざまに解釈してきた。しかし重要なのは世界を変革することだ」と主張し、理論革命家が革命を先導すべきだと主張した。これをレーニンは前衛主義として受け継ぎ、前衛党組織をつくった。しかし、もしマルクスの言うように革命が「歴史の必然」ならば、知識人インテリ(ロシア語でインテリゲンツィア)が信念を持って革命を遂行する必要などないはずである。マルクス主義は、断片的な改良にとどまる「改革主義」は悪であり、その弊害は、旧体制を完全に打倒し、革命家が定めた新体制に置き換える革命によって、回避できると結論する。しかし、特定の限定された改革を実行する人びとが間違いを犯すことは十分にありうることであり、改革を続けるうちに、新たな意図しない困難が現れることは、人間の行動が完璧であることを期待しない正当な理由ともなるとアクトンはいう。
「弁証法的唯物論」を名付けたゲオルギー・プレハーノフは、資本主義の矛盾が共産主義の前提条件だと考えており、レーニンらの前衛にたつエリートによるトップダウン式の革命を心底から嫌って、そのような熱病的暴動がおきれば、ツァーリの専制政治が復活するだけの結果となると批判した。
なお、エンゲルスは前衛が先導するトップダウン式の革命を疑問視し、知識人やプロの革命家ではなく、労働者階級そのものによって指導される党を信じた。エンゲルスは1894年に第一インターナショナルニューヨーク本部書記長フリードリヒ・ゾルゲに、共産主義は自己選出の臨時政府によって課されるものではないとして、マルクス理論を硬直化した正統派信仰に単純化してしまった政党によって準備なしに信仰箇条として労働者に押し付けられてはならないと語っていた。
笠井潔は、インテリゲンツィアを知的無用者だと述べ、彼らが革命の理想にとりつかれたのは、本来は無用者であるのもかかわらず、自分をひとかどの人間だと思い込んだエリート意識であり、過剰な自己観念であり、にもかかわらず自分を評価しない社会に対するルサンチマン、劣等感であると指摘している。無目的で鬱屈としたインテリにとって、マルクスの革命理論は絶好の受け皿となった。これらのコンプレックスと自意識の強い田舎インテリの姿は、ドストエフスキーの文学などに多種多様に描写されている。前衛主義とは大衆を愚衆と考えた傲慢なエリート主義であり、排他的で硬直化した独善性である。それはレーニンの「マルクス主義は真理であるがゆえに全能である」という言葉に象徴されている。人民を解放しようという献身的な利他性どころか、世界を意のままに動かそうとする肥大化したエゴであり、ソ連が収容所群島と化したり、連合赤軍が観念的なテロリズムに走るのは、その独善性と傲慢さゆえに必然であると指摘している。
吉本隆明は、知識人階級は非現実的で抽象的な理想に走るのではなく、＜大衆の原像＞を自分の理論の中に組み込むことが、世界を正しく認識する上で重要だと主張している。

## その他の批判
以上の他にも以下のような批判がマルクス主義に対してなされた。
政治学者ハロルド・ラスキは「カール・マルクス」(1922)で、政治学者レイモン・アロンは「歴史哲学入門」(1938)「知識人とマルキシズム」(1955)「自由の論理」(1965)で、それぞれマルクス主義を批判した。
仏教学者江部鴨村の「仏教概論　釈尊とマルクス」(昭和23)、大野信三「仏教社会・経済学説の研究」(昭和31)、武並義和「イデオロギー支配と逆ユートピア」 (1975年)などもマルクス主義を批判した。

### 戦争論
マルクスは歴史上の全ての闘争は階級闘争であると主張する。レーニンは共産主義が普及したら階級闘争はなくなり、世界から戦争もなくなると主張したが、戦争原因は経済的合理性には還元できない。フランシス・フクヤマは戦争は精神的な気概、優越願望の衝突によって起こると主張する。

### レーニン反映論への批判
レーニンは、認識は人間による自然（物質）の反映であるという反映論を説き、意識は大脳の機能に過ぎないと述べた。レーニン的な弁証法的唯物論は、つきつめれば人文・社会科学領域も自然科学によって説明できるとする自然科学至上主義であり、自然科学万能論である。しかし、医学的な大脳生理学や神経学がどれだけ発達しても、知覚の問題は説明できても、解釈や感想、評価という人間の行う意味付けや価値付け、審美眼の部分は説明できない。吉本隆明はいくら人体を医学的に解剖しても、その人の性格や哲学、思想は分からないように、精神は肉体から派生するが還元はできないとして、自然科学ではアプローチ（観察）できない人間の解釈、感想、審美眼を「幻想」と呼んでいる。
生物も高度で複雑な機械に過ぎない（機械論）という指摘もあるが、生物と機械は違う。機械は任意に分解し、組み立てなおすことができるが、生物は一度分解したら死んでしまい、もう二度と活動を再開することはない。生命活動は身体的な全体性があって初めて成立するものであり、各要素や各部分、各器官に分解することはできないのである。外的な損傷がなくても、生物とその死体は魂が抜けたとしか表現しようのない、不可逆で質的な断絶がある。無機的な物質には存在しないが、生物には存在する根源的なエネルギーを、人々は昔から霊魂（ゴースト）、精神分析学のジークムント・フロイトはEs（エス無意識の本能衝動）、吉本隆明は原生的疎外と呼んでいる。

## 関連する作品
小説
- アイン・ランド『肩をすくめるアトラス』1957年
- アレクサンドル・ソルジェニーツィン『収容所群島』1973年-1975年